# Cucurbita pepo, C. maxima, C. moschata, C. argyrosperma
Si no es este el grupo de cultivos que estabas buscando quizás debas buscar en Calabazas, calabacines, zapallos, zapallitos y nombres afines

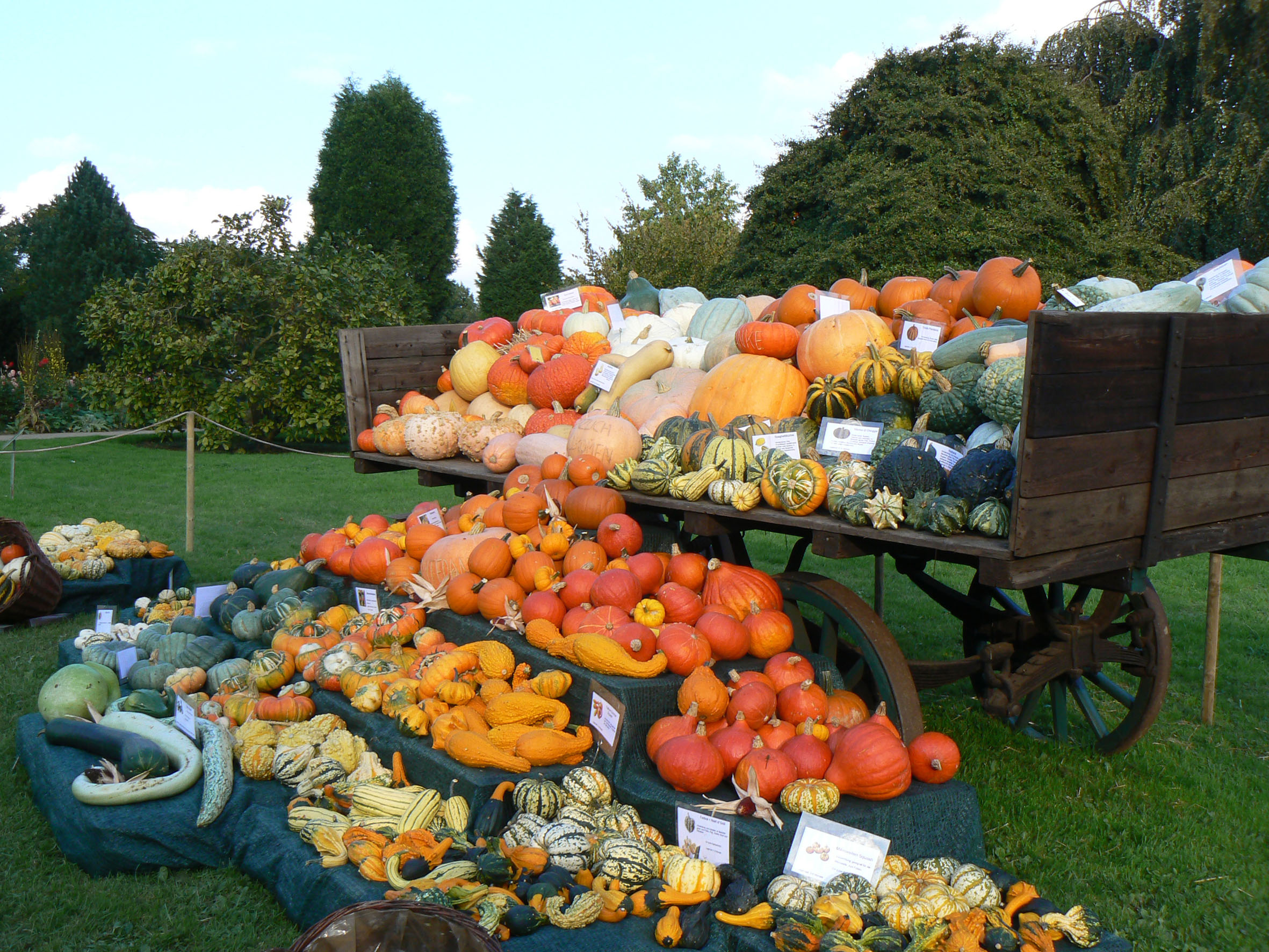
Frutos maduros (salvo Lagenaria siceraria, abajo a la izquierda), estas son las cuatro especies de las que se puede hacer "puré de zapallo" (= "puré de calabaza") con la pulpa del fruto maduro. Las variedades más pequeñas son cultivadas como ornamentales.

Los zapallos, zapallitos, ayotes, auyamas, pipianes, calabazas o calabacines son los frutos maduros o inmaduros de variedades domesticadas de cuatro especies afines del género Cucurbita: Cucurbita pepo, Cucurbita moschata, Cucurbita maxima, y Cucurbita argyrosperma en una época conocida como Cucurbita mixta; las especies biológicas no hibridan entre sí pero sus frutos poseen usos culinarios indistinguibles, y si bien sus nichos ecológicos no se solapan completamente, se suelen describir en conjunto debido a que en líneas generales su biología y cultivo son similares. Al mismo género Cucurbita pertenece una quinta especie domesticada que evolutivamente está un poco alejada de estas, Cucurbita ficifolia, de un sabor distintivo y usos culinarios diferentes de las anteriores, cultivada en las grandes alturas montañosas tropicales de clima fresco, que aquí no será tratada.
Son plantas de hábito anual en climas estacionales, es decir la planta adulta no forma órganos reservantes y posee la estrategia ecológica de sobrevivir la época desfavorable estacional como semilla, y están adaptadas a ambientes mesofíticos -con niveles medios de temperatura y humedad-. Se domesticaron en América y luego del contacto con Europa se dieron a conocer en el resto del mundo, son especialmente apreciadas por sus frutos maduros o inmaduros y sus semillas; sus brotes tiernos y flores también son comestibles..
En sus regiones de origen pueden coincidir con variedades silvestres de las que desde varios kilómetros puede llegar polen a las variedades cultivadas de su misma especie haciendo que sus semillas se desarrollen como plantas de fruto amargo y no comestible. Estas especies han recibido atención internacional a nivel genético en los últimos años, y ya se cuentan con genomas completos para cada una de estas especies.

## Biología

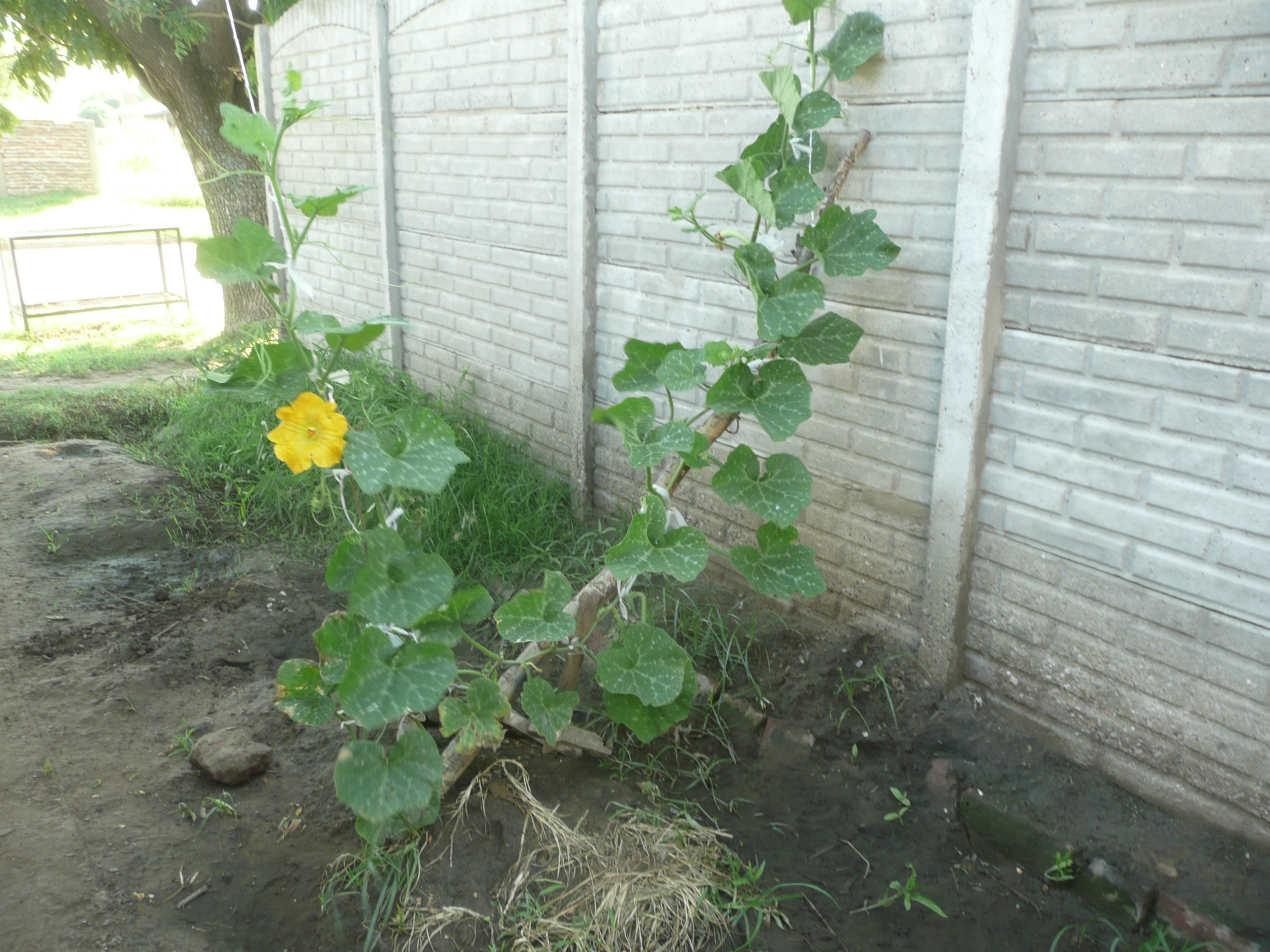
Planta "guiadora" a la que se dejó la guía primaria y una guía secundaria.

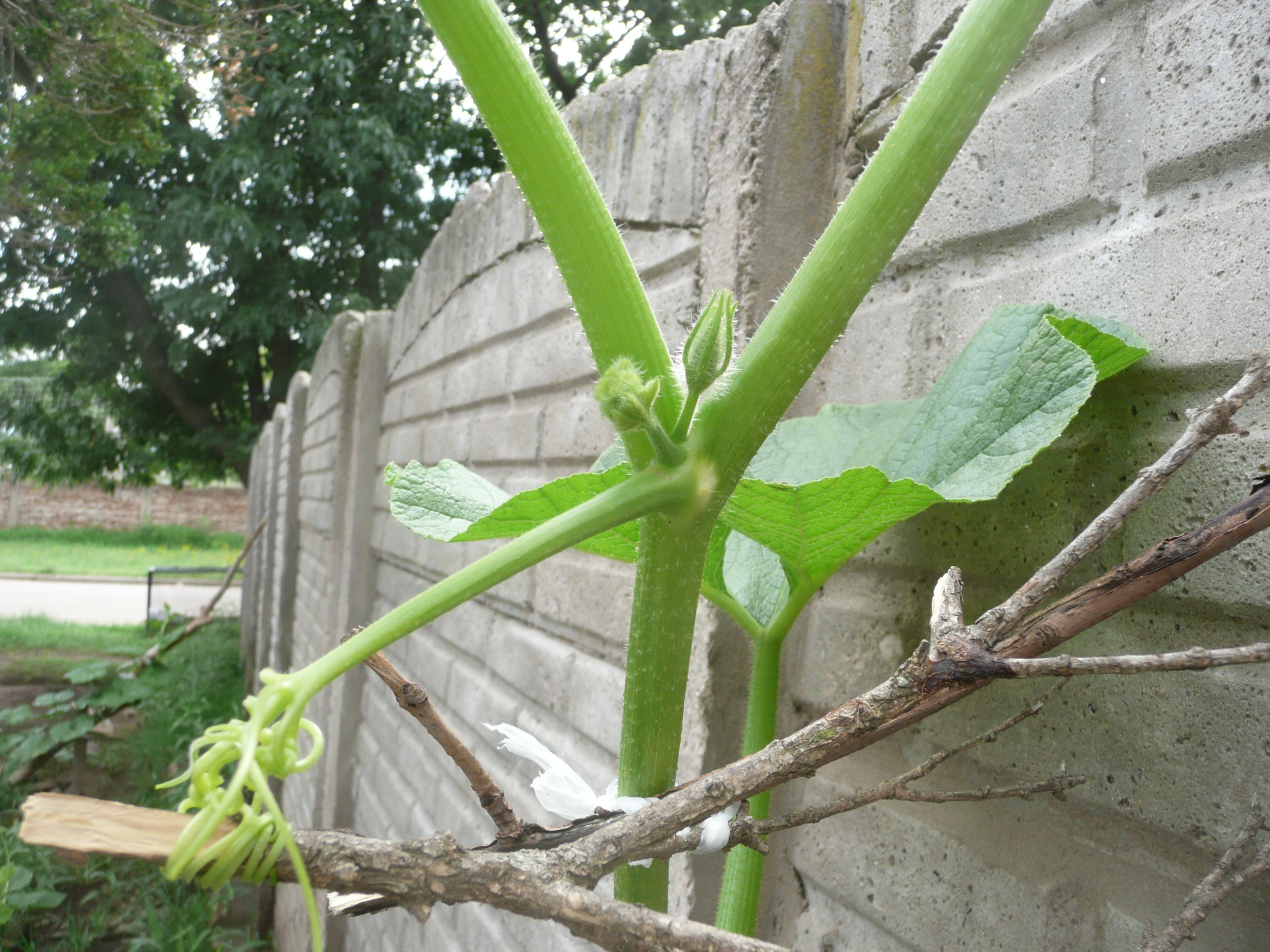
Nudo: zarcillo, dos yemas (una vegetativa y una floral masculina), el pecíolo de la hoja hacia arriba a la izquierda, los dos entrenudos.

La planta es una típica cucurbitácea: guiadora, rastrera (que enraiza en los nudos) y trepadora, se desarrolla más rápido a temperaturas cálidas (25-30 °C) y muere con las heladas; prefieren los veranos largos y abundante agua. Poseen nudos y entrenudos bien definidos, en cada nudo se origina una hoja, en general dos yemas, un zarcillo que se enrosca alrededor de un soporte, y raíces adventicias, que aparecen si el nudo está sobre tierra húmeda o en días muy lluviosos. Algunas desarrollaron entrenudos tan cortos que les dan un aspecto arbustivo o "de tronco". Son anuales y adaptadas a climas templados y estacionales, si el invierno no es muy fresco pueden vivir más de un año; algunas variedades de C. moschata y C. argyrosperma están bien adaptadas a climas tropicales y torrenciales. Flores masculinas y femeninas se originan en la misma planta, se abren por una sola mañana y no vuelven a abrirse, la polinización es mediada por insectos, principalmente abejas. Una misma planta puede autopolinizarse sin que las generaciones siguientes pierdan viabilidad. El ovario fecundado pasa por estadios de zapallito (calabacín) y luego del "llenado" madura su cáscara formando una calabaza, que si no se corta de la planta sigue madurando su pulpa durante varias semanas más, sustituyendo parte de los almidones por otras sustancias químicas más elaboradas. La corteza lignificada (endurecida) de la calabaza almacena el interior durante algo más de un año, a lo largo del cual la pulpa va perdiendo su humedad, pero en muchas variedades cultivadas el fruto se seleccionó con una corteza menos endurecida lo que como consecuencia disminuye en el mismo grado el tiempo de almacenamiento. La corteza puede tener una dureza que se corte solo con machete o serrucho, o con cuchillo de cocina muy o poco afilado, o en el otro extremo puede ser tan fácil de esculpir como las calabazas de Halloween y almacenarse solo por un mes. La raíz primaria se desarrolla como una raíz principal no reservante que puede llegar hasta 1,8 m de profundidad, de la que se originan raíces laterales que pueden extenderse bastante más allá que las partes aéreas. El desarrollo en profundidad de la raíz es importante cuando no se dispone de riego diario.

### Arquitectura

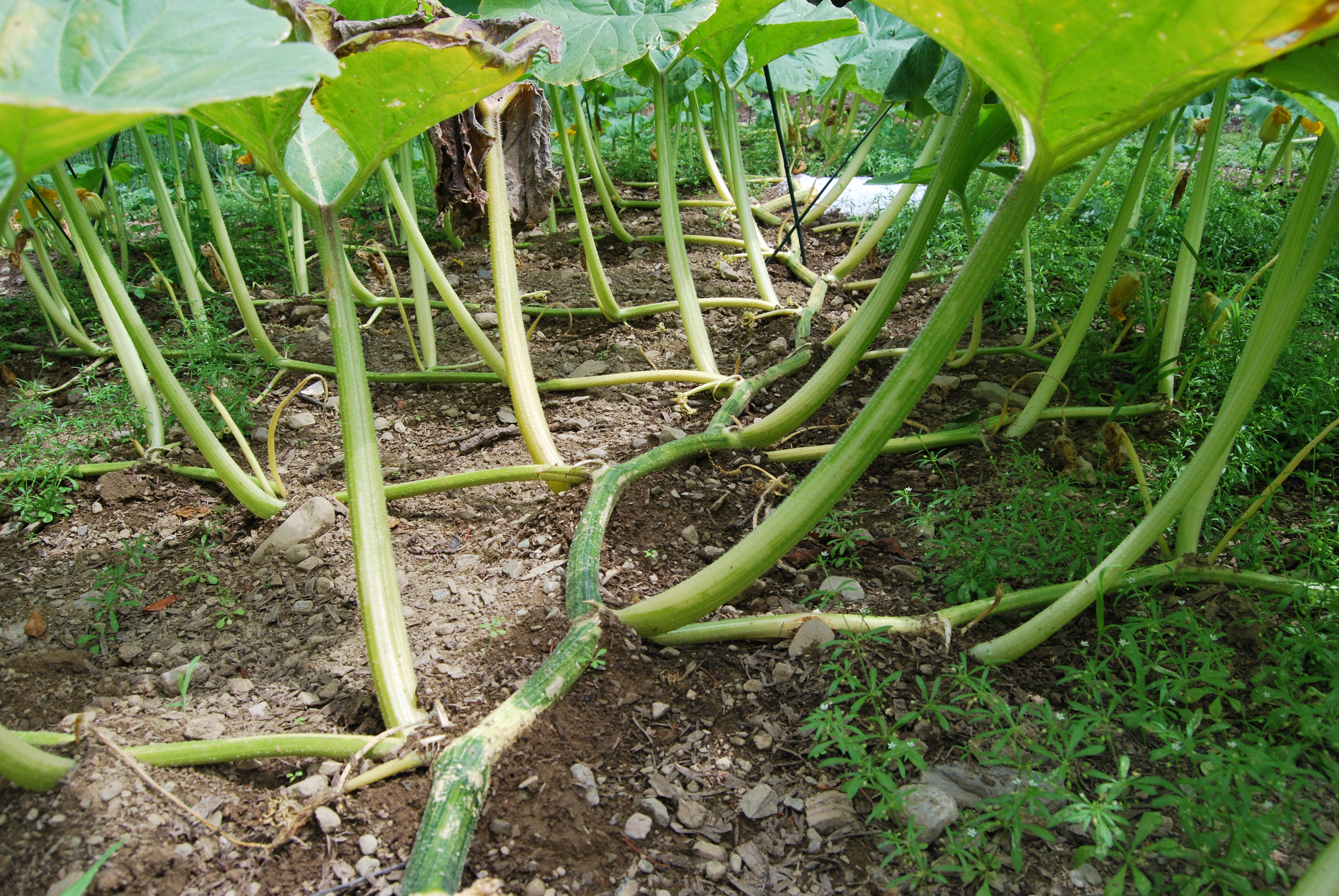
En cada nudo se origina en general una sola rama lateral que se disponen alrededor del tallo alternadamente.

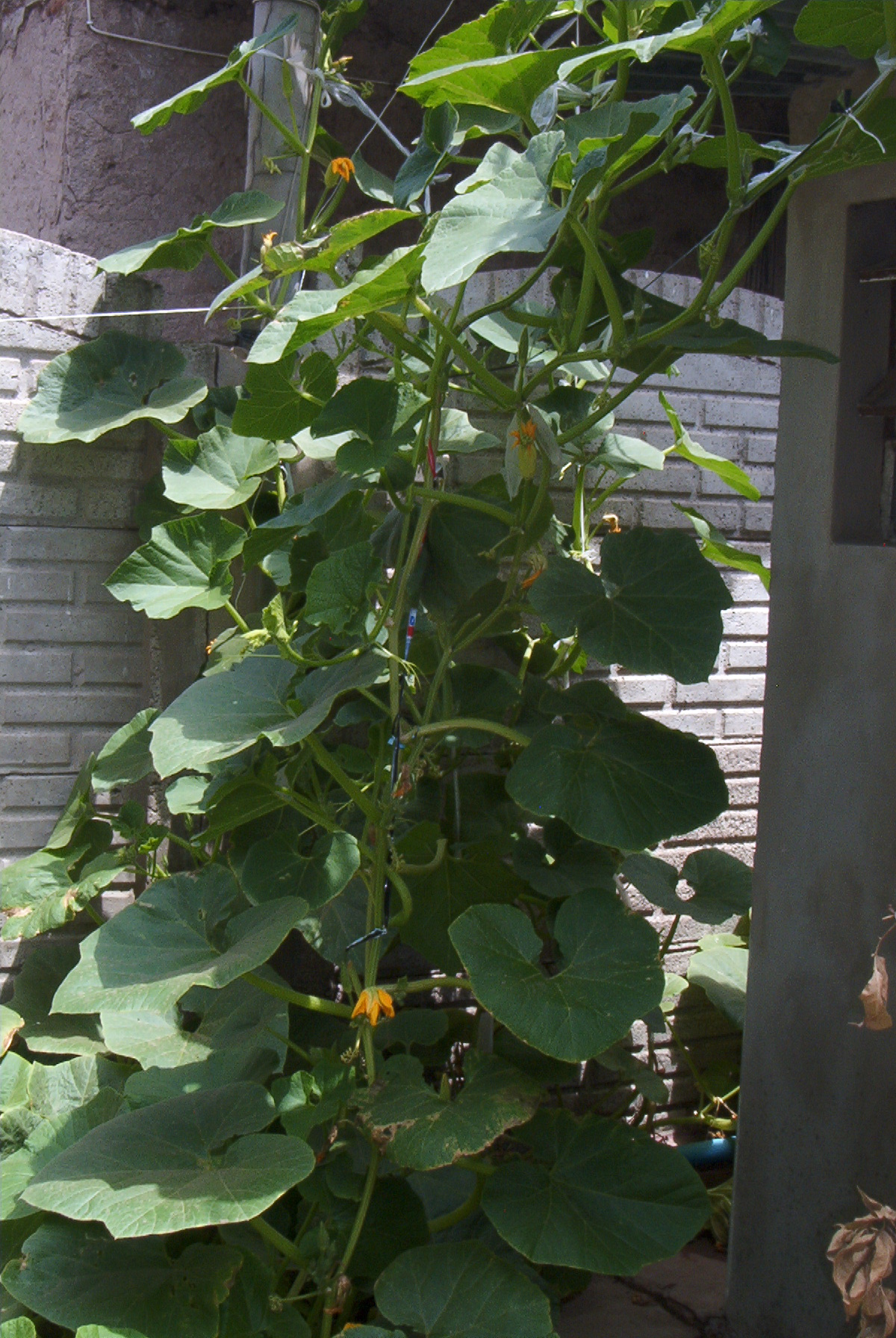
La ventaja de las guiadoras es que se puede levantar las guías hasta un lugar soleado y seco donde produzcan más flores femeninas.

En el primer tallo o "guía primaria" se origina en general una yema por nudo, las "guías secundarias", si son casi tan largas como el tallo primario se llamarán junto con este "guías principales", en ellas pueden originarse a su vez guías terciarias, etc. Existe una nomenclatura que codifica cada guía y cada nudo de la planta.
La guiadora es el hábito ancestral. En los cultivos seleccionados para que el fruto sea cosechado inmaduro para consumir como verdura de estación ("calabacín", "zapallito"), se selecciona un hábito mutante llamado "arbustivo" o "de tronco", en que la guía principal posee entrenudos tan cortos que le dan un aspecto de "tronquito" y a la planta un aspecto arbustivo, sobre las plantas "de tronco" se selecciona de forma de disminuir lo más posible la emisión de guías laterales. La preferencia del horticultor por este hábito se debe a que hay que recorrer el campo varias veces por semana en busca de frutos inmaduros del tamaño comercial para cosechar, y las guiadoras aumentan mucho el tiempo empleado en la cosecha. Las plantas de tronco y las guiadoras son similares en el estadio de plántula, desarrollan sus primeras hojas sin alargar los entrenudos, en lo que pareciera ser el mismo nudo en el que se encuentran los dos cotiledones fotosintetizantes, luego de lo cual las guiadoras de entrenudos más largos se van diferenciando de las de tronco. Sobre las plantas de tronco se busca que coincidan caracteres genéticamente independientes como una floración y fructificación más tempranas y los relacionados con cáscara y pulpa en el momento de la cosecha. Son modernas las plantas de tronco "de hábito abierto" (open habit), cuyo tronquito es erguido y los pecíolos se orientan horizontalmente, lo que facilita la cosecha. Como en guiadoras, el largo de los entrenudos también depende de la incidencia de luz solar, a menor intensidad lumínica los entrenudos serán más largos.
Chequear. Pueden comercializarse plantas de semi-tronco o semiarbustivas, que son de tronco solo en las primeras 5-6 semanas luego de lo cual se vuelven guiadoras, y genéticamente son híbridos heterocigotas de una línea arbustiva y una guiadora. "Los cultivares semiarbustivos exhiben un patrón de crecimiento uniforme, tipo roseta alrededor del eje del tallo por las primeras 5 o 6 semanas desde la siembra, permitiendo el cultivo entre filas espaciadas tan angostamete como 1,5 u 1,8 m con injurias mínimas a las plantas. Una cobertura de hojas casi completa ocurre dentro de las 7 semanas desde la siembra, efectivamente ahogando todas las malezas de germinación más tardía. Aun cuando algunos cultivares guiadores están en la actualidad siendo utilizados en sembrados de alta-densidad para dar sombra a las malezas, el patrón de crecimiento uniforme de los cultivares arbustivo y semiarbustivo son más adecuados para esta técnica." Las plantas de tronco de Cucurbita pepo y Cucurbita maxima se cultivaban hasta los '1980 solo para fruto cosechado inmaduro, pero debido a que el hábito es más apto para cultivar en terreno sistematizado para riego y protección contra fríos y heladas, disminuye la necesidad de herbicidas químicos debido a su compacta cobertura del suelo, y capta más eficientemente la luz, se desarrollaron desde los '1980 variedades de tronco y de semi-tronco para fruto maduro, las que se siembran a una densidad de a una planta por fruto cuando es importante maximizar la uniformidad del fruto.:354.2.17 También son de aparición reciente, de '1990, las variedades de tronco de C. moschata. 
Las variedades guiadoras tampoco son todas iguales, las hay más expansivas (con pocas guías 'principales' que se desarrollan muy largas) y más compactas (con guías cuyos meristemas apicales son de crecimiento más lento y son muy ramificadas), las hay más y menos vigorosas, las hay más y menos cobertoras, es decir que cubren una misma área con mayor o menor área foliar. En la producción a campo se pueden preferir cultivares con una rápida cobertura del suelo cerca del origen de la planta, en una huerta familiar con techo o pérgola se pueden preferir las variedades más expansivas. Chequear: Las plantas "de crecimiento determinado", cuyo desarrollo vegetativo se detiene en algún momento sin emitir más yemas nuevas, no han llegado a cultivares comerciales.
La arquitectura de la planta puede ser controlada en parte manualmente, en plantas cortar una yema terminal induce que las yemas detrás de la misma desarrollen guías cubriendo de forma más compacta el terreno cerca del sitio de germinación; eliminar los primeros pimpollos florales elimina la carga de los primeros frutos acelerando el crecimiento vegetativo de la planta de forma que prosperen con más facilidad los frutos subsiguientes.
En general, las flores se originan de a una flor por nudo, tanto en la guía principal como en las laterales, las flores femeninas cada 4 a 6 nudos dependiendo del cultivar y las condiciones ambientales, las flores masculinas en un número algo mayor de nudos. En un mismo día las flores masculinas en antesis están unos nudos más atrás que las flores femeninas en antesis, las flores femeninas se desarrollan más rápido que las masculinas. La guía debe seguir avanzando para seguir produciendo flores femeninas, las flores masculinas pueden volver a originarse en nudos donde ya ha habido una flor femenina. Los primeros días de floración normalmente aparecerán solo flores masculinas, pero luego aparecen flores femeninas y masculinas, pudiendo efectuarse la polinización.

### Flores y polinización
Las flores masculinas son de pedicelo más delgado y largo que las femeninas, en las cuales se observa el ovario (futuro fruto) debajo del hipanto o copa. Los pétalos amarillos están connados (unidos entre sí, corola gamopétala), al igual que los sépalos verdes (cáliz gamosépalo), cada lóbulo de la corola es el sector distal de un pétalo, cada lóbulo del cáliz es el sector distal de un sépalo, los 5 pétalos se alternan con los 5 sépalos.

Flores
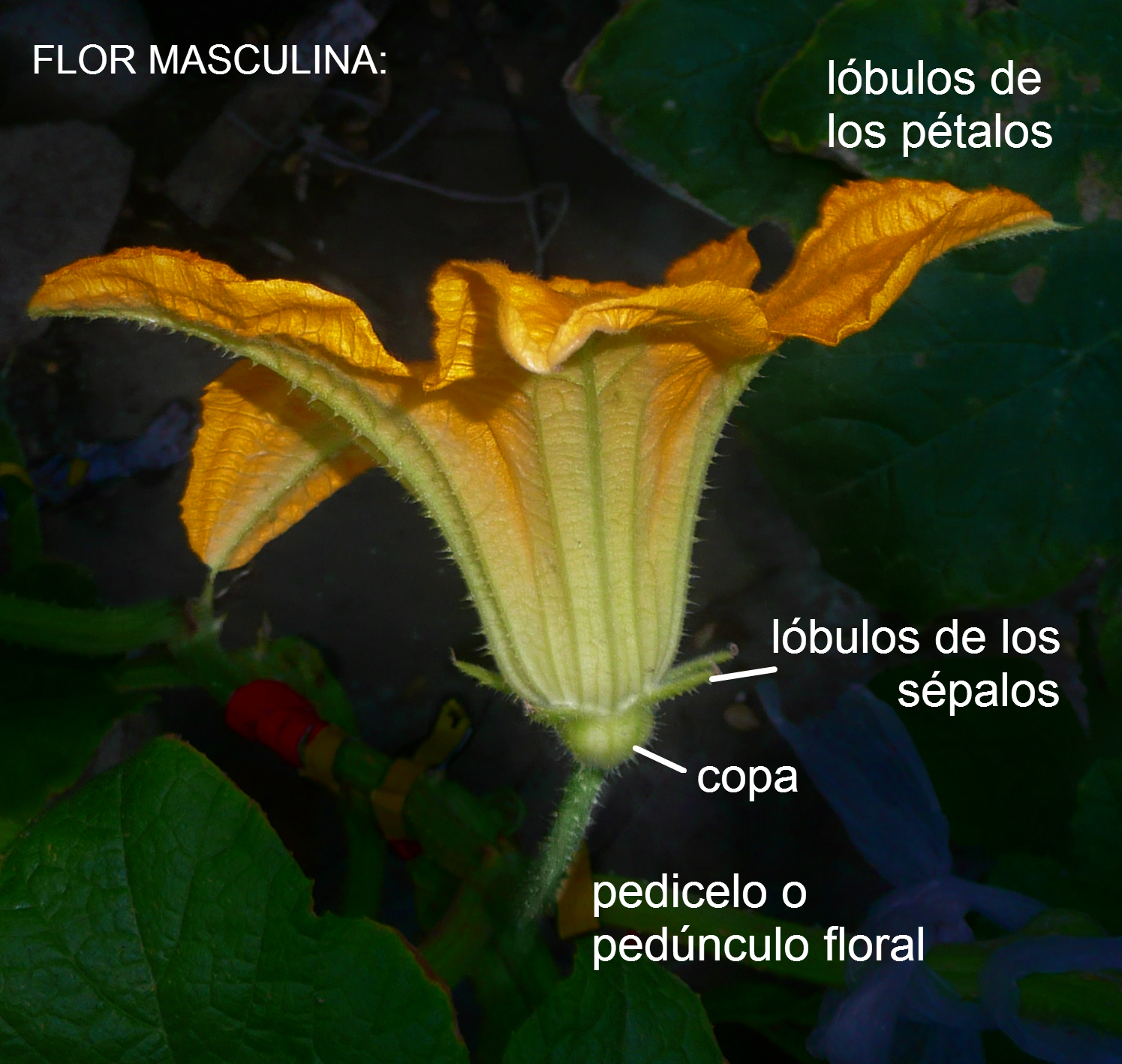
Flor masculina.
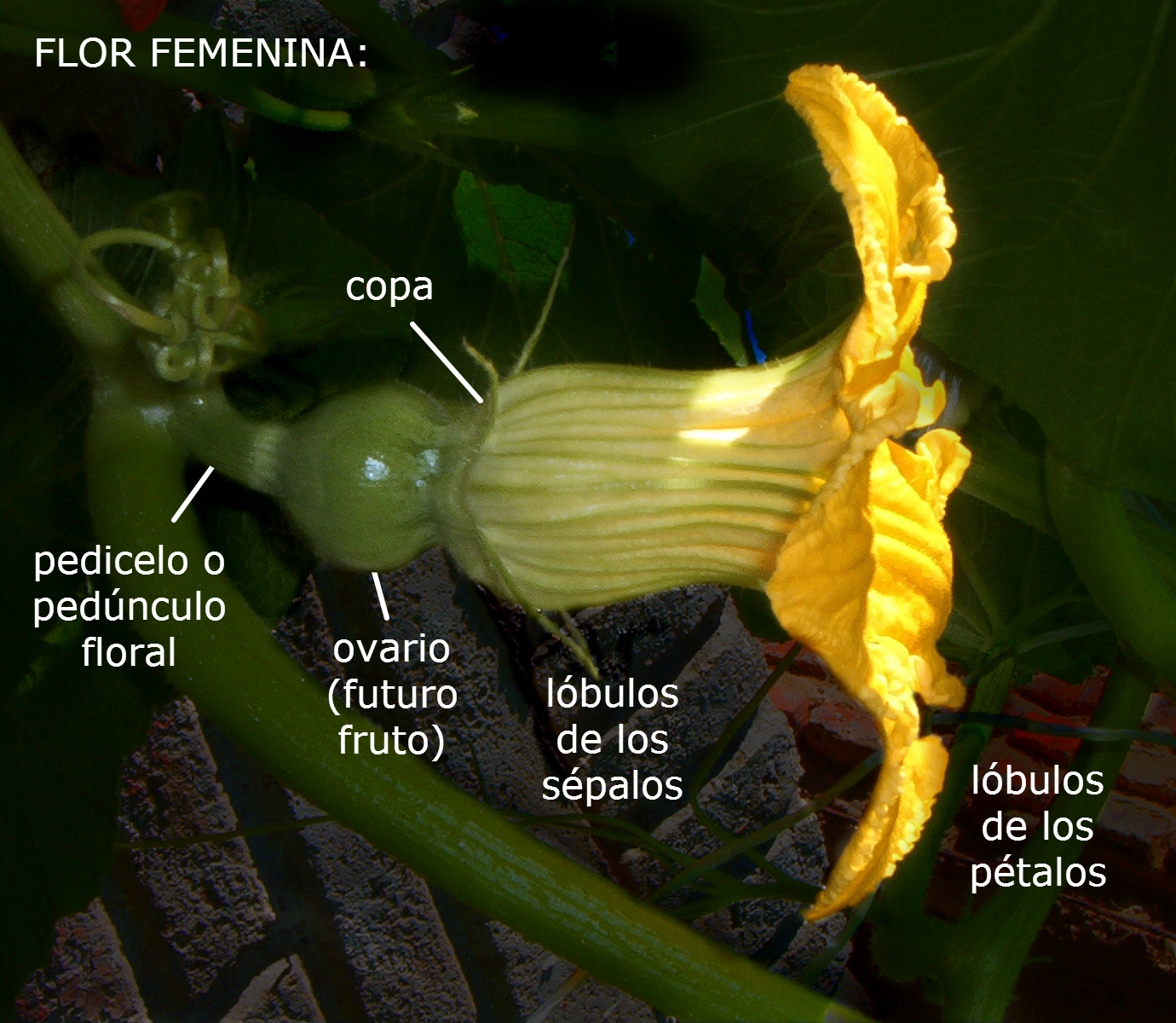
Flor femenina, el ovario (futuro fruto) en su sector inferior.

Cada cultivar posee diferentes horarios de apertura y cierre. Se puede saber si la flor está abriéndose, totalmente desplegada o cerrándose por la curvatura de sus pétalos. Las masculinas se abren media hora antes que las femeninas.

Apertura y cierre
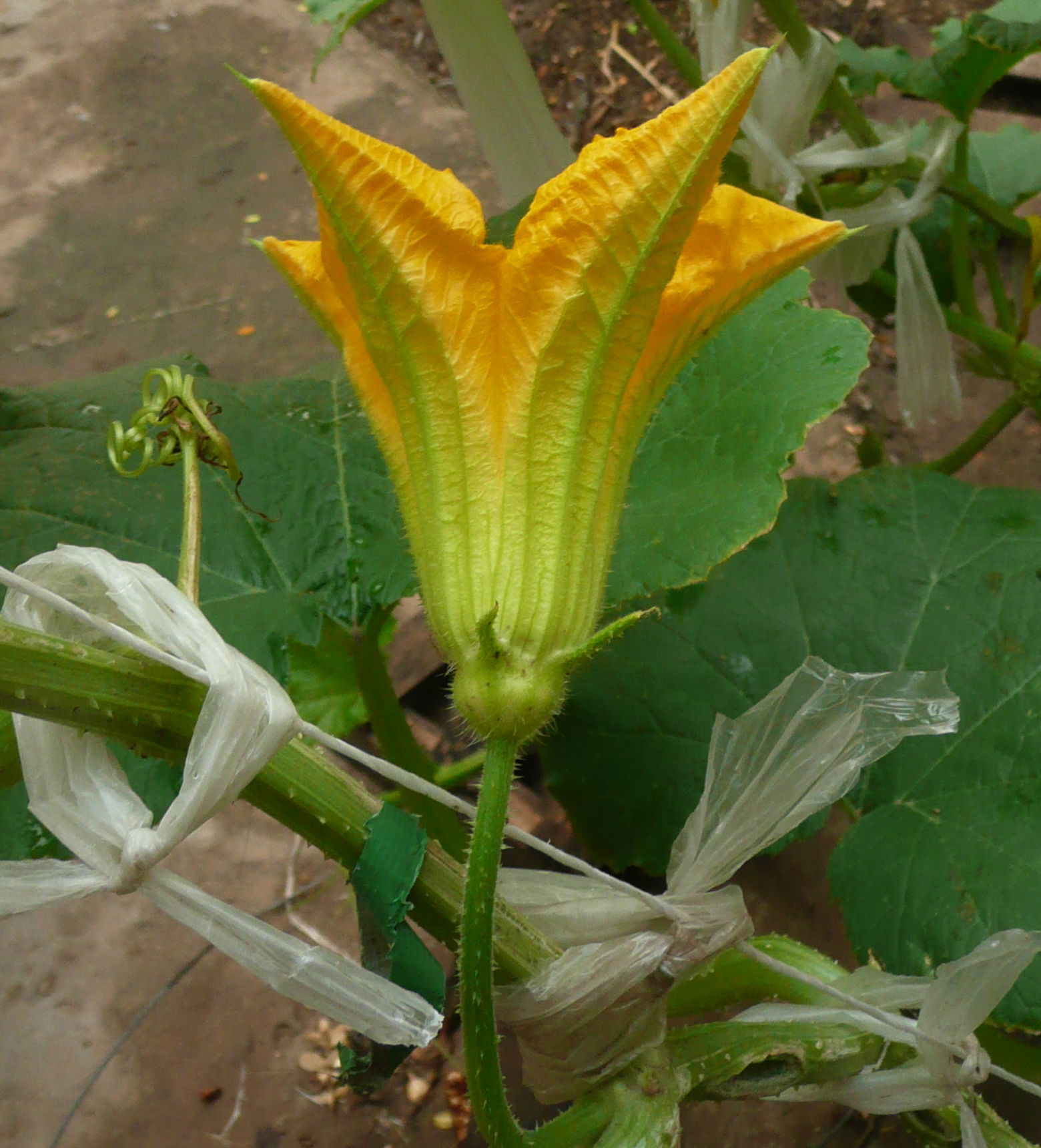
Flor masculina abriéndose.
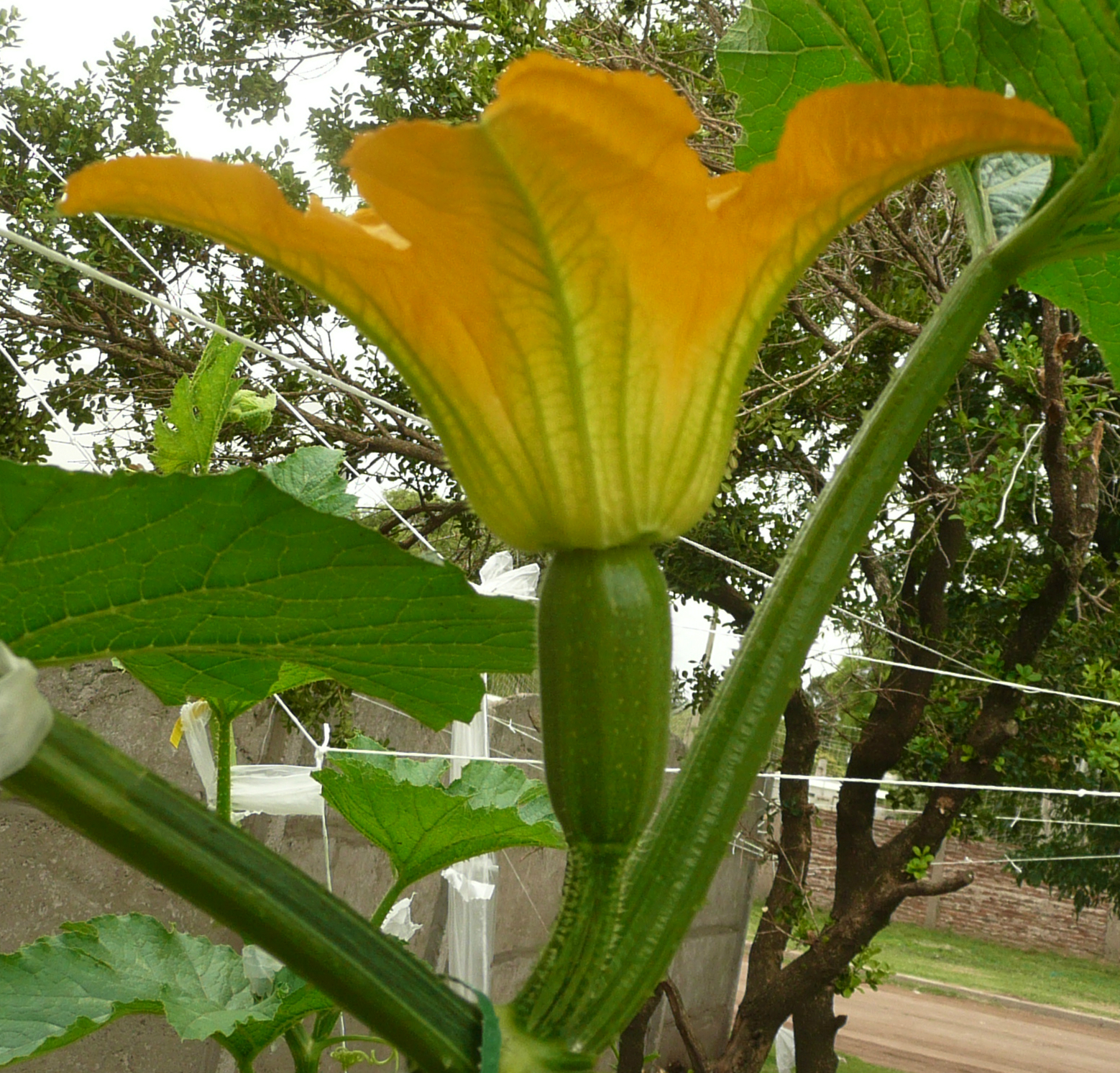
Flor femenina con pétalos totalmente desplegados.
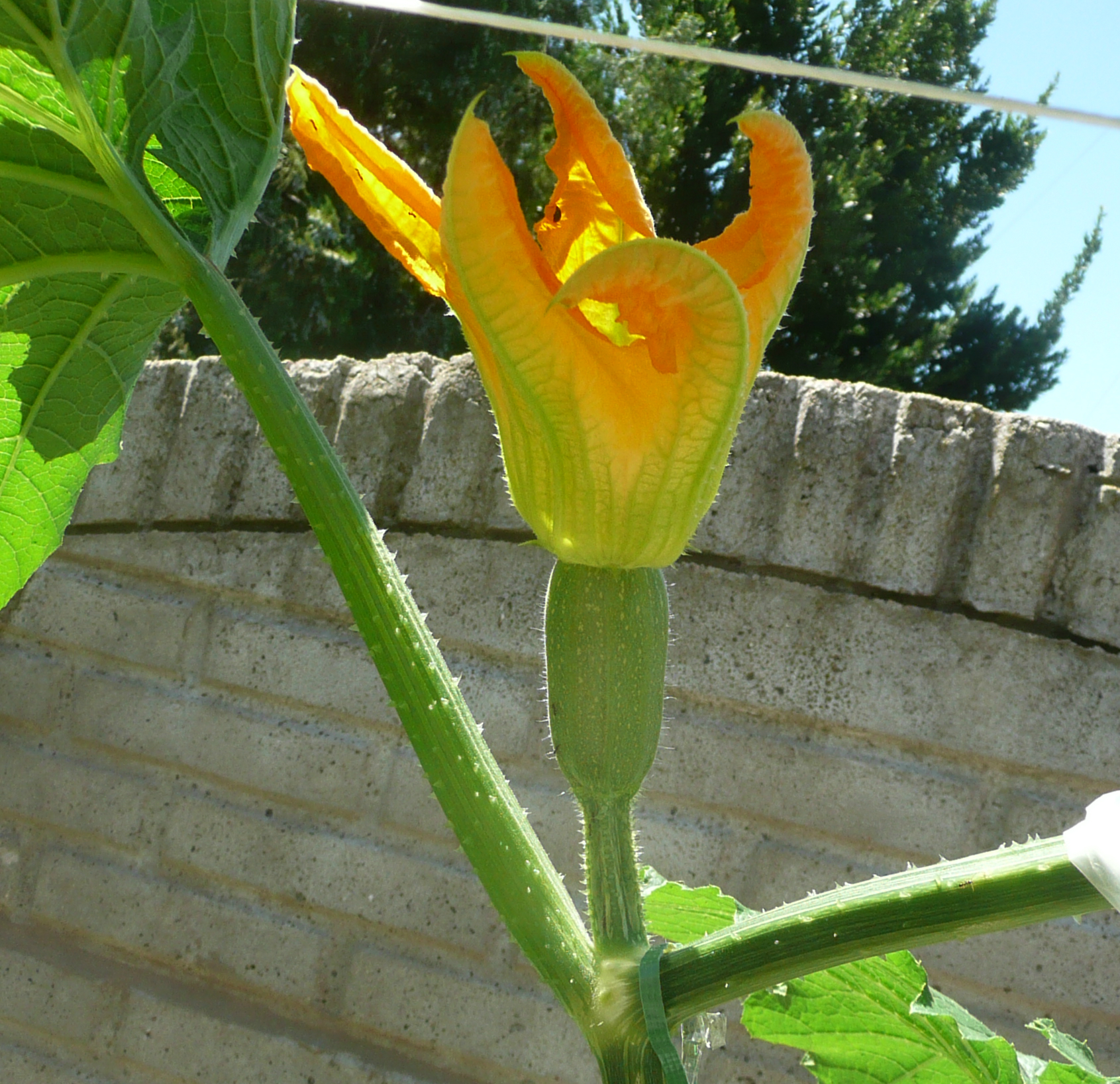
Flor femenina cerrándose.

Flor masculina. Se define como en Cucurbitaceae.

Flor masculina
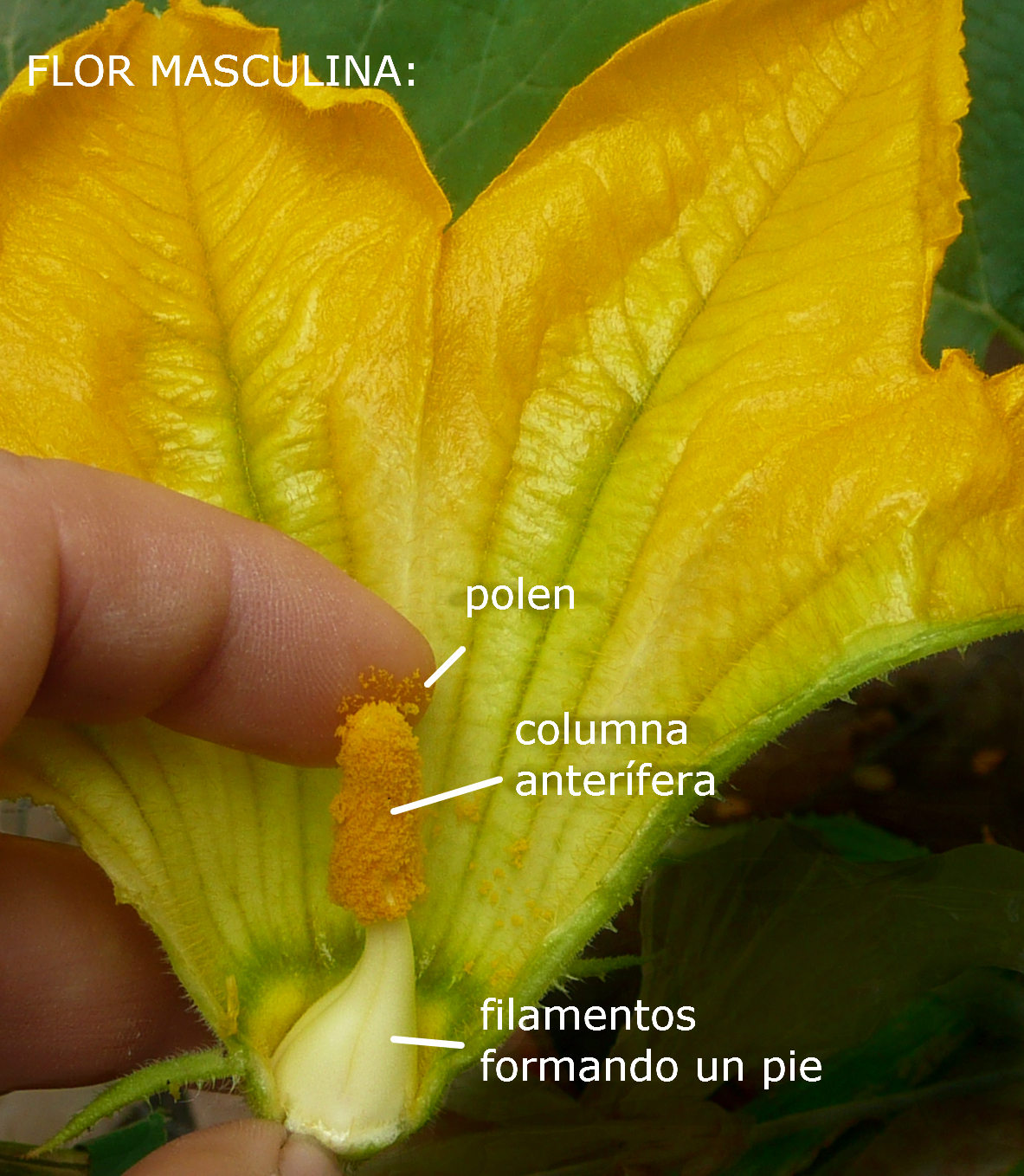
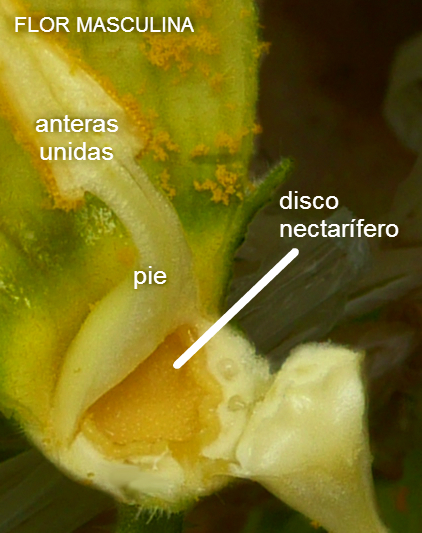
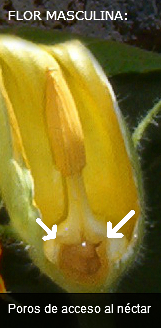
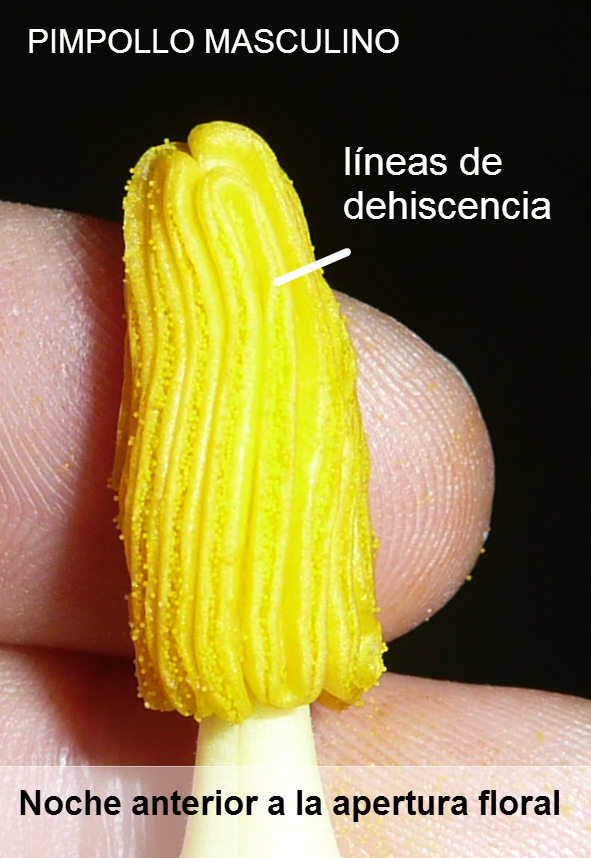

Hipanto. Los pétalos están fusionados en un tubo floral que en la parte inferior forma una copa (hipanto) al fusionarse en la base con la base de los sépalos verdes, formando un tubo periantal, y continuado en la base por el receptáculo, en Cucurbitaceae los estambres pueden estar insertos a diferentes alturas del hipanto y por lo tanto contribuir a él apendicularmente en mayor o menor medida. En Cucurbita, los estambres están fusionados entre sí en mayor o menor grado por sus filamentos, y la anteras lo están totalmente en una sola cabezuela que funcionalmente es una única antera, la "columna anterífera". El número de estambres como en Cucurbita es 5, que aquí parecen 3 (3 parecen ser los filamentos que forman el pie, 3 parecen ser las anteras, dos ditecas y una monoteca) debido a un proceso de fusión durante el desarrollo, de forma que hay dos pares de filamentos fusionados y uno simple del mismo tamaño, y cada una de las 5 tecas pertenece a una antera, en lo que Whitaker y Davis (1962) llamaron dos "estambres compuestos" y un "estambre simple". Cuando ocurre la apertura floral (antesis), las anteras ya están abiertas por sus líneas de dehiscencia de forma de exponer el polen maduro, de tamaño grande y pegajoso por la presencia de pollenkitt con el que se adhiere al cuerpo de los insectos que visitan la flor en busca de las recompensas de néctar. Los filamentos de los estambres ocupan todo el verticilo elevándose como un cilindro salvo 3 poros entre los 3 'filamentos', los cuales al fusionarse apicalmente encierran el sector de la flor interior a ellos en una cámara, la cámara nectarífera, dentro de ella, en su base, un sobrecrecimiento secretor de néctar, el nectario o disco nectarífero, de origen receptacular termina en un margen elevado en forma de collar (:261). Los 3 'filamentos' dejaron en su base los poros necesarios para acceder al néctar (nectary pores). La noche anterior a la antesis de la flor ocurre la antesis de las anteras.
Las flores de Cucurbita presentan muchas anormalidades o excepciones (:77).
Flor femenina. Se define como en Cucurbitaceae.

Flor femenina
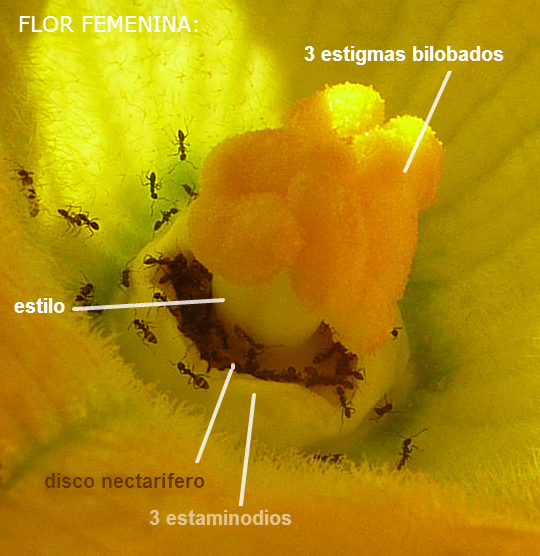
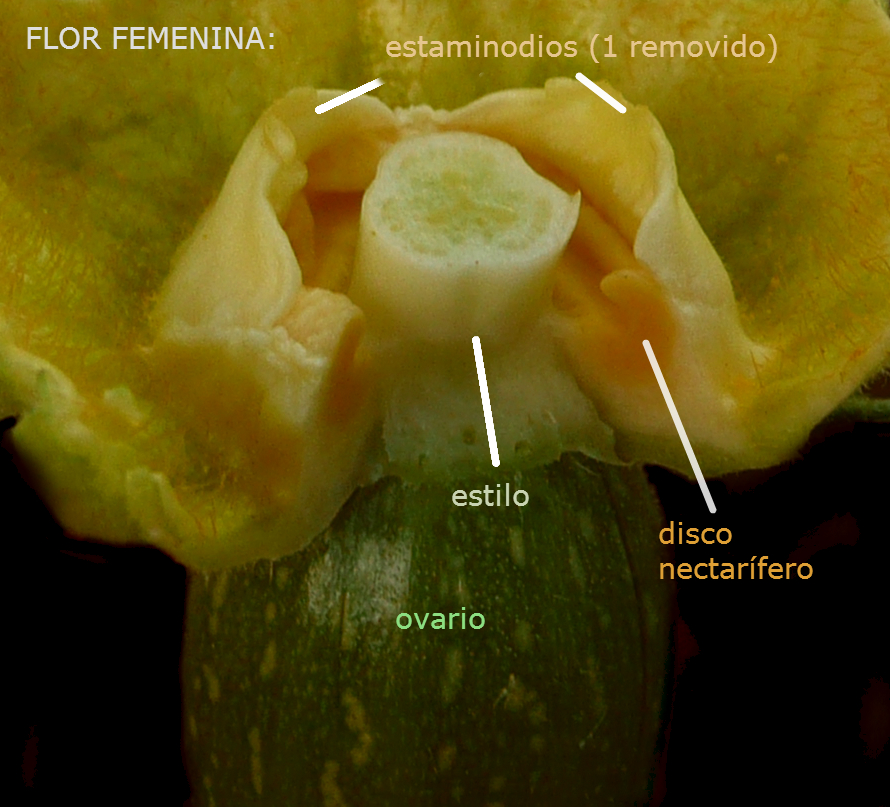
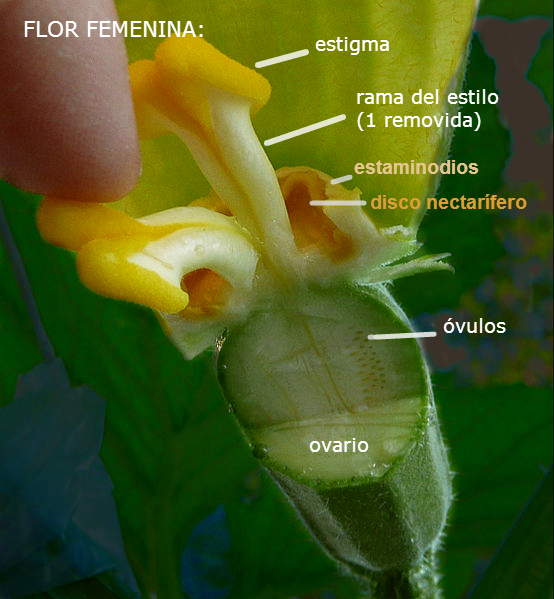

El pedicelo o pedúnculo floral desemboca en el receptáculo que envuelve al ovario (el futuro fruto) ínfero, luego del cual se origina una copa (hipanto) similar a la de la flor masculina, formada por el receptáculo en la base y sépalos y pétalos y estaminodios (apéndices originados en el verticilo de estambres, no funcionales como tales) e interior a ellos, en la base de la copa, un disco nectarífero en forma de anillo (annulus) de naturaleza receptacular, terminado en un collar como en la flor masculina. Por el medio del anillo nectarífero se eleva el sector superior del gineceo de ovario ínfero, en forma de un estípite blanco, el estilo, que se divide en 3 ramas o cuantas se correspondan con los carpelos de los que esté compuesto el gineceo (cada rama sería el sector superior de un carpelo), y finalizan cada uno en un estigma, amarillo, bilobado. Los estigmas son las estructuras preparadas para recibir el polen y hacerlo germinar, en este caso son secos y papilosos.
Polinización. Las flores se abren con un desfasaje de unos 30 minutos (las masculinas se abren antes) lo cual facilita la polinización cruzada. Ambos sexos producen una profusa cantidad de néctar en sus discos nectaríferos como recompensa de la polinización, que es realizada por insectos tanto generalistas como especialistas. La cantidad de néctar es fija y depende de las reservas de almidón acumuladas en el nectario durante la fase presecretoria, su remoción por parte de los visitantes florales no tiene efecto sobre el total de néctar producido.
El recorrido de las abejas colectoras de néctar durante la polinización fue documentado por Nepi y Pacini (1993):
El 90 % de las flores femeninas se fertiliza si se polinizan al alba, momento en que acaban de abrirse, este es el momento en que realizan la polinización las abejas nativas especializadas Peponapis y Xenoglossa, que trabajan cuando las demás abejas difícilmente están despiertas (Hurd y Linsley 1967, Hurd et al. 1971, Free 1970: 297-301 citados en Teppner 2000).
Los estigmas están "receptivos", con la capacidad de hacer germinar el polen, desde el día anterior a la antesis hasta dos días después de la antesis, pero solo formarán fruto si se polinizan el día de la antesis o el anterior a este. El polen tiene una viabilidad de más del 90 % al momento de la apertura floral, luego de lo cual va perdiendo viabilidad hasta que al día siguiente solo alrededor del 10 % del polen es viable; es probable que estos tiempos dependan de factores ambientales como la temperatura y humedad, y del cultivar. La germinación en el estigma es rápida, ocurre entre los 3 y 5 minutos luego de la recepción, si luego de este tiempo los granos no germinaron su gametofito está muerto o es inviable.

### Ovario y fruto
El ovario es 3-carpelar, correspondiéndose con las 3 ramas estilares y los 3 estigmas. La estructura interna del ovario es similar a la que se observa cuando se cosecha el fruto para consumir inmaduro y maduro, si bien al madurar es más difícil de observar debido a que los tejidos centrales degeneran formando una cavidad cubierta de fibras en la que en algunas variedades todavía están insertas las semillas. La placentación es la de los pepónides, característica de las cucurbitáceas. Según autores como Simpson (2005), el pepónide se define por su ovario ínfero -por lo que la pared del fruto, el pericarpio, se compone de tejido del ovario y del receptáculo, y debe verse la cicatriz del perianto y el androceo en la parte distal del fruto-; unilocular, y de placentacion parietal -sin septos, con las placentas en los márgenes de cada carpelo-, con las placentas intruyendo profundamente dentro de él, formando falsos septos, haciéndolo parecer trilocular. Las placentas tienen entonces en el corte transversal aspecto de flechas dirigidas hacia el centro y con sus lados enrollados hacia sí mismos en el extremo de los cuales se encuentran los óvulos; dos filas de óvulos a cada lado de la placenta. .  Suele haber controversias acerca de si las placentas en Cucurbita y en las demás cucurbitáceas se originan en la periferia o si los septos son las paredes de los carpelos plegadas y las placentas se originan más cercanamente a las semillas, cerca del centro del ovario o quizás solo estarían representadas por el sector más cercano a las semillas (¿placentación involuta?); muchos autores (,:261,) citan para la segunda interpretación los trabajos de Leins y Galle (1971) y (:261) Leins (2000:110-112), el primero también citado en el APWeb junto con Leins y Erbar (2010).

Ovario y fruto, placentación.
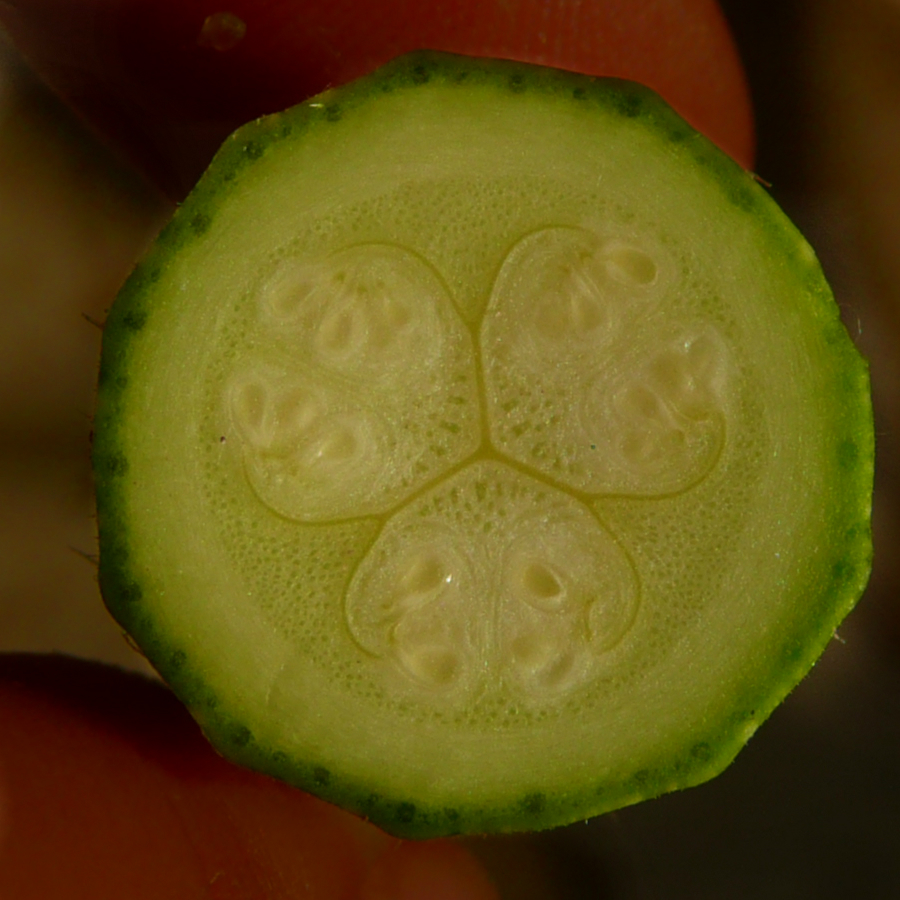
Ovario.
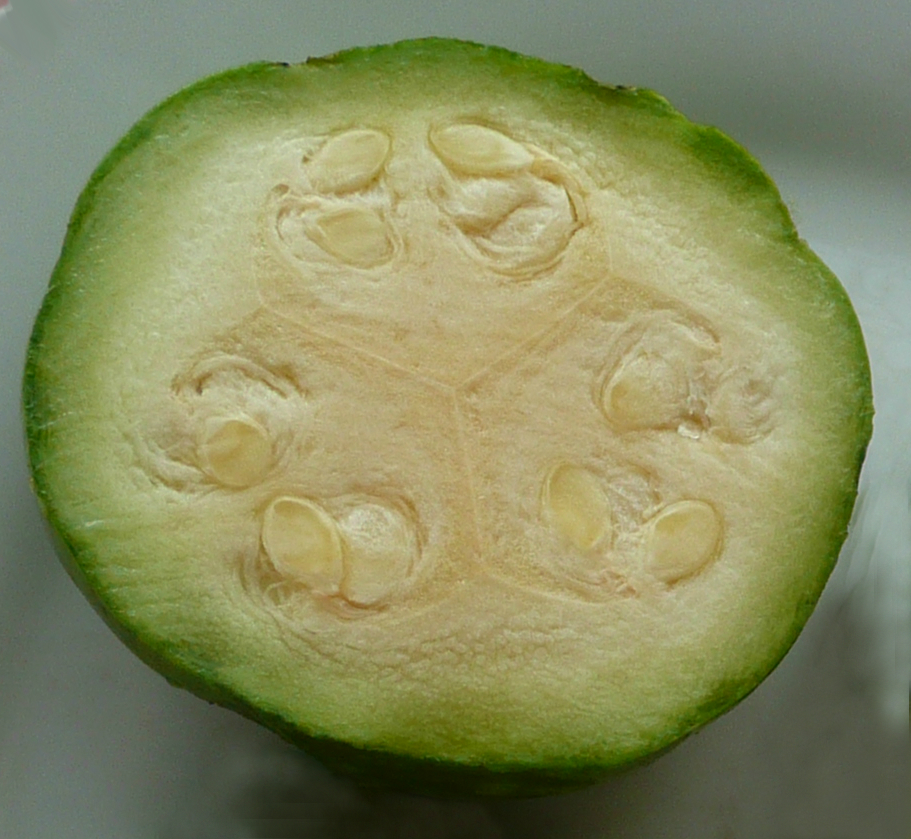
Fruto cosechado inmaduro.
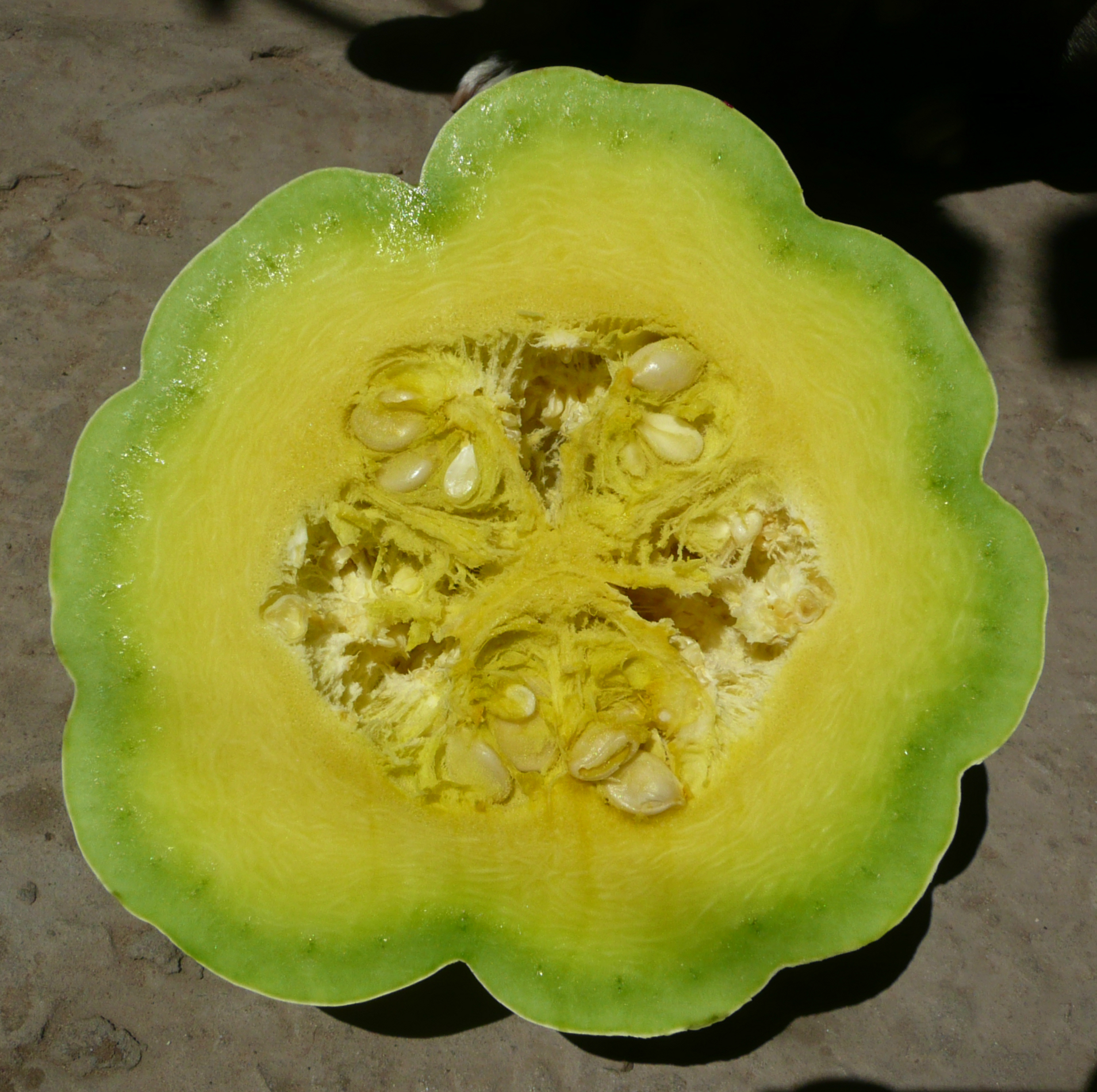
Fruto cosechado muy tempranamente maduro.

El pericarpio fue revisado por Barber (1909) citado por Whitaker y Davis (1962), y se divide en seis tejidos distintivos cuya descripción es generalizada en todas las cucurbitáceas:

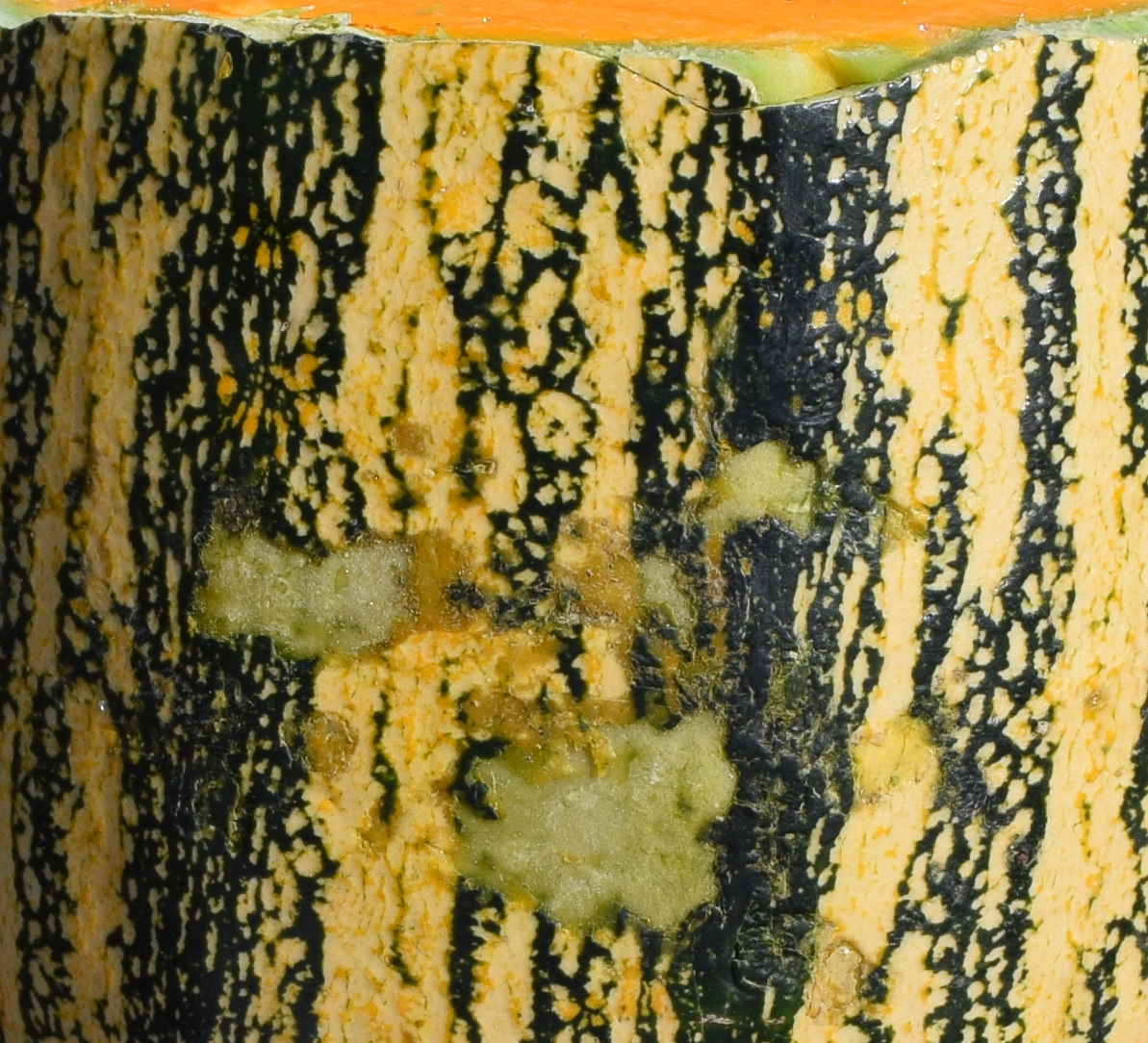
"Piel" (epicarpio hipodermis) raspado que deja ver la capa de mesocarpio externo, en este fruto verdosa algo blanquecina y muy endurecida por la presencia de células "piedra", lo que la hace contribuir funcionalmente al exocarpio.

1. Epicarpio. Las células en su mayor parte poligonales, formando una capa en empalizada (palisade layer), alrededor de los estomas son frecuentemente elongados. Las células están en su pared exterior y en sus paredes radiales cuticularizadas y algo coloreadas.
2. Hipodermis. Pocas o muchas capas de células isodiamétricas que forman el tejido debajo del epicarpio. Las células son algo engrosadas y ocasionalmente pitted.
3. Mesocarpio externo. Células isodiamétricas con celulosa o con paredes esclerenquimatizadas y pitted ("células piedra" -stone cells-, etc.) que forman una zona claramente definida que varía de unas pocas a muchas células de grosor.
4. Mesocarpio medio. Células grandes y usualmente isodiamétricas, de paredes delgadas, muchas veces turgentes con una vacuola acuosa (watery cell sap) y contienen una pequeña cantidad de almidón. Sería la parte blanda de la "cáscara" de la sandía.
5. Mesocarpio interno. Muchas capas de células de paredes delgadas que se asemejan mucho al mesocarpio medio. Por ejemplo es la capa que forma la masa central de tejido rosado, blanco o amarillento en Citrullus (sandía) (:294), en Cucurbita las células son grandes (:275) y esta capa ocupa también el centro del fruto, donde hay una masa de fibras resistentes rodeadas de los restos del parénquima desintegrado que ha formado una cavidad.
6. Endocarpio. Células muy pequeñas de pared delgada y tangencialmente elongadas, ordenadas lado a lado en distintos grupos, que forman un tejido delgado y transparente. Salvo en Cucurbita maxima, esta capa se mantiene tan firmemente adherida a la semilla seca que algunos autores la describen como la capa más externa de los tegumentos de la semilla; Teppner (2000, 2004) la llama de hecho "placenta-epidermis".  "Nunca puede ser una parte tan integral de la testa por lo que es más o menos removible de forma mecánica" (:285-286).

### Semillas
Las semillas son aplanadas, varían en tamaño, forma y color, en la morfología de un reborde o margen elevado que la recorre en los bordes del plano (margin, marginal bulge) -que a su vez puede ser de un color diferente del cuerpo de la semilla-, y en la forma del hilo (la cicatriz que dejó el funículo que la unía a la placenta al caer) (:19,). También pueden poseer diferencias de textura (arrugas, hendiduras, etc.)
Los óvulos poseen un tegumento externo grueso y un tegumento interno delgado, el tegumento de la semilla (la testa) en Cucurbita se desarrolla solo a partir del tegumento externo, el interno degenera desde el momento de la fertilización (:283). El interior de la semilla madura (lista para la dispersión) consta de unos perisperma y endosperma delgados y colapsados, y un embrión que a su vez consta de dos cotiledones grandes, aplanados y almacenadores de reservas -que ocupan la mayor parte del interior de la semilla-, y una radícula pequeña (:19,).
Hubo desacuerdo entre los investigadores acerca del número de capas que constituyen la testa (:34). Teppner (2000, 2004) en sus revisiones informa que cuenta las capas (1) epidermis, (2) hipodermis, (3) capa de esclerénquima, (4) capa de aerénquima, (5) capa de clorénquima (de color verde oscuro); además de la placenta-epidermis o endocarpio que a veces está bien adherido a la semilla pareciendo una capa más de la testa, a la que numera con un (0) (:283-285, de acuerdo con Harz 1885:813). Las capas pueden estar presentes pero con las paredes celulares poco o nada engrosadas -exceptuando los vasos del sistema vascular- y entonces las semillas se denominan "descorazadas" (hull-less), como en C. pepo var. georgica, C. pepo var. styriaca, C. pepo var. oleifera, C. pepo var. flogra (,:286-287).

## Desarrollo del fruto y semillas
Si una semana después de la antesis el fruto no ha abortado, se considera cuajado (fruit set), ya se considera probable que se desarrolle hasta llegar a fruto maduro. Hay varias razones por las que el fruto puede no cuajar. La etapa del fruto comienza con la recepción del polen por los estigmas, lo que induce la emisión del tubo polínico, que es el gametofito masculino que se desarrolla hasta salir del grano de polen y se adentra haustorialmente, alimentándose de ellos a medida que avanza, por los tejidos del estilo y ovario hasta llegar al óvulo donde está el gametofito femenino. Si la flor no es polinizada, o si sus estigmas no reciben extracto de polen de su misma especie o algún regulador del crecimiento que induzca la fructificación, el fruto no cuajará, luego de dos o tres días se notará que no se desarrolla más, se pone amarillo y se desprende de la planta. En muchas regiones no hay insectos polinizadores suficientes y para evitar que la polinización sea un limitante se llevan colmenas o puede ayudarse manualmente. Si el polen es viable, emite un tubo polínico que recorre el estilo hasta los óvulos, fecundando cada grano de polen un óvulo, la etapa de la fertilización ocurre dentro de las 24 horas según la variedad. La fecundación del óvulo no es necesaria para la fructificación, aunque sí es necesaria para que el fruto se desarrolle con forma y tamaño del tipo de mercado. De hecho el número de óvulos fecundados influye en el tamaño del fruto. Otra razón por la que puede fallar el cuajado es que se haya roto el perianto de la flor femenina durante la polinización; no se ha encontrado que se hayan estudiado los mecanismos. Otra son las temperaturas excesivamente altas el día de la antesis, que pueden provocar el aborto de la flor por plasmolización de sus tejidos y la imposibilidad de una polinización exitosa. Una última razón por la que puede fallar el cuajado puede ser la "autopoda" de la planta en respuesta a los requerimientos nutricionales excesivos, esto ocurre normalmente dentro de la semana después de la antesis. Es la razón por la que el tiempo soleado y el riego abundante luego de la antesis mejoran las probabilidades de cuajado. También es la razón por la que cosechar frutos inmaduros aumenta las posibilidades de cuajado de los frutos siguientes.
La etapa del "llenado del fruto" (fruit expansion) es la de su aumento de tamaño a partir del día de la antesis hasta su tamaño final, que puede ser de unos 15 o 25 días. Al final del llenado madura la cáscara (se lignifica, se endurece), tarda muy pocos días en llegar a la dureza comercial (la dureza de almacenamiento, que no se lastime al hincar la uña), cuando la cáscara madura, el tamaño del fruto ya no puede modificarse más. El contenido de sólidos aumenta entre el día 10 y el 40 aproximadamente dependiendo de la variedad, y luego de eso sigue aumentando la calidad (es decir disminuye el contenido de almidones a cambio de otros compuestos más elaborados como carotenos, etc.) Se ha informado que dependiendo del cultivar el fruto ya puede estar totalmente maduro a los 40 o 50 días después de la antesis, o que los frutos obtenidos de las primeras flores y dejados madurar hasta que la planta se seque son los más sabrosos.
El pedúnculo madura unos 40 días después de la antesis, esta maduación puede ser visible exteriormente ("se seca" en C. pepo subsp. pepo, se vuelve corchoso con unas pocas vetas verdes en C. maxima subsp. maxima y en C. argyrosperma) pero por dentro se mantiene verde hasta la muerte de la planta.
Estos tiempos varían enormemente según la variedad.

Llenado del fruto y maduración de la cáscara
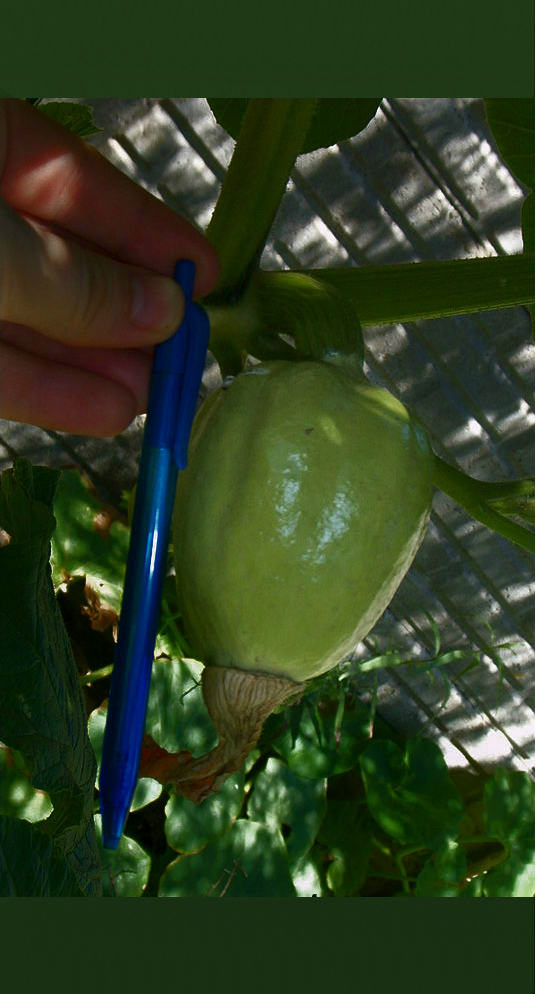
Fruto, unos 3 días después de la antesis.
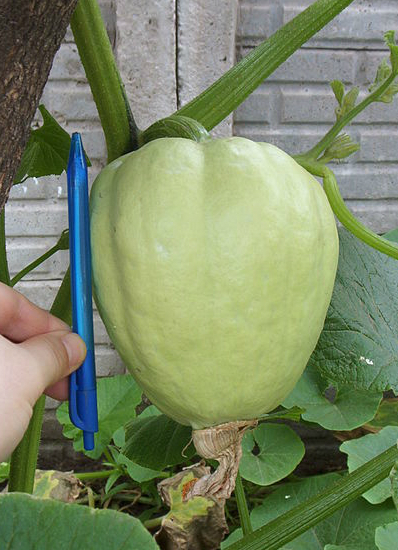
Día 10.
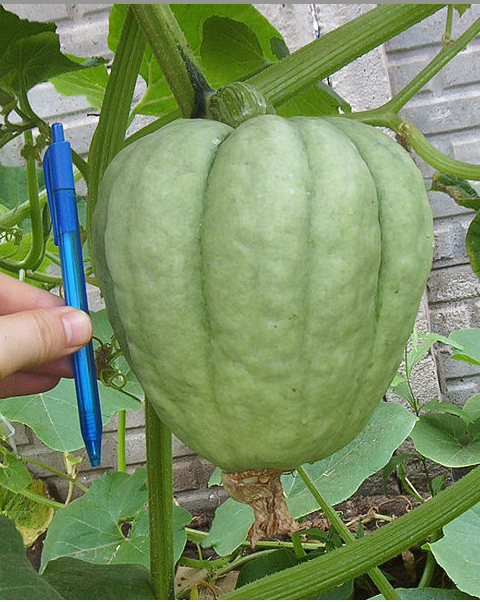
Día 17.
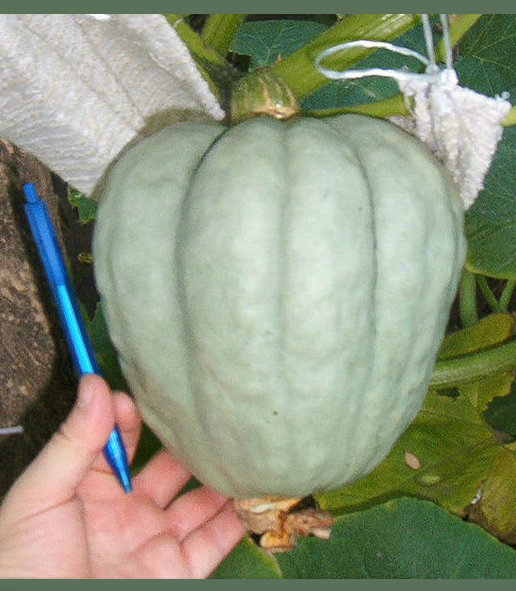
Día 24.
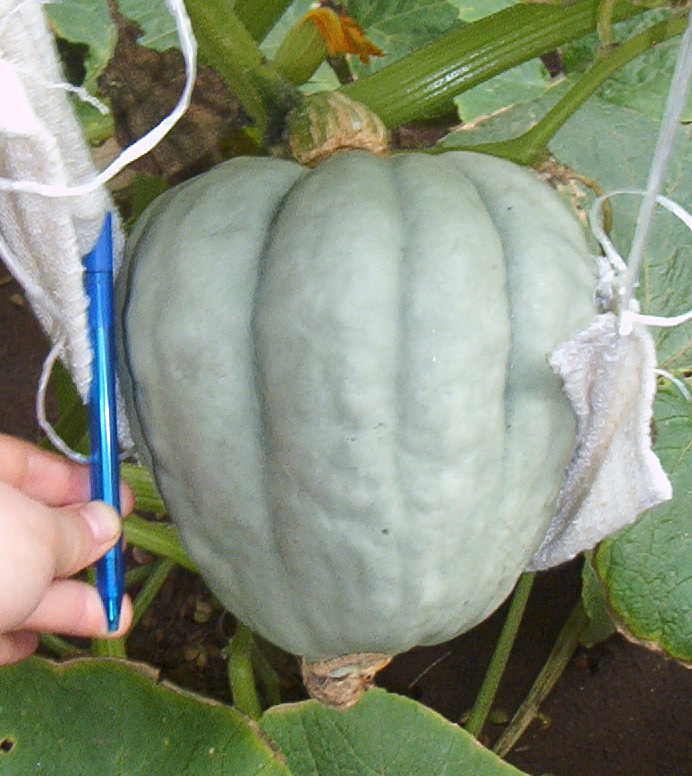
Día 31. En relación a la foto anterior el pedúnculo está más maduro, en esta subespecie más "corchoso". Siguen madurando la composición de la pulpa, el llenado de las semillas, y el pedúnculo, y en algunas variedades se sigue endureciendo la cáscara.

El desarrollo de las semillas se llama el "llenado de la semilla" (seed fill) y dura unos 55 días desde la apertura floral en climas templados. La maduración no es pareja, al madurar la cáscara muchas semillas ya estarán maduras, otras terminarán de madurar unas semanas después. Los tiempos de desarrollo de las semillas también varían enormemente según la variedad.

Formación del tegumento y llenado de las semillas
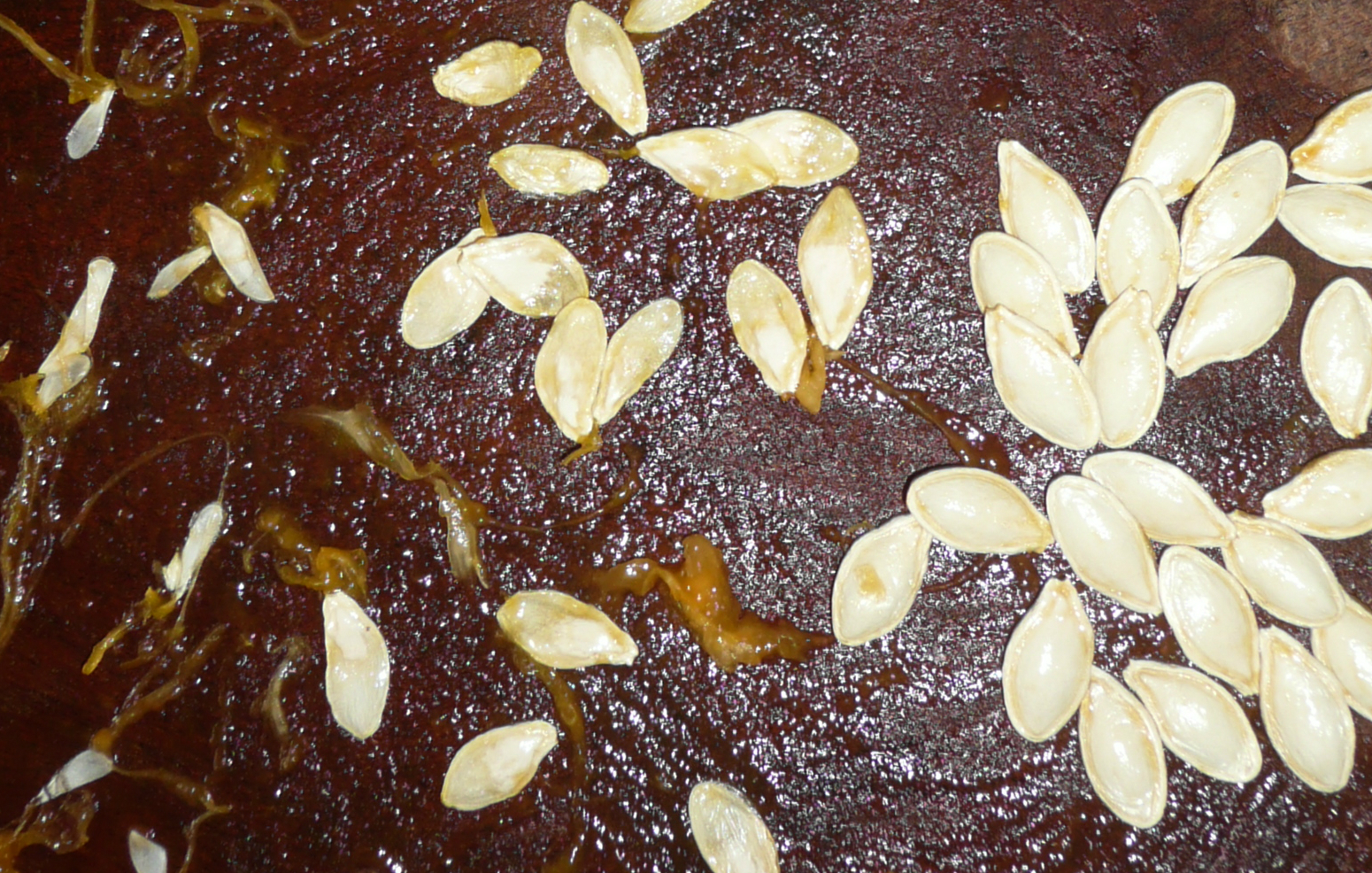
Fruto cosechado y abierto unos días después de la madurez de la cáscara, se observan los tegumentos de las semillas en diferentes estadios del desarrollo y el embrión en el interior por transparencia durante la formación de los tegumentos.
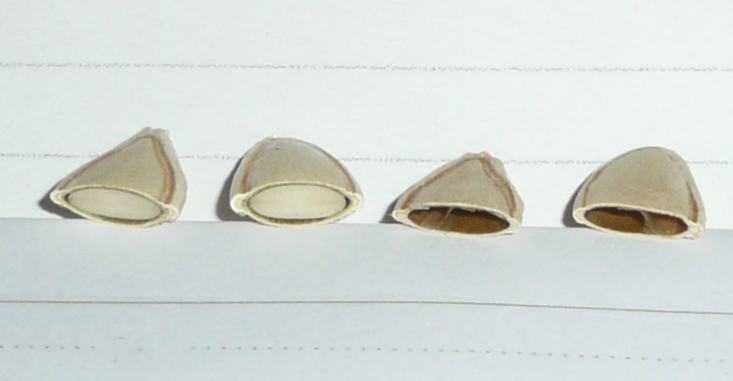
Los tegumentos de algunas semillas ya estaban maduros y sin presionarlas no se podía distinguir una semilla "llena" de una "vacía" o mejor dicho sin embrión aparente.
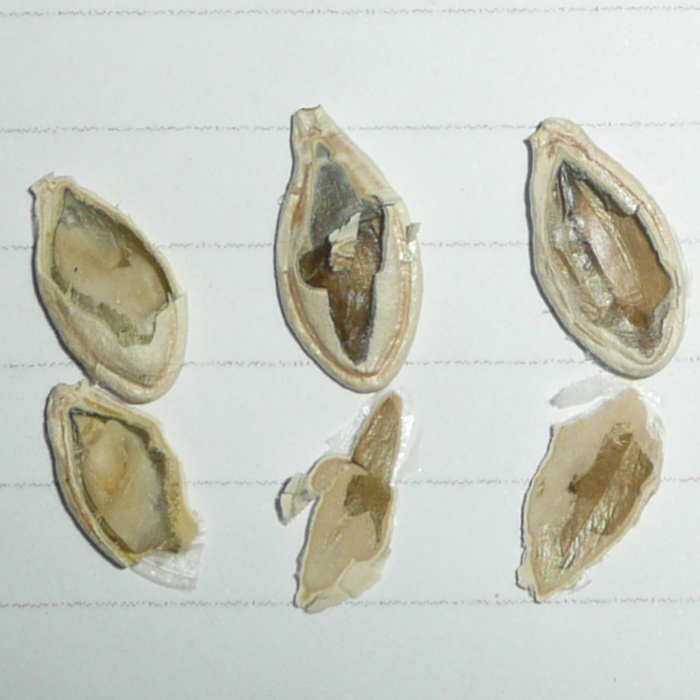
Las semillas que al presionar parecen "vacías" pueden poseer un delgado embrión (izquierda) o no poseerlo (las dos de la derecha).

## Relación con variedades silvestres y distribución
Las regiones de domesticación de cada especie coinciden con regiones donde son muy cultivadas y están muy diversificadas, ubicadas entre las zonas templadas de Estados Unidos y las zonas templadas de Argentina y Uruguay, poseyendo las 4 especies centros secundarios de diversificación en zonas templadas a tropicales del resto del mundo a donde fueron llevadas. En C. moschata los ancestros parecen extintos, las demás especies poseen variedades silvestres (mapa). Las formas silvestres pueden polinizar a las cultivadas de su propia especie biológica desde varios kilómetros de distancia, por lo que en las regiones de origen, donde conviven, la polinización para reservar semillas para el año siguiente debe ser controlada (es decir, debe cerrarse la flor antes y después de la polinización manual para evitar la contaminación con polen extraño). Las formas silvestres generalmente difieren de las cultivadas en que tienen más semillas y más pequeñas, frutos más pequeños, pulpa amarga y más fibrosa, todas las partes de la planta más pequeñas, más guías laterales (runners), y cáscaras más durables y de colores menos variados (Whitaker y Bemis 1964, citado en París 1989). Normalmente son homocigotas para el gen amargo y la polinización de una variedad cultivada da una descendencia F1 de frutos amargos. Pérez Castellano que dejó sus escritos alrededor de 1780 (1914 citado en Millán 1945) contaba que "es tanta" la amargura de un zapallito de sabor amargo, "que una tajada pequeña ha sido bastante para viciar una olla grande de comida y ponerla de modo que ni los perros podían tocarla." Un zapallito de sabor amargo, aunque esté hibridado y sea similar al cultivado, presenta un cuadro clínico de intoxicación que "se caracteriza por cólicos epigástricos, diarrea explosiva con múltiples deposiciones diarias que puede llevar a la deshidratación, con un tiempo de incubación entre 30 y 60 minutos y que se autolimita en 24 horas". La ANMAT en Argentina (Administración Nacional de Medicamentos, Alimentos y Tecnología Médica), organismo que recibió numerosas denuncias por intoxicación con zapallitos de sabor amargo, recomienda descartar los zapallitos de sabor amargo sin intentar detoxificarlos.
La calabacita de las variedades silvestres solo puede ser quebrada por megamamíferos y roída por roedores, se cree que los megamamíferos que dispersaban el género en América se extinguieron después del Gran Intercambio Americano o al menos hace 10.000 años en la última glaciación, pero las variedades silvestres se siguen dispersando por la actividad agrícola humana, por corrientes de agua y por roedores que acarrean las calabacitas hasta sus madrigueras y roen la cáscara para consumir sus semillas, cuyo embrión no es amargo, en una forma de dispersión secundaria cuya eficiencia aún no fue estudiada. Ningún animal viviente puede consumir la pulpa de las calabacitas amargas en América, tampoco el ganado ni los caballos que no pueden digerir su contenido de cucurbitacinas. La pulpa, quizás alguna vez jugosa, hoy al madurar es seca y permite la conservación de las semillas dentro del fruto sin pudrirse por varios años, otra diferencia que poseen con las variedades cultivadas.
Más notas de domesticación en Cucurbita y en las especies respectivas.
Cucurbita moschata fue de las primeras plantas cultivadas en ser conocidas por Colón, pero debido a los requerimientos climáticos fue más exitosa en establecerse en Europa Cucurbita pepo y le siguió Cucurbita maxima. Cucurbita moschata es la especie más importante hoy en día en zonas tropicales de latitudes bajas. En cambio Cucurbita ficifolia se dispersó hacia las regiones tropicales de grandes alturas de clima fresco.Cucurbita argyrosperma tiene una distribución más restringida que las otras especies, aunque su proceso de domesticación ha sido más estudiado a nivel genético que en las demás especies.

## Especies
Si no se reconoce el fruto para determinar a qué especie pertenece un cultivo con seguridad se necesitan, además de fruto y semillas, al menos hojas y flores.
Hay 5 especies cultivadas del género Cucurbita de las cuales 4 fueron tratadas aquí (Cucurbita pepo, C. maxima, C. moschata, C. argyrosperma), la quinta, Cucurbita ficifolia, se puede confundir exteriormente con una planta de zapallo y aquí es agregada en la tabla para comparación y determinación. De cada carácter se debe observar un conjunto y no una sola muestra, ya que por ejemplo, Cucurbita pepo puede tener una hoja intermedia con o igual a una típica de Cucurbita moschata, se las diferencia en el conjunto de hojas y a su vez analizadas junto con el resto de los conjuntos de caracteres, ya que el conjunto de hojas puede parecerse al de otra especie o ser intermedia entre dos de ellas en algún grupo de semillas o planta en particular. En los ejemplos se mostrarán los caracteres "típicos" de cada especie, obviando la variabilidad real en las mismas, variabilidad que hace que no alcancen por sí mismos para una determinación fiable.
Pedúnculo. Es el carácter más distintivo entre especies y subespecies, y el primero que se utiliza para determinación:

Cucurbita maxima subsp. maxima
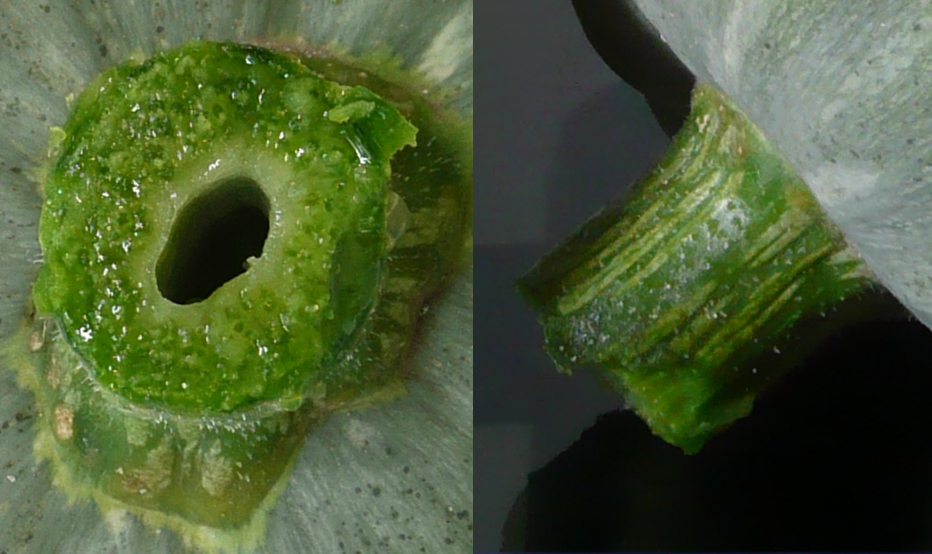
C. maxima subsp. maxima inmaduro: Pedúnculo de sección circular.[cita 63][cita 62]
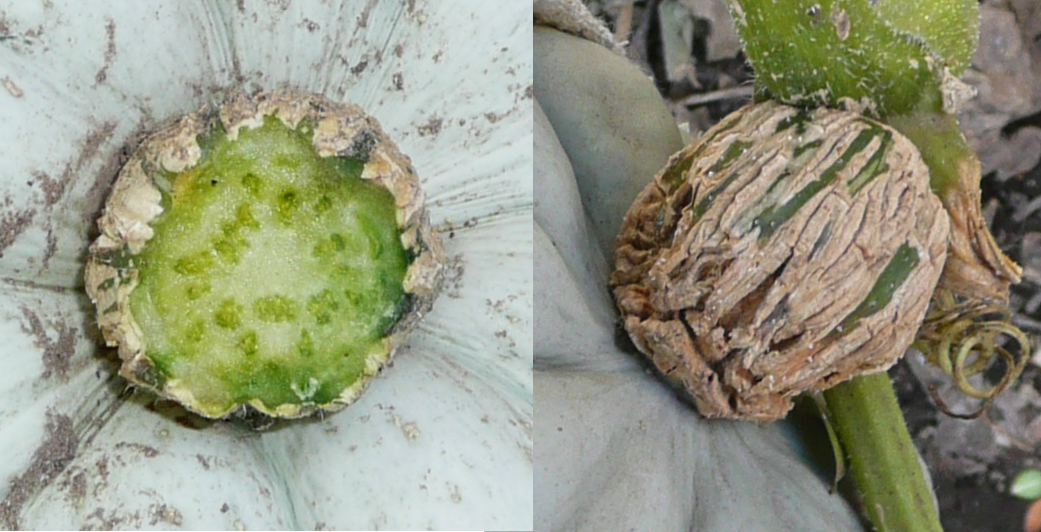
C. maxima subsp. maxima maduro: Pedúnculo grande de sección circular (sin costillas)[cita 63][cita 62] y superficie corchosa.[cita 63][cita 61] ( Millán (1945[92]) describe la subespecie silvestre C. maxima subsp. andreana y el pedúnculo es no corchoso, más o menos herbáceo o fibroso, y caduco.)

Cucurbita pepo subsp. pepo
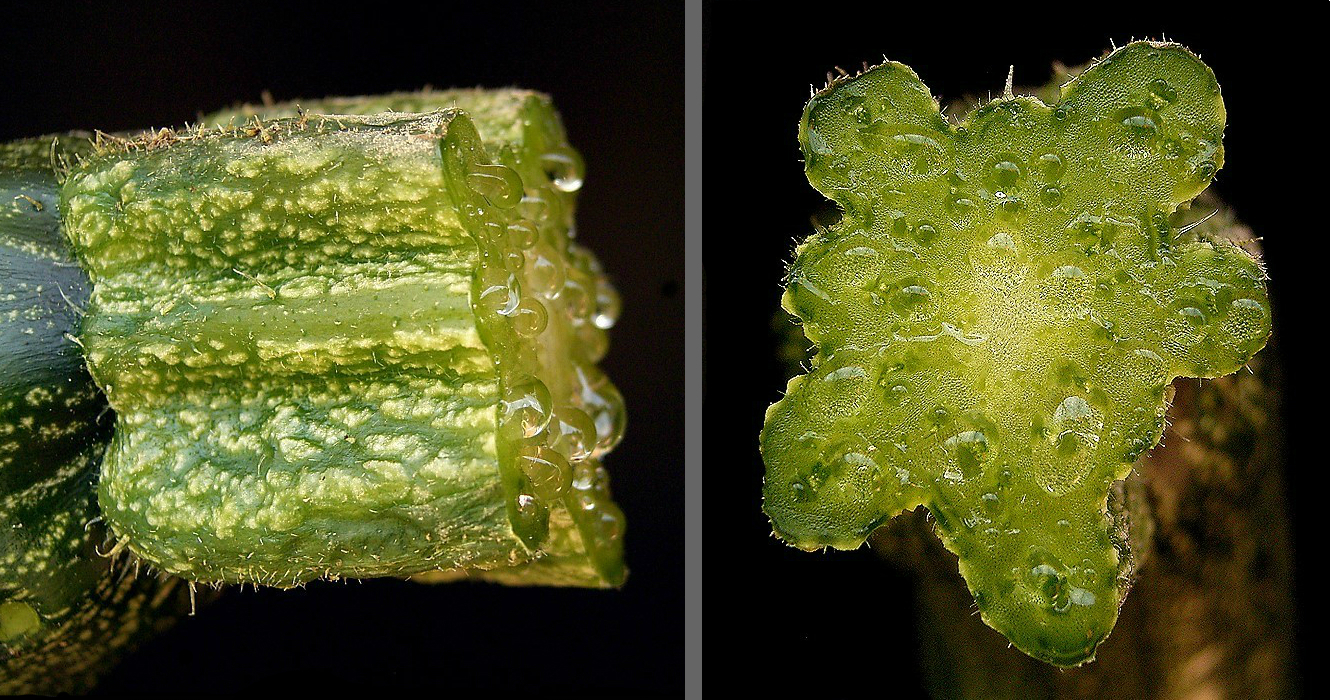
C. pepo subsp. pepo inmaduro. Pedúnculo grueso y de largo muy variable, de costillas en ángulos bien marcados con surcos profundos (deeply furrowed[cita 61]), 5 primarias y pueden observarse algunas de las 5 secundarias más fácilmente que en C. moschata (típicamente se ven 5 a 8).[cita 63][cita 62]
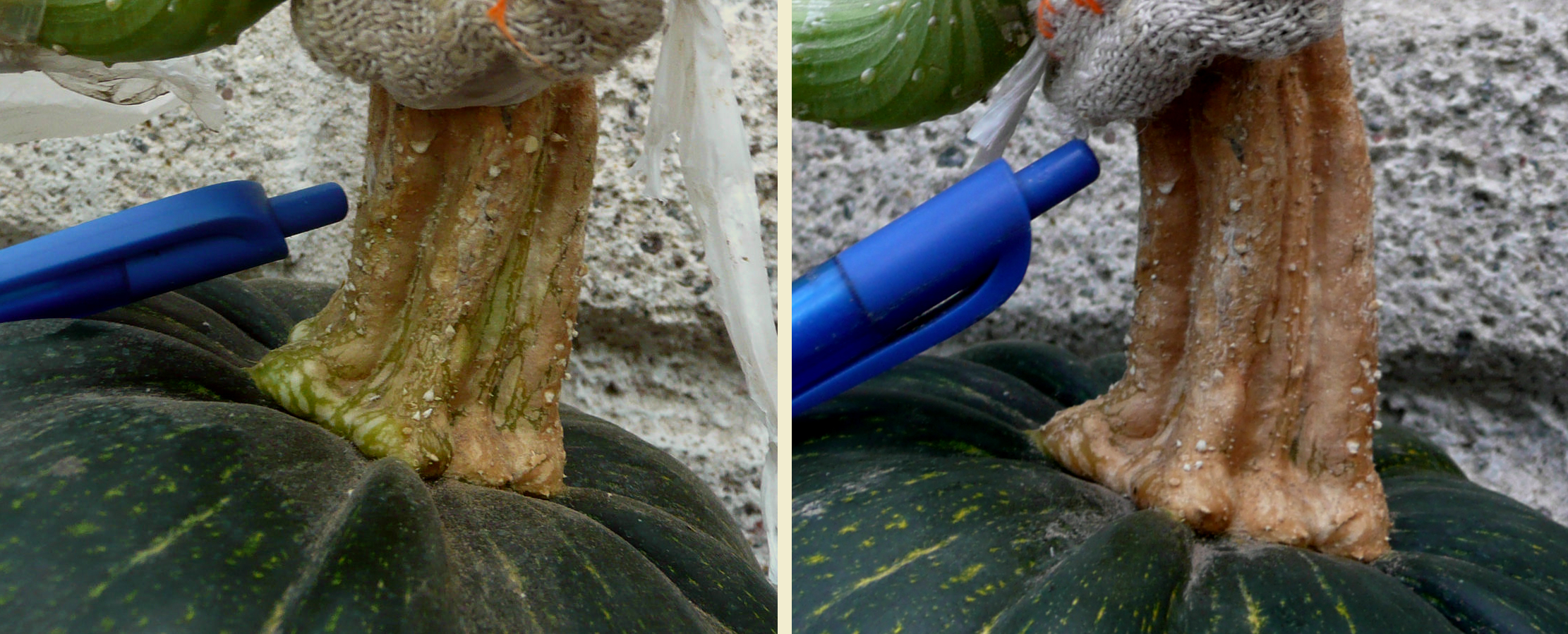
C. pepo subsp. pepo madurando (izq) y casi completamente maduro (der): Como el inmaduro. Las costillas extendidas corta pero abruptamente contra el fruto. El pedúnculo tiene el mismo tamaño en las dos fotos, las partes secas y las partes verdes son del mismo color en las dos fotos, en la primera hay más "marmolado" verde que en la segunda. El pedúnculo es duro pero se pudo cortar y por adentro se mantenía verde al momento de la cosecha.
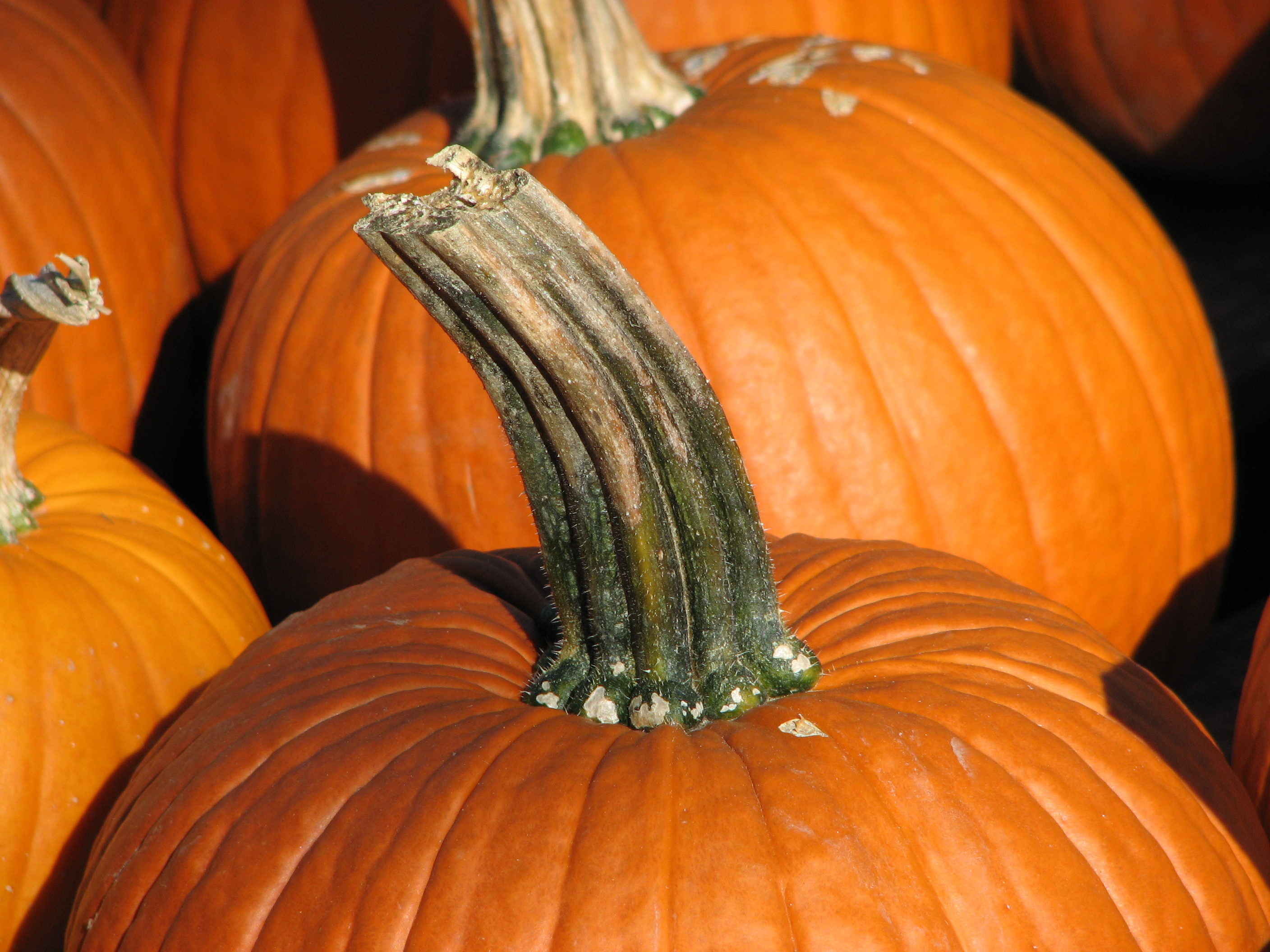
C. pepo subsp. pepo.

Cucurbita moschata
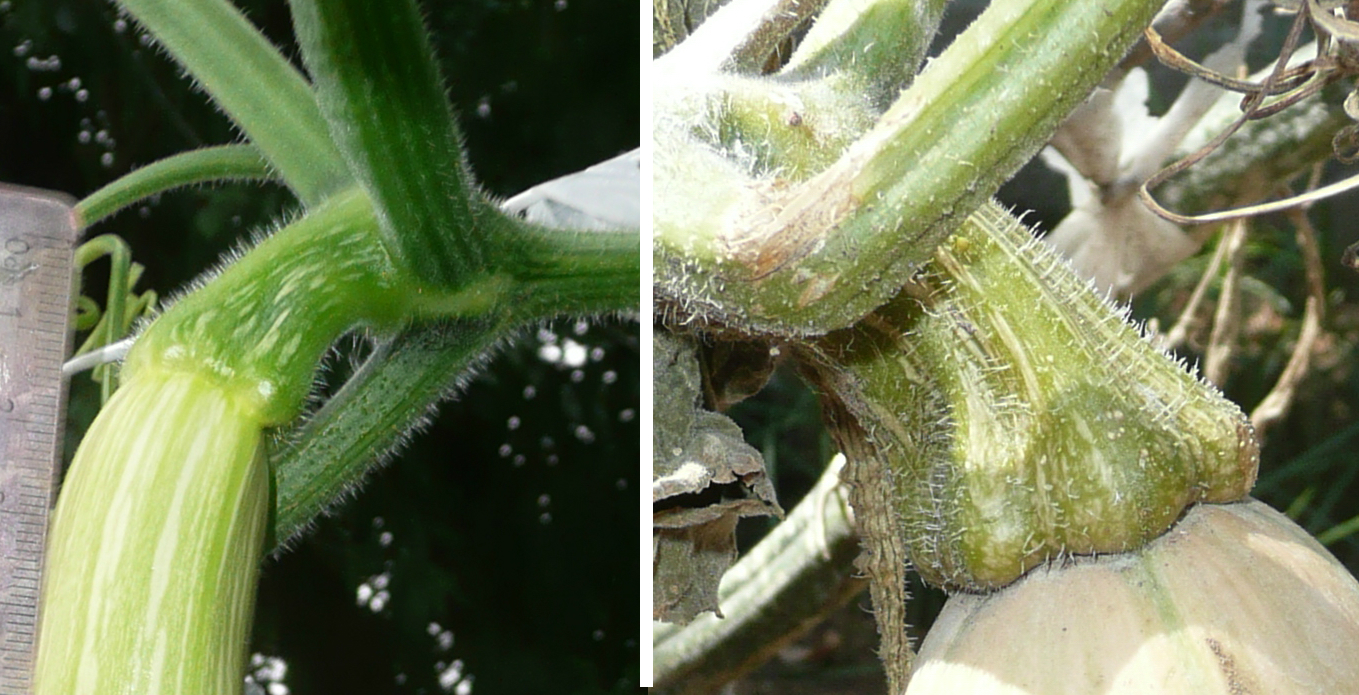
C. moschata inmaduro (izq) y pedúnculo maduro (der). Al menos en esta variedad el pedúnculo se mantuvo verdoso-claro y con sus tricomas al madurar. Al momento de la cosecha, muy endurecido, no pudo cortarse transversalmente con cuchillo de cocina. 5 costillas primarias en ángulos suaves[cita 62][cita 63] (puede observarse alguna de las 5 secundarias), muchas veces ampliamente extendido (flared) contra el fruto al llegar a él,[cita 62][cita 63] y muy endurecido.[cita 63][cita 61]
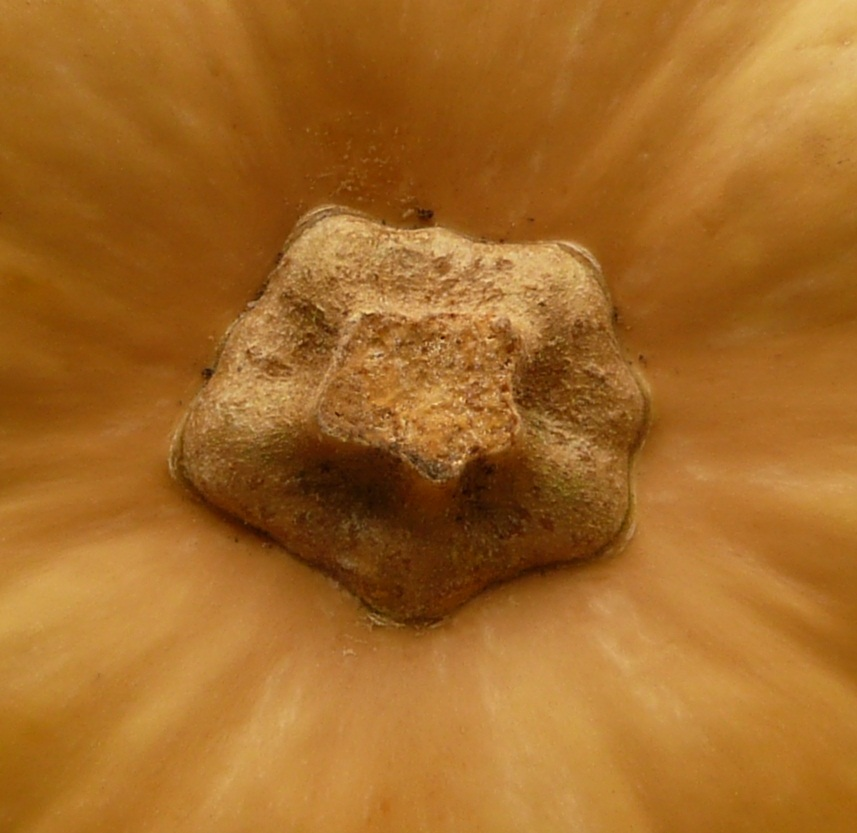
C. moschata.

Cucurbita argyrosperma
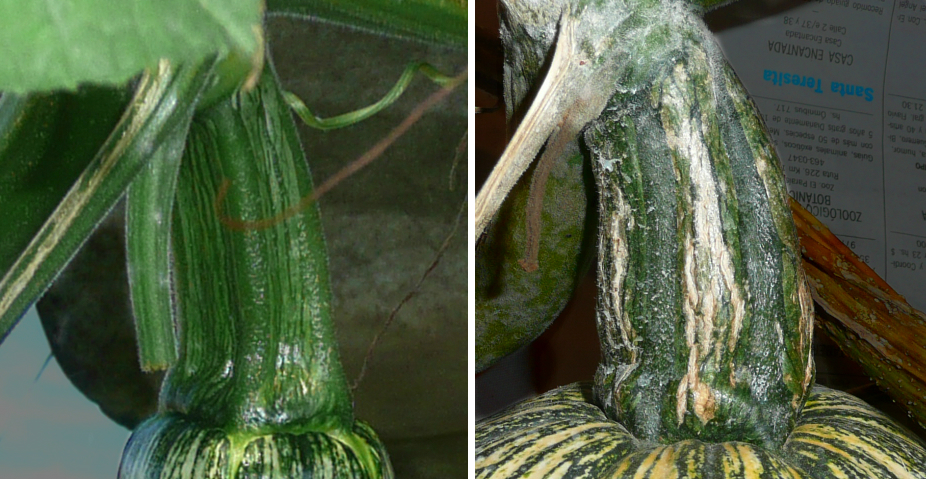
C. argyrosperma: Pedúnculo inmaduro (izq) y madurando (der), grueso y cubierto por toscas corchosidades.[cita 61] "Básicamente de 5 ángulos, redondeado, pero no alargado contra el fruto al llegar a él o si lo hace, sólo levemente".[cita 62]
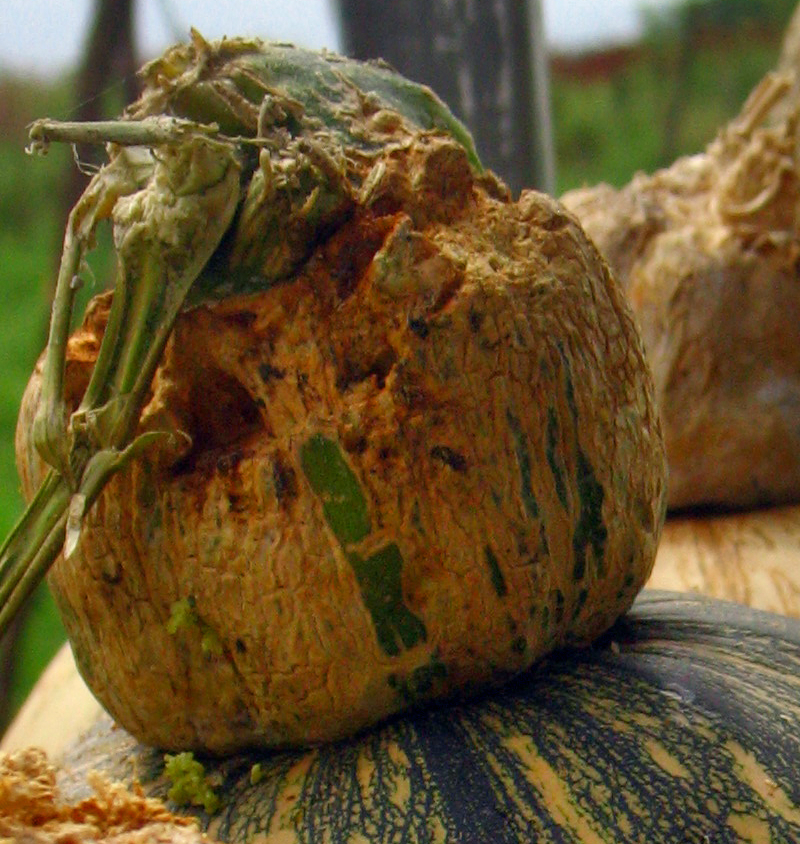
C. argyrosperma.

Tricomas o pelos. Cucurbita maxima: Muchos tricomas suaves al tacto en hojas y tallo. Cucurbita moschata: Suaves al tacto, es el que tiene más aspecto de velloso por sus pelos suaves y largos (Loy 2011). Cucurbita argyrosperma es similar a C. moschata pero de pelos más espaciados. Cucurbita pepo: Tricomas espinosos y aspecto áspero en hojas y tallo que en algunos cultivos puede ser muy irritante.
Los tricomas son un carácter más variable que el pedúnculo, algunas variedades pueden ser glabras y otras muy pilosas, los pedúnculos con pelos largos son de C. moschata, los tricomas espinosos son de C. pepo.

Tricomas
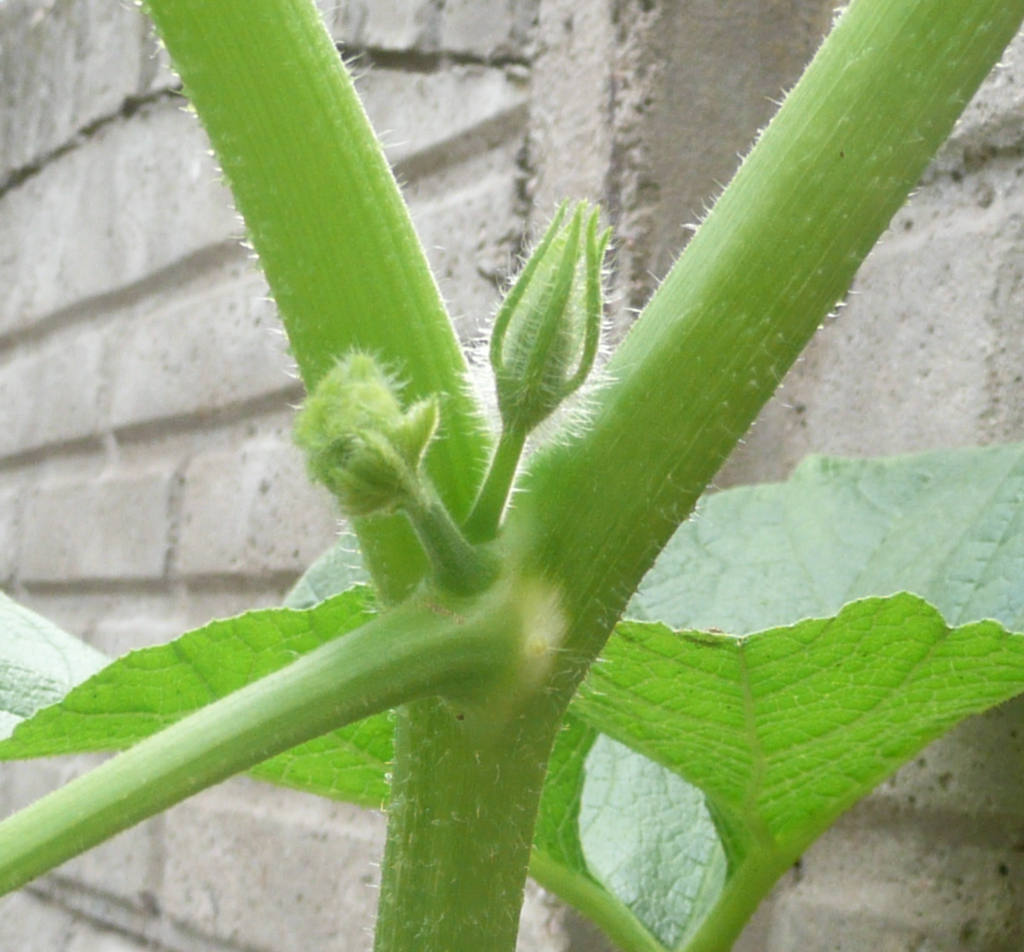
Cucurbita maxima: Muchos tricomas cortos, pueden ser suaves o más setáceos.
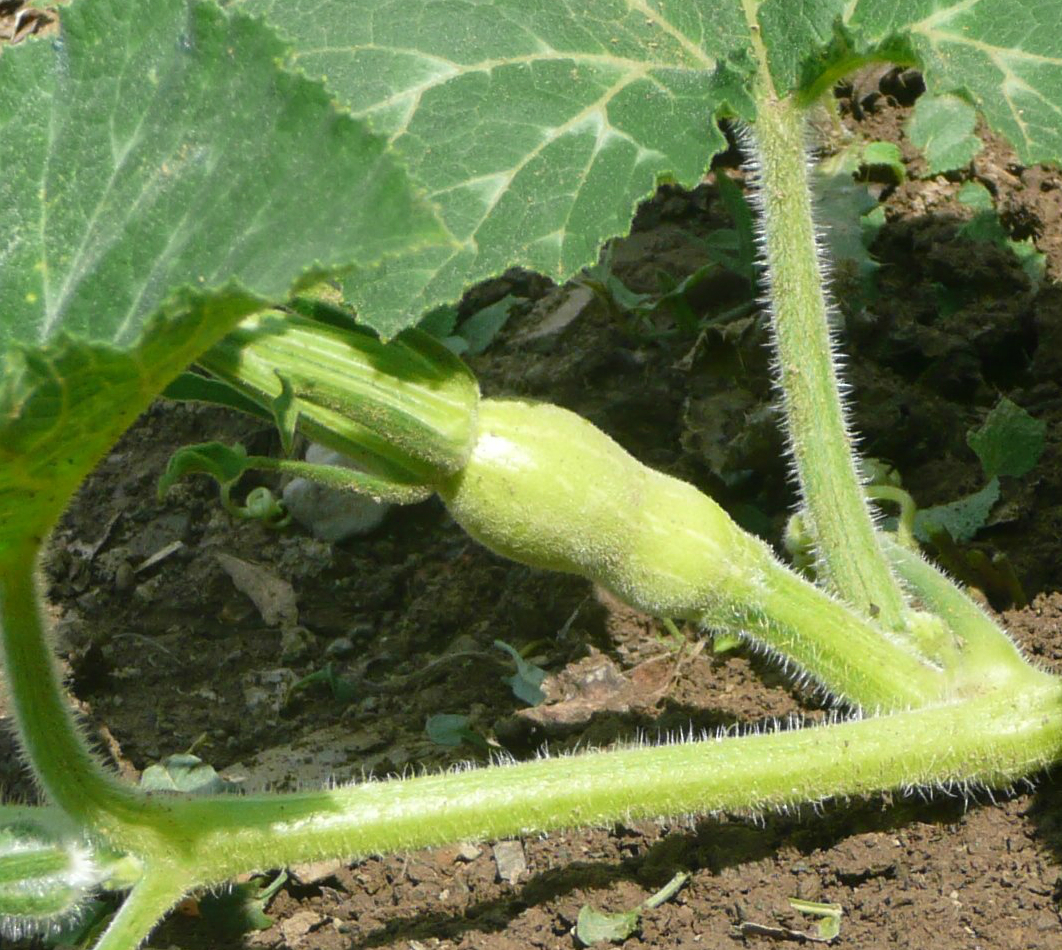
Cucurbita moschata: Muchos tricomas suaves al tacto y largos.
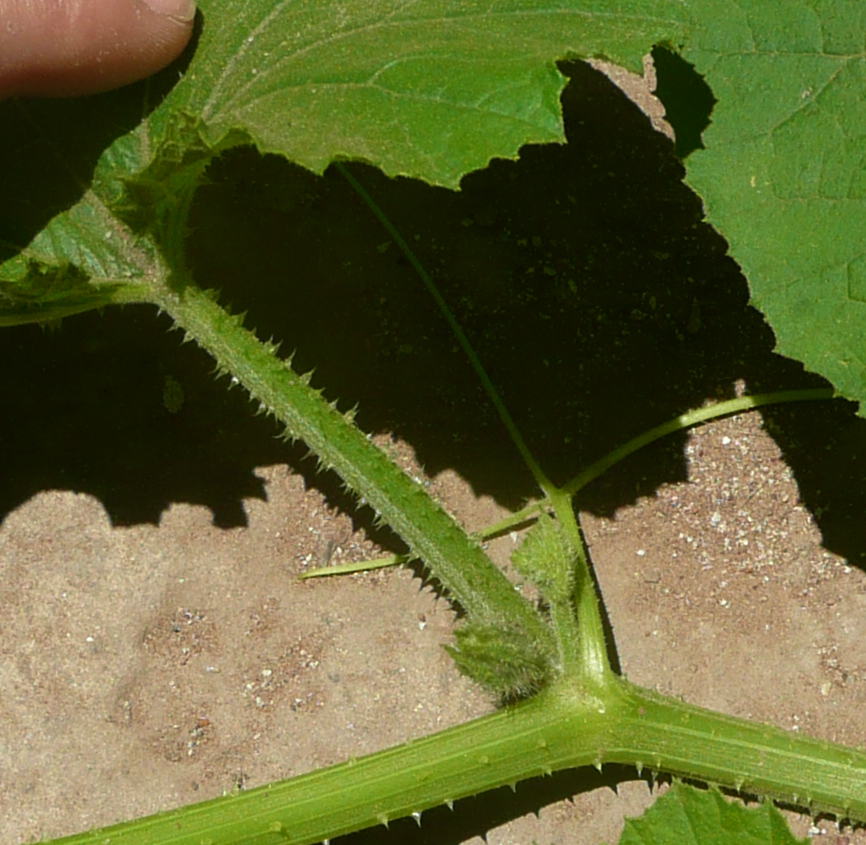
Cucurbita pepo: Tricomas muy característicamente pocos, espinosos.

Hojas. Pentapalmadas, las 5 venas primarias pueden terminar en lóbulos redondeados o agudos, o no.
Cucurbita maxima: orbiculares, reniformes o trilobadas ( citado en). Usualmente no lobadas, más o menos redondeadas, no indentadas.

Hoja de C. maxima
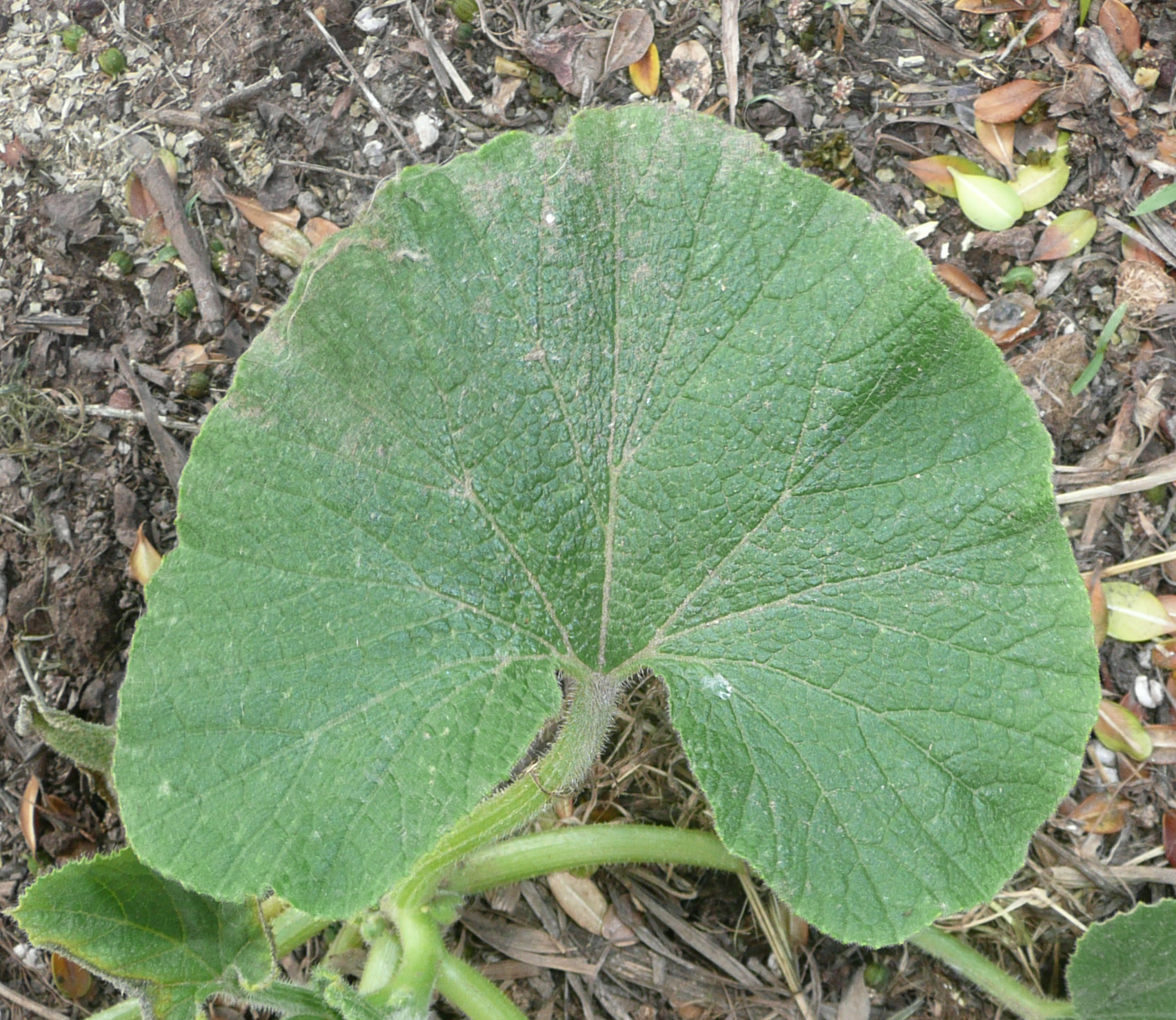
Cucurbita maxima: Hoja reniforme.
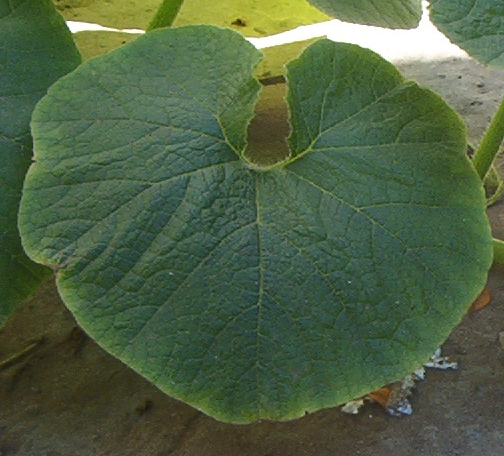
Cucurbita maxima: Hoja reniforme.
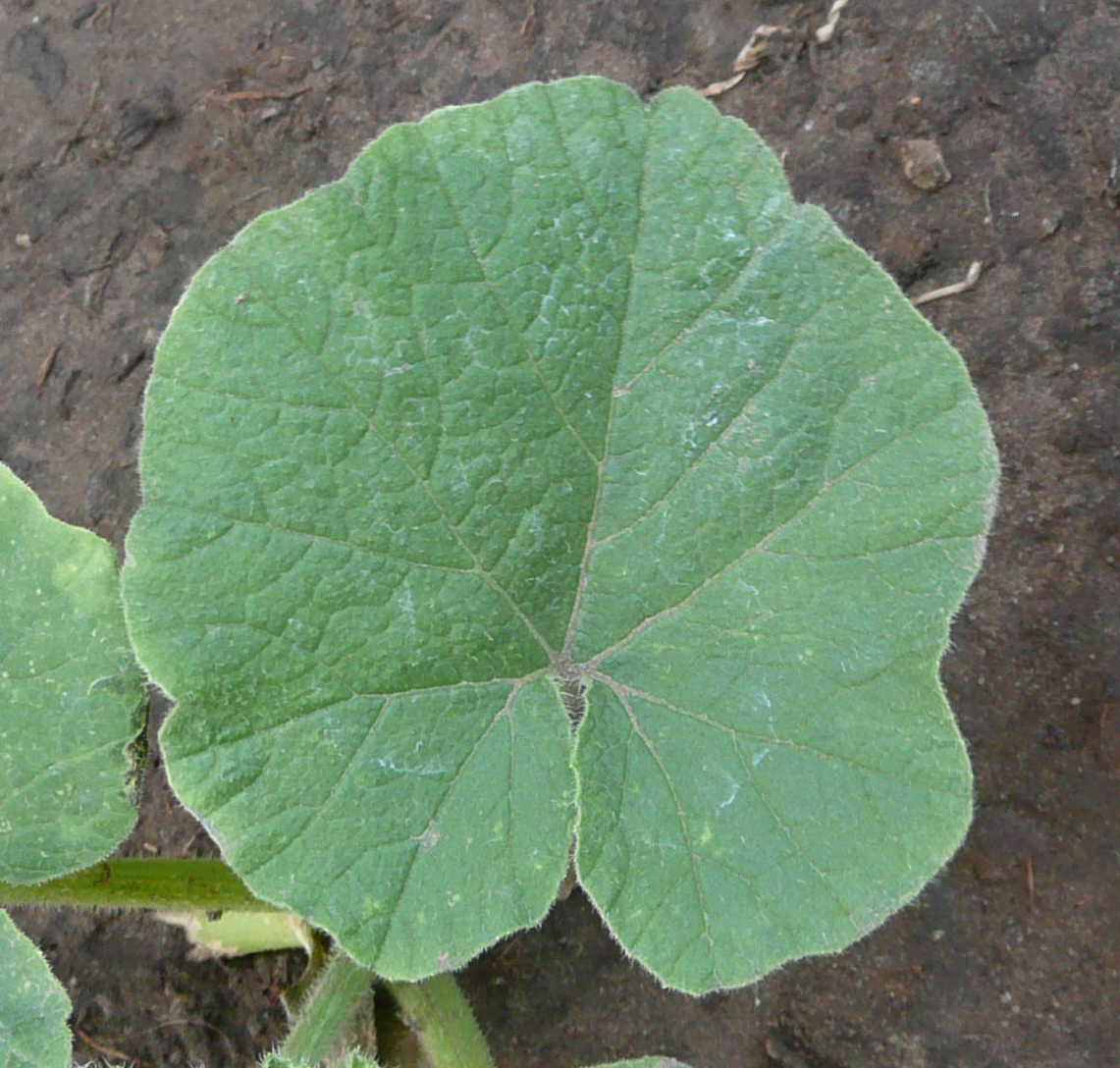
Cucurbita maxima: Hoja orbicular.
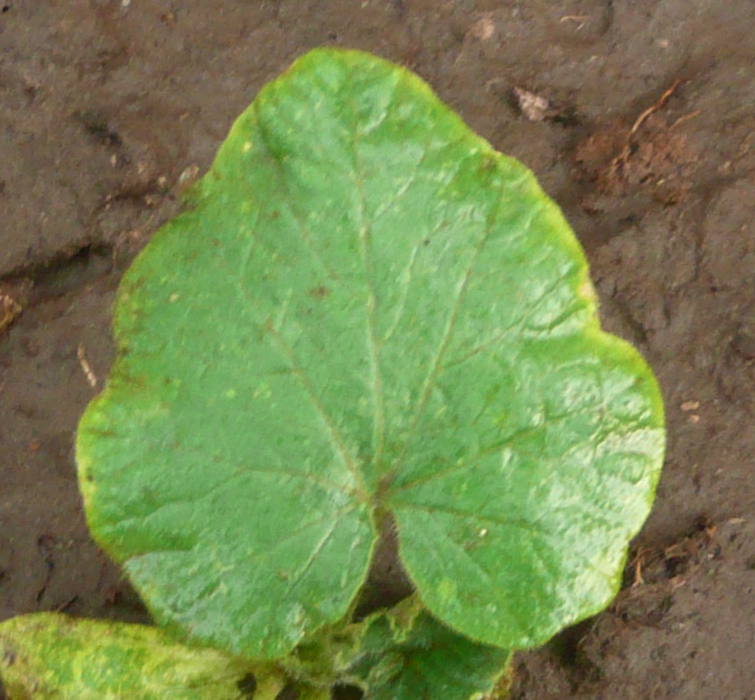
Cucurbita maxima: Hoja trilobada.
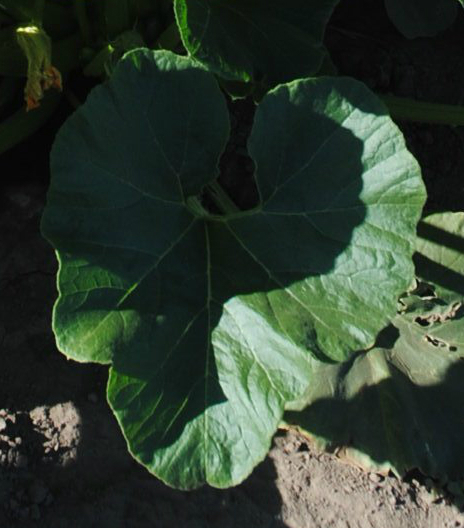
Cucurbita maxima: Hoja trilobada.
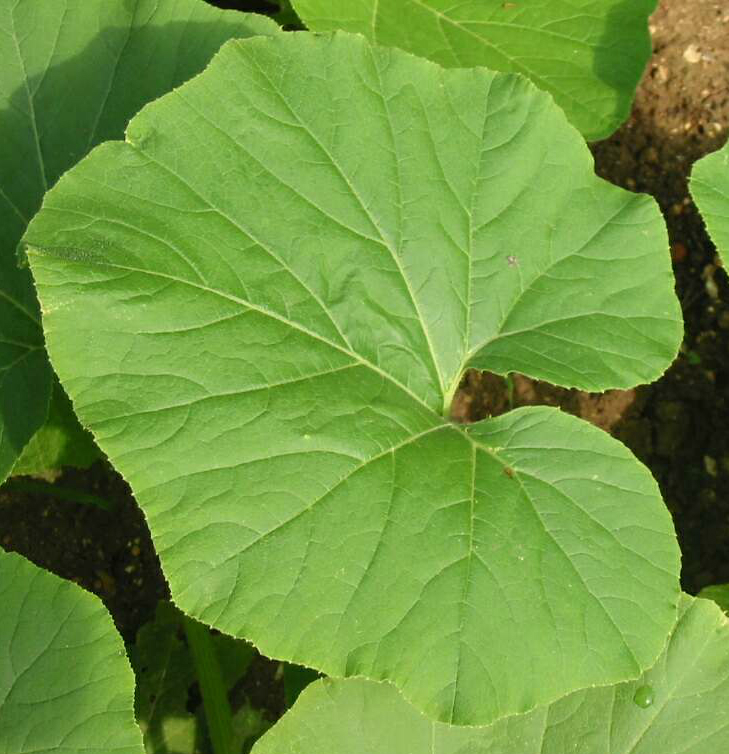
Cucurbita maxima: Hoja.

Cucurbita moschata: Hojas más o menos redondeadas a moderadamente lobadas (Robinson y Decker-Walters 1997), hojas agudamente (sharply) pentagonales (HS Paris y DN Maynard 2008). Cucurbita argyrosperma: Moderadamente lobadas (Robinson y Decker-Walters 1997), similares a C. moschata en que también son agudamente pentagonales.

Hoja de C. moschata y C. argyrosperma
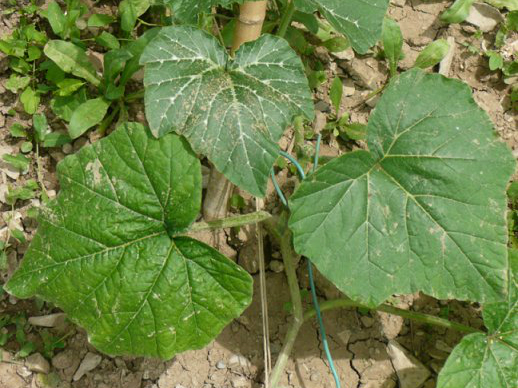
Cucurbita moschata: Hojas.
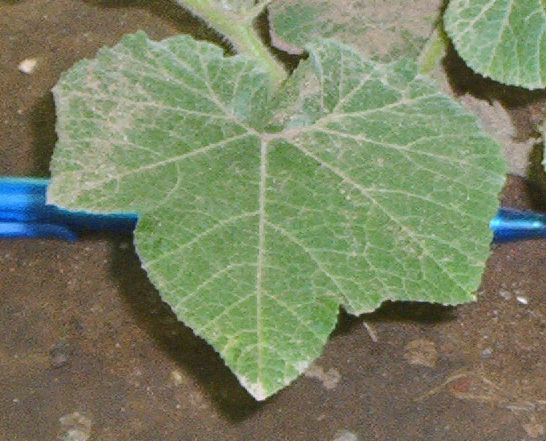
Cucurbita moschata: Hoja.
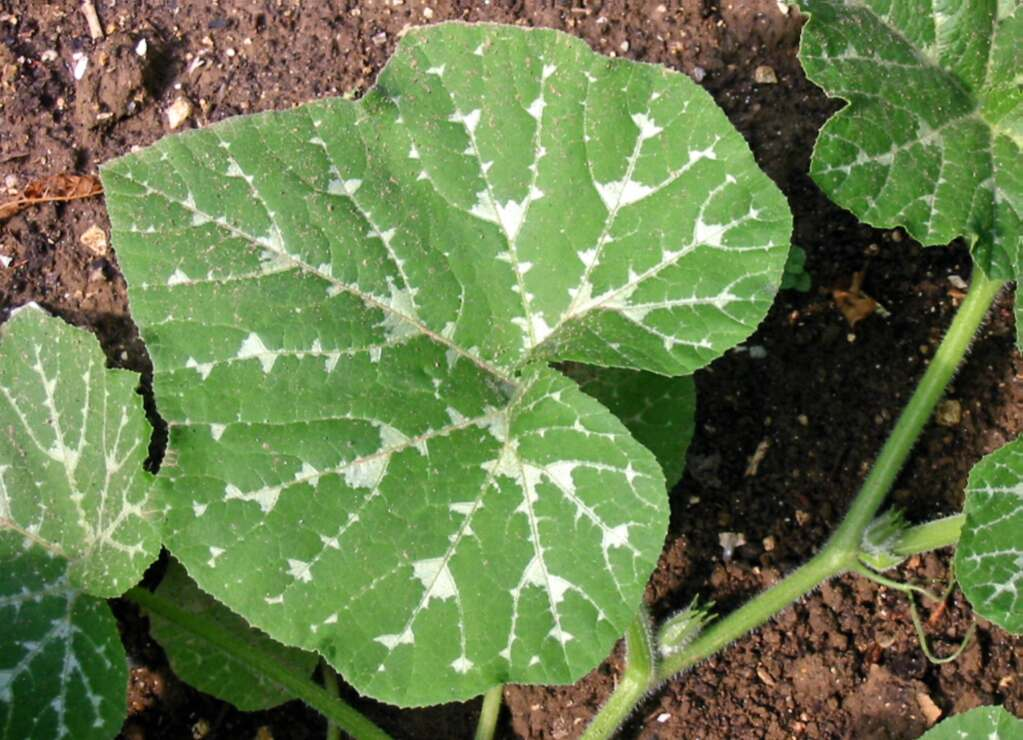
Cucurbita moschata: Hoja.
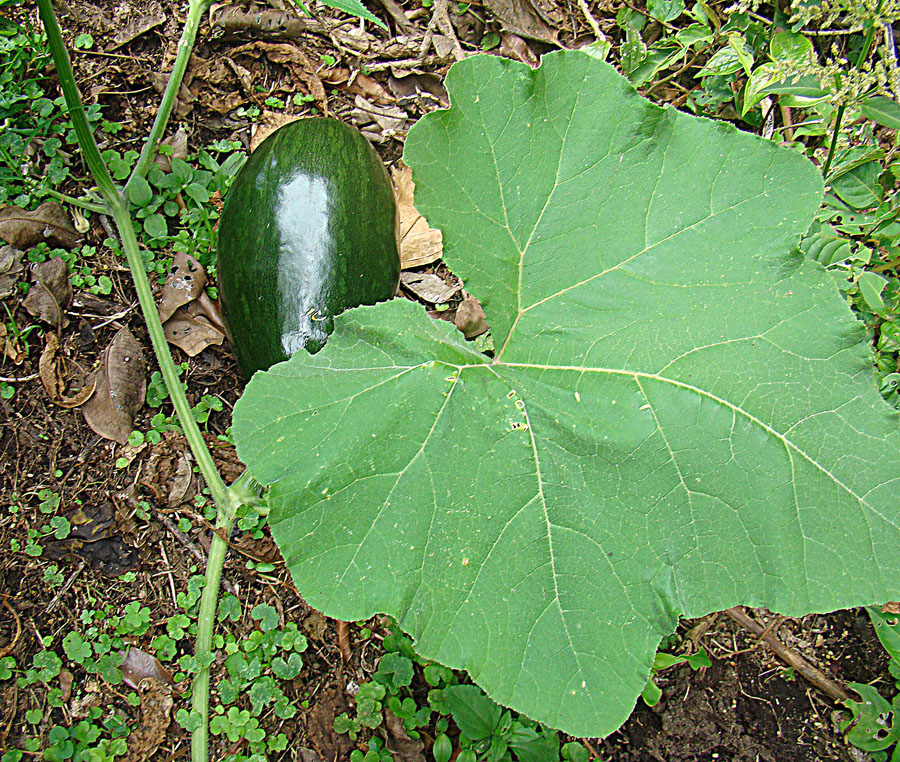
Cucurbita moschata: Hoja.
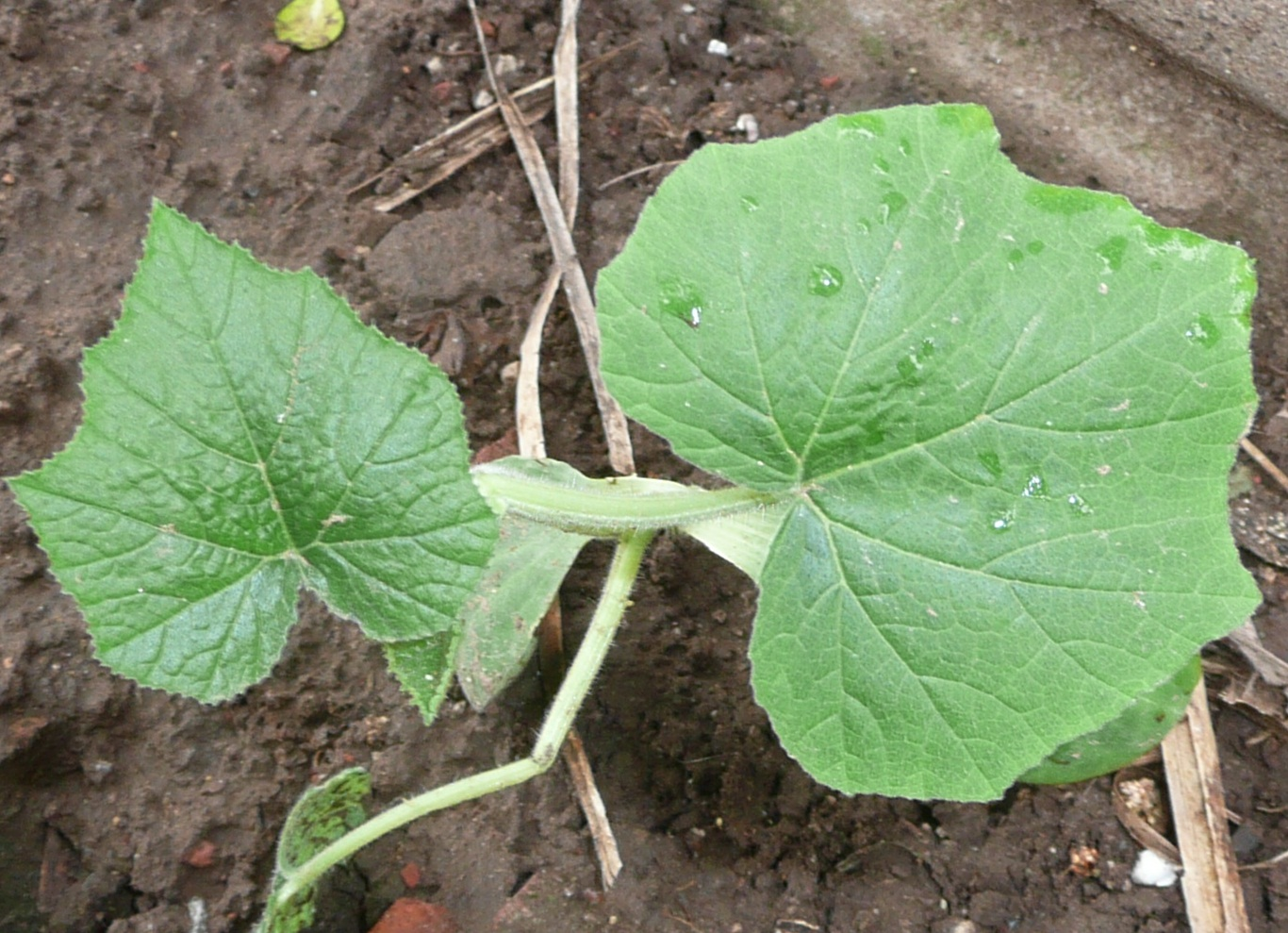
Cucurbita argyrosperma: Hojas de planta joven.

Cucurbita pepo: Palmadamente lobadas, formando una figura de líneas agudas (no redondeadas), muchas veces los lóbulos marcados profundamente, es decir moderada a profundamente indentados.

Hoja de C. pepo
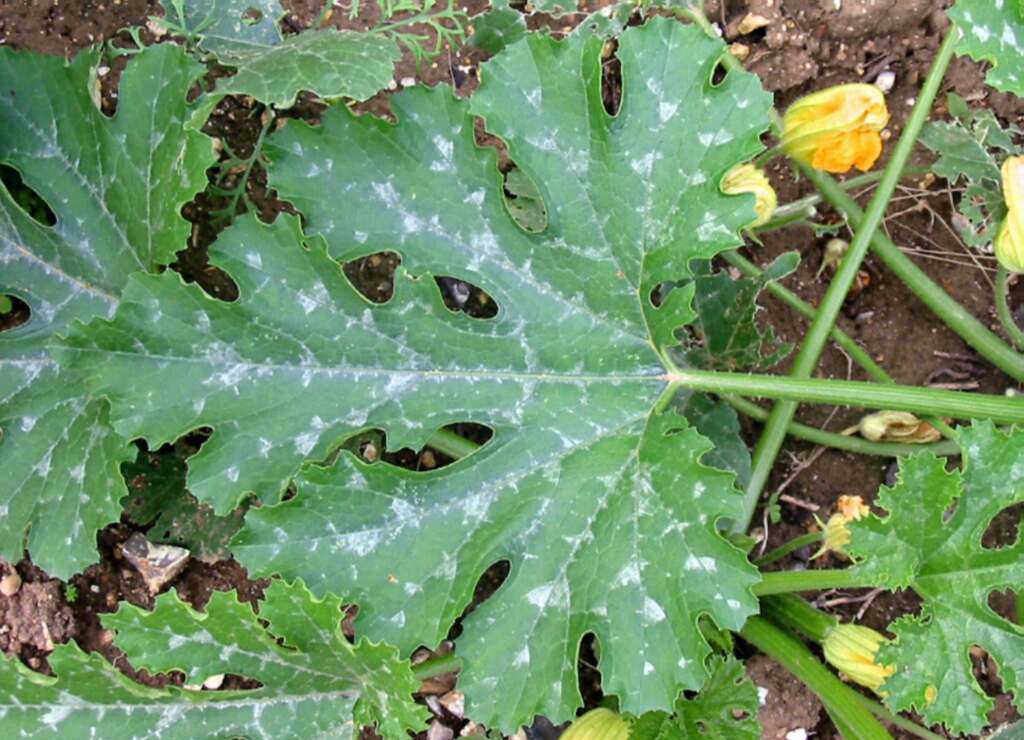
Hoja profundamente disecta, solo en C. pepo.
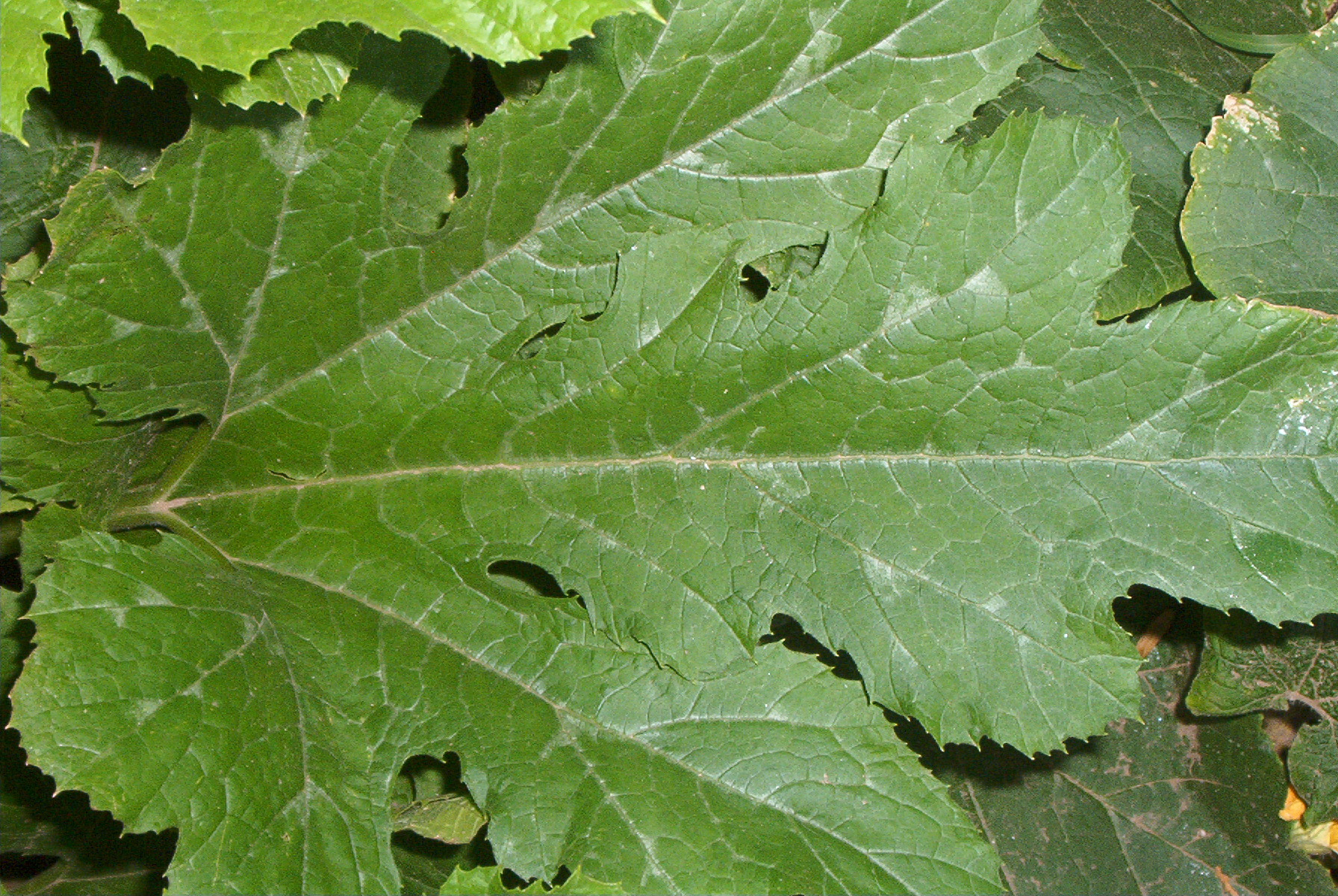
Hoja profundamente disecta, solo en C. pepo.
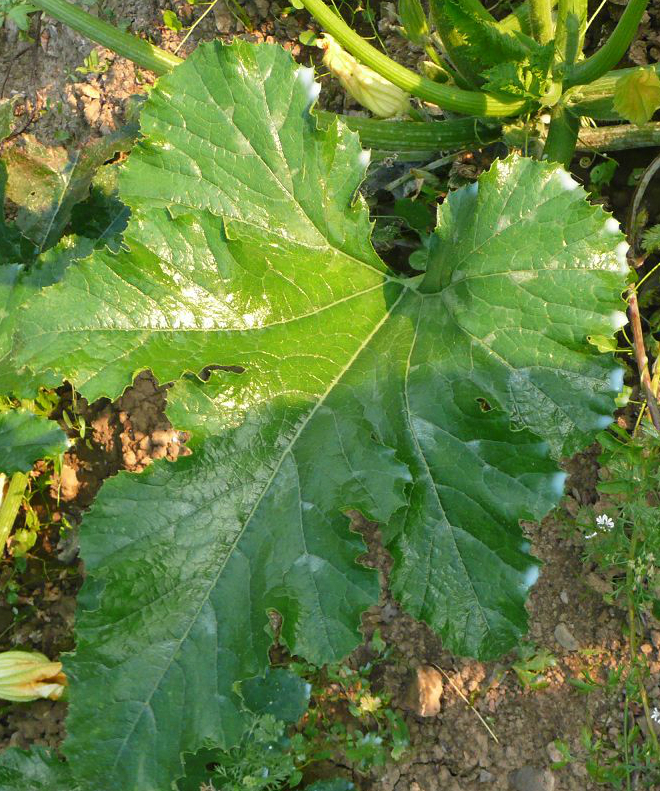
Cucurbita pepo.
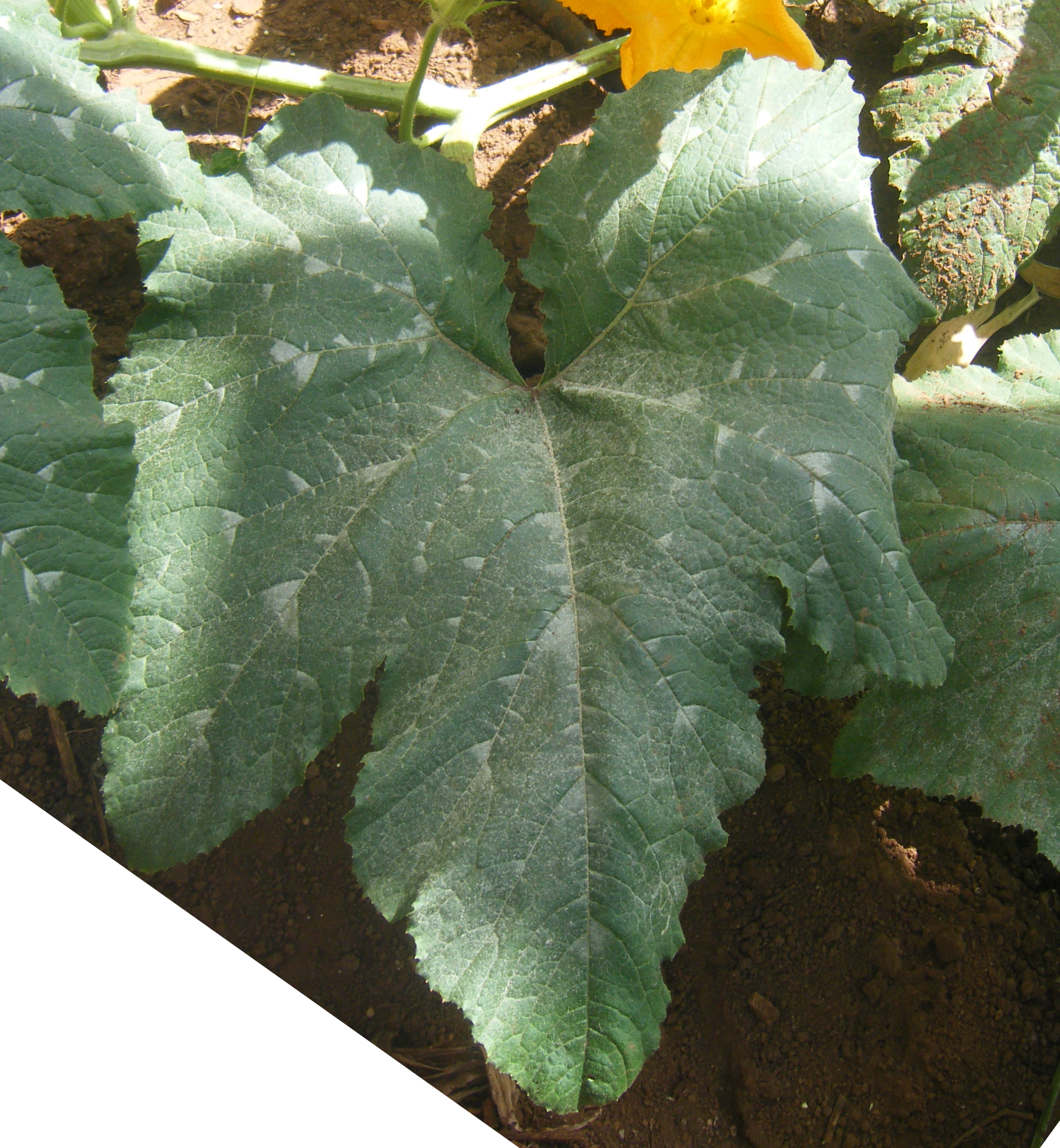
Cucurbita pepo.
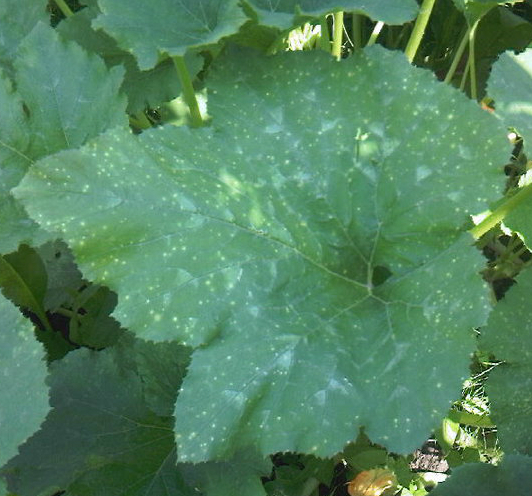
Cucurbita pepo.
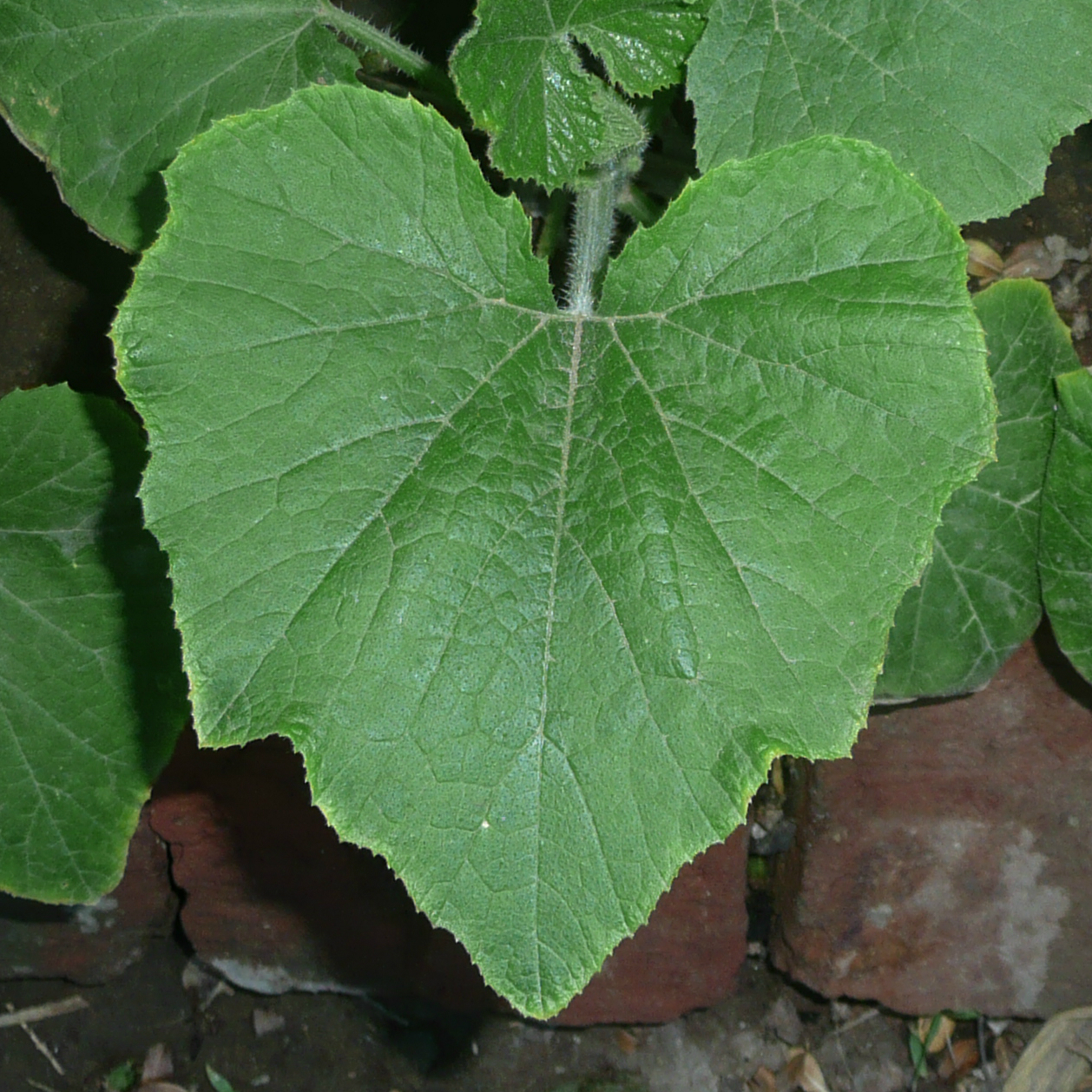
Cucurbita pepo, hoja de planta joven.

La tabla para reconocer la especie es de Robinson y Decker-Walters (1997), tabla 4.1 p. 75, salvo especificado en citas de JB Loy (2011) y HS Paris y DN Maynard (2008):
| Especie | Pedúnculo | Tallo                                                    | Hoja | Flor | Semilla |
| --- | --- | -------------------------------------------------------- | --- | --- | --- |
| Cucurbita argyrosperma Variedades llamadas "Cushaw" (USA), "Pipián" (México, Centroamérica). | Duro, angular pero volviéndose circular a la madurez, corchoso, en la unión al tallo solo ligeramente ensanchado contra él.                                          | Duro, angular (no circular), con surcos.                 | Moderadamente lobadas, con pubescencia suave (tricomas suaves).                                           | Flor. | Usualmente blancas, pueden ser muy grandes; la superficie lisa o "split"; margen prominente, liso a "ragged", a veces oscuro.                                                                              |
| Cucurbita moschata nativa de América tropical y casi la única representada en el Caribe y aledaños sus cultivos más expandidos son los tipo 'Butternut' de climas templados.                                                  | Duro, liso (sin tricomas?) y anguloso, ampliamente expandido contra el fruto en su unión a él.                                                                       | Duro, liso (sin tricomas?) y surcado.                    | Más o menos redondeadas a moderadamente lobadas, tricomas suaves al tacto.                                | Tubo floral de largo intermedio y cuyo diámetro se amplía bastante, los lóbulos también intermedios entre angulosos y redondeados. Flores distintivamente muy fragantes. | Blancas ("dull white") a marrones (brown), superficie lisa a algo áspera, margen prominente, típicamente "ragged" y muchas veces oscuro, la cicatriz de la semilla ligeramente oblicua.                    |
| Cucurbita maxima cultivares como Hubbard, Turbante, Show para concursos de tamaños | Generalmente blando (soft), circular y muchas veces corchoso, no se expande contra el fruto en la unión con él.                                                      | Tallo de tricomas suaves al tacto, circular.             | Usualmente no lobadas, más o menos redondeadas y de tricomas blandos y suaves al tacto (soft)             | Tubo floral largo y de diámetro estrecho, lóbulos serrados.Distintivamente más fragrantes que las demás especies.                                                        | Blancas a marrones (brown), muchas veces regordetas (plump), superficie a veces como cortada en hendiduras (split), a veces arrugado (wrinkled), margen muy delgado, la cicatriz de la semilla es oblicua. |
| Cucurbita pepo nativa de Norteamérica y conocida en el resto del mundo por su zucchini desarrollado en Italia, sus decorativos pequeños, y sus calabazas de Halloween                                                         | Duro, anguloso, a veces ligeramente expandido contra el fruto al llegar a él de forma bien abrupta.                                                                  | Duro, anguloso, surcado, áspero y de tricomas espinosos. | Palmadamente lobadas, muchas veces los lóbulos marcados profundamente, ásperas y espinosas (por tricomas) | Tubo floral corto, lóbulos angulosos. | Blancas (dull white) a maíz tostado (tan), superficie lisa, margen prominente pero usualmente liso, la cicatriz de la semilla cuadrangular o redonda.                                                      |
| Cucurbita ficifolia Toda la especie, con poca variabilidad, reconocida con un solo nombre en cada región, como "Alcayota", "Cayote", "Lacayote", "Chilacayote", "Chiclayo", "Calabaza confitera", "Cabello de ángel", "Cidra" | Duro, liso (sin tricomas?) y anguloso, levemente ensanchado contra el fruto al llegar a él. Comparativamente pequeño (delgado?) en comparación a las demás especies. | Duro, liso (sin tricomas) y surcado.                     | Lobadas, un poco redondeadas, ligeramente ásperas y espinosas (por tricomas).                             | Flor con tricomas en los estambres. | Usualmente negras, a veces "tan" (color maíz tostado), la superficie muchas veces diminutamente agujerada (pitted), margen liso y delgado.                                                                 |

A continuación una descripción más profunda de morfología para determinación o descripción de cultivos:
10 haces principales. El pedúnculo puede poseer costillas (5 o 10) que en la sección transversal se ve que coinciden con haces vasculares que se pueden seguir hasta encontrarlos como la nervadura central de los sépalos (que son 5), o que además se continúan con la nervadura central de los pétalos (otros 5), por lo que coinciden morfológicamente con sus lóbulos respectivos (:261). Las "costillas" se pueden continuar con el mismo aspecto en el fruto, como en algunos cultivos de Cucurbita pepo.

Costillas en pedúnculo y fruto
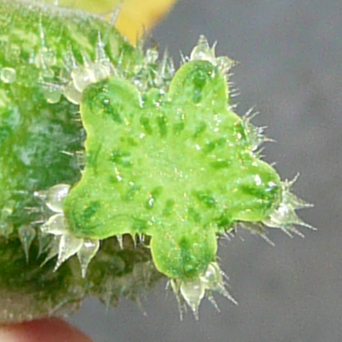
Cucurbita pepo, flor. Sección transversal del pedúnculo. Se observan 5 costillas primarias y 5 costillas secundarias.
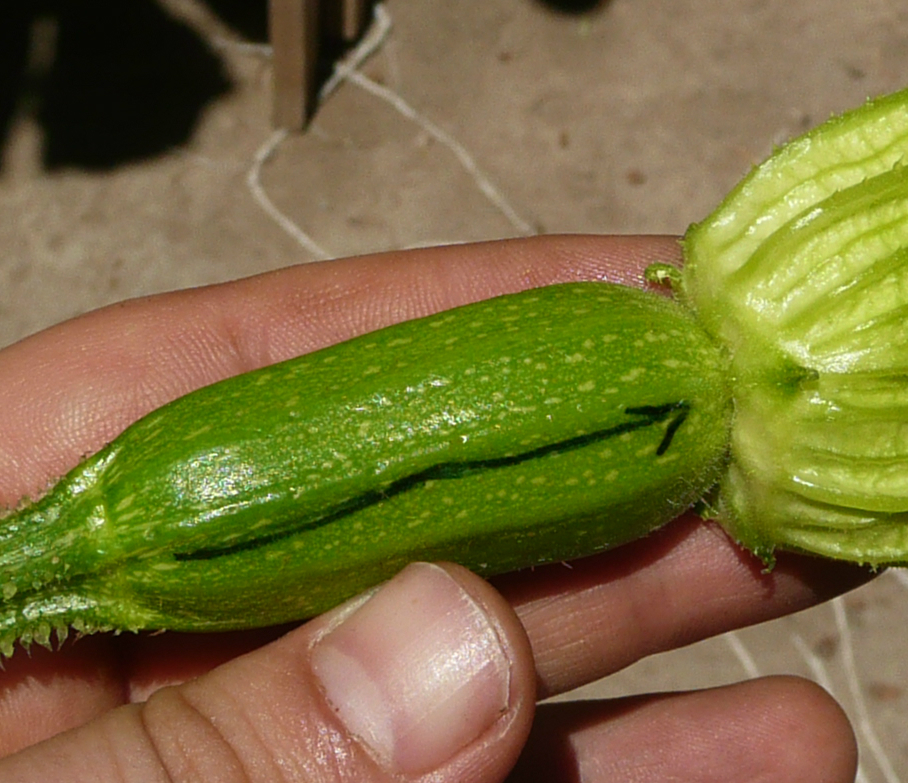
Cucurbita pepo "zapallo de Angola", flor. Las 5 costillas primarias del pedúnculo floral se pueden trazar a través de sus haces vasculares hasta los lóbulos de los sépalos. En esta flor además se las encuentra como costillas en el ovario.
Las costillas (ribs) en un fruto acostillado (ribbed), que en este caso coinciden con los 10 haces vasculares "principales". Esquema según Paris et al. (2007[112]).
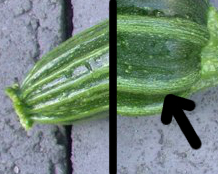
Costillas en un fruto inmaduro de Cucurbita pepo 'Striato d'Italia'.
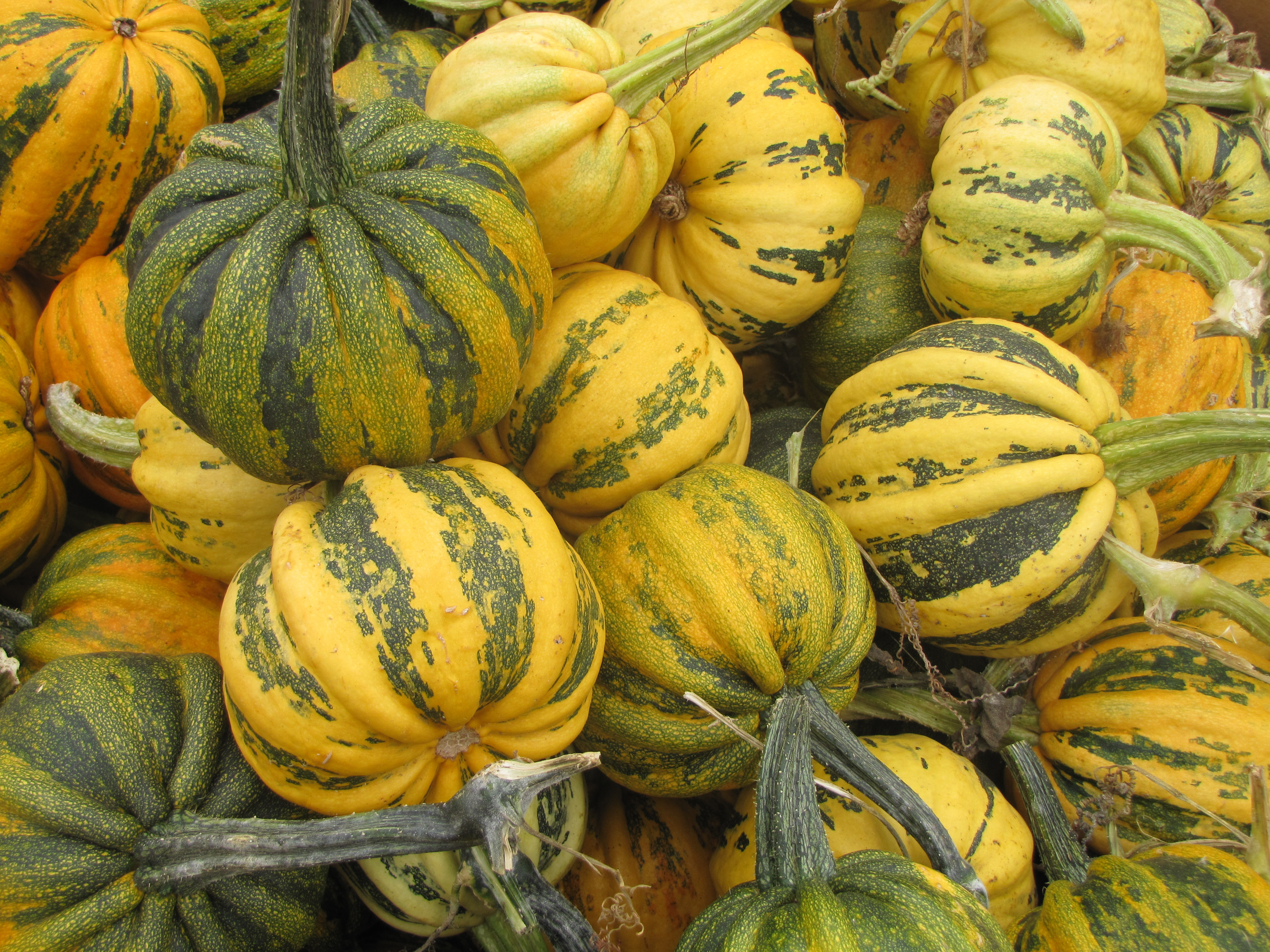
Cucurbita pepo tipo "Pumpkin" acostillados.

En el fruto, las costillas (ribs) que portan los haces de los sépalos son las 5 costillas primarias (:261), las que portan los haces de los pétalos son las 5 costillas secundarias (:261), en conjunto son las 10 costillas principales y pueden no diferenciarse en tamaño (:261). Entre ellas puede haber más costillas llamadas costillas intersticiales, muchas veces dobles, y estas pueden darse también en ausencia de las costillas principales (:261).
Los haces vasculares de sépalos y pétalos también pueden coincidir con surcos (furrows), que son por lo tanto las continuaciones en el fruto de las costillas del pedúnculo (:261), los surcos pueden delimitar lóbulos o crestas lobadas.

Surcos y lóbulos en el fruto
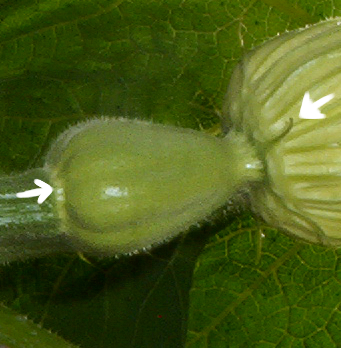
Cucurbita maxima "zapallo plomo", flor. En este caso el pedúnculo es circular y los haces vasculares que se pueden seguir desde los sépalos (foto) y pétalos hacia el fruto coinciden con los surcos, entre los surcos los gajos o lóbulos.
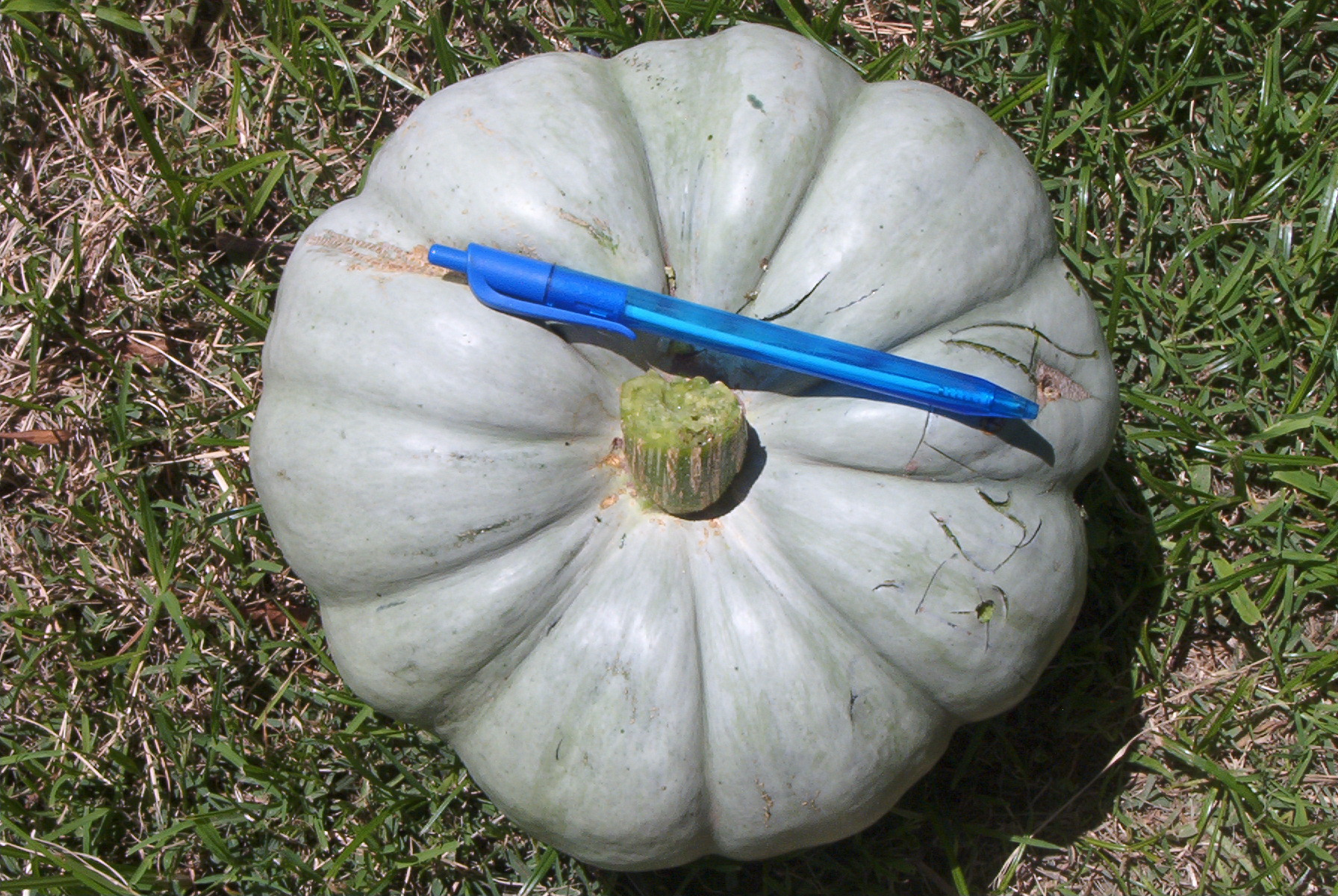
Cucurbita maxima "zapallo plomo", fruto maduro, lobado.
Lóbulos (Lobes o scallops) entre los surcos que coincden con los 10 haces vasculares principales. Según Paris et al. (2007[112]).
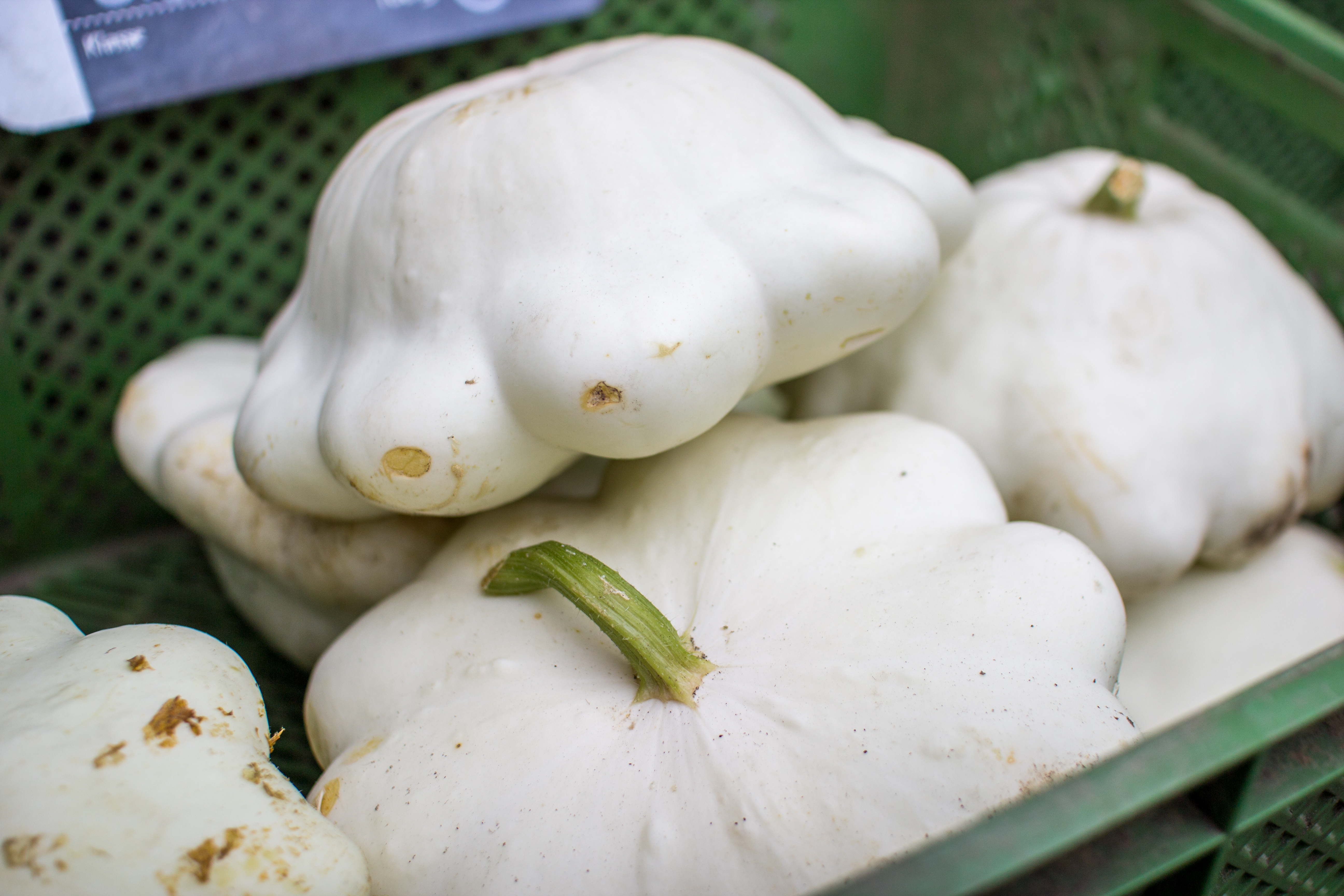
Lóbulos o "escalopes" en el pattypan o Cucurbita pepo Scallop group.

Otras topografías del fruto.

Frutos con surcos angulares y crestas, frutos acanalados
Surcos angulares (angular ridges), que forman crestas (furrows). Según Paris et al. (2007[112]).
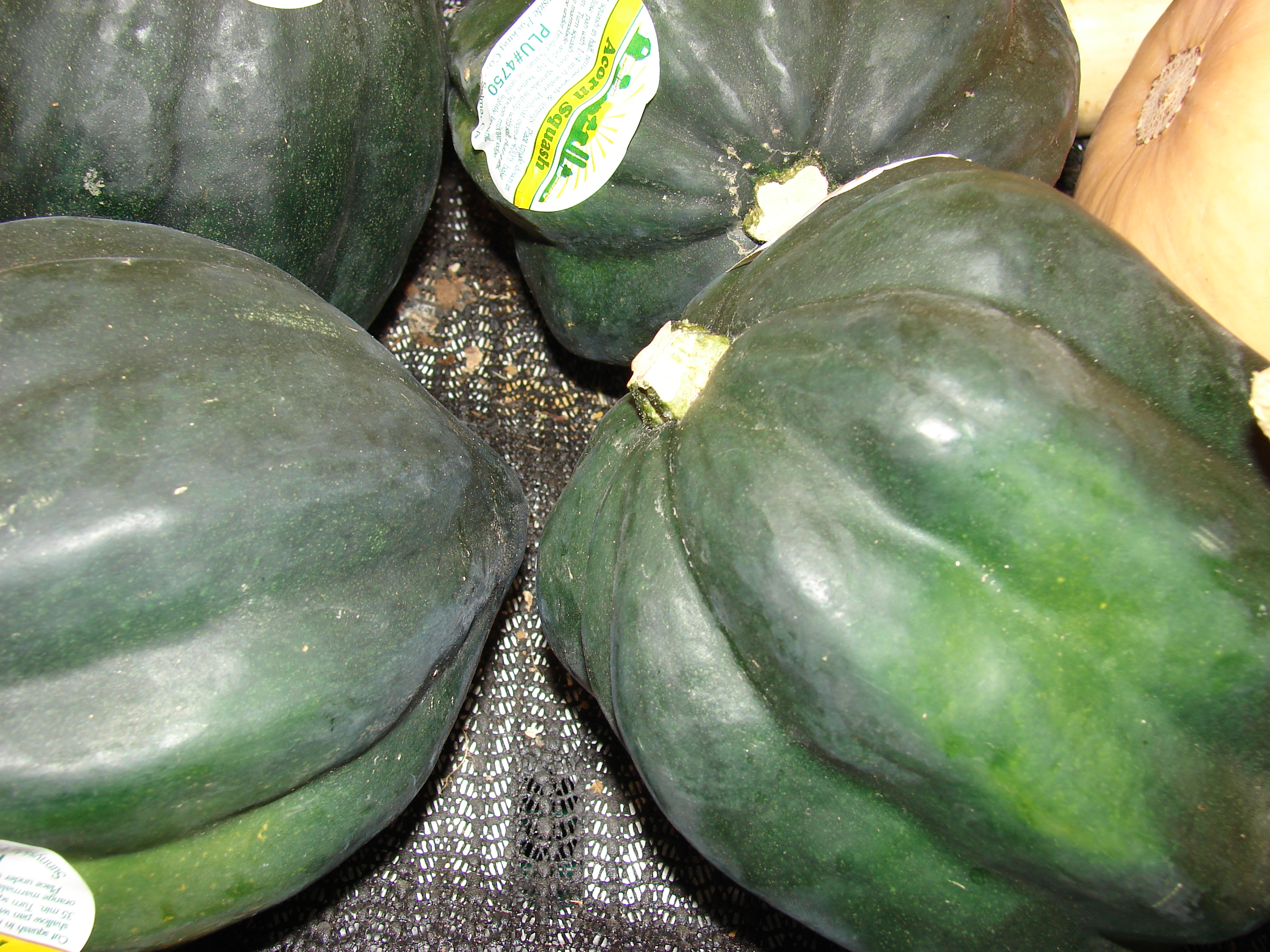
Surcos angulares (angular ridges) y crestas (furrows) en Cucurbita pepo Acorn
Superficie acanalada (grooved), con canaletas (grooves). Según Paris et al. (2007[112]).
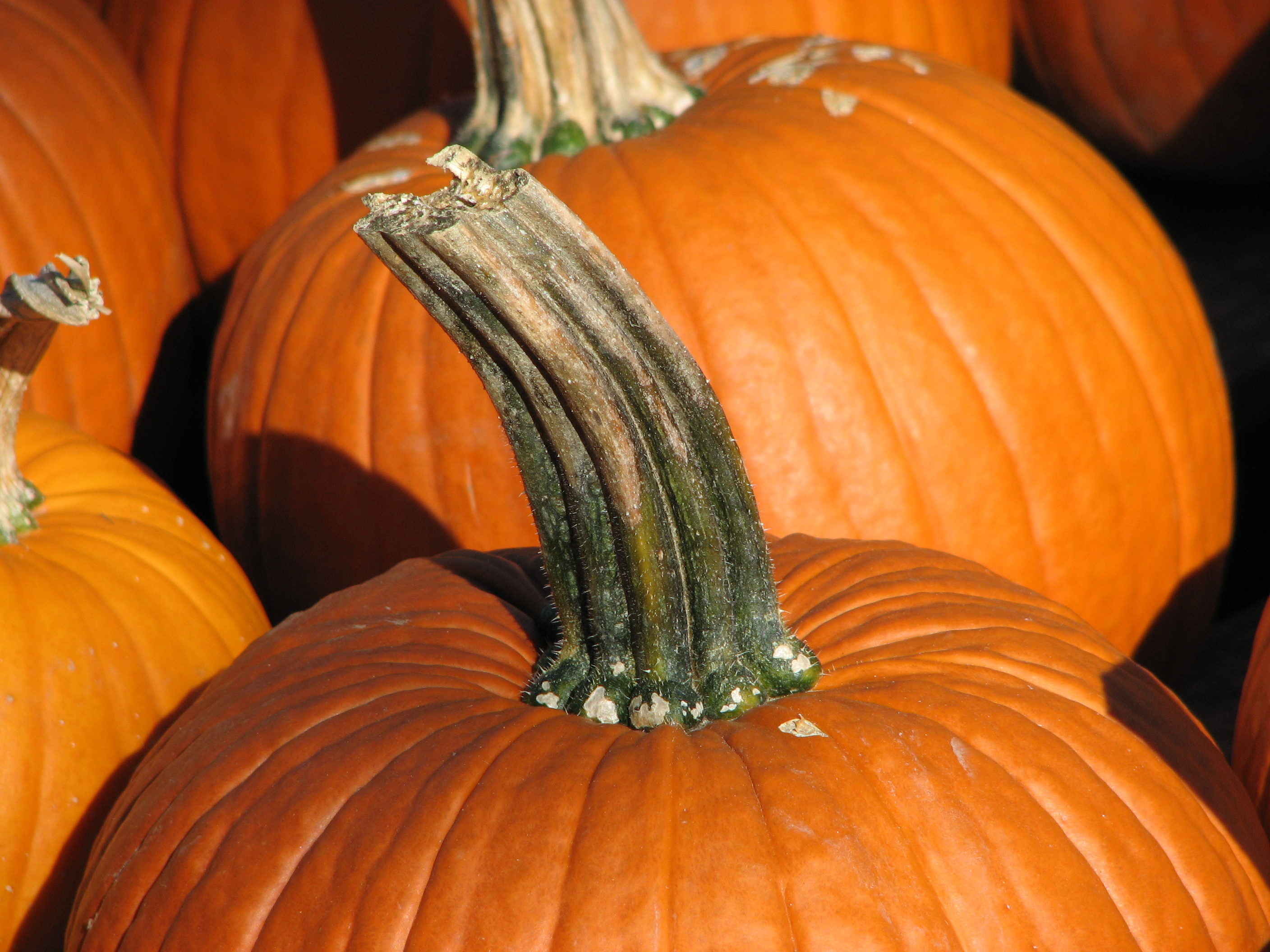
Fruto acanalado (grooved) en Cucurbita pepo 'Connecticut Field'.

En la topografía del fruto se puede especificar si tiene corona (crown), como se lo llama en Cucurbita maxima var. zapallito, Cucurbita maxima 'Buttercup' donde también se lo puede llamar button (inglés), o si el fruto tiene "forma de turbante" (como se lo llama en frutos de Cucurbita maxima a los que se llama de tipo Turbante). La cicatriz que lo delimita, donde estaban ubicados pétalos, sépalos y estaminodios (el hipanto), es el "anillo", y proviene de un ovario semi-ínfero. El anillo y corona solo se dan en Cucurbita maxima, las demás especies cicatrizan diferente. La misma planta puede producir frutos con anillos más y menos grandes, cuya corona puede protruir en mayor o menor medida, y que pueden tener o no valor comercial, según el "tipo de mercado" (market type) buscado. El grupo horticultural informal "Turbante" es generalizado por algunos autores para agregar a todos los que poseen corona, como 'Buttercup' (p.ej.).

Cicatrices del hipanto (anillo, corona)
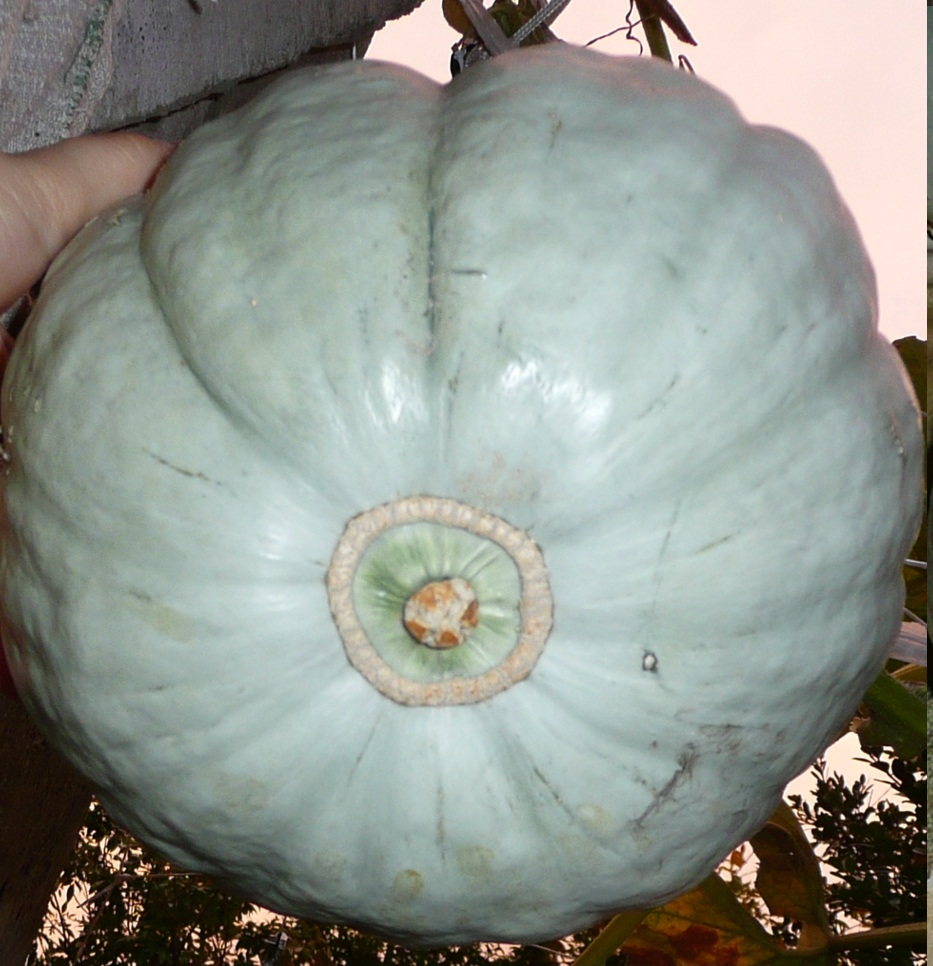
Cucurbita maxima "zapallo plomo" con anillo y una corona pequeña que no protruye.
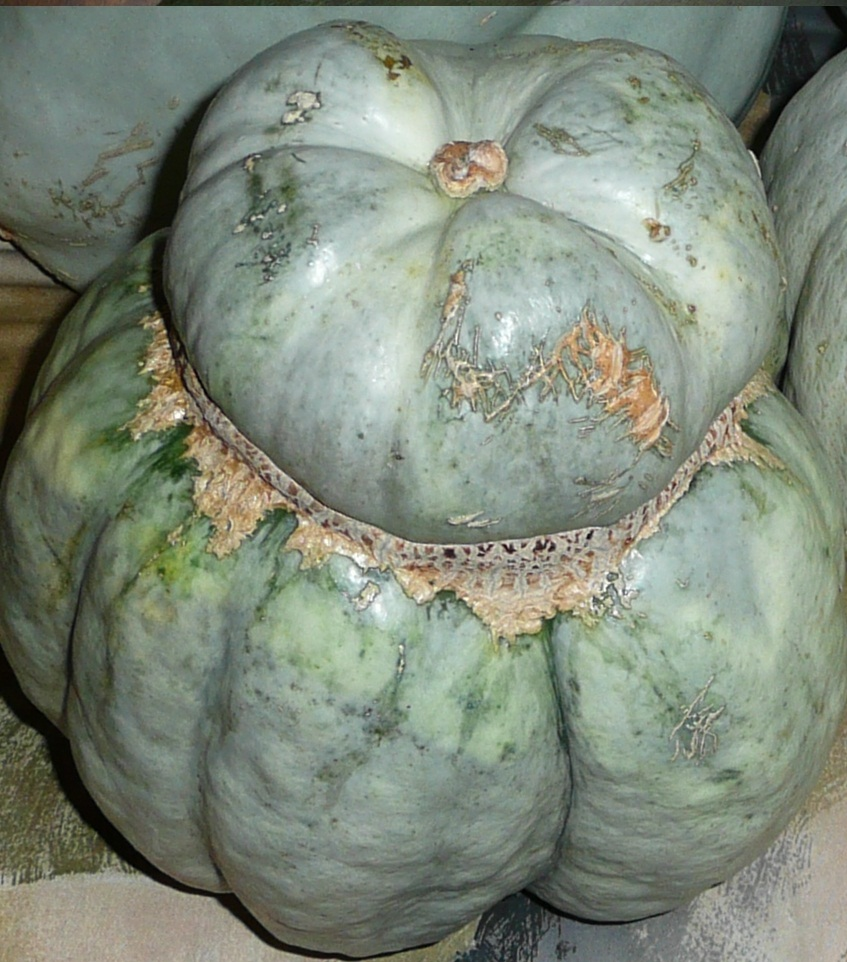
Cucurbita maxima "zapallo plomo" con forma de turbante, turbaniforme.
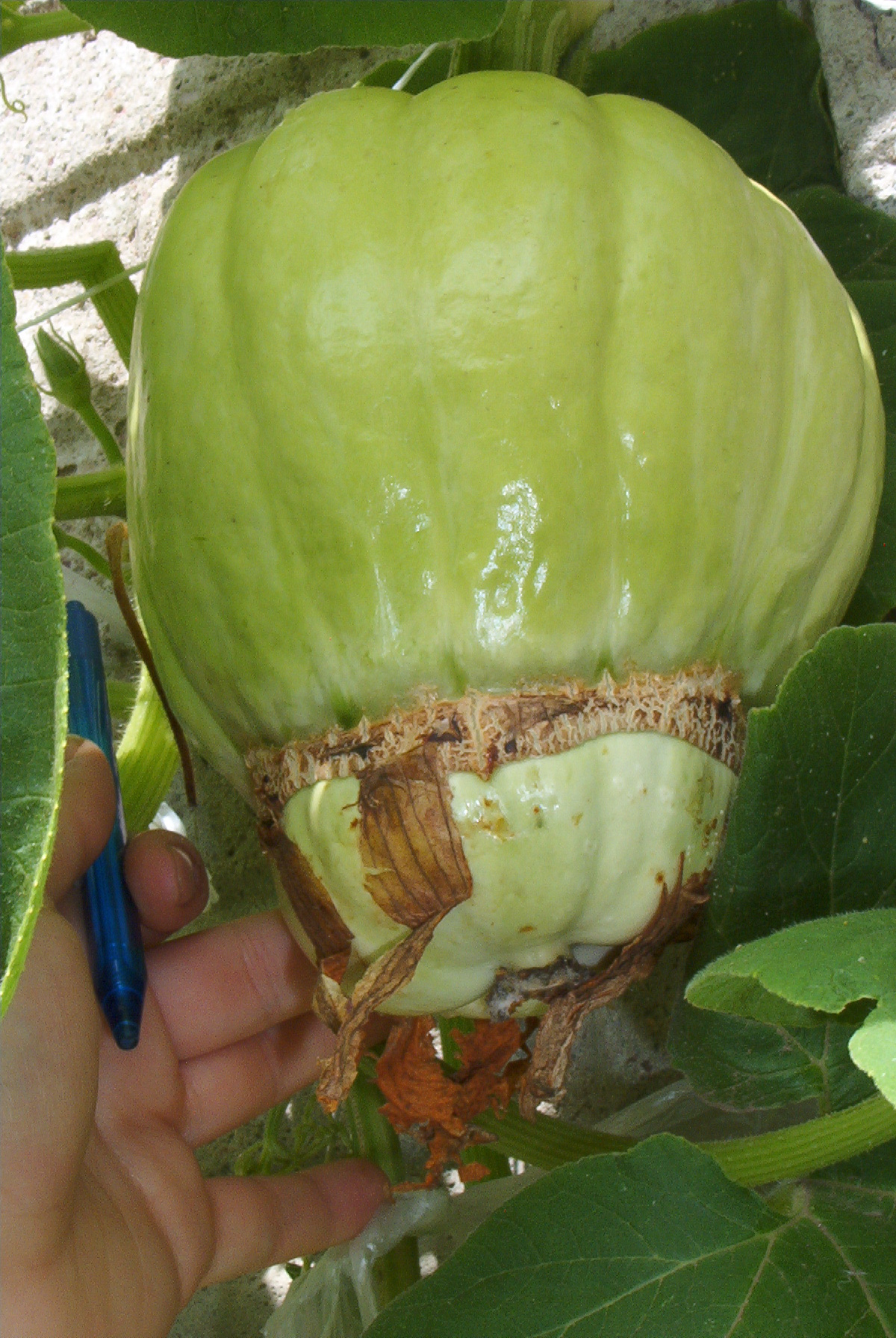
El mismo, inmaduro.
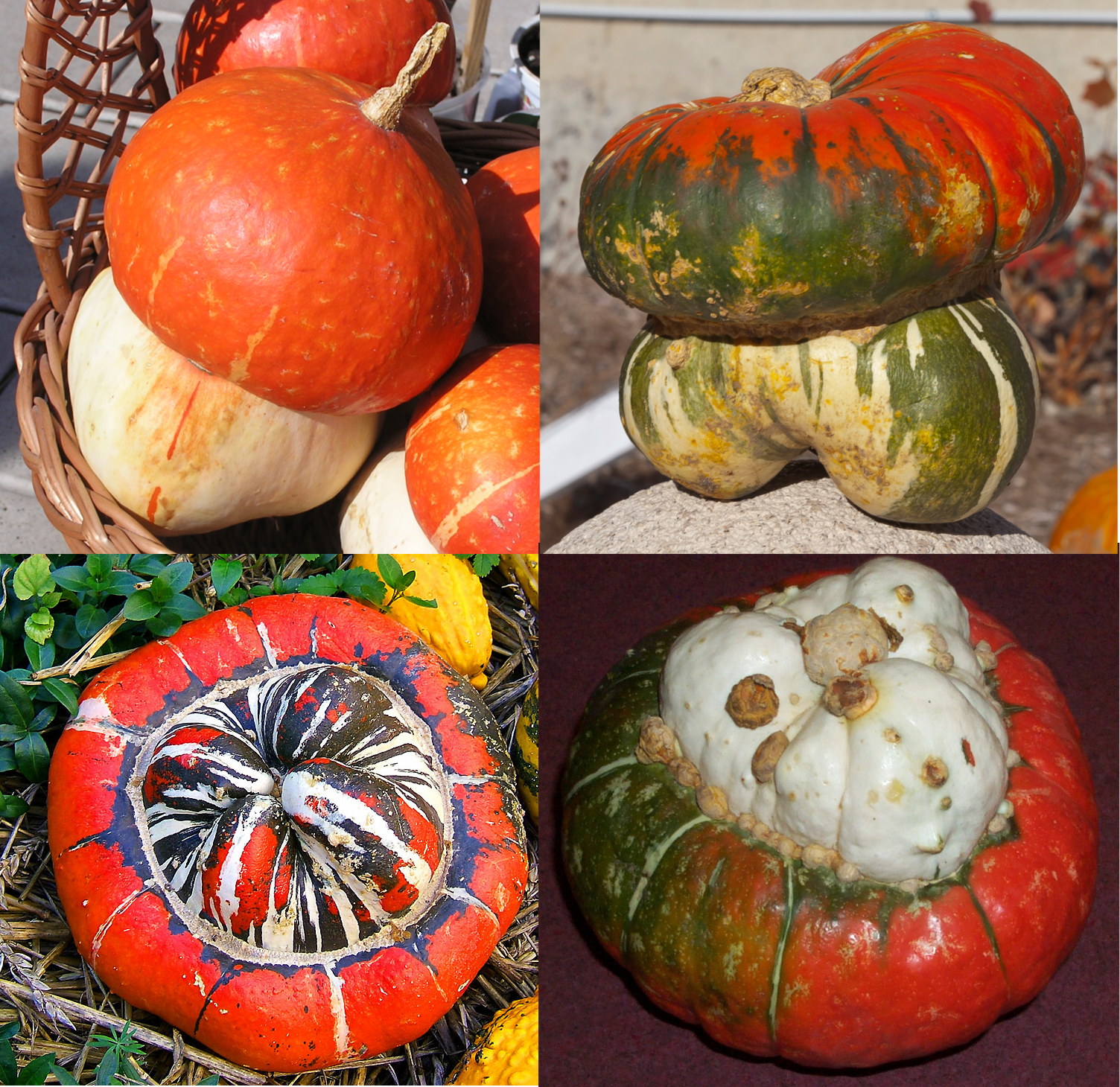
Cucurbita maxima zapallos Turbantes, utilizados para decoración.
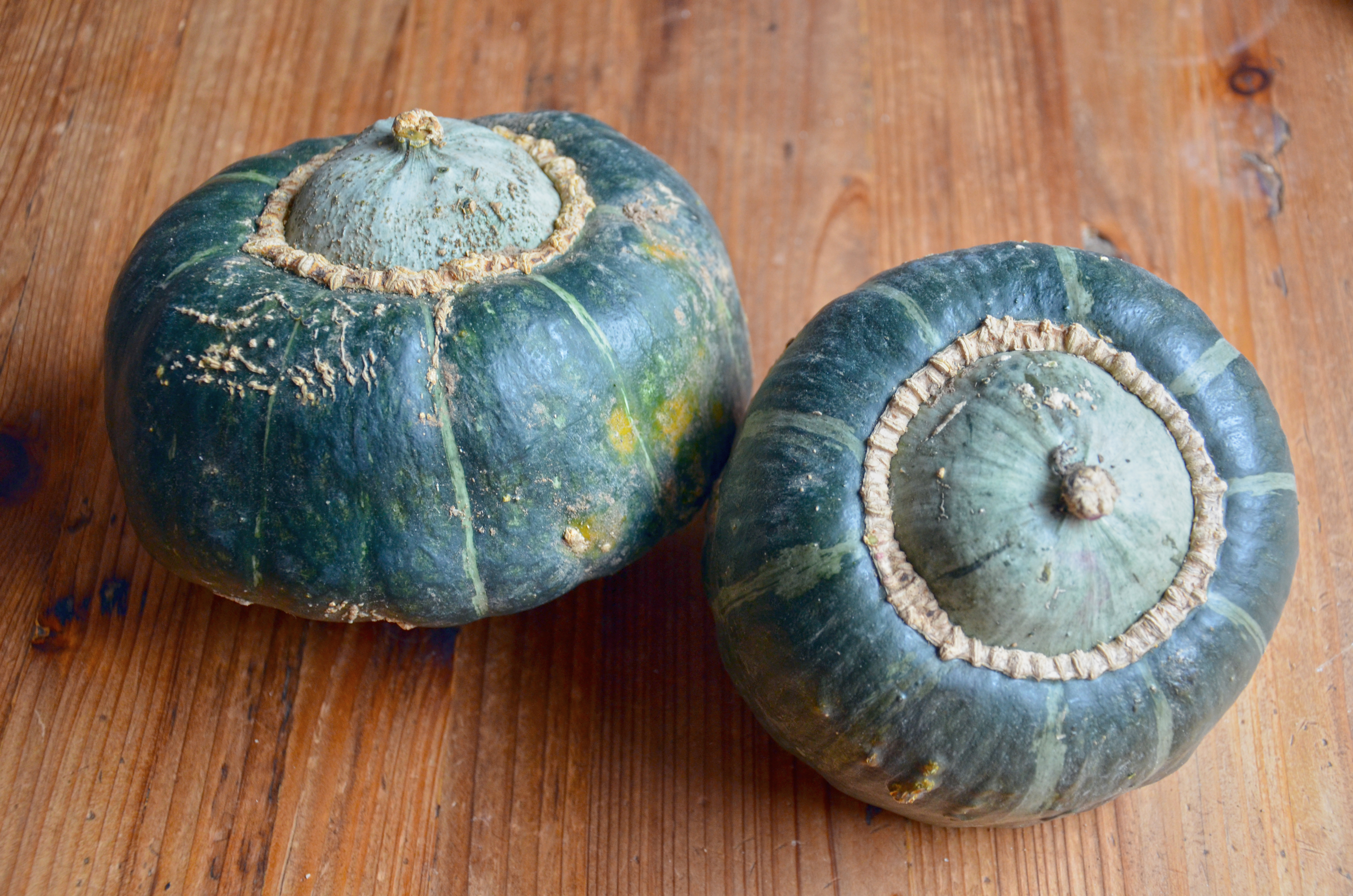
Cucurbita maxima tipo 'Buttercup', con corona (crown[113] o button).
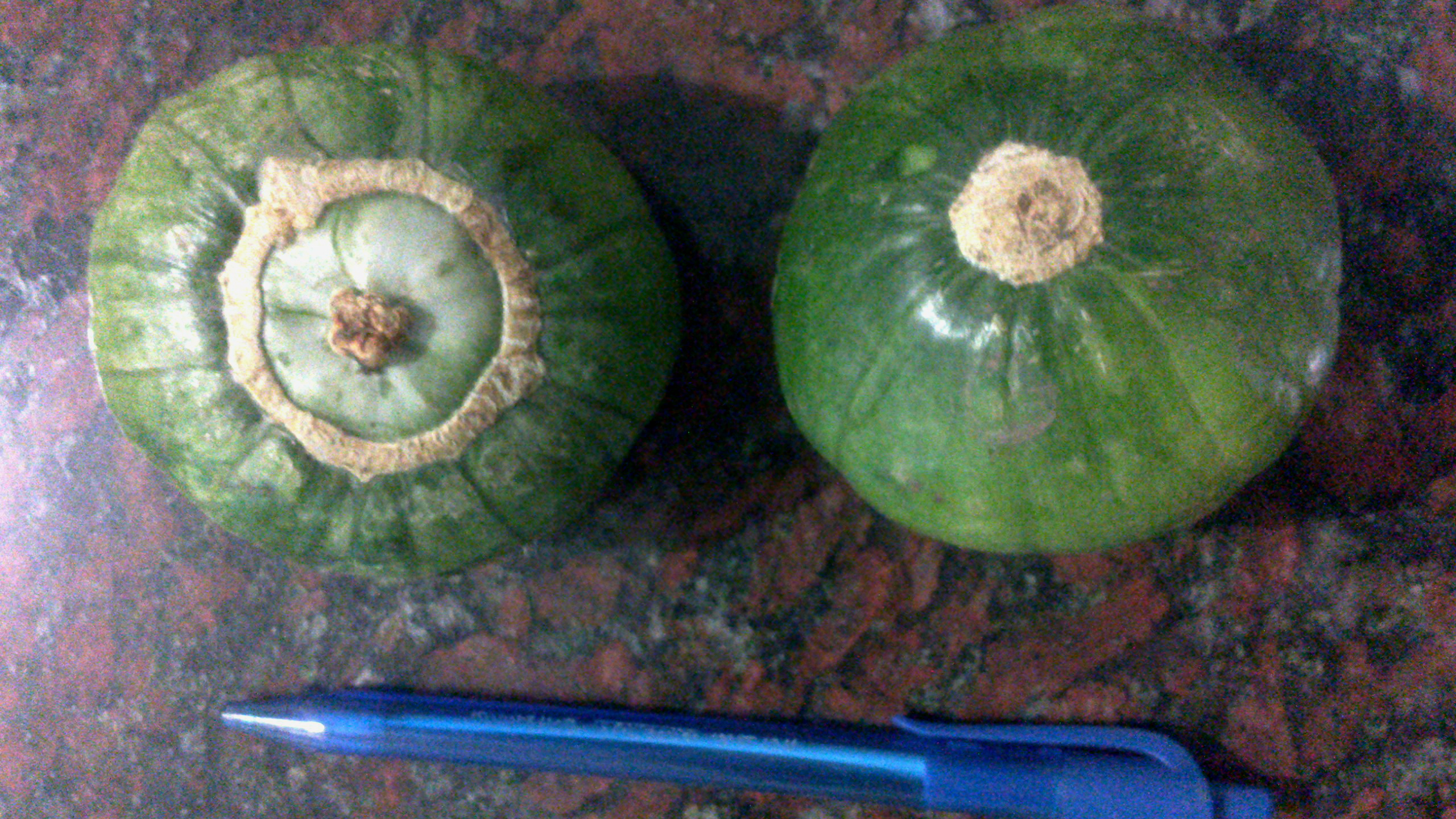
Cucurbita maxima var. zapallito con y sin corona. En esta variedad se la selecciona negativamente porque no tiene valor comercial.
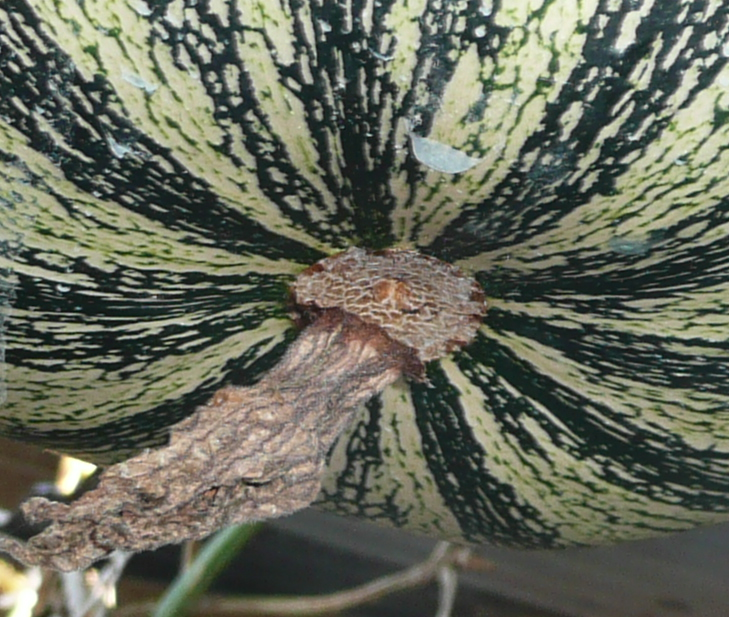
Comparar con la cicatriz del hipanto en Cucurbita argyrosperma.
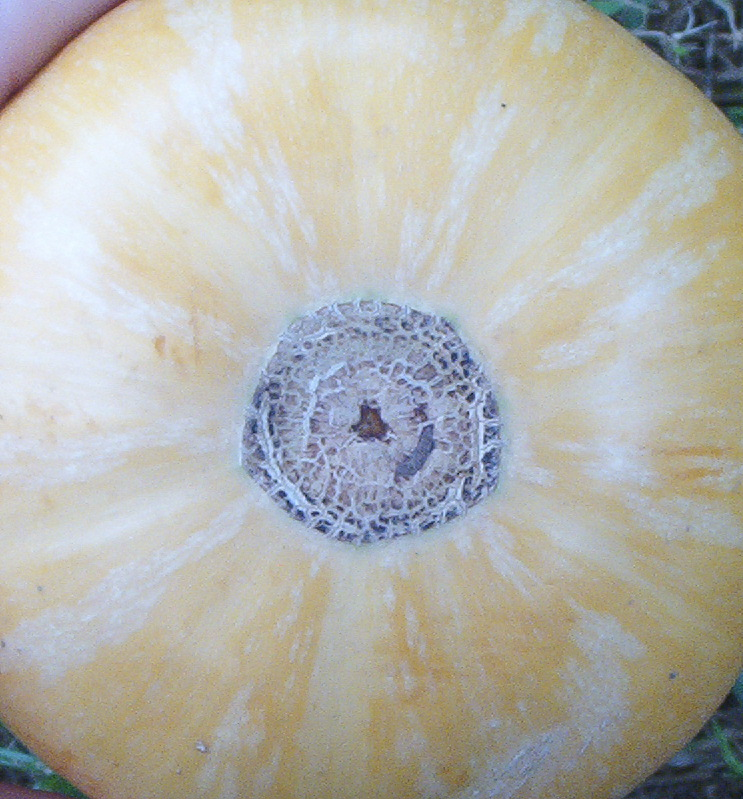
...en Cucurbita moschata.
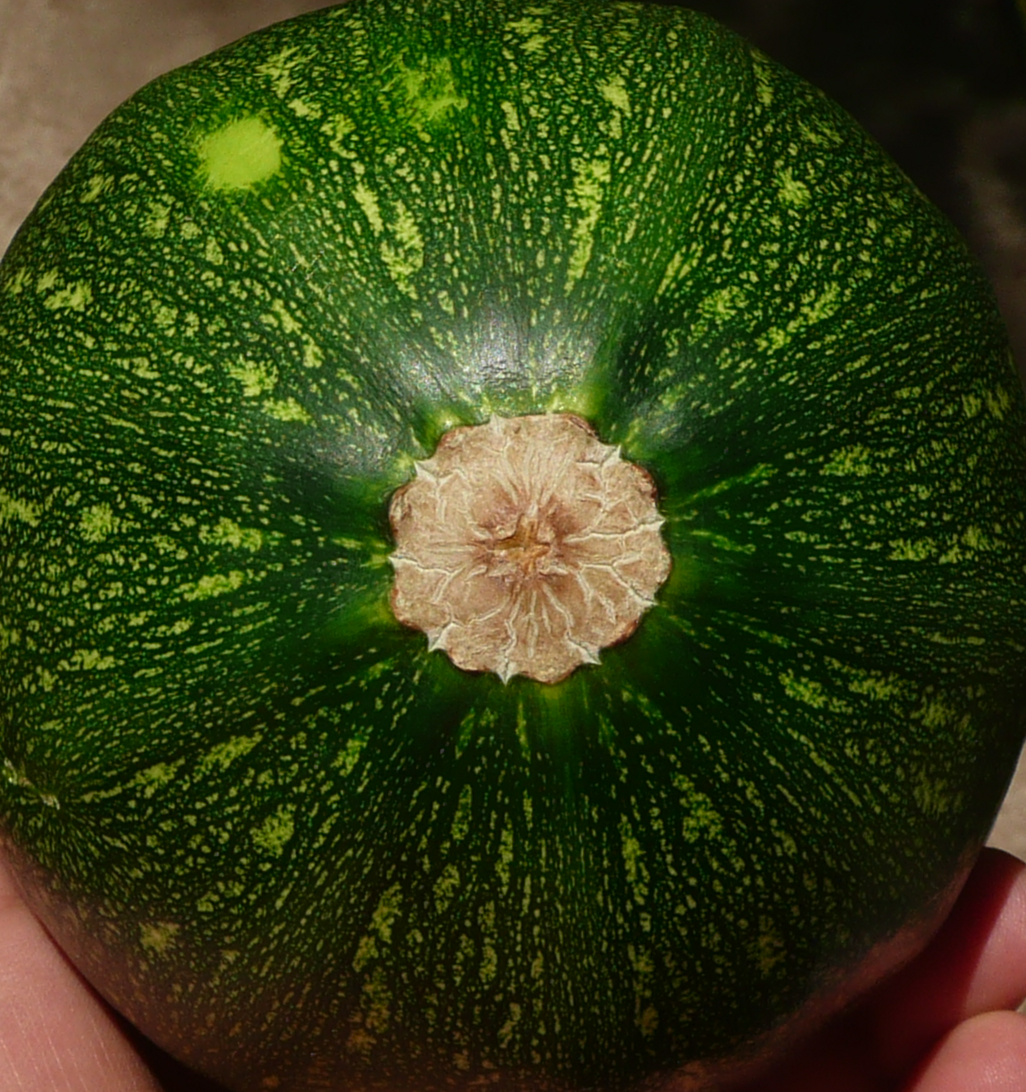
...en Cucurbita pepo.
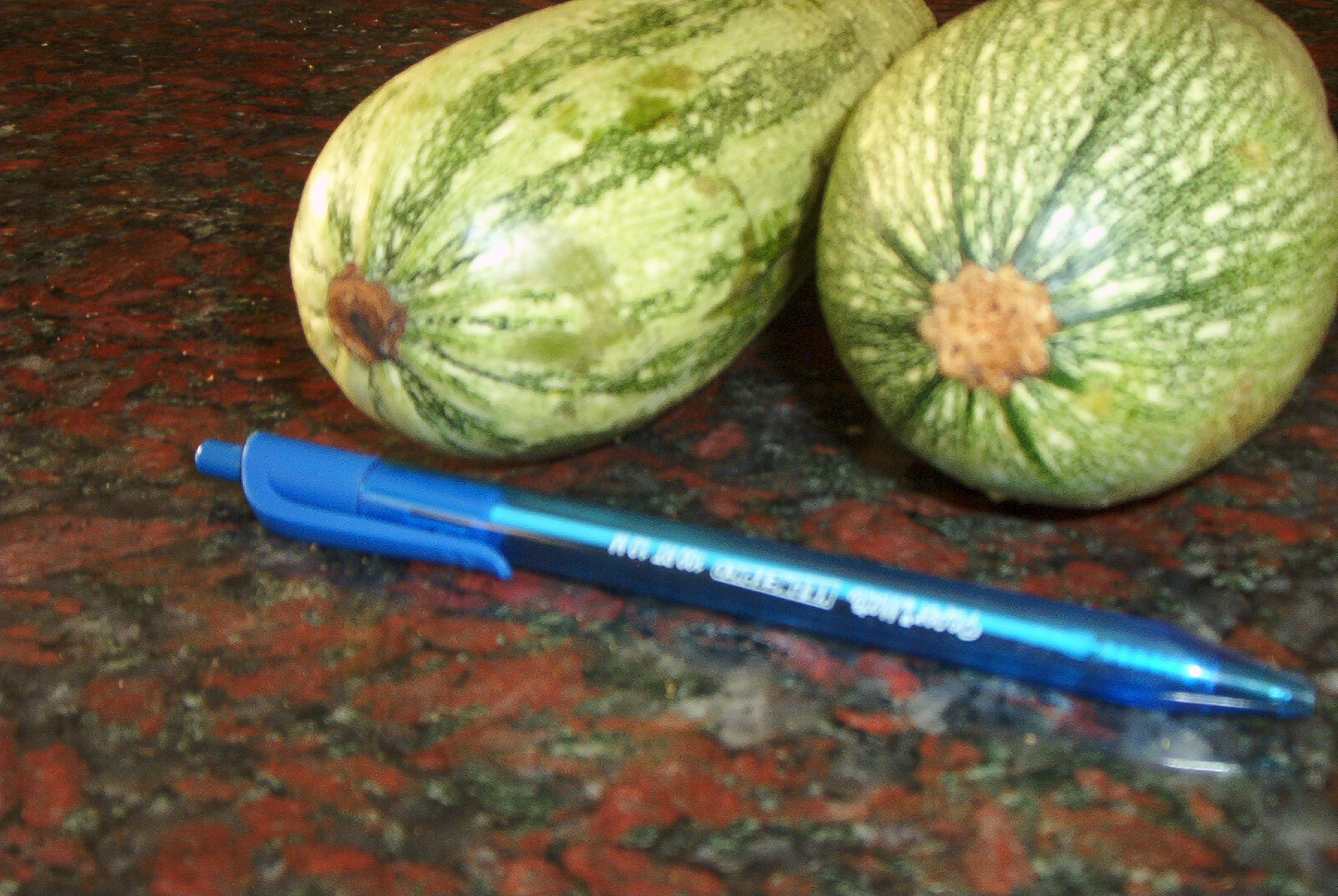
...en Cucurbita pepo.

Además puede ser de superficie verrugosa (warted, algunos cultivares pueden llamarla warty) o con verrugas (warts), quizás la misma que la textura crespa. Puede ser arrugada o con arrugas (wrinkled), diferente de verrugosa. Las verrugas difieren en tamaño y densidad entre cultivares, se han encontrado en cultivares de Cucurbita pepo, de Cucurbita maxima, y en Cucurbita moschata., de la misma forma se han encontrado arrugas en Cucurbita pepo, en Cucurbita maxima, y en Cucurbita moschata. "Rugoso" parece que se ha usado para superficies acanaladas, para superficies con verrugas y para superficies con arrugas.

Otras rugosidades
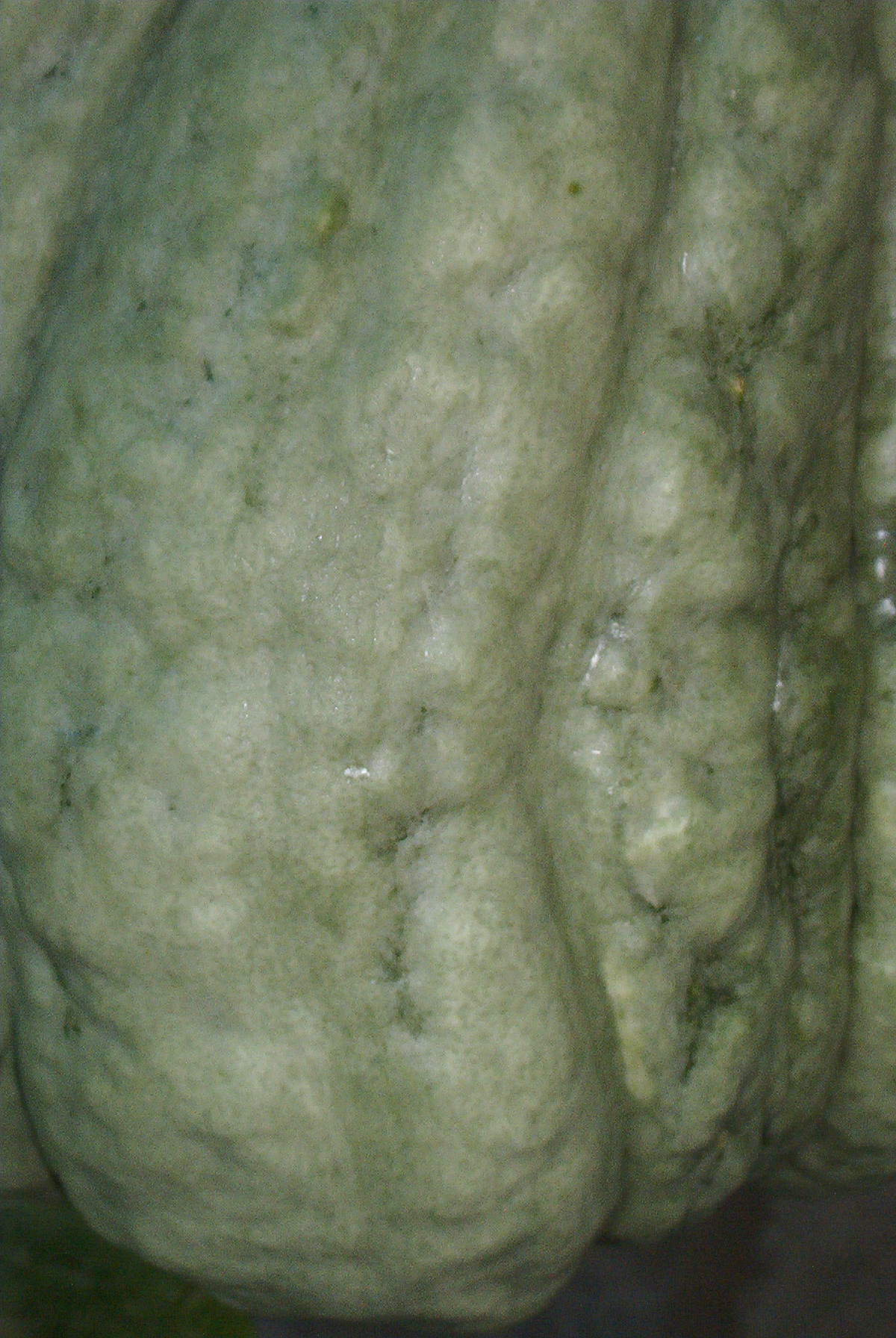
Superficie arrugada? (wrinkled).
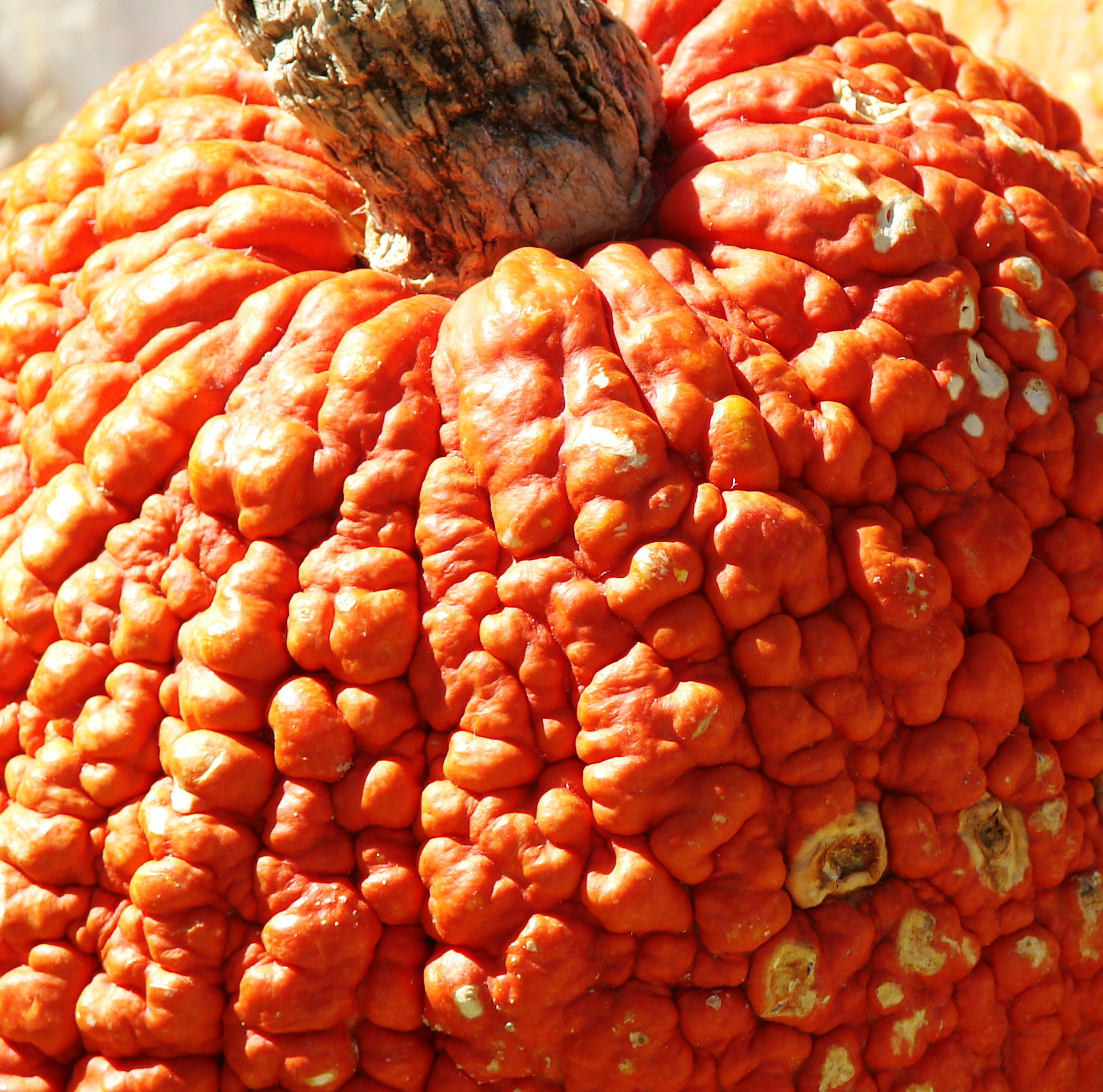
Superficie crespa?, verrugosa o con verrugas, mucha cantidad (heavily warted[113]).
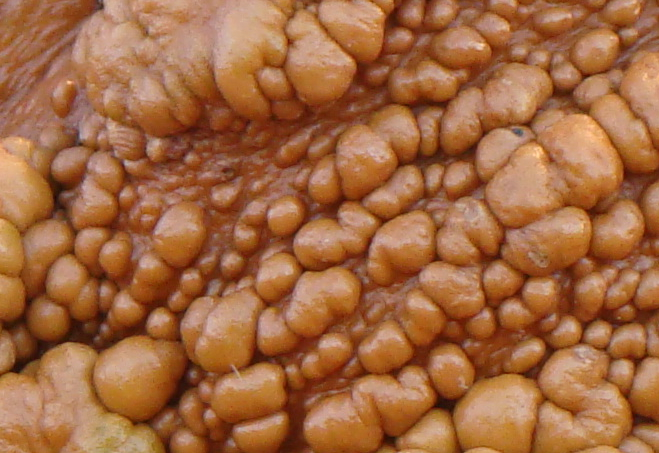
Superficie verrugosa o con verrugas (warted), moderada cantidad.
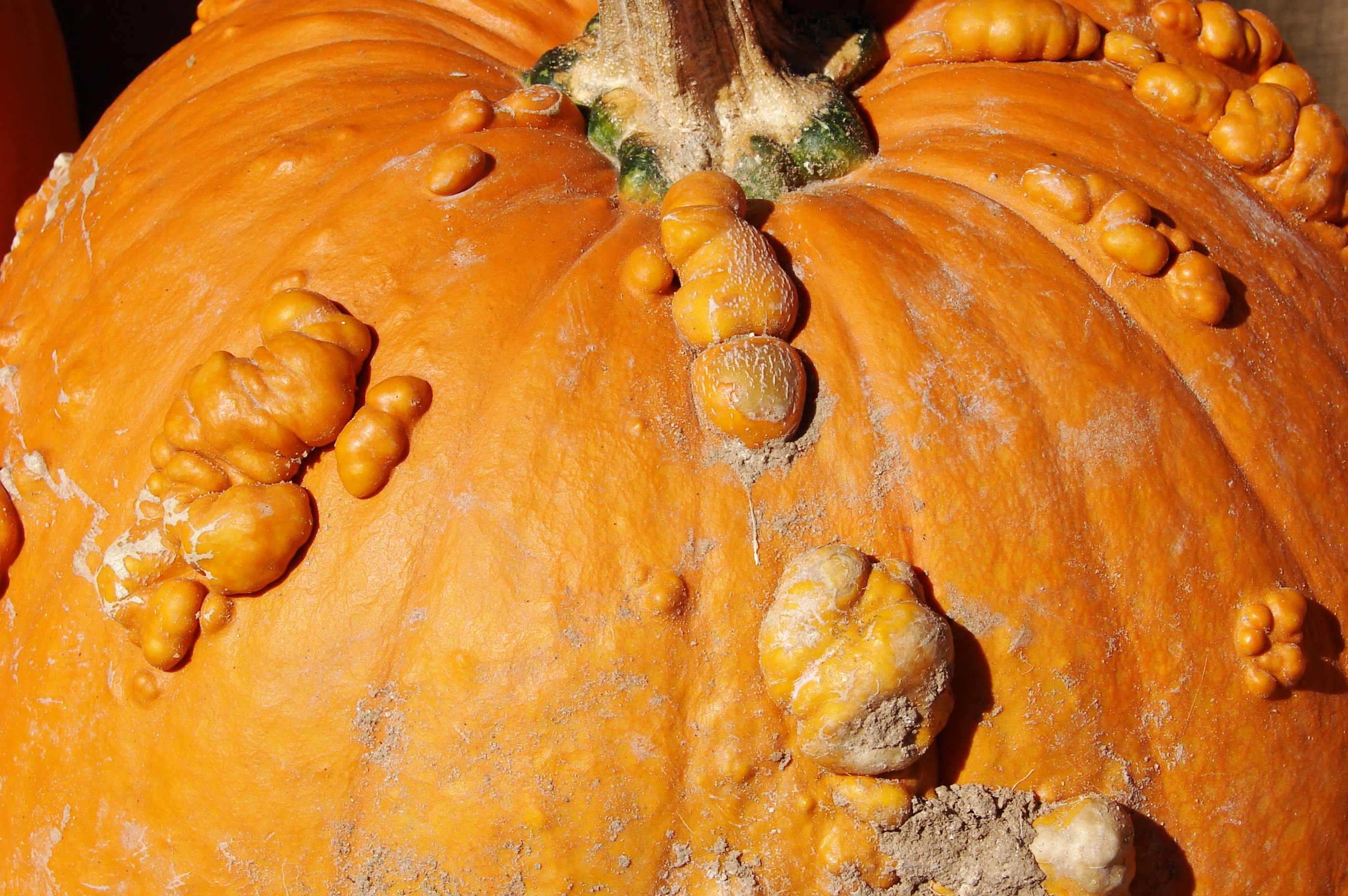
Superficie con verrugas gruesas (heavy warts, algunas webs pueden mostrarla como heavily warted que en realidad sería "muy verrugosa"), poca cantidad.

Puede contener corchosidades ("estrías corchoso-leñosas"?), los cultivares pueden llamarla superficie "escrita" o "bordada", las cicatrices corchosas pueden ser más gruesas o más finas. En inglés netted rind.

Estrías corchoso-leñosas
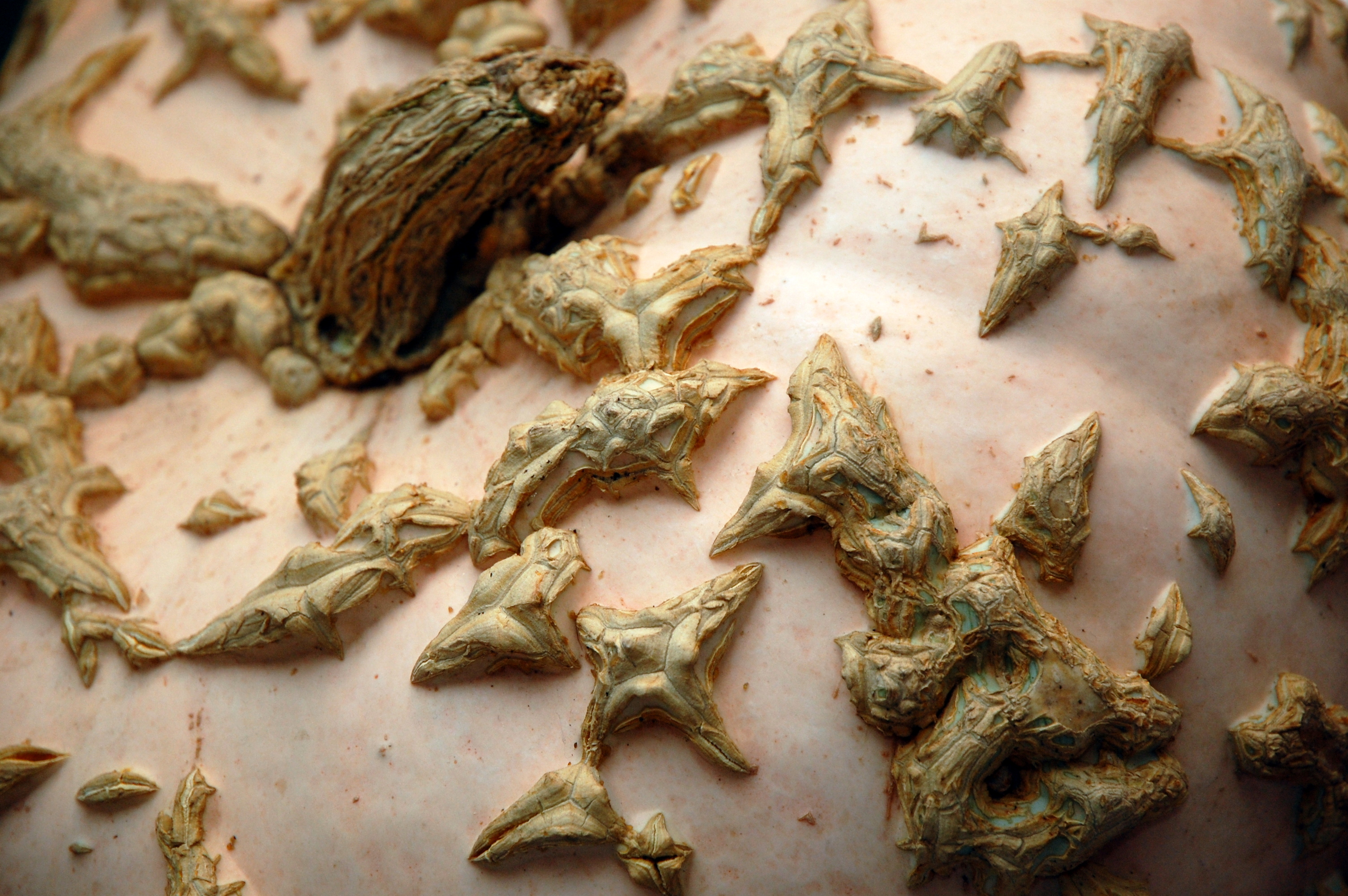
Corchosidades en Cucurbita maxima.
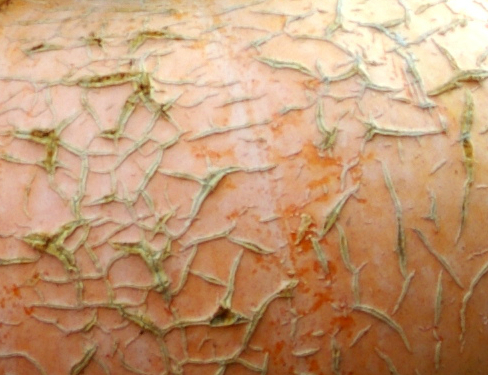
Cucurbita moschata?
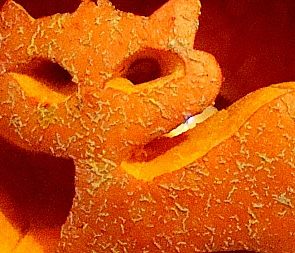
Cucurbita pepo? (C. pepo 'Winter Luxury'?)

Cuando el fruto no contiene ningún accidente (crestas, surcos, canaletas, etc) ni textura, es un fruto de topografía lisa, p.ej. en Paris et al. (2012) para Cucurbita pepo. Esto quiere decir que un fruto lobado por ejemplo, no es "de topografía lisa", si bien su textura puede serlo, puede no tener rugosidades. También puede encontrarse la topografía subdividida en topologías (cada fruto tendrá una sola, con o sin corona) y texturas (que pueden superponerse: con o sin arrugas, con o sin verrugas, con o sin corchosidades), como en la tabla 10 de Paris et al. (2012) que separa "topografía del fruto sobre los haces vasculares primarios" de "verrugas".
Capa de ceras. Otro aporte a la textura es la capa de ceras cubriendo la corteza en forma similar a la de la "calabaza blanca" o "calabaza china" Benincasa hispida, presente en algunos cultígenos de C. moschata.
Forma del fruto. En zapallos es muy variable incluso en la misma planta, para comercializar se seleccionan los "tipos de mercado" (market type) lo que los hace parecer más uniformes. Dependiendo del cultivar en el momento de la apertura floral a unos 3 a 8 días después de la apertura floral ya puede calcularse cuál va a ser la forma del fruto al madurar. La forma puede ser redondeada, ovoide, periforme, aplanada, alargada, ahusada, clavada (con forma de garrote), turbinada (con forma de trompo), turbante (como en los de corona más prominente de Cucurbita maxima 'Turk's Turban'), etc.
A continuación la terminología de los tipos de mercado para los frutos de Cucurbita pepo como en la clasificación de Paris (1986, Paris 2001) que involucra la forma del fruto en la que puede incluirse algún accidente asociado a la topología:

Tipos de mercado en Paris (1986) para Cucurbita pepo

Las formas del fruto de Cucurbita pepo que se identifican con tipos de mercado se han utilizado como carácter en una clasificación de cultivares en grupos de cultivares por el mismo Paris (1986) que ha logrado aceptación desde entonces.
Bandas de color. Las bandas de color longitudinales ("stripes"), que coinciden con? la posición de las crestas. "Interesantemente en los frutos con bandas longitudinales la herencia del color de la banda es independiente de los caracteres de la zona principal (longitudinal) y de la zona intersticial (Paris 2002)" (:261).
(galería tipos de bandas)
Hojas "marmoreadas" o "manchadas" (mottled leaves). Las manchas se ubican en las bufurcaciones de las venas en la superficie adaxial de la hoja, el color (blanco o plateado) y la forma de la mancha varían según la especie.

Hojas marmoreadas o manchadas
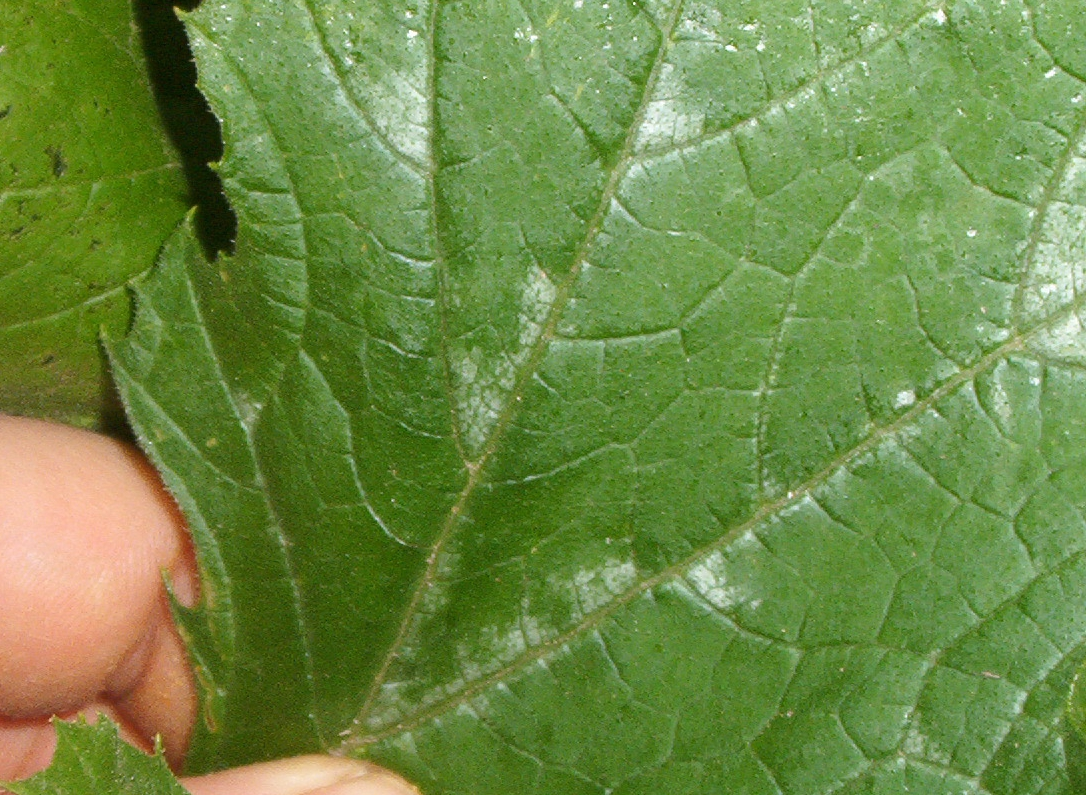
Cucurbita pepo.
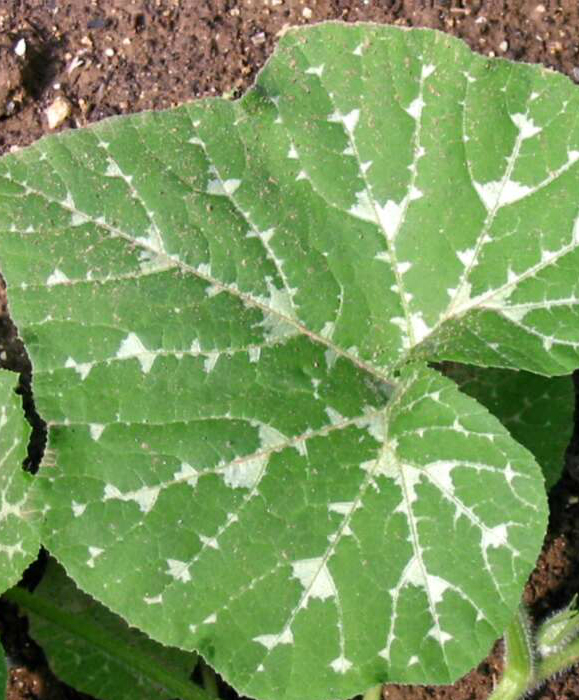
Cucurbita moschata.
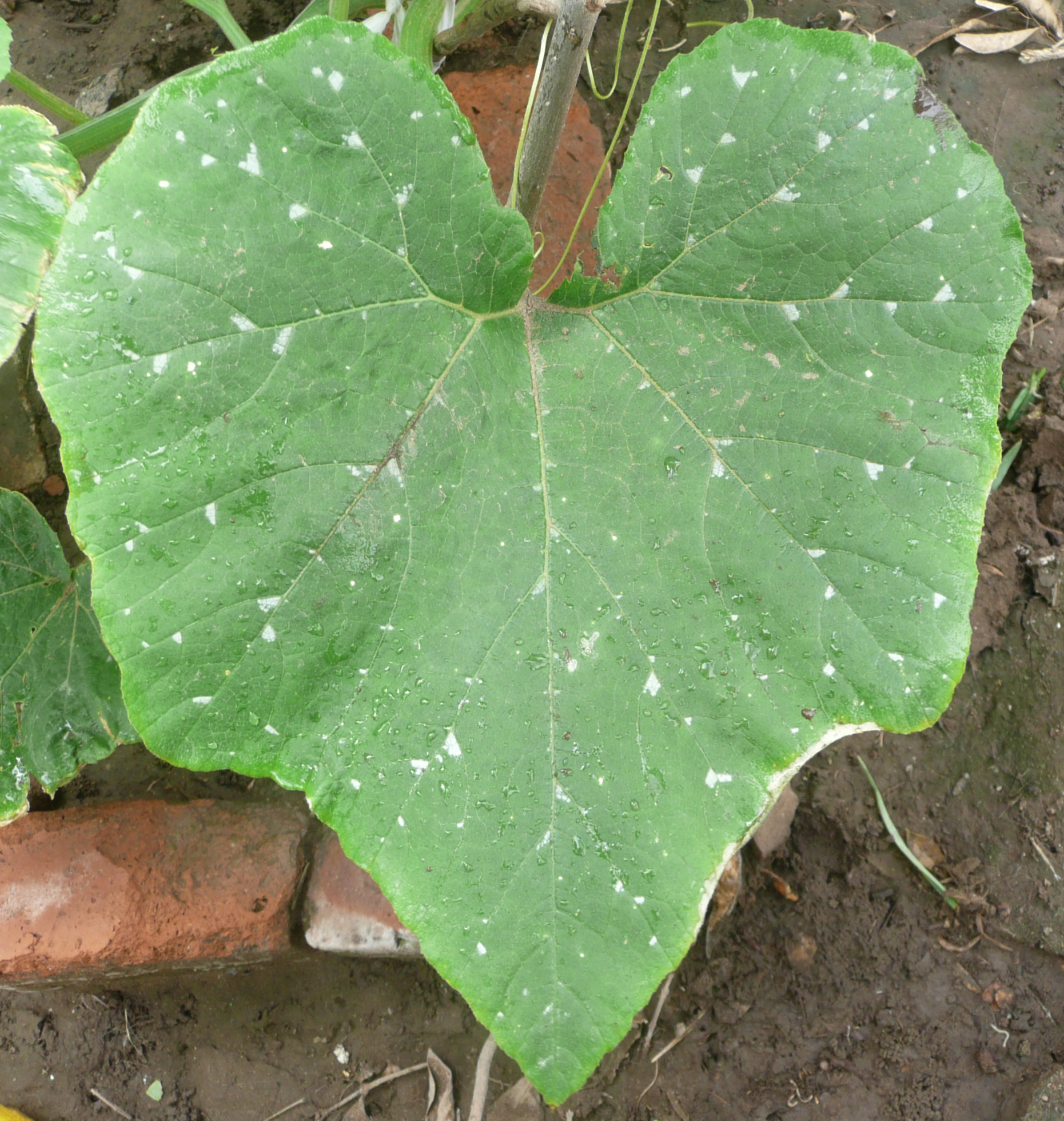
Cucurbita argyrosperma.
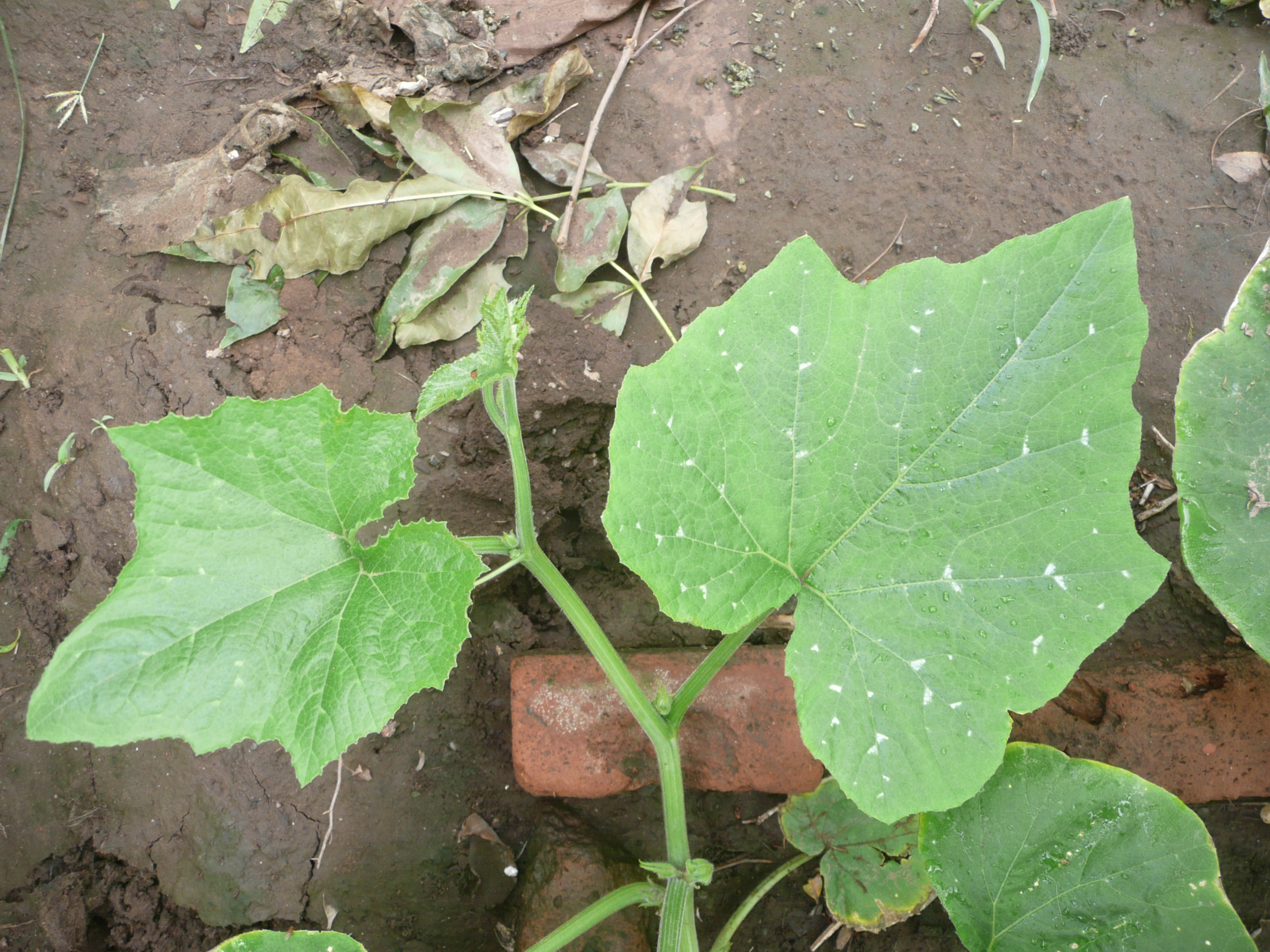
Cucurbita argyrosperma de hojas marmoreadas, hojas jóvenes todavía sin manchas.

Otros caracteres variables.

Otros
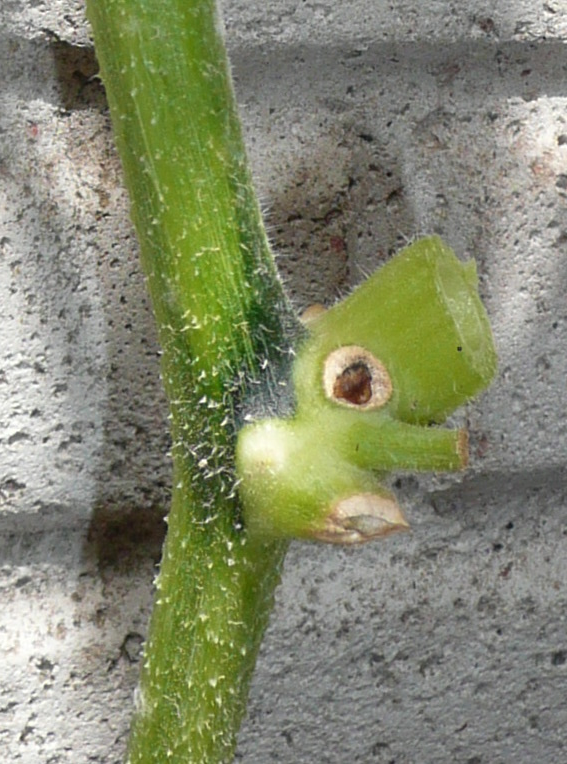
Mancha oscura en el tallo desde la axila en el nudo.
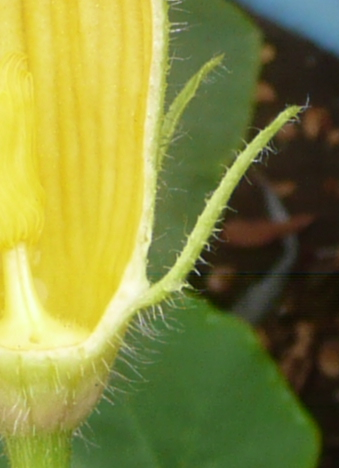
Sépalos de lóbulos filiformes.
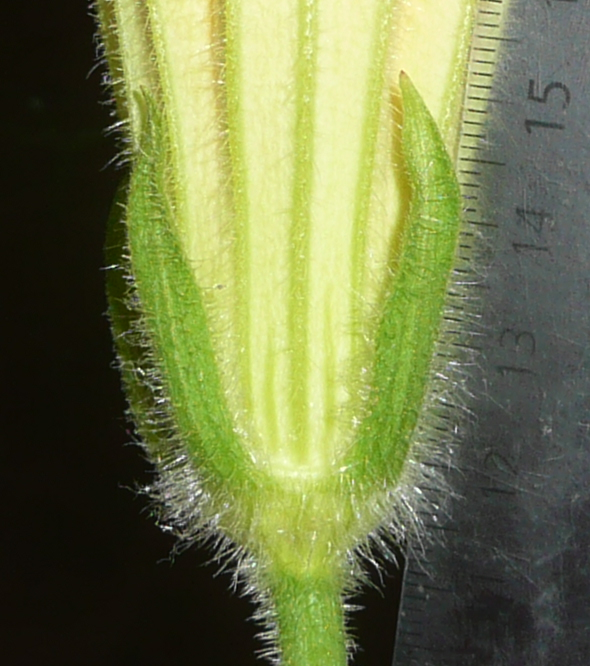
Sépalos de lóbulos subulados.
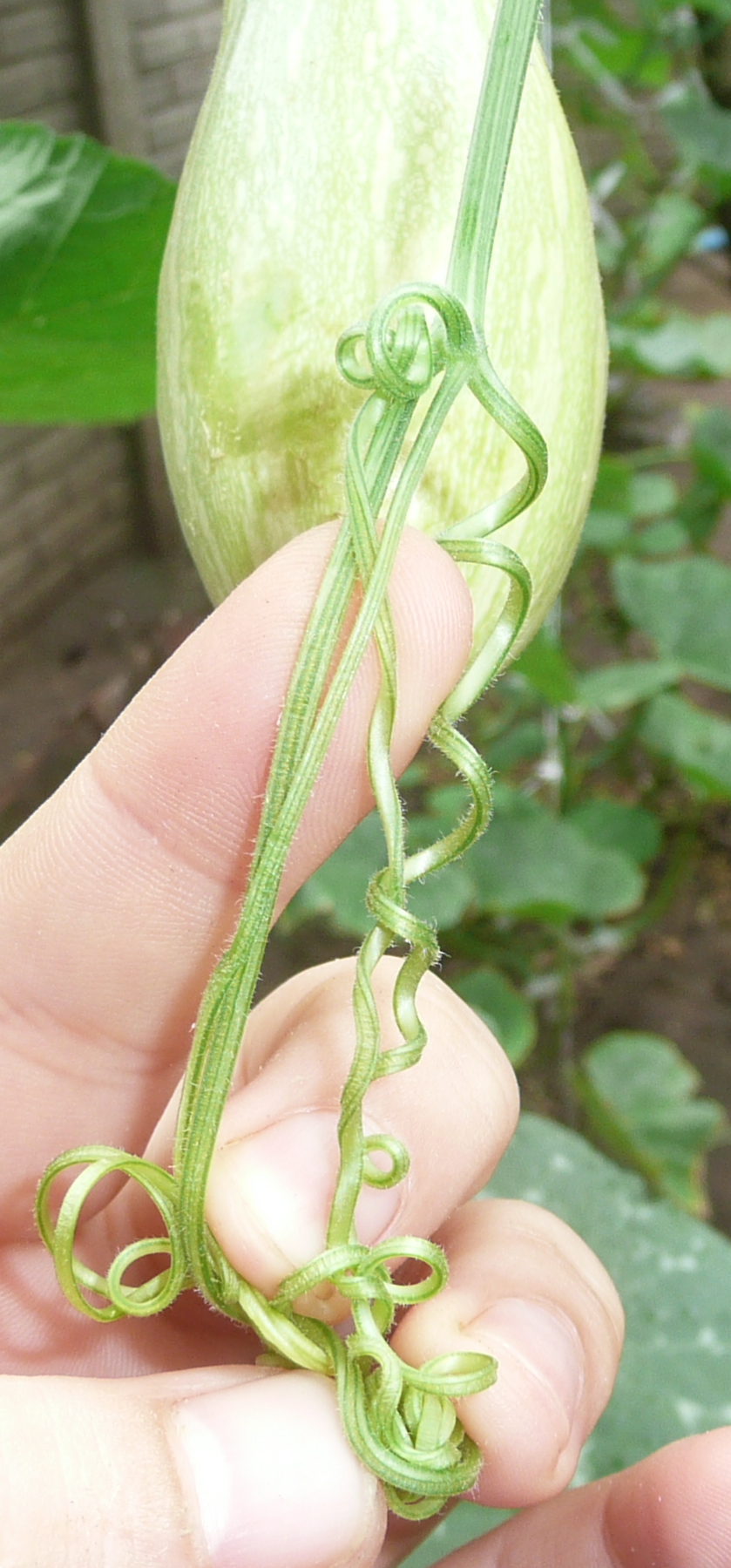
Zarcillo con bandas longitudinales.
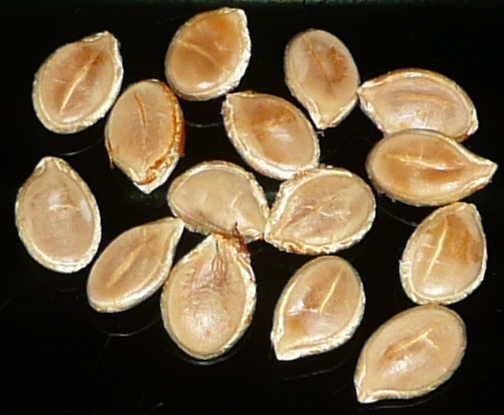
Semillas con "el centro con pequeñas cicatrices o escarificaciones"?
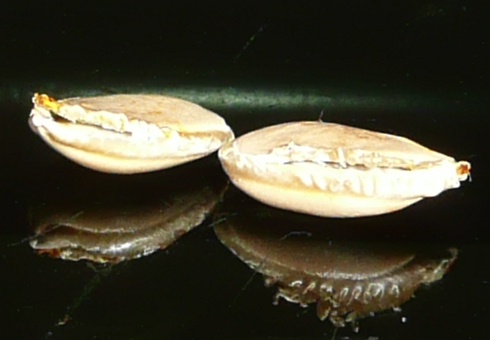
Semillas con? el reborde del margen abierto?

## Agroecología
El efecto de los factores ambientales sobre el desarrollo. La cantidad de flores femeninas aumenta si se expone las guías en un lugar soleado (con alta incidencia de luz solar) y seco, alejadas de la humedad del suelo. Por debajo de los 10 °C prácticamente no hay actividad de crecimiento (:68) y pueden sufrir daños por frío (follaje amarillento), mientras que las temperaturas cálidas, de 25-30 °C, promueven el crecimiento vegetativo y la germinación, pero la fertilidad de las flores femeninas en antesis puede verse afectada en los picos de calor, umbral que varía bastante entre cultivares. La amplitud térmica diaria también juega un papel en la cantidad de flores femeninas, en los días más cálidos del verano éstas pueden no aparecer si las guías se asientan sobre techos fabricados con algún material que modere el fresco de la noche; el techo de chapa no modifica su aparición. Son ampliamente tolerantes a diferencias de acidez y salinidad del suelo, se desarrollan mejor en tierra suelta y arenosa. Debido a los altos requerimientos nutricionales de sus frutos responden muy bien a un suelo bien fertilizado. Uno de los mayores limitantes de su crecimiento es el agua, aun en regiones donde los requerimientos hídricos se ven satisfechos como la llanura pampeana argentina, el abundante riego complementario mejora el número de fructificaciones. La baja turgencia de las hojas en horas del mediodía y tarde indican una baja eficiencia del uso del agua, lo que puede mejorarse punteando la tierra más profundamente antes de sembrar para ayudar a la expansión de las raíces, realizando el riego diariamente (alternando los surcos regados todos los días, para evitar la proliferación de microbios de aguas estancadas), o seleccionando un cultivar con hojas con abundante cantidad de tricomas. La presencia de numerosos tricomas, los que le dan a la hoja un aspecto piloso, disminuye la pérdida de agua por transpiración, el crecimiento más acelerado de plantas y futos en días nublados que en días soleados puede ser un indicador de falta de tricomas. La pérdida de agua por transpiración disminuye también podando las hojas que hayan quedado a la sombra, lo que además aumenta la eficiencia de la fotosíntesis, al no derivar fotosintatos a la manuteción de hojas no autosuficientes. La lámina gruesa de las hojas también aumenta la eficiencia de la fotosíntesis por área de suelo cubierta, lo que disminuye el tamaño de la planta por kilos de zapallo cosechados. No son resistentes a la inundación, los tallos deben mantenerse en montículos por sobre el nivel del agua para evitar su pudrición.

## Cultivo
Una guía detallada de cultivo para cada región de la Argentina se encuentra en Della Gaspera (editor) 2013, Manual de cultivo de zapallo anquito, INTA.
En la elección del cultivar hay que tener en cuenta:
- Los hay "de día corto" y "de día largo" (o insensibles a la duración del día), es decir que los que pertenecen al primer grupo fallarán en florecer al norte o al sur de la zona intertropical.[cita 75]
- Cada cultivar tiene diferente límite de temperatura para la producción de flores femeninas, los días demasiado calurosos serán abortivos para las flores.[cita 76][cita 14]
- Los hay "de estación corta" y "de estación larga",[cita 77] con diferentes tiempos en el largo del ciclo y el momento de aparición de las primeras flores y frutos. Los cultígenos "de estación corta" son los que se informan como con un largo de ciclo de 3-4 meses y los de "estación larga" los de un largo de ciclo de 6-7 meses.[cita 77] Estos tiempos dependen de la temperatura (de los grados-días por encima de la temperatura base de crecimiento, que es de 10 °C), por lo que el largo del ciclo que se informa para un cultivo es relativo, en zonas de producción más cálidas los ciclos serán más cortos ([121]:68). Una floración y fructificación tempranas pueden ser deseables en los cultivos para cosecha del fruto inmaduro, y en zonas de veranos muy cortos o donde se desee que el ciclo sea corto, pero retrasan el crecimiento vegetativo lo que puede disminuir la producción por planta.[cita 33] Si el verano es más corto que lo necesario se recomienda sembrar bajo cubierta 1 mes antes de la última helada.[cita 78]
- Algunas semillas son de cultivares híbridos F1, es decir son la primera generación (F1) proveniente de una cruza de dos líneas puras (que en esta terminología no necesariamente provienen de especies diferentes).[cita 79] Esto quiere decir que la siembra de las semillas obtenidas de un fruto híbrido no obtendrá un fruto similar más que por casualidad.
- Hay un componente genético en el número y tamaño de frutos, y en la calidad de su pulpa, aunque pueden ser controlados en cierto grado. El máximo de cosecha en peso fresco y la calidad máxima del fruto varían entre cultivares, siendo uno inversamente dependiente del otro. Para la misma capacidad nutricional, los cultivares de mayor cosecha tendrán frutos de pulpa menos sabrosa, y viceversa.[cita 80] De la misma manera los cultivares que dan frutos más grandes dan menos cantidad, y viceversa.[cita 80]
- Algunos cultivares para fruto maduro, no todos, también son sabrosos si se cosechan inmaduros para consumir como verdura de estación.

Algunos de los cultivares más comunes están descriptos en Calabazas, calabacines, zapallos, zapallitos y nombres afines, para Argentina ver Variedades de calabazas y zapallos en Argentina.
Se siembran en primavera cuando ya no hay riesgo de heladas, se deben cosechar los frutos maduros antes de la primera helada. En regiones donde el clima lo permite, se siembran todo el año, de forma escalonada o en dos temporadas de 6 meses cada una. El cultivo de maíz deja buena parte del suelo desnudo lo cual promueve la aparición de malezas, en las "milpas" de México el zapallo se interplanta con maíz y poroto, teniendo el zapallo el papel de cobertor del suelo. En Argentina se combina con los gallineros (las parcelas donde habitan las gallinas). Bajo invernadero, donde disminuye la incidencia de luz solar, puede fallar la producción de flores femeninas. Se recomienda rotar al menos cada 3 años como prevención de enfermedades.

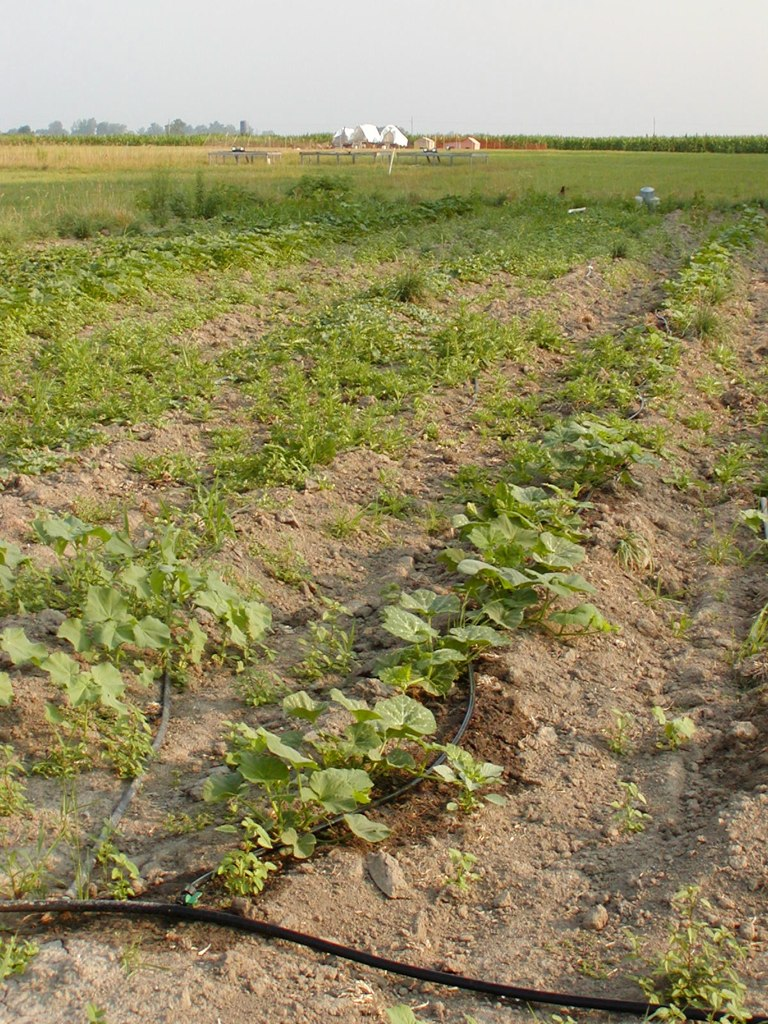
Montículos y plantines de una variedad arbustiva o "de tronco", mangueras de riego por goteo.

Aunque se vaya a trepar la guía se debe escoger un lugar de germinación en el que incidan varias horas de sol por día, si esto no ocurre la planta no pasará de plantín. Se siembran sobre camas de siembra o montículos para evitar la pudrición de las guías, si suelen desmoronarse, pueden fijarse rodeándolos de ladrillos. Las semillas se siembran a unos dos centímetros de la superficie. La tierra justo debajo de ellas debería estar bien suelta y abonada para que el crecimiento vegetativo de la primera etapa no ocurra demasiado lentamente, por lo que se recomienda hacer un pozo de al menos 30 centímetros y rellenarlo con abono para la siembra. Para asegurarse el tipo de fruto cosechado se siembran varias semillas por hoyo, y cuando hay plantines se ralea hasta dejar solo una o dos plantas, las más vigorosas y similares al cultivar, en cada hoyo. Puede considerarse sembrar bajo abrigo en localidades de clima más fresco, haciendo uso de carpitas o mini-túneles invernaderos, y el riego con agua algo tibia en las noches más frías, el riego con agua líquida en las noches de heladas.
Si se realiza el riego diariamente, la recomendación es alternar las canaletas regadas, llenando cada una de ellas solo día por medio, de esta forma se asegura que no proliferen los microbios en el agua estancada.
Si no se llega al máximo de cosecha en peso fresco, esperablemente los frutos serán más sabrosos.
No todas las regiones poseen insectos polinizadores suficientes. Se puede inducir el cuajado de los frutos por partenocarpia (el desarrollo del fruto sin fertilización), a través de reguladores del crecimiento o de extractos de polen, pero no es una práctica comercial al menos en Estados Unidos. La partenocarpia espontánea fue observada sin que llegara tampoco a ser un carácter de importancia comercial. La recomendación es traer colmenas que realicen la polinización, o puede ayudársela manualmente. La polinización manual es aconsejable cuando se desea reservar las semillas para el año siguiente porque asegura el parental masculino, sobre todo si el cultivo convive en la misma región con otro cultivo de la misma especie o con una forma silvestre, ya que se comprobó que las abejas pueden polinizar con un parental masculino de la misma especie que se encuentre a varios kilómetros de distancia.

### Polinización manual
El 90 % de las flores femeninas se fertiliza si se polinizan manualmente al alba, al momento en que acaban de abrirse, lo que emula el trabajo de las abejas nativas especializadas (Hurd y Linsley 1967, Hurd et al. 1971, Free 1970: 297-301 citados en Teppner 2000) y es cuando la fertilidad es máxima y aún hay polen en las anteras. La eficiencia de la polinización empieza a disminuir a media mañana dependiendo de las condiciones ambientales y del cultivar.
Se corta la flor masculina, se llevan una o varias hasta la flor femenina y se "pincelan" los estigmas con la columna anterífera masculina, cuidando de dejar la corola femenina intacta. Si se rompe la corola femenina el fruto no cuajará. Si la polinización no fue exitosa, o si la planta se "autopoda" por falta de condiciones nutricionales, el ovario unos días después se pone amarillo y finalmente se desprende de la planta.

Apertura floral y polinización manual
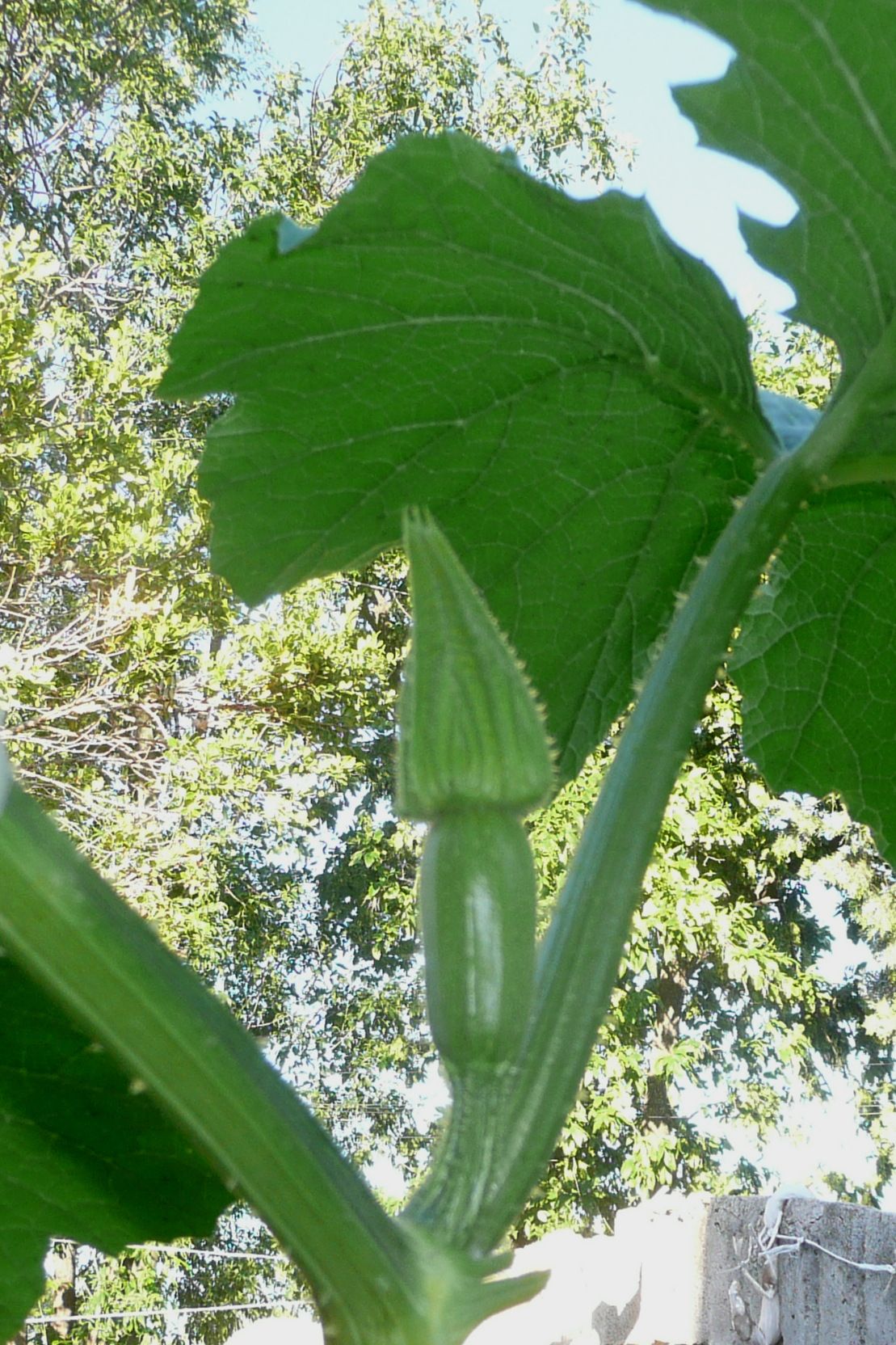
Pimpollo femenino 2 días antes de la antesis.
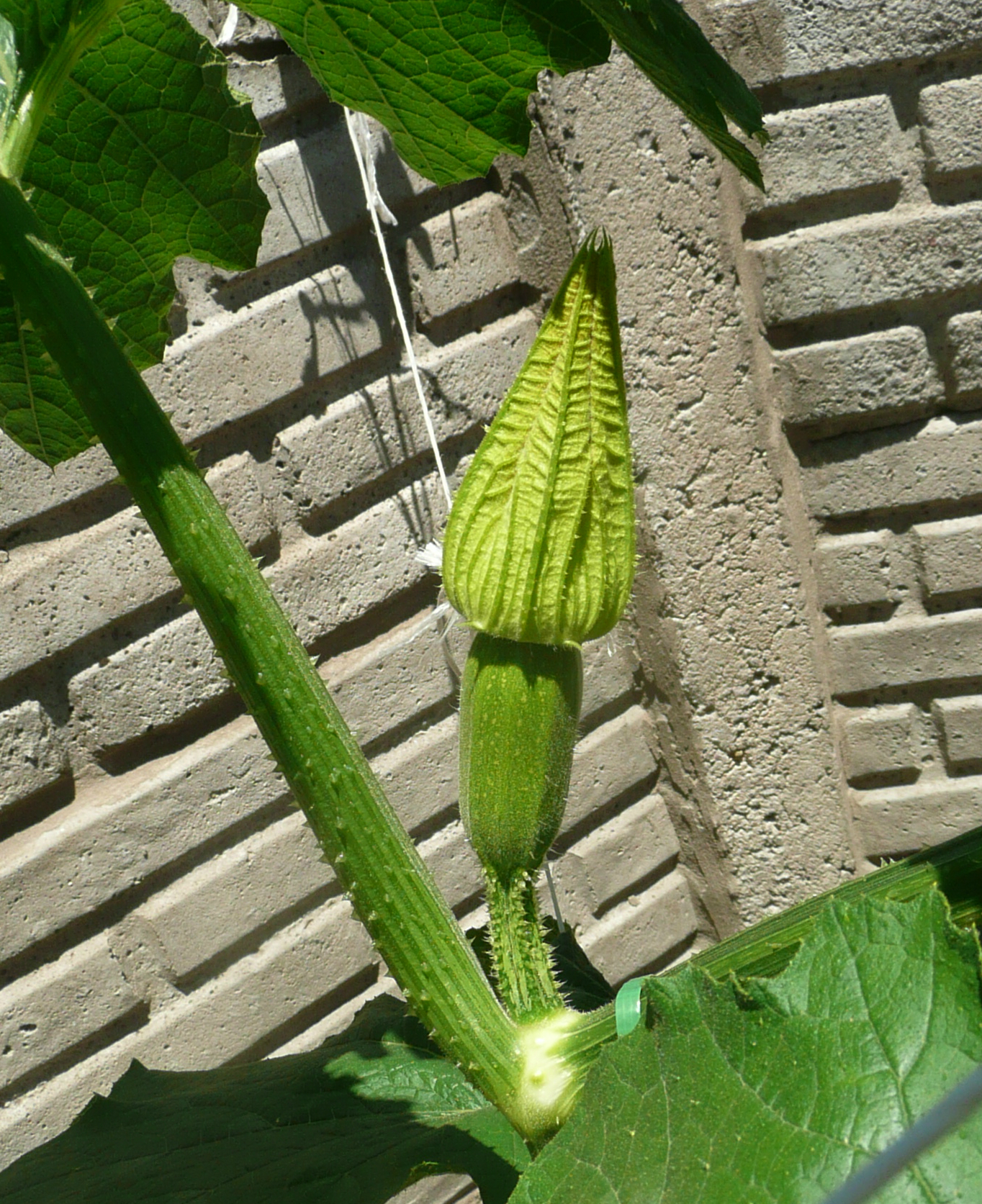
Pimpollo femenino 1 día antes de la antesis.
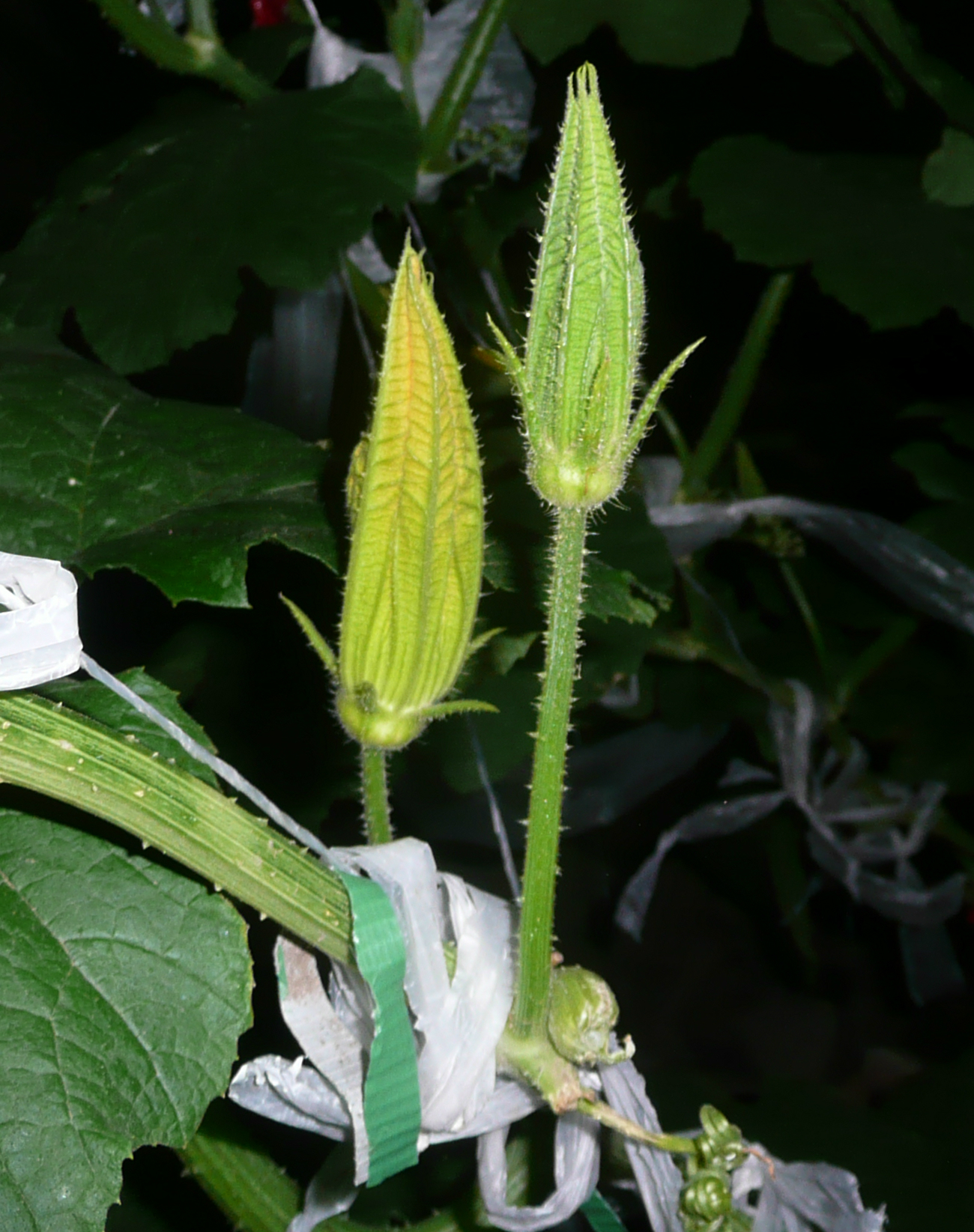
Pimpollo masculino dos (derecha) y un (izquierda) día antes de la antesis.
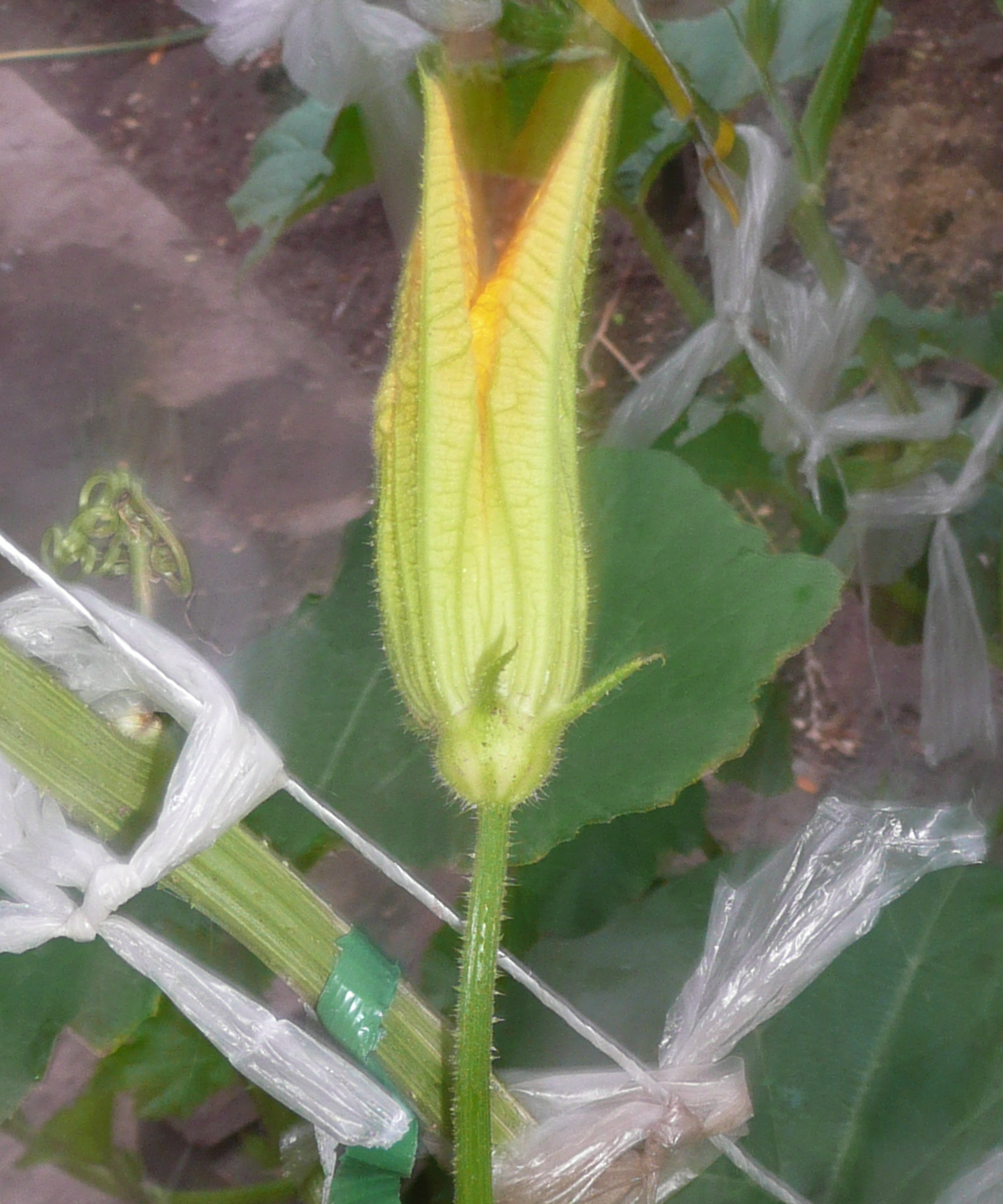
Alba, lóbulos de los pétalos separándose.
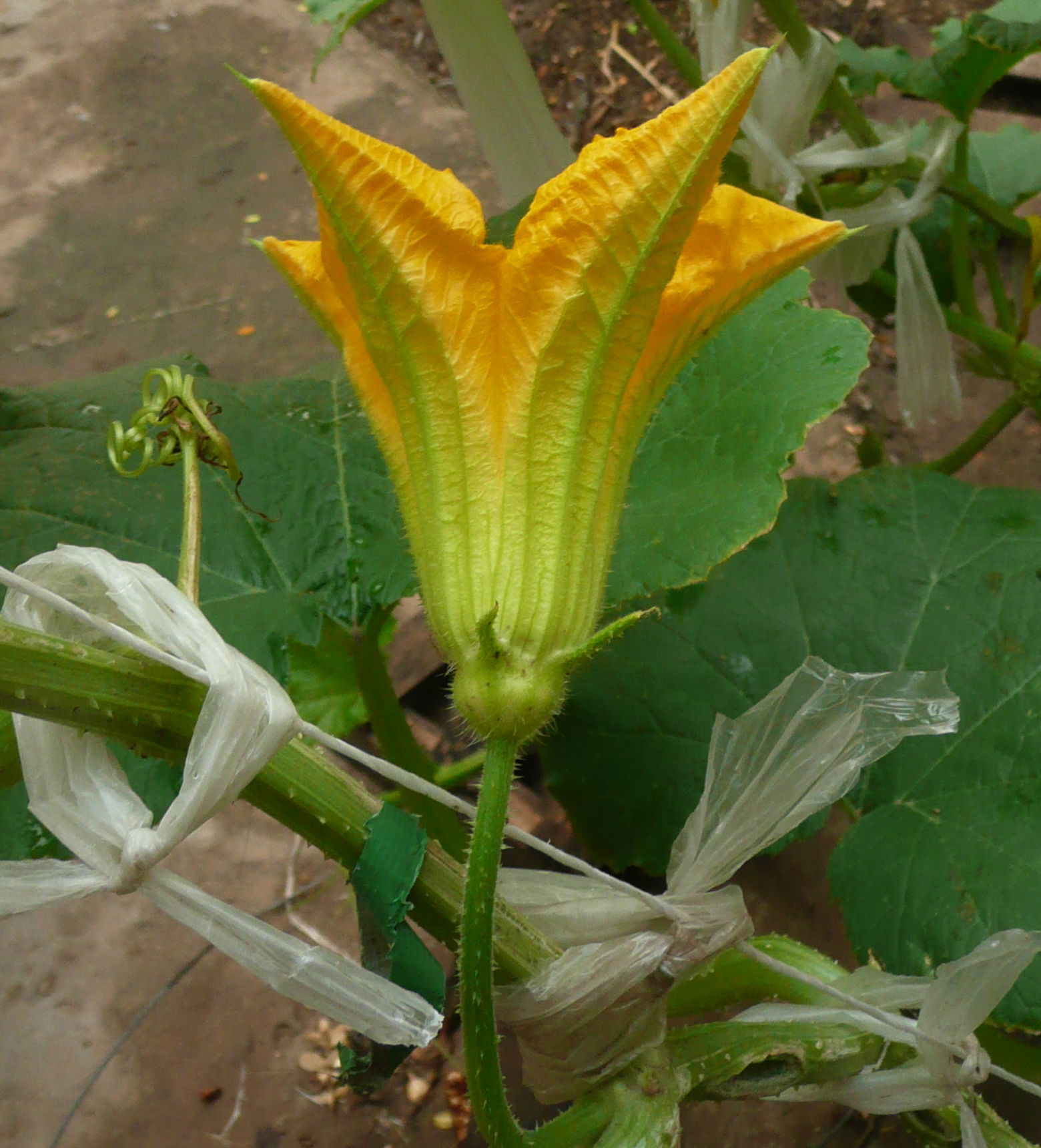
20 minutos después.
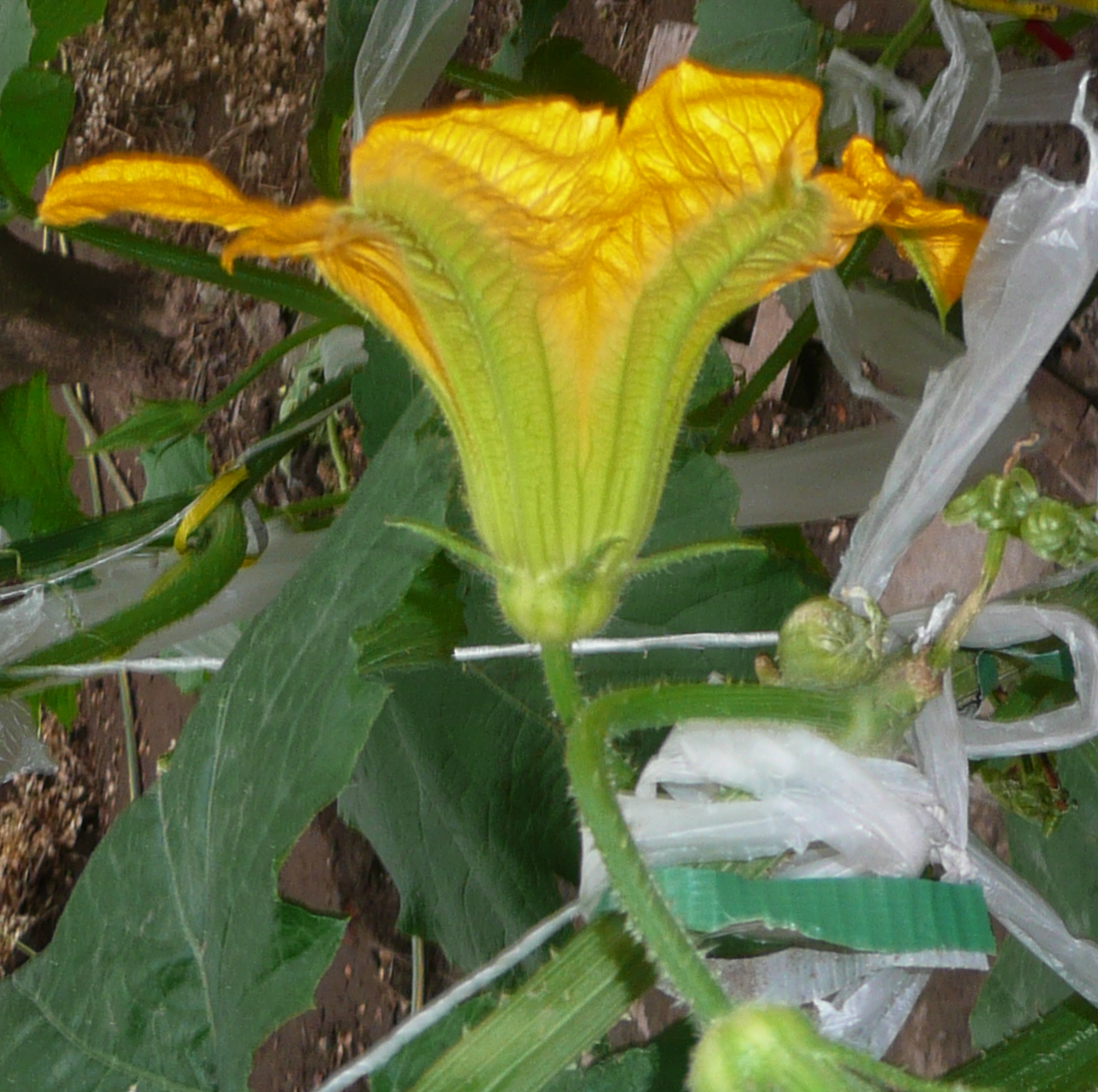
60 minutos después. Flor totalmente abierta.
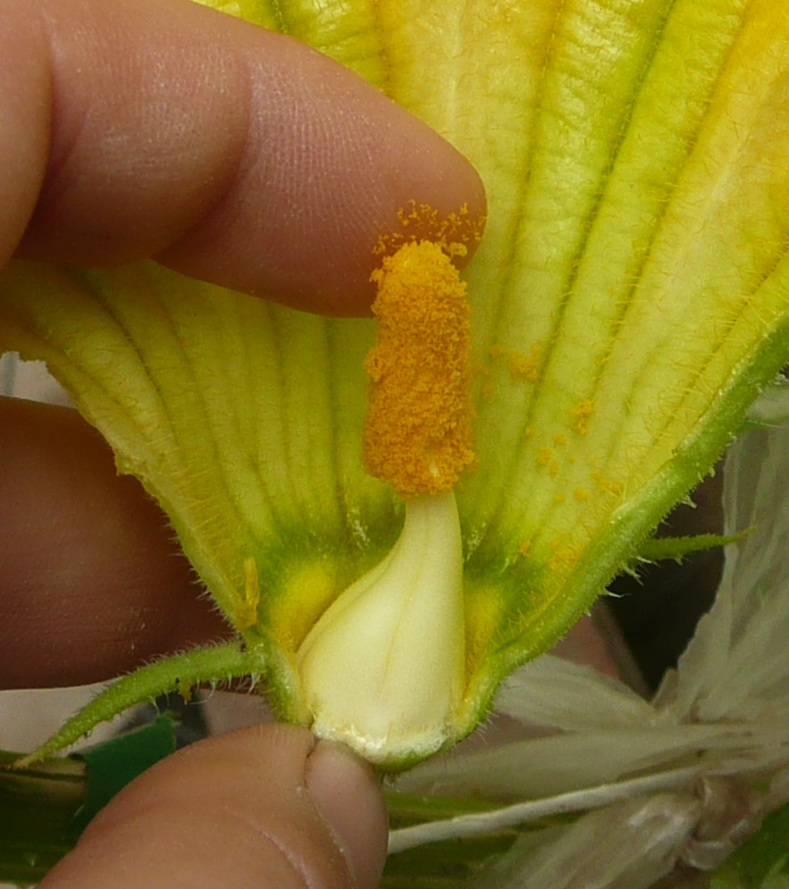
Estambres unidos, polen en las anteras.
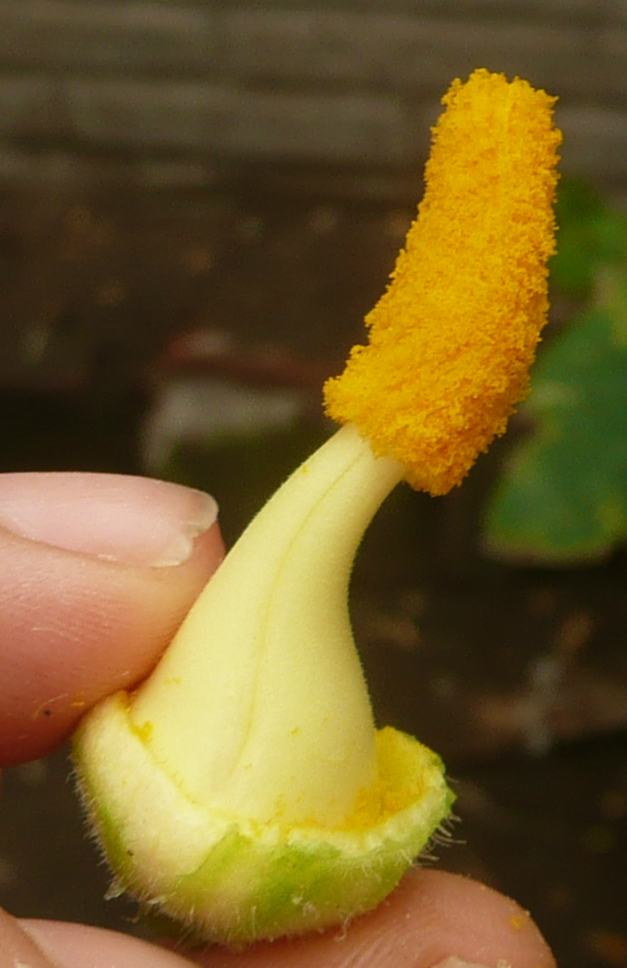
Flor masculina, pétalos removidos.
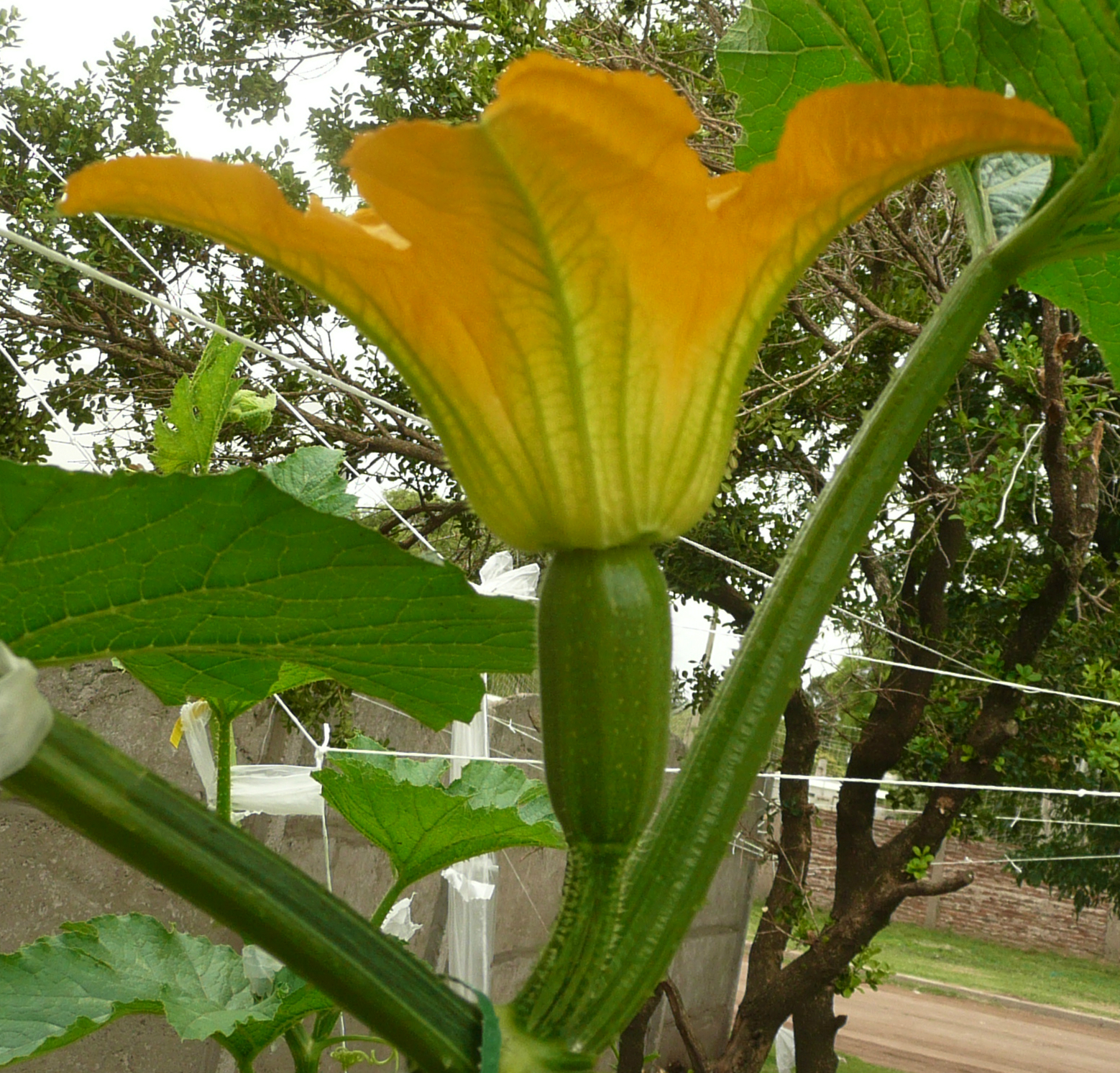
Flor femenina totalmente abierta, a la misma hora.
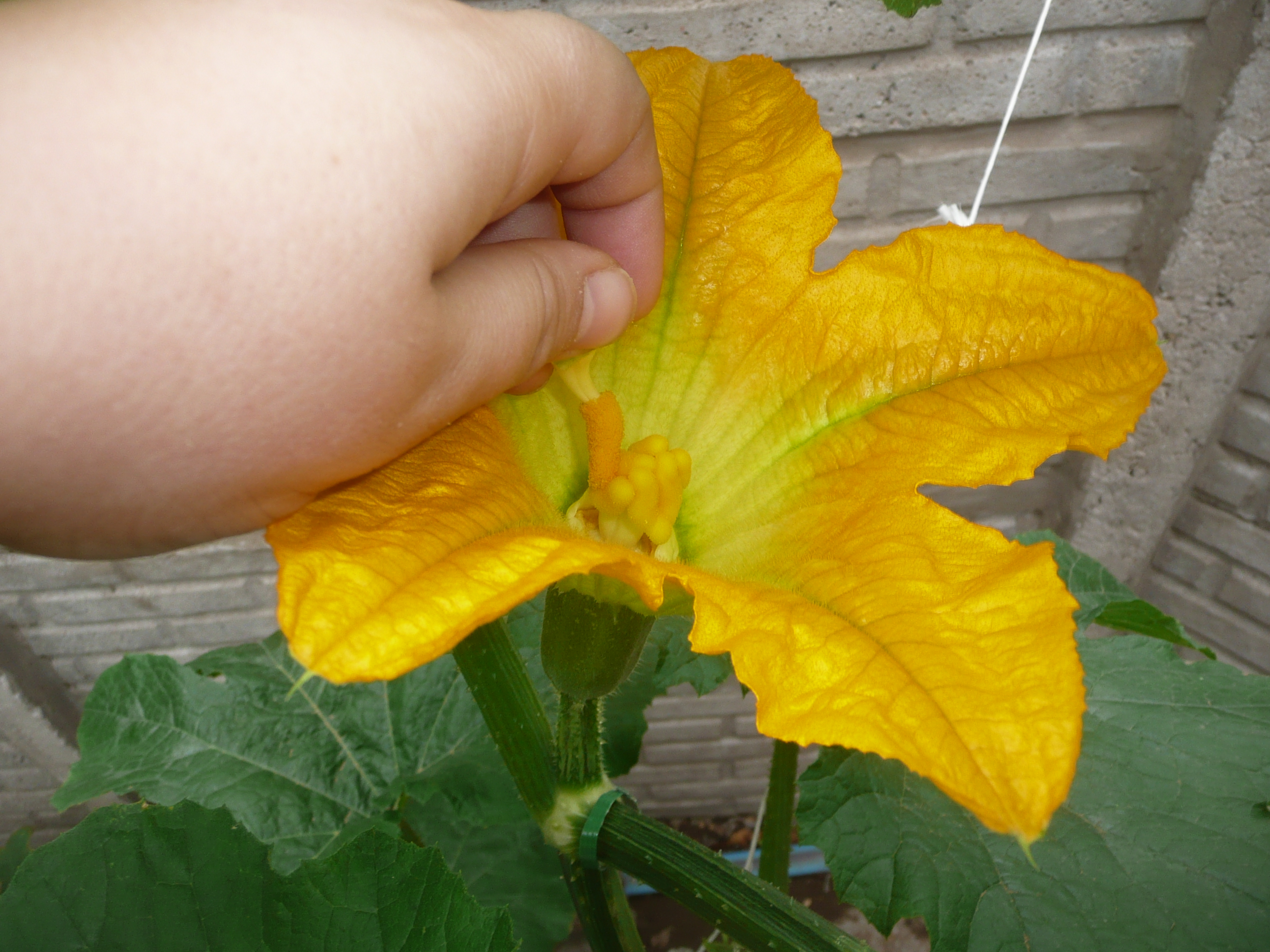
Transferencia del polen de las anteras al estigma.
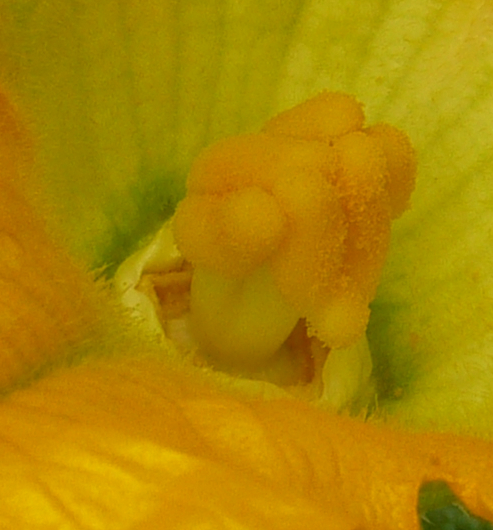
Polen sobre el estigma.
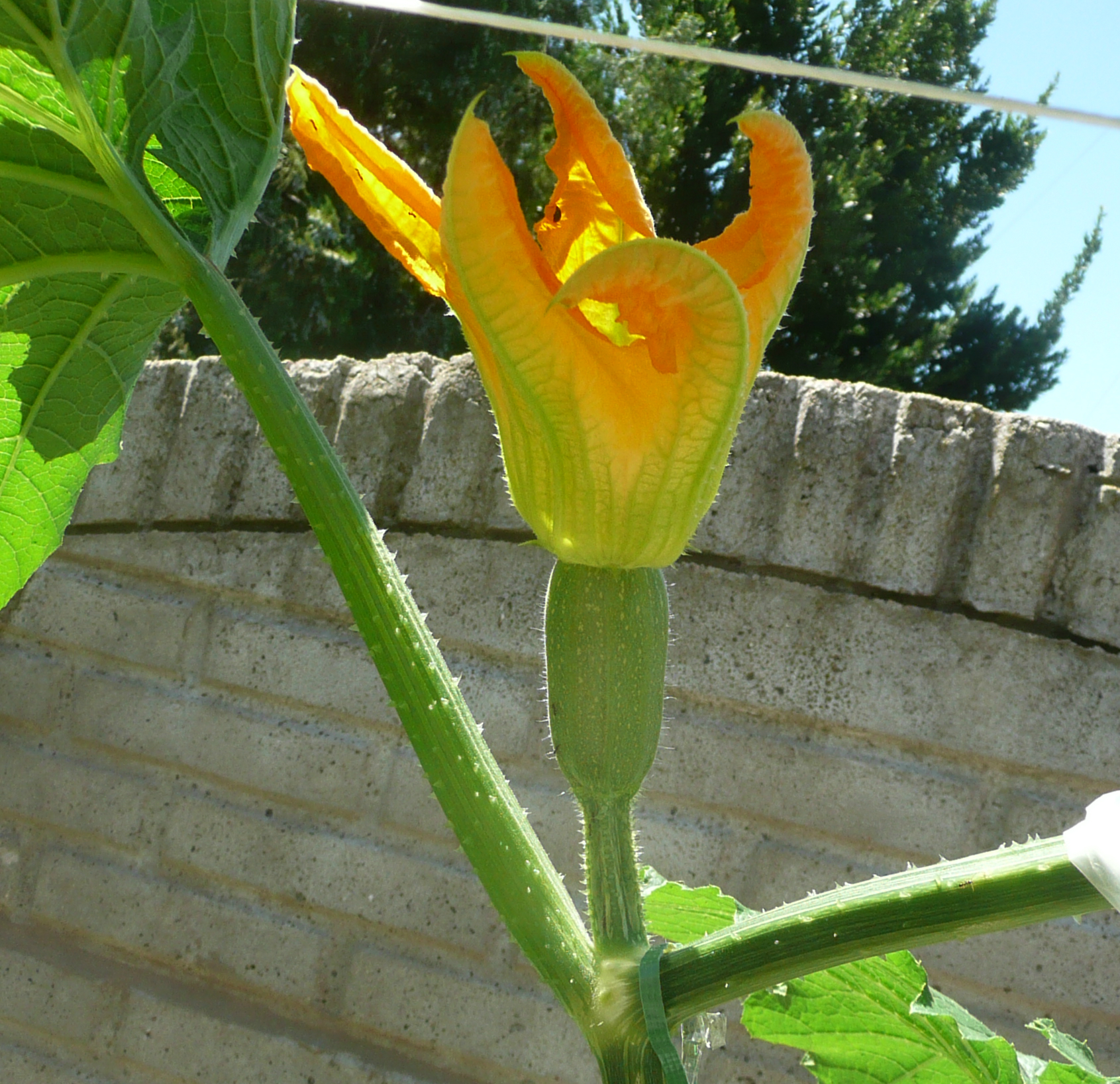
Cerca del mediodía, pétalos cerrándose.
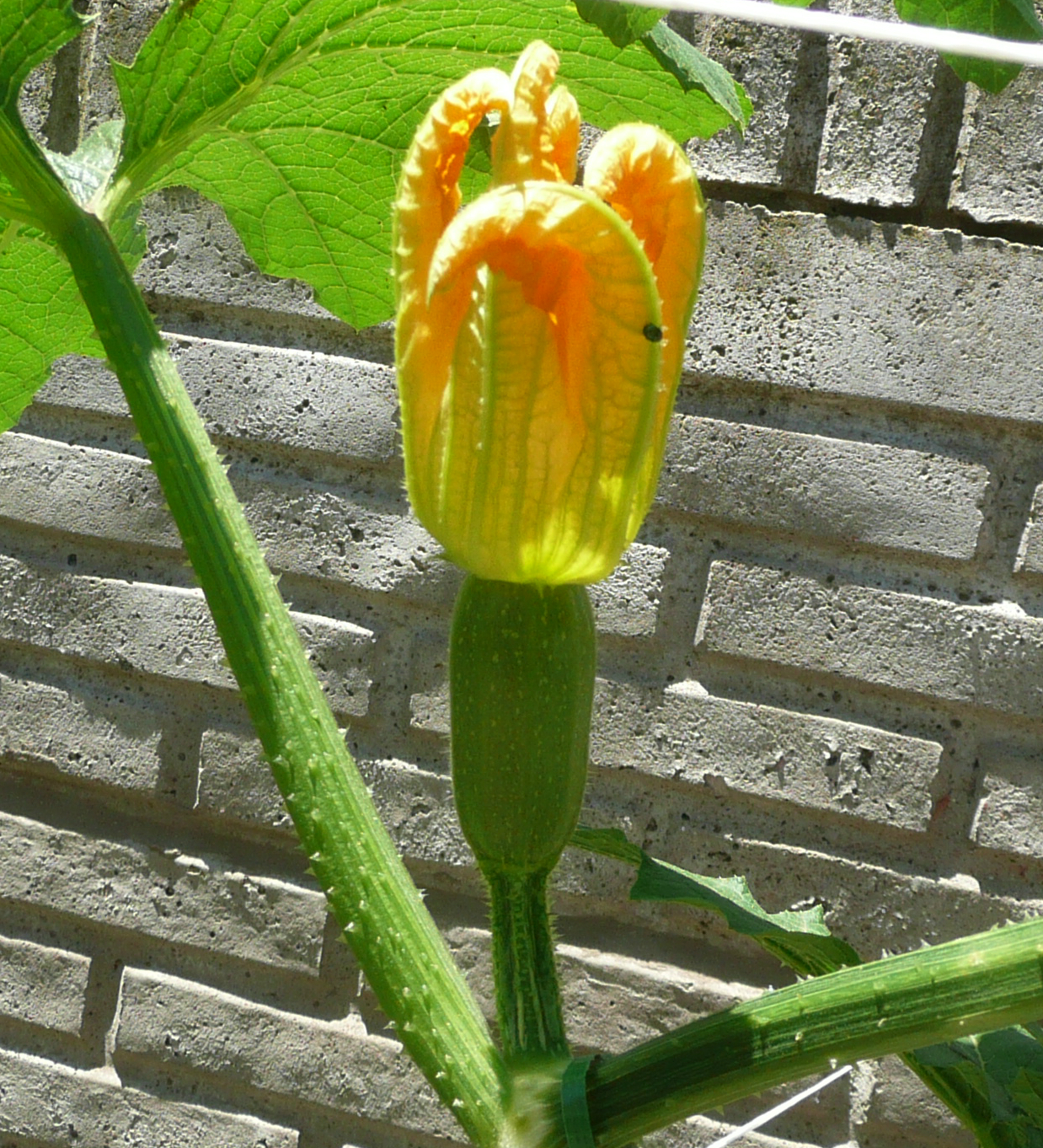
60 minutos después.
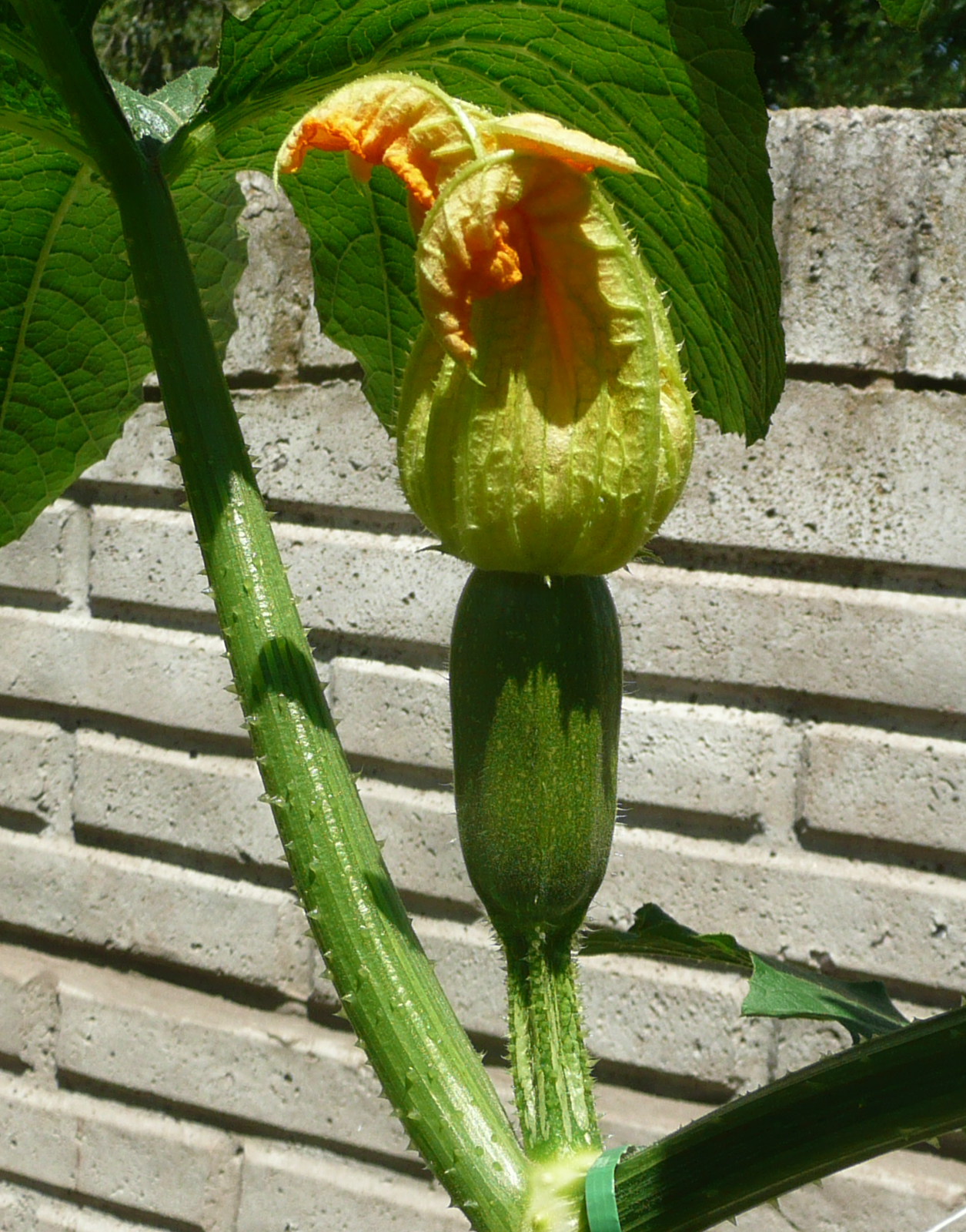
140 minutos después, pétalos cerrados.
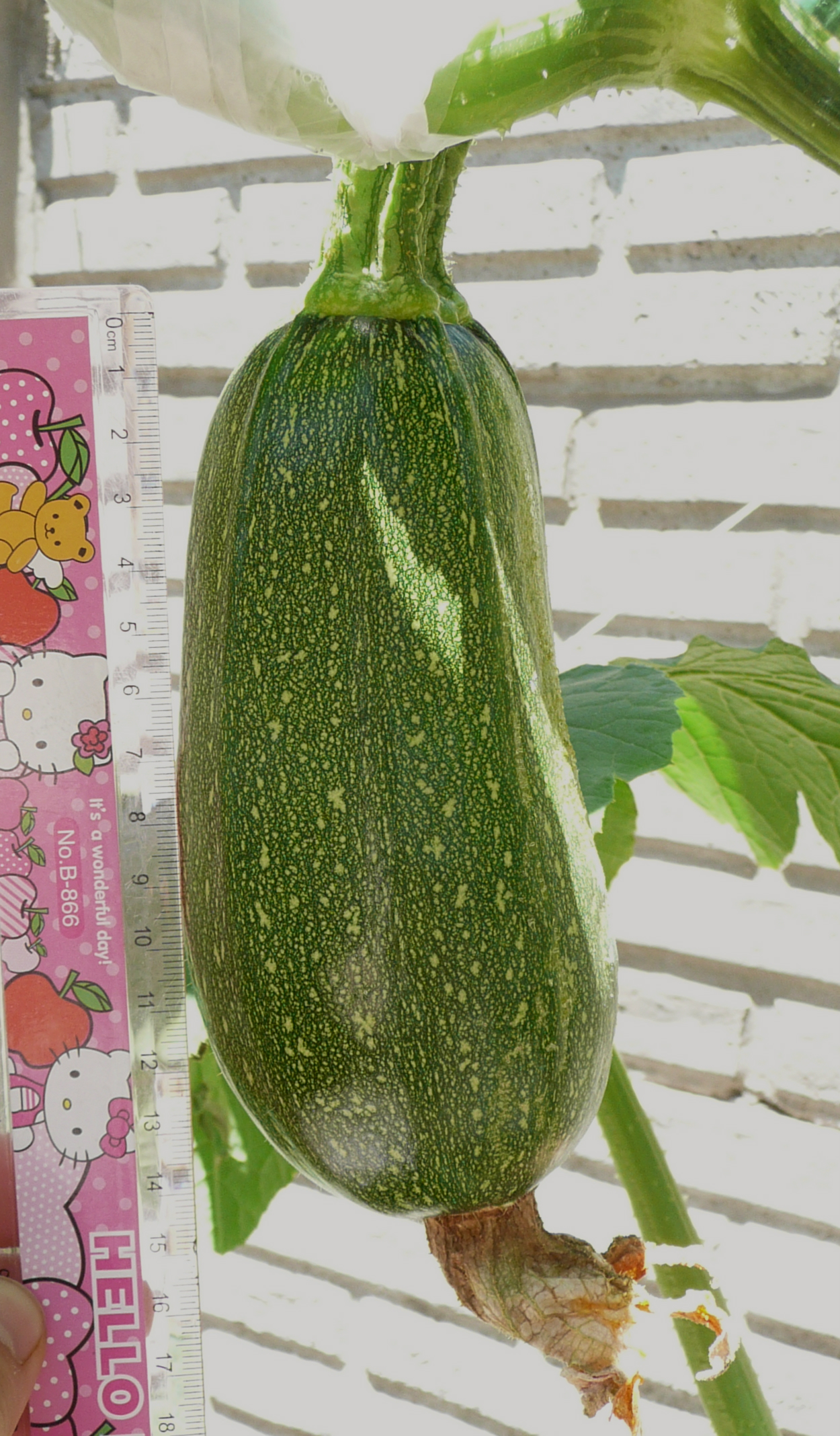
Día 5, fruto cuajado.
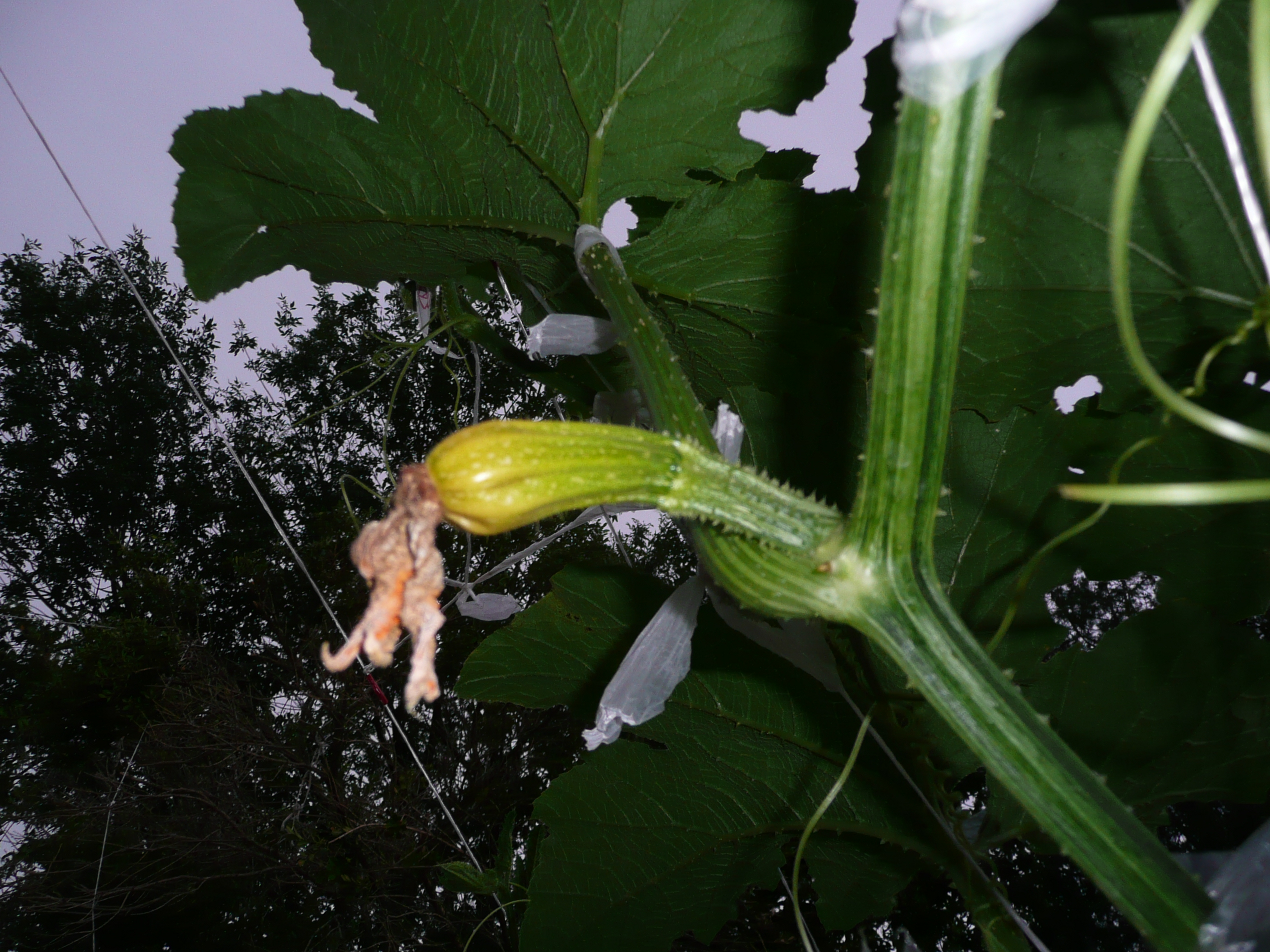
Día 5, fruto sin cuajar.

La polinización controlada consiste en atar con twist-ems ties o cubrir con una bolsa de tul la noche anterior las flores femeninas y masculinas que se utilizarán como parentales, y luego de la polinización se vuelven a cerrar las flores femeninas para asegurar que no entre ningún insecto con polen proveniente de otra planta. Se puede detectar cuál será la flor que abra al día siguiente por el color de la corola que se pone amarillento (como se ve en el póster), y en algunos cultivares porque los pétalos se separan algo en las puntas. Las casas de implementos agrícolas venden los twist-ems ties, que son tiritas de alambre especiales para atar flores de plantas, similares a los hilos de alambre con que se cierran las bolsas de pan lactal pero más aplanados.
Según pruebas de Nepi y Pacini (1993), de Teppner (2000 y de Neumann 1952: 540 citado en Teppner 2000) las flores femeninas también pueden ser polinizadas manualmente el día anterior a la apertura floral.
De la misma manera, según Robinson y Decker-Walters (1997) citados por Ferriol y Picó (2008), el polen de flores masculinas en las que todavía no ocurrió la antesis de la flor puede ser mantenido viable para una polinización unos pocos días posterior si se conserva a bajas temperaturas y alta humedad

### Cosecha y almacenamiento
Además de inspeccionar el estado del pedúnculo y el color de la cáscara, se hinca la uña en la cáscara, si esta no se lastima el zapallo ya llegó a la madurez comercial, es decir ya puede soportar un almacenaje. Al menos en algunos cultivos los zapallos más nutritivos y dulces son los que se mantienen el mayor tiempo posible en la planta, que son los que se forman de las primeras flores y se mantienen en la planta hasta que esta se seca. En el otro extremo los zapallos "para primicia" se cosechan antes de que completen su madurez, cuando la cáscara todavía no está bien endurecida, y tienen poco sabor.
Las condiciones de conservación mejoran si se lo cosecha conservando un sector del pedúnculo, y se lo deja secar al sol por unos días después de cosechado antes de almacenarlo, ya que esta práctica de "curado" del pedúnculo disminuye la posibilidad de ataque por patógenos.
El fruto cosechado maduro se conserva desde 2 meses hasta un año según la variedad, mientras no presente cicatrices en su cáscara ni se conserve en condiciones demasiado húmedas que favorezcan el desarrollo de patógenos. Se puede calcular durante cuánto tiempo se lo puede almacenar según la dureza de la cáscara. Una vez que comienza el almacenaje, el zapallo va perdiendo humedad muy lentamente, lo cual se evidencia en los tabiques de la cavidad seminal que se van retrayendo. La técnica de almacenarlos cubiertos con cal protege de patógenos pero provoca que pierdan la humedad muy rápido. Pueden almacenarse apoyados sobre papeles de diario, que absorben la humedad y la tinta con la que están impresos es microbicida.
El fruto que se cosecha inmaduro y se consume cocido como verdura de estación, se almacena solo unos días. La cantidad de días después de la antesis a la que conviene cosecharlo depende del cultivar, del gusto del consumidor, y de las condiciones ambientales, en días de tiempo nublado y fresco los zapallitos se desarrollarán más lento.

### Conservación de las semillas
Las semillas se extraen, se lavan y se secan unos días al sol sobre un papel de diario, o en un secador por 2 o 3 días hasta que la humedad baje de un 40-50 % a un 12 % para conservar para la próxima siembra. En C. maxima el proceso es un poco más laborioso porque la semilla muchas veces está firmemente adherida al tejido placentario en el extremo del hilo. Finalmente para separarlas de la capa de endocarpio adherida a ellas se puede hacer uso de un separador por columna de aire, o puede realizarse manualmente.
Se reservan para la próxima siembra en bolsas de papel madera para que se mantengan secas.
Las semillas van perdiendo viabilidad con el tiempo, en el mismo paquete de semillas el porcentaje de semillas que germinará baja cada año hasta el 5º año, ninguna es viable por más de 5 años.

## Enfermedades
Una lista de enfermedades y de insectos para la Argentina, con fotos, se encuentra en Della Gaspera (ed.) 2013, Manual de cultivo de zapallo anquito del INTA.
Varias especies de lepidópteros atacan los frutos, en especial en otoño; entre los más agresivos se encuentran Agrotis segetum y Mamestra brassicae.[cita requerida]
Los virus principales de los transmitidos por la familia de áfidos Potyviridae son el virus del ringspot de la papaya (papaya ringspot virus, PRV), el virus del mosaico de la sandía (watermelon mosaic visus, WMV), y el virus del mosaico amarillo del zucchini (zucchini yellow mosaic virus, ZYMV). Uno transmitido por unos cuantos hospedadores diferentes es el virus del mosaico del pepino (cucumber mosaic virus, CMV, Cucumoviridae). Uno de menor importancia es transmitido por escarabajos, el virus del mosaico del zapallo (squash mosaic virus, SqMV, Comoviridae).

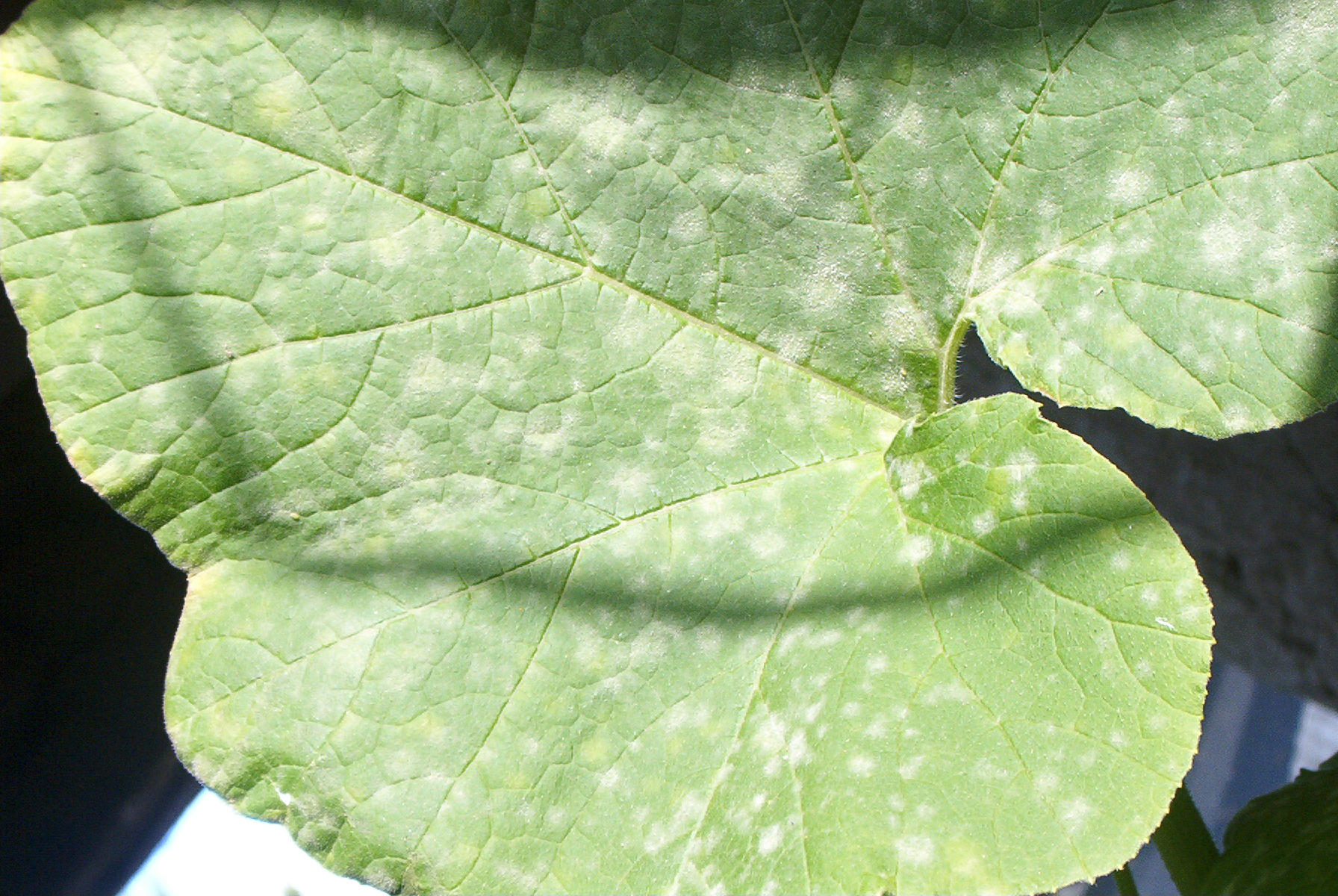
Oidio.

De las enfermedades fúngicas la más común y devastadora es el oidio (powdery mildew, PM). Dos hongos diferentes causan la enfermedad, Podosphaera xanthii (anteriormente Sphaerotheca fuliginea) y Golovinomyces cucurbitacearum (anteriormente Erysiphe cichoracearum). El primero es el más común informado mundialmente, pero en algunas regiones templadas es más común el segundo.
Otro hongo que es un problema esporádico es Phytophthora capsici que causa pudrimiento de la corona (crown), de la raíz y del fruto, y ahogo de las plántulas.
Tres patógenos adicionales manchan gravemente las hojas y pudren los frutosː los spots bacterianos de pudrición de la hoja (bacterial leaf spot rot, Xanthomonium campestris (Pammel) Dowson pv. cucurbitae (Bryan) Dye), como puntitos necrosados color maíz tostado (tan) y corchosos rodeados de un halo amarillo, que si coalescen parecen spots angulares sin serlo, y se expanden en spots color maíz tostado ligeramente hundidos rodeados de un anillo oscuro, algunas lesiones pueden ingresar a la pulpa y cavidad seminal causando severa pudrición del fruto, los spots angulosos de pudrición de la hoja (angular leaf spot, Pseudomonos syringae van Hall pv. lachramans (Smith and Bryan) Young et al.), que aparecen en las mismas condiciones ambientales que el primero, defolian severamente como el primero pero causan menos pudrición de los frutos, y en tiempo favorable pasada la peste las plantas rebrotan sin signos de enfermedad, y el tizón pegajoso del tallo (gummy stem blight, Didymella bryoniae (Auersw.) Rehm), que tiene un anamorfo, Phomo cucurbitacearum que produce pycnidia oscuros característicos de la podredumbre negra, y puede pasar el invierno en los restos de la cosecha y puede ser transmitido a través de la semilla.
Los insectos plaga informados para Norteamérica se encuentran en JB Loy (2011); para la Argentina en Della Gaspera (ed. 2013).

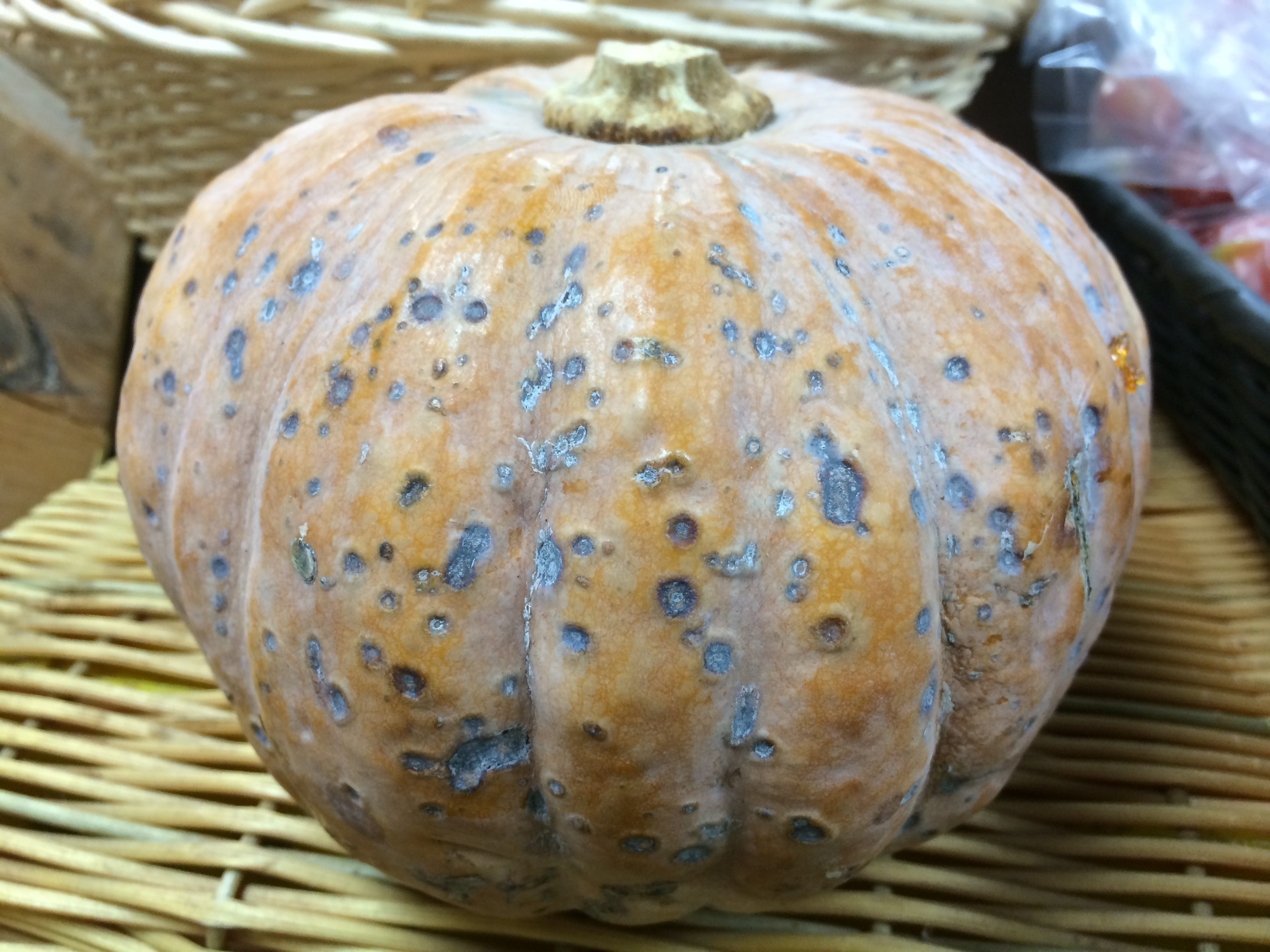
Antracnosis quizás por Glomerella lagenarium (= Colletotrichum orbiculare)
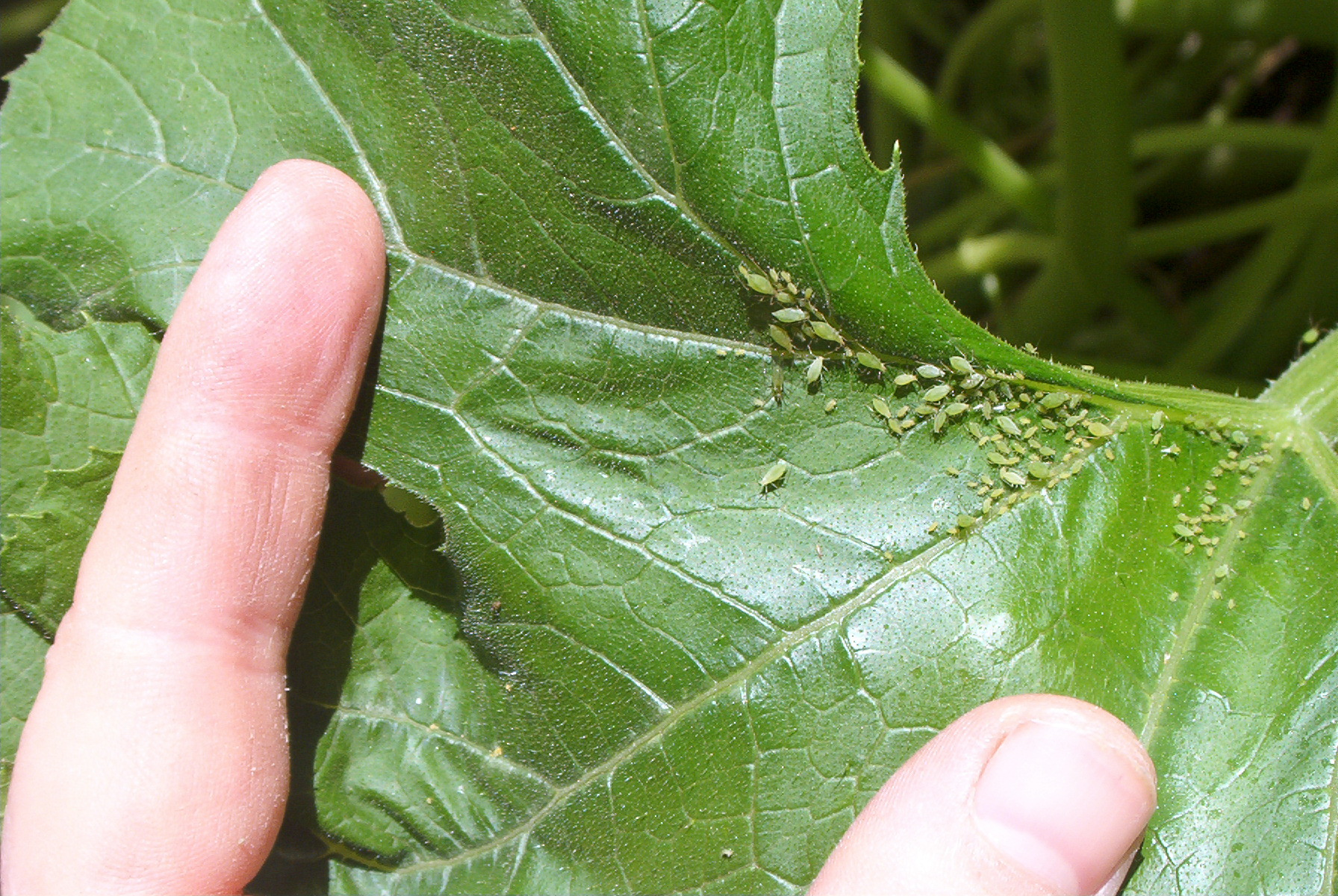
Pulgones.
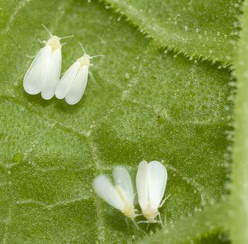
Adultos de "mosca blanca de los invernáculos", Trialeurodes vaporariorum, en el envés de las hojas, vuelan como dando saltos.
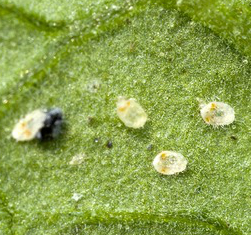
El mismo, pupas en el envés de las hojas.
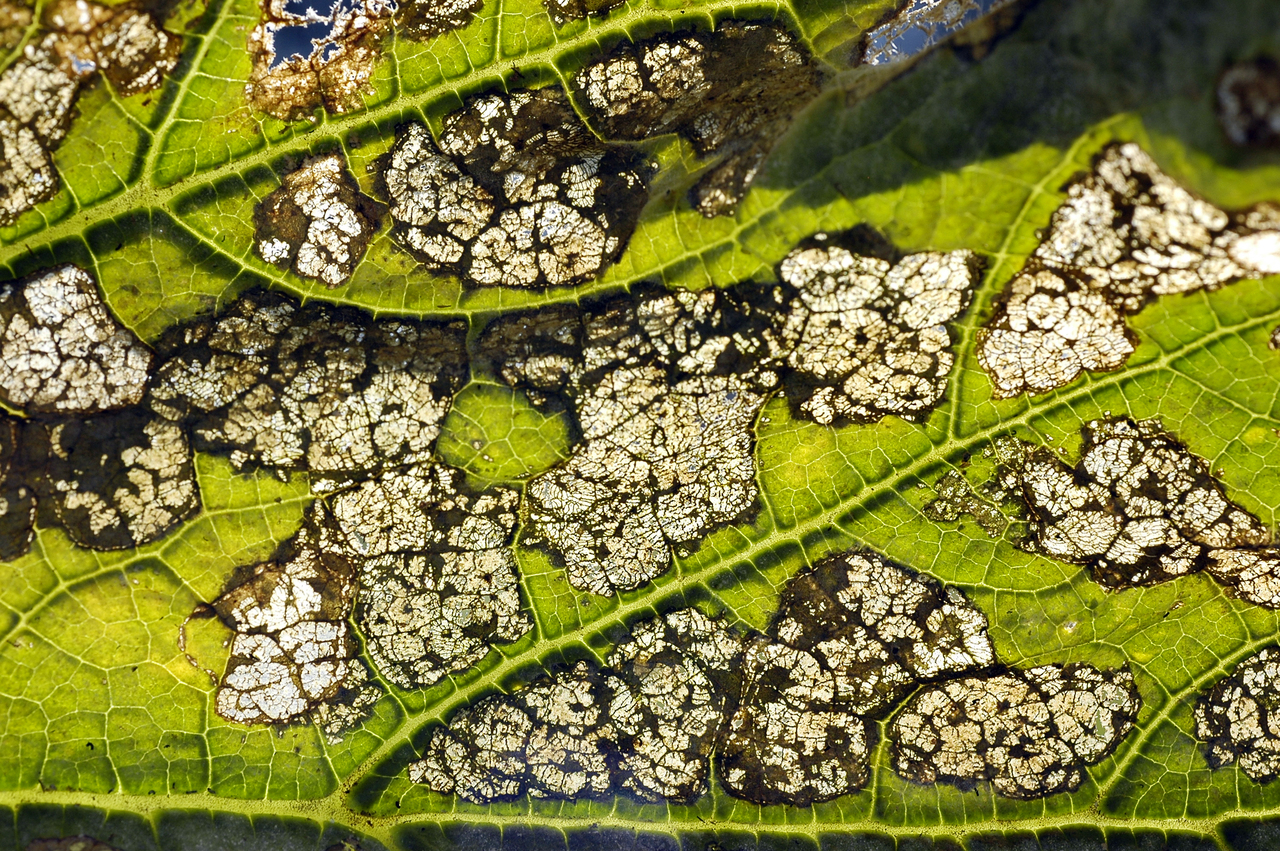
Daño por la "vaquita de los melones", Epilachna paenulata.
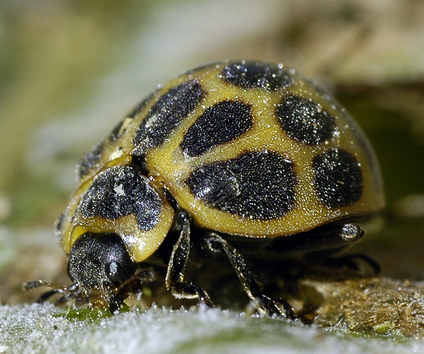
Adulto de "vaquita de los melones", Epilachna paenulata, alimentándose.
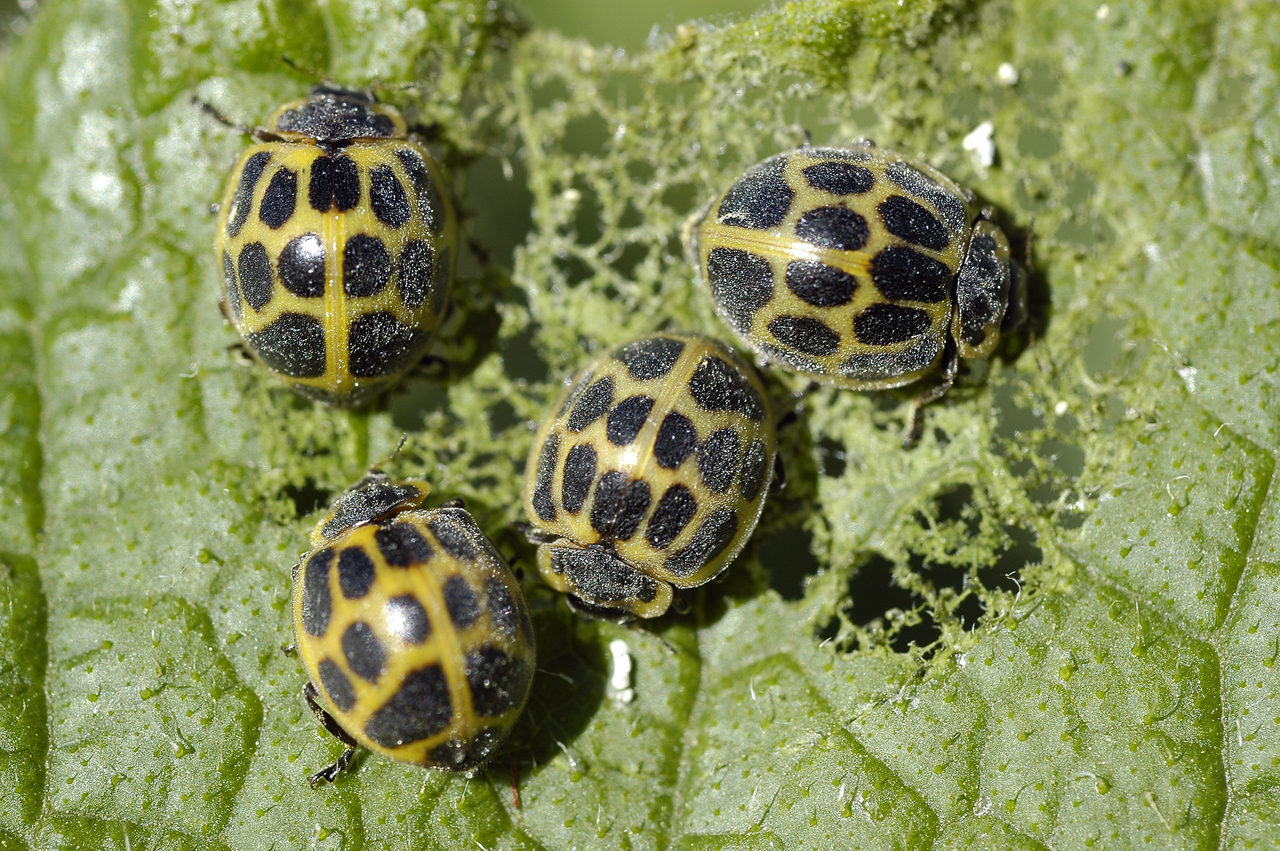
Adultos del mismo, vista dorsal.
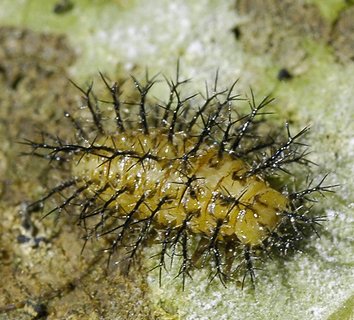
Larva del mismo alimentándose.
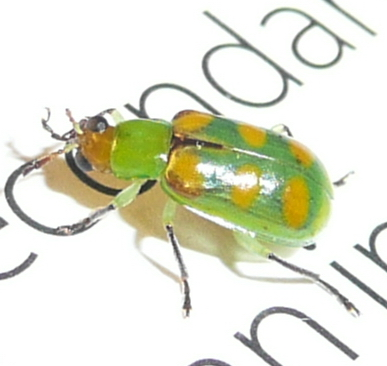
La "vaquita de San Antonio" Diabrotica speciosa.
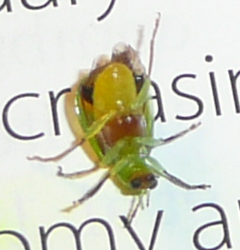
Lado ventral.

## Composición
Las diferencias en sabor, aspecto y consistencia de la pulpa están directamente relacionadas con las diferencias en su composición, que varía en relación con el cultivar y al momento del desarrollo en que es analizado cada fruto. Algunos son de buena calidad en el momento de cosechar inmaduros y de calidad pobre al madurar, lo contrario también puede verse, y hay cultivares multipropósito Algunos aspectos de la composición a lo largo del desarrollo del fruto son los siguientes:
a) El contenido de sólidos (expresado como porcentaje de sólidos por peso fresco) disminuye durante los primeros 10 días de formación del fruto, y luego van aumentando hasta el día 40, luego de lo cual empieza a haber una declinación gradual.
b) el contenido de azúcares aumenta durante todo el desarrollo y durante 60 días más de almacenamiento.
c) los polisacáridos hidrolizables en ácidos (acid-hydrolyzable polysaccharides) aumentan rápidamente hasta el día 30 o 40 del desarrollo, y luego disminuyen rápidamente hasta el día 90, luego de lo cual la disminución sigue lentamente,
d) si bien los cambios no son importantes, la acidez, la astringencia y el contenido de nitrógenos totales disminuye lentamente hasta el día 10 o 20 del desarrollo y luego aumenta lentamente hasta el final del período de almacenamiento.
e) el contenido de nitrógeno en forma de nitrato aumenta hasta el día 20 del desarrollo y luego disminuye hasta el final del período de almacenamiento.
En general, las variedades con alto contenido de azúcares también tienen alto contenido de polisacáridos hidrolizables en ácidos (acid-hydrolyzable polysaccharides), las de alto contenido de sólidos totales tienen alto contenido de sólidos solubles y solo moderadamente alto el de nitrógeno total.
El color anaranjado de la pulpa de zapallo maduro está asociado al mayor contenido de carotenos o provitamina A, que son compuestos antioxidantes de alto beneficio para la salud humana y se los considera anticancerígenos. En algunos casos, erróneamente se asocia este color anaranjado intenso con el sabor dulce, pero son caracteres independientes, el sabor dulce lo confiere el mayor contenido de azúcares. (p. 81)
Propiedades. Por su gran contenido en vitamina A se le atribuyen efectos beneficiosos sobre la visión. También contiene vitamina C y del grupo B, aunque en menor cantidad. Nos provee minerales tales como potasio, hierro, cobalto, boro, zinc y calcio. El 90 % de su contenido es agua, por lo que es muy diurética, pero también es depurativa y digestiva. Contiene mucílagos, pocas calorías y casi nada de grasa, lo que la hacen adecuada en dietas de adelgazamiento. Sus semillas son utilizadas para inflamación de la próstata.[cita requerida]

## Usos

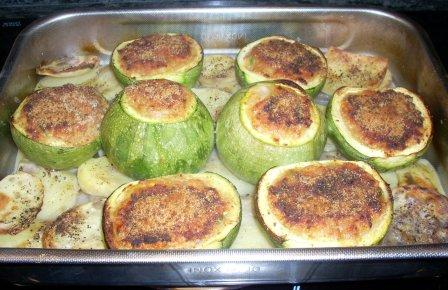
Zapallitos rellenos.

Los usos predominantes varían en cada país, en general predominan dos usos: fruto maduro para pulpa, o fruto inmaduro para verdura de estación, salvo en Estados Unidos donde predomina un tercer uso: el del fruto maduro para la industria del enlatado de pulpa. Otros usos son: alimento de ganado, consumo de semillas, consumo del aceite de semillas, cultivo de variedades decorativas.
Los zapallitos se consumen enteros salvo el pedúnculo, y cocidos; de los zapallos en general se consume la pulpa cocida o las semillas tostadas o molidas en salsas.

### Gastronomía

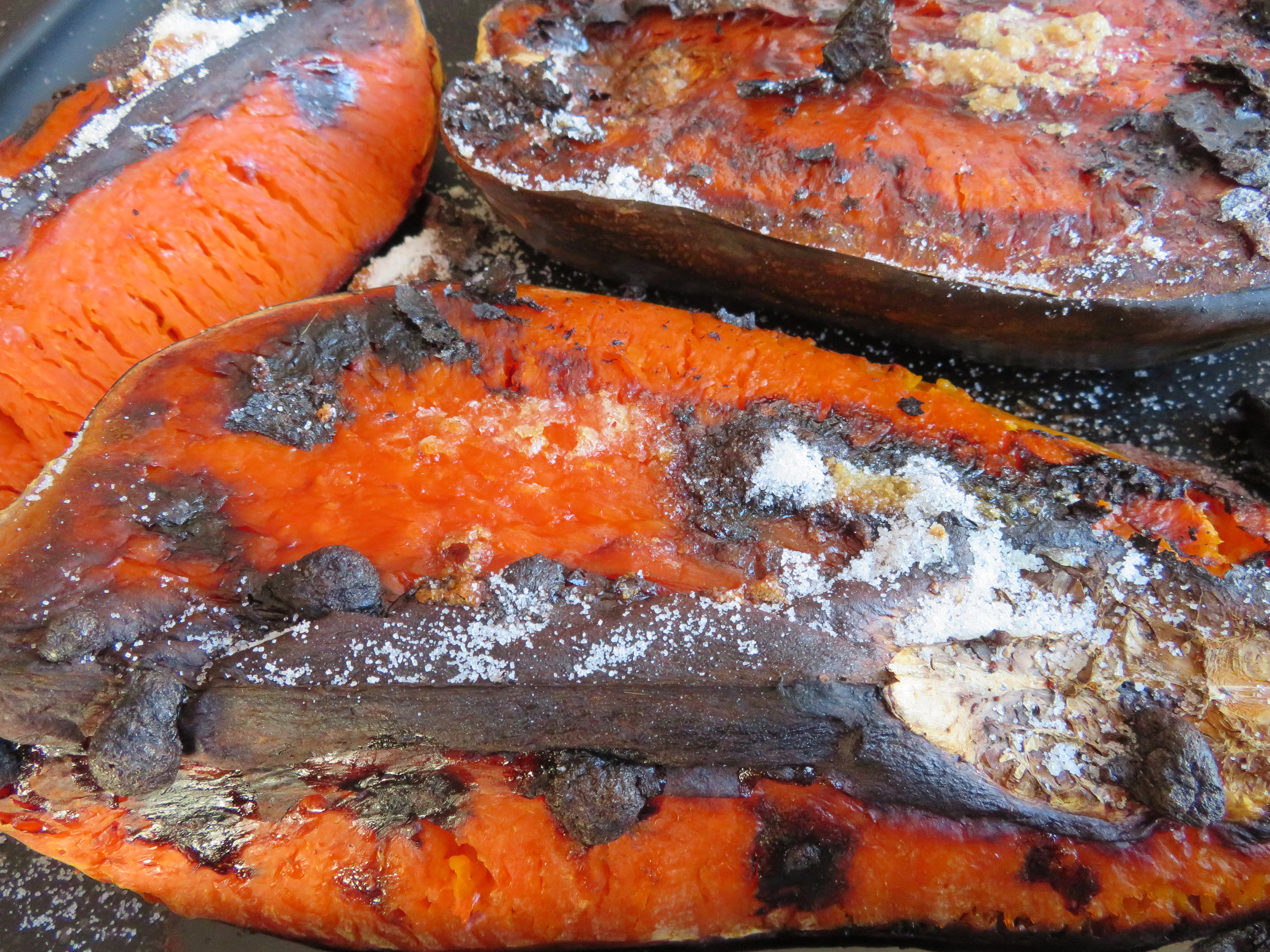
Calabaza asada al horno, postre típico (España).

Desde épocas remotas, en México se preparan tradicionalmente en guisados con chiles dulces u otras verduras. Tanto su fruto como su flor son igualmente populares en la cocina de Italia, EE. UU., Panamá y de Chile. Las variedades de verano, normalmente de C. pepo, pero también C. moschata, se cosechan aún inmaduras, y se consumen inmediatamente. Conocidas como calabacitas tiernas (México), calabacines (España), zucchine (Italia) o zapallitos (Argentina y Uruguay), se emplean en una gran variedad de preparaciones; la fragilidad de su pulpa hace que se cocinen solo brevemente o se utilicen crudas si se han cosechado en fecha muy temprana.
Otras especies, en particular C. maxima, se cosechan maduras, hacia fines del otoño o comienzos de invierno. La dura cáscara permite que, almacenadas en lugar fresco y seco, se conserven varios meses.
Los frutos son muy nutritivos en ambos casos, conteniendo dosis importantes de vitamina A, C, D, E, potasio y zinc. Las semillas se emplean también para la elaboración de aceite, y en gastronomía, tostadas y muchas ensaladas.

### Para industria del enlatado de puré

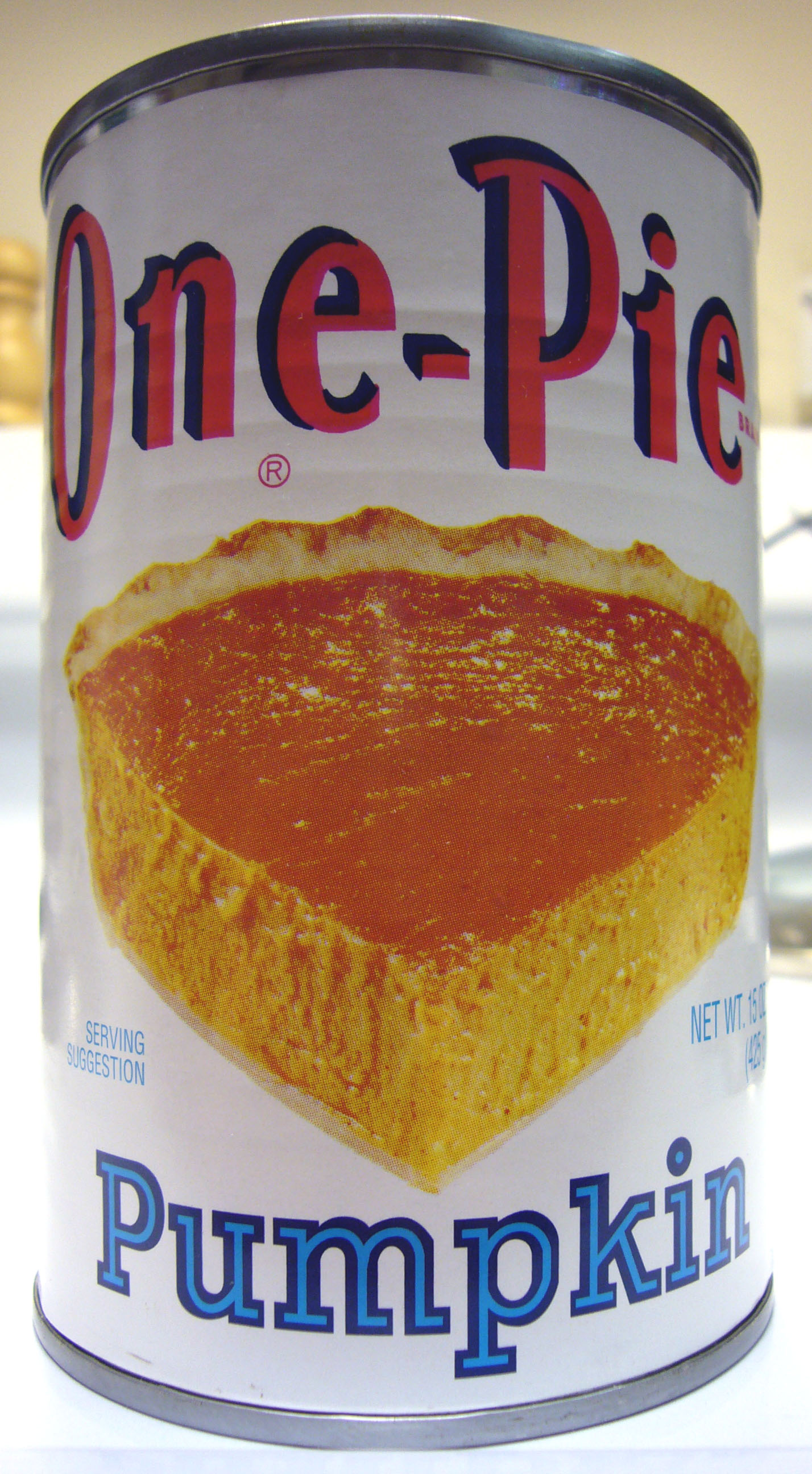
Lata de puré de zapallo para preparar una tarta (pie).

Se industrializa como puré de zapallo envasado, para el cual se prefieren cultivos de C. moschata o de C. maxima, especies con la mejor calidad de pulpa madura, y de cáscara naranja, o amarilla o de colores claros pero no verde, ya que si se desliza un trocito de cáscara en el puré de esta forma es menos llamativa. El sabor no es tan importante como la textura, ya que la costumbre de agregar especias y otros ingredientes durante la preparación de las tartas provoca que el sabor original sea indetectable. Sin embargo si se envasa puré de zapallo como comida para bebés, se selecciona de finos textura y sabor, de color naranja y rico en carotenos.
En la obtención del puré para adultos, no hace tanta diferencia la variedad como el hecho de que tiene que ser cosechada casi inmadura o apenas madura y procesada en el momento, ya que es el momento en que se obtiene el puré de más consistencia, que es también el momento en que el fruto tiene mayor cantidad de almidón y sólidos especialmente los solubles (Doty et al. 1935 citados en Whitaker y Bohn 1950), ya que al terminar de madurar y en los primeros 3 meses de almacenamiento se va perdiendo consistencia y se gana en azúcares.

### Consumo de semillas

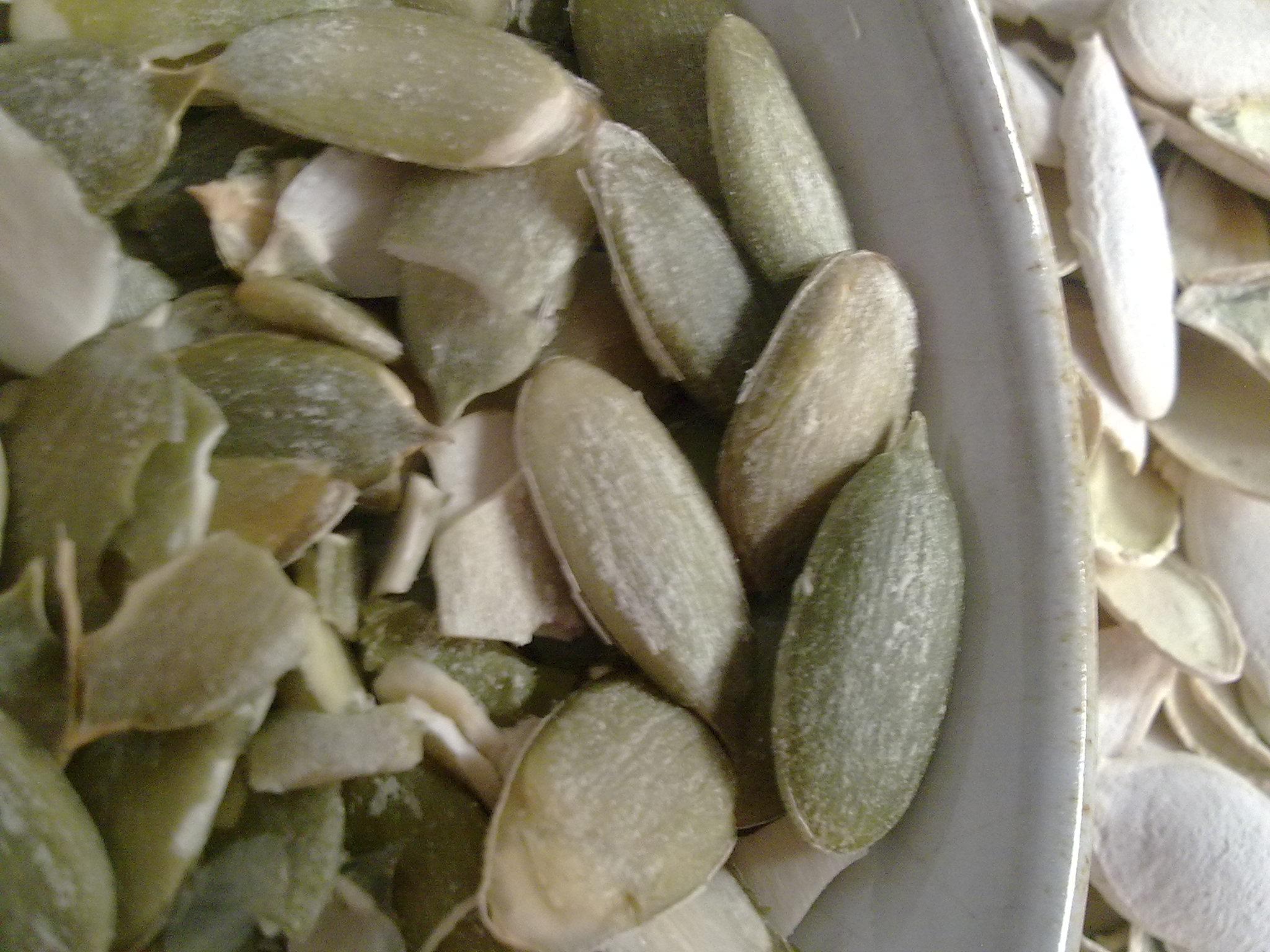
Semillas de zapallo peladas (se ven oscuras por la capa de clorénquima de la testa, que no se pela), tostadas y saladas listas para consumir como golosina: "pepitas", "pipas".

En México y Centroamérica si bien la pulpa se consume, son igualmente apreciadas las semillas (en especial de Cucurbita moschata y de Cucurbita argyrosperma), y de hecho hay cultivos cuyo contenido de pulpa es despreciable o de consumo desaconsejable, que solo se cultivan por sus semillas. Las semillas de tipo "hull-less", "sin coraza", también pueden ser seleccionadas para consumo de semillas.
Las semillas se pelan, se pueden consumir tostadas y saladas como golosinas ("snacks", pepitas, pipas), o pueden molerse para preparar distintas salsas regionales (como las salsas llamadas pipián).

### Consumo de aceite de semillas

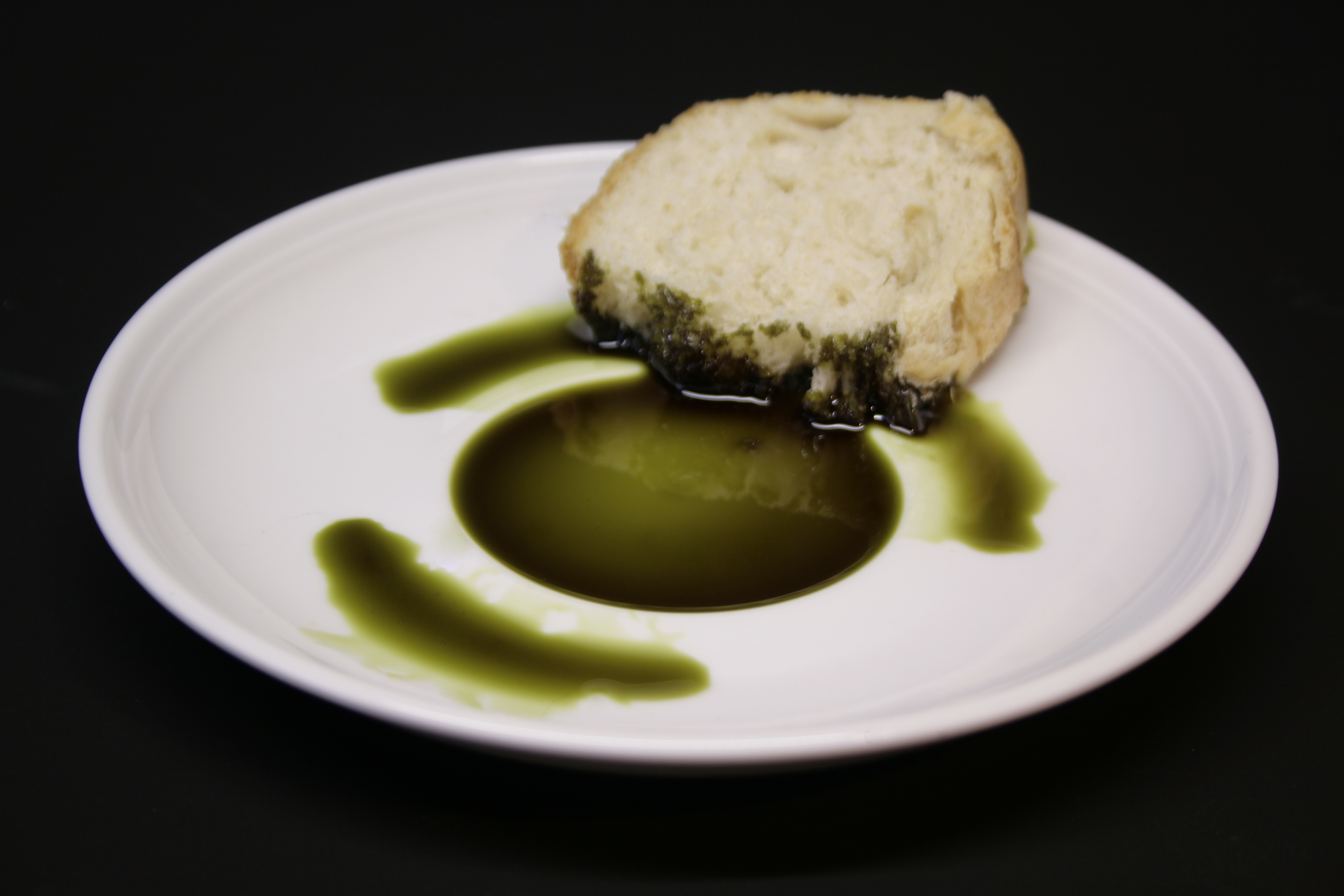
Aceite de semillas de una variedad de testa delgada.

En Europa Central desde hace unas décadas se cultiva un grupo de zapallos cuya única finalidad es extraer el aceite de la semilla, dejando la pulpa para alimento de ganado, y de hecho el aceite de semilla de ese zapallo es una denominación de origen, el "Aceite de semillas de zapallo de Styria".

### Variedades para Halloween

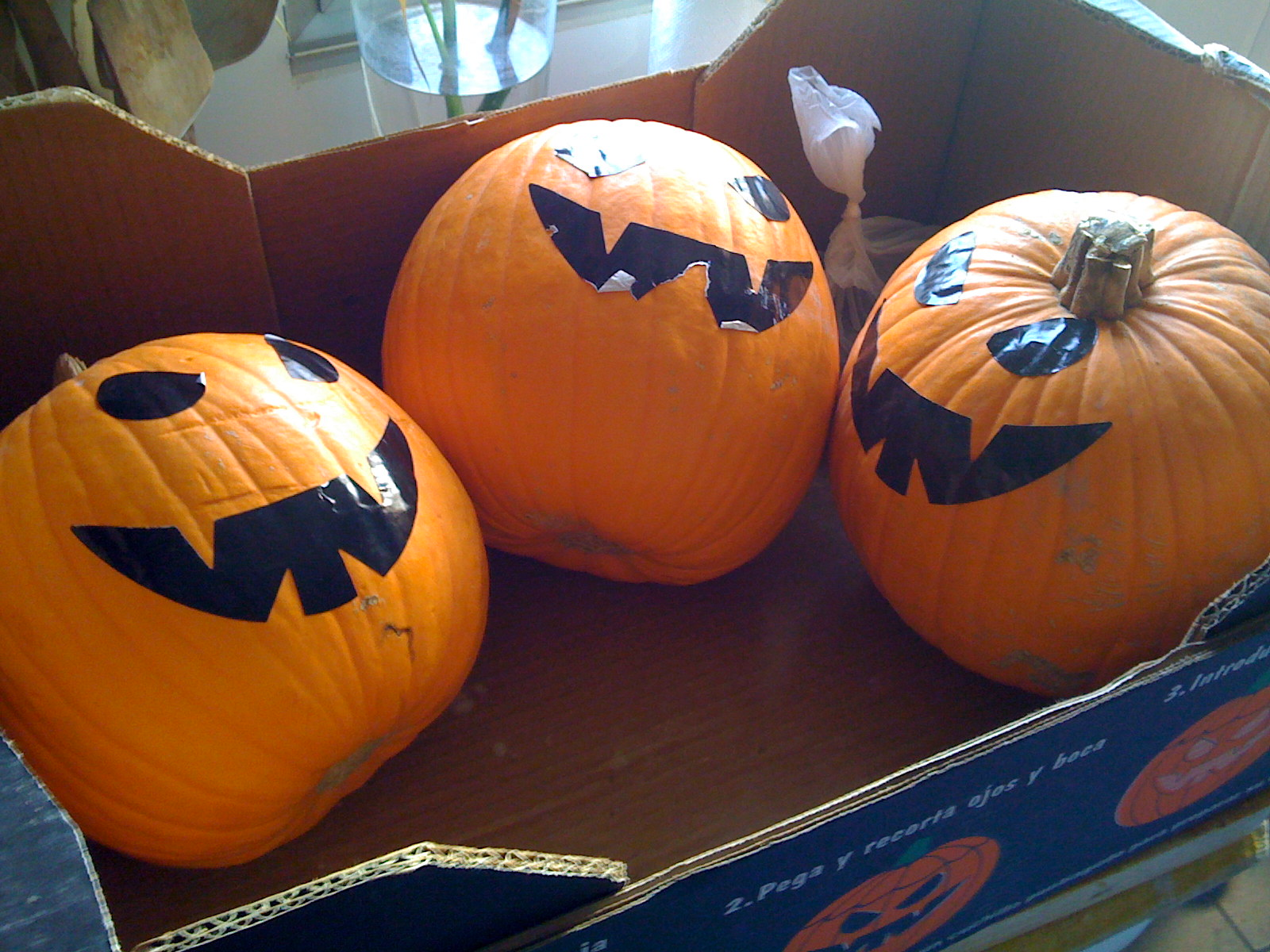
Cucurbita pepo 'Connecticut Field' es una variedad que se compra para esculpir y decorar el día de Halloween.

En Estados Unidos además de los usos culinarios de zapallos y zapallitos, el zapallo "tipo Halloween" tiene un uso primario ornamental, es utilizado para fabricar lámparas de Halloween o jack-o'-lanterns, para ello son vaciados y esculpidos con forma de grotescos rostros que se iluminan con una vela desde dentro, se utilizan un solo día, el día de Halloween en el otoño estadounidense.

### Usos decorativos de variedades pequeñas
Lecturas sobre variedades decorativas se encuentran en Bailey 1937, Hutchins y Sando 1941 (citados en Whitaker y Bohn 1950).

## Citas
1. ↑  Andres (2004b[1]): "Por algún tiempo después de que Duchesne nombrara a Cucurbita moschata y la describiera por primera vez en 1786 (Paris 2000a[2]), los botánicos lidiaron con su circunscripción. Por momentos C. moschata fue incluida dentro de C. pepo L. o dentro de C. maxima Duchesne, y hubo un número de instancias en las que los cultivares de C. moschata fueron mal identificados e incluidos en otras especies. En 1930, C. argyrosperma Huber (igual a C. mixta Pangalo) fue separada de C. moschata en cuya circunscripción se incluía (Pangalo 1930[3])". En inglés en el original: "For some time after Duchesne first named and described it [Cucurbita moschata] in 1786 (Paris 2000a[2]), botanists struggled with its circumscription. At times C. moschata was lumped under Cucuribta pepo L. or Cucurbita maxima Duchesne, and there were a number of instances in which C. moschata cultivars were misidentified as belonging to other species. In 1930, C. argyrosperma Huber ((equal to) C. mixta Pangalo) was split off from C. moschata (Pangalo 1930[3])."
2. ↑  Robinson y Decker-Walters (1997[4]) p. 72: "Los cultivares son clasificados como zapallitos (summer squash (sometimes called vegetable marrow)) o zapallos (winter squash), dependiendo de si el fruto será usado inmaduro o maduro. El término zapallo (winter squash) refiere a la habilidad del fruto de ser almacenado hasta los meses de invierno. Los zapallitos (summer squashes) son en general ([nota de transcripción: en USA]) Cucurbita pepo, pero los zapallos (winter squashes) pueden ser de C. pepo (por ej. 'Acorn'), de C. maxima ('Hubbard'), de C. moschata ('Butternut') o de C. argyrosperma ('Green Striped Cushaw')." En inglés en el original: "Cultivars are classified as summer squash (sometimes called vegetable marrow) or winter squash, depending on whether the fruit is used when immature or mature. The term winter squash refers to the ability of the fruit to be stored until the winter months. Summer squashes are generally [nota de transcripción: en USA] Cucurbita pepo, but winter squashes may be C. pepo (e.g. 'Acorn'), C. maxima ('Hubbard'), C. moschata ('Butternut') or C. argyrosperma ('Green Striped Cushaw')."
3. 1 2  Andres (1990[11]): "En general, Cucurbita es un género bien definido compuesto de especies cercanamente relacionadas que muchas veces son altamente polimórficas y pobremente diferenciadas. Por ejemplo, todas las especies de Cucurbita son monoicas o raramente ginoecias (gynoeciuous) con 20 pares de cromosomas y pueden ser cruzadas en numerosas combinaciones interespecíficas (ver Singh 1990[103]). Entre los cultígenos C. pepo L., C. moschata (Duch. ex Lam.) Duch. ex Poir., C. argyrosperma Huber, y C. maxima Duch. ex Lam., los paralelismos en la morfología del fruto son comunes; cuatro especies diferentes son a veces reconocidas como zapallos (winter squash or pumpkins). Para identificar la especie de forma confiable, muchas veces se necesitan los especímenes completos, incluyendo hojas, tallos, raíces, flores, frutos (o al menos su fotografía), pedicelos, y semillas junto con detalladas notas de campo (field notes). Estas evidencias son raramente ensambladas y existen sólo en unos pocos herbarios". En inglés en el original: "In general, Cucurbita is a well-defined genus composed of closely related species that are often highly polymorphic and poorly differentiated. For example, all Cucurbita species are monoecious or rarely gynoecious with 20 pairs of chromosomes and can be crossed in numerous interspecific combinations (see Singh 1990[103]). Among the cultigens C. pepo L., C. moschata (Duch. ex Lam.) Duch. ex Poir., C. argyrosperma Huber, and C. maxima Duch. ex Lam., parallelisms in fruit morphology are common; four different species are sometimes recognized as winter squash or pumpkins. In order to identify the species confidently, complete specimens are often needed, including leaves, stems, roots, flowers, fruits (or at least their photograph), pedicels, and seeds along with detailed field notes. Such evidence has rarely been assembled and exists in only a few herbaria."
4. 1 2  Whitaker y Bemis (1975[12] citado en Nee 1990[6]) dividieron quizás por primera vez al género Cucurbita en un grupo de xerofíticas perennes con raíces reservantes y un grupo de mesofíticas anuales o cortamente perennes sin raíces reservantes (en el cual estaban las 5 cultivadas). HS Paris y DN Maynard (2008) Cucurbita en J Janick y RE Paull (2008[7]) The Encyclopedia of Fruit and Nuts: "El género Cucurbita es el miembro económicamente más importante de la tribu Cucurbitae. En una época, Cucurbita fue considerada como conteniendo tantas especies como 27, pero los experimentos de cruzas han revelado que algunas de las especies listadas eran meramente diferentes poblaciones silvestres de la misma especie. Hoy, 12 o 13 especies son reconocidas (Nee 1990[6]) (Tabla C.30), todas ellas poseen 20 pares de cromosomas. Cucurbita puede ser fácilmente dividida en el grupo de especies adaptadas a ambientes húmedos y el de especies adaptadas a ambientes áridos. C. pepo L., C. maxima Duchesne, C. moschata Duchesne, C. argyrosperma Huber, C. ficifolia Bouché, C. ecuadorensis Cutler & Whitaker, C. okeechobeensis Bailey y C. lundelliana Bailey son anuales mesofíticas o perennes de corta vida. C. radicans Naudin, C. digitata Gray, C. galeottii Cogniaux, C. pedatifolia Bailey y C. foetidissima HBK son perennes xerofíticas que poseen raíces de almacenamiento grandes." En inglés en el original: "The genus Cucurbita is the economically most important member of the tribe Cucurbitae. At one time, Cucurbita was considered to contain as many as 27 species, but crossability experiments have revealed that some of the species listed were merely from different wild populations of the same species. Today, 12 or 13 species are recognized (Nee 1990[6]) (Table C.30), all of which have 20 pairs of chromosomes. Cucurbita can be easily divided into species that are adapted to moist environments and to arid environments. C. pepo L., C. maxima Duchesne, C. moschata Duchesne, C. argyrosperma Huber, C. ficifolia Bouché, C. ecuadorensis Cutler & Whitaker, C. okeechobeensis Bailey and C. lundelliana Bailey are mesophytic annuals or short-lived perennials. C. radicans Naudin, C. digitata Gray, C. galeottii Cogniaux, C. pedatifolia Bailey and C. foetidissima HBK are xerophytic perennials possessing large storage roots."
5. ↑  Nee 1990[6] pp. 63-64: "[Cucurbita ficifolia] en casi todas las claves y descripciones taxonómicas se describe como una perenne, pero no posee las raíces de almacenamiento alargadas cual las especies en el grupo de Cucurbita xerofíticas. Bajo condiciones favorables y sin sequías ni heladas demasiado fuertes todas las especies cultivadas, pero especialmente C. ficifolia, pueden vivir más de un año (Andres, comunicación personal). En el original: "[Cucurbita ficifolia] In nearly all taxonomic keys and descriptions it is said to be a perennial, but it does not have enlarged storage roots like the species in the xerophytic group of Cucurbita. Under favorable conditions without excessive drought or frost all the cultivated species, but especially C. ficifolia, may live longer than a year (Andres, pers. comm.).") y también HS Paris y DN Maynard (2008) Cucurbita en J Janick y RE Paull (2008[7]) The Encyclopedia of Fruit and Nuts "Si bien a veces referida [Cucurbita ficifolia] como perenne, no difiere en longevidad de las demás especies". En el original: "Although sometimes referred to as a perennial, it does not differ in longevity from the other species."
6. 1 2  Nee (1990[6]): p.63: "Cucurbita ficifolia es la más distintiva de las cinco especies cultivadas [de Cucurbita]. [...] Generalmente se cultiva a altitudes mucho mayores que las demás especies de Cucurbita. en América es común en las montañas desde el norte de México al norte de Argentina y Chile (figs. 3,4); y en el Viejo Mundo es raramente cultivada en Europa, pero ha sido popular por centurias en Asia". En el original: "Cucurbita ficifolia is the most distinctive of the five cultivated [Cucurbita] species. [...] It is generally grown at much higher altitudes than the other domesticated species of Cucurbita. In the Americas it is common in the mountains from northern Mexico to northern Argentina and Chile (figs. 3,4); and in the Old World it is rarely grown in Europe, but has been popular for many centuries in Asia."
7. ↑  Andres (2004a[13]), sobre Cucurbita moschata: "European contact. On December 3, 1492, Columbus saw near the east end of Cuba fields planted with a rich assortment of crop plants, including "calabazas", that he described as a glorious sight ("que era gloria bella"). The calabazas must have been C. moschata since that is the only species of Cucurbita grown in the region. Other early reports of European explorers observing what was likely C. moschata in the New World include Oviedo in 1526 observing on Hispaniola "melones", "pepinos", and "calabazas" that Indians commonly cultivated in their gardens. Cabeza de Vaca encountered "pumpkins" in July 1528 near Tampa Bay, Florida. The earliest known illustration of such an encounter is shown in a manuscript on Francis Drake's voyages to the Caribbean between 1577 and 1587 by an unknown accompanying artist/seaman. There is a watercolor of fruits on a vine that while not readily identifiable to species, given their location, they must be C. moschata fruits. - Given these encounters, C. moschata must have been brought to Europe at least as early as C. pepo. Yet, it did not appear until later and never as abundantly. For example, in the herbal by Fuchs (1542[14]) and his subsequent unpublished manuscript (Meyer 1999[15]), a number of detailed and accurate drawings of fruits show different cultivars of C. pepo but no C. moschata. Other herbals have illustrations that are too crude to be identifiable to species. The first herbal with a readily identifiable illustration of C. moschata is that of van Rheede tot Draakestein (1688[16]), but this is over 100 year later and the drawing was from India and not Europe. Therefore, it was first assumed that C. moschata came from India. Later, it was thought to have com eto Europe from the Americas indirectly via india (Whitaker 1947[17]). But the Italian botanist Matthioli (1560[18]) noted that various cucurbits came to Italy from the West Indies with fruits lasting well into winter and having a sweetish taste. A plausible explanation for the comparatively late recording of C. moschata in Europe, even later than that of the South American species C. maxima, is that the first introductions came from the Caribbean region; these were short-day, late-maturing plants that failed to produce fruit in Europe. - Less ambiguous than the illustrations in the herbals are the highly detailed still-life Renaissance paintings of Dutch and Flemish artists. The first paintings showing C. pepo were drawn soon after contact with the New World, but nearly 50 years passed before Lucas Van Valkenborch, Jan Anton van der Baren, and other artists depicted an occasional C. moschata fruit among a mixture of other cucurbits species. The cultivar that first appeared in these paintings resembled the 'Cheese' pumpkins, a popular heirloom first reported in the eastern United States. This cultivar would grow better further north in Europe than would cultigens from the Caribbean."
8. ↑  Andres (2004b[1]): "The [Cucurbita moschata] flowers, leaves, and young stems may also be eaten as potherbs or addeed to soups and stews. These, along with the seeds, are used in traditional medicines, such as in Suriname."
9. 1 2  El flujo de genes entre variedades cultivadas y silvestres fue documentado en zapallos (Kirkpatrick y Wilson 1988,[140] Wilson 1990,[141] Wilson et al. 1994,[142] citados en Montes-Hernández y Eguiarte 2002[143] p.1156), Montes-Hernández y Eguiarte (2002[143]) confirmaron la polinización de plantas cultivadas de Cucurbita argyrosperma por plantas silvestres a varios kilómetros de las mismas en las "milpas" del oeste de México.
10. 1 2  HS Paris y DN Maynard (2008) Cucurbita en J Janick y RE Paull (2008[7]) The Encyclopedia of Fruit and Nuts: "Las semillas de zapallo (pumpkin and squash) son producidas en campos dedicados a la producción de semilla, en oposición a la producción del fruto. Cada campo productor de semilla puede contener sólo una fuente de polen, esto es, sólo un cultivar, accesion o línea: ninguna otra fuente potencial de polen de la misma especie puede ser ubicada dentro o en la proximidad del campo productor de semilla. Como el polen de Cucurbita puede ser transportado cierta distancia por las abejas, se recomienda que los campos productores de semilla sean aislados de las Cucurbita de la misma especie por al menos 3 km, de forma de asegurar cerca del 100 % de pureza en el stock de semillas." En inglés en el original: "Pumpkin and squash seeds are produced in fields that are dedicated to seed, as opposed to fruit, production. Each seed-production field can contain only one source of pollen, that is, only one cultivar, accesion or line: no other potential source of pollen of the same species can be placed within or within proximity to the seed-production field. As Cucurbita pollen can be transported for some distance by bees, it is recommended that seed-production fields be isolated from all other Cucurbita of the same species by at least 3 km, in order to ensure near 100 % purity of the seed stock."
11. 1 2 3  HS Paris y DN Maynard (2008) Cucurbita en J Janick y RE Paull (2008[7]) The Encyclopedia of Fruit and Nuts: "Los zapallos (squash and pumpkins), como las demás cucurbitáceas, se desarrollan más rápido a temperaturas cálidas (25-30 °C) y son muertas por las heladas. Las temperaturas cálidas promueven el desarrollo y son especialmente benéficas para la germinación y el desarrollo de las plántulas. Los zapallos (pumpkin and squash) de C. pepo y C. maxima son más tolerantes a las temperaturas más frescas que los de C. argyrosperma y C. moschata. La alta intensidad lumínica es esencial para la buena producción de frutos." En inglés en el original: "Squash and pumpkins, like other cucurbits, grow most quickly in warm temperatures (25-30 °C) and are killed by frost. Warm temperatures promote growth and are especially beneficial for germination and development of seedlings. C. pepo and C. maxima pumpkins and squash are more tolerant to cooler temperatures than C. argyrosperma and C. moschata. Intense light is essential for good fruit production."
12. 1 2  Whitaker y Davis (1962[22]) p.14: "El sistema radical de todas las cucurbitáceas de importancia económica es extenso pero superficial. Luego de la germinación de la semilla, las plantas rápidamente desarrollan una fuerte raíz principal la que, de acuerdo con Weaver y Bruner (1927[23]), puede penetrar el suelo a una velocidad de 1 pulgada por día hasta una profundidad de 3 o 4 pies en Cucumis y hasta 6 pies en Cucurbita. Numerosas laterales horizontales se desarrollan rápidamente y se extienden ampliamente en el suelo, si bien la ramificación de la raíz principal no es extensiva por debajo de los 2 pies. Las laterales principales tienen numerosas ramas secundarias las que, a su vez, se ramifican de forma compleja y diminuta hasta que forman una red remarcablemente eficiente de raicillas que ocupan completamente la superficie del suelo a uno o dos pies de profundidad. Las raíces pueden extenderse muchas veces bastante ampliamente, dependiendo de la especie, por debajo de los 2 pies de profundidad, pero su importancia es menor que el desarrollo de las raíces cerca de la superficie del suelo. - La extensión de las raíces laterales usualmente es igual a, y usualmente excede, la extensión del tallo y otras partes aéreas. El desarrollo de las raíces laterales es muy rápido y puede alcanzar una tasa de tanto como 2 1/2 pulgadas por día. Las plantas maduras poseen un sistema radical intrincado y extensivo con el área absorbente más grande en aquellas especies que producen el crecimiento guiador más grande. El sistema radical de una única planta en algunos miembros del género Cucurbita puede ocupar tanto como 1000 pies cúbicos de suelo". En inglés en el original: "The root system of all the economic cucurbits is extensive but shallow. Upon germination of the seed, the plants soon develop a strong tap-root which, according to Weaver and Bruner (1927[23]), may penetrate the soil at a rate of 1 in. per day to a depth of 3 or 4 ft. in Cucumis, and up to 6 ft. in Cucurbita. Numerous horizontal laterals develop rapidly and spread widely in the soil, although branching of the tap-root is not extensive below the 2 ft. level. The main laterals have numerous secondary branches which, in turn, are complexly and minutely rebranched until there is a remarkably efficient network of rootlets that completely occupies the surface foot or two of soil. Branch roots may often spread rather widely, depending on the species, at depths beyond the 2 ft. level; but they are less important than root development nearer the surface of the soil. - Lateral root extension is usually equal to, and often exceeds, that of the shoot and other above-ground parts. Growth of the laterals is very rapid and may attain a rate of as much as 2 1/2 in. per day. Mature plants have an intricate and extensive root system with the greatest absorbing area in those species that produce the greatest vine growth. The root system of a single plant of some members of the genus Cucurbita may occupy as much as 1.000 cu. ft. of soil."
13. ↑  JB Loy (2011[24]) p.97: "El sistema radical es extenso, caracterizado por el desarrollo de una raíz principal (tap root) fuerte y muchas raíces laterales moderadamente superficiales que pueden extenderse más allá de las partes aéreas de la planta (Weaver and Bruner 1927[23]). Raíces adicionales frecuentemente se desarrollan en los nudos que se apoyan sobre el suelo húmedo, permitiendo a las plantas tomar agua y reservas de nutrientes de un área más amplia". En inglés en el original: "The root system of squash is extensive, characterized by development of a strong tap root and several moderately shallow lateral roots that may extend out beyond the aerial parts of the plant (Weaver and Bruner 1927[23]). Additional roots frequently develop at plant nodes laying over moist soil, allowing plants to tap into water and nutrient reserves over a wide area."
14. 1 2 3 4 5 6 7  JB Loy (2011[24]) p. 102: "El porcentaje de frutos cuajados (fruit set) en Cucurbita realizando polinización manual es alta, excede el 90 %. Sin embargo, los extremos meteorológicos pueden afectarlo adversamente. Los días excesivamente cálidos pueden causar la senescencia de la flor y aborto de sus óvulos antes de la antesis (Wien et al. 2002
[123]) [...] Parece haber variación genotípica en la capacidad de las plantas de producir flores femeninas a temperaturas altas 
(Wien et al. 2002,[123] JB Loy datos sin publicar). Los períodos extensos de tiempo lluvioso y encapotado también pueden afectar el cuajado y causar el aborto del fruto en desarrollo. Usualmente hay una elevada incidencia de enfermedades de pudrición del fruto durante los días lluviosos y encapotados debido a la alta humedad, pero también la baja intensidad de luz parece tener un rol en el aumento de la incidencia de abortos de flores pistiladas. La supresión de la producción de las flores femeninas debido a la baja incidencia solar fue confirmada en los estudios en invernaderos donde la luz incidente fue reducida al 20, 40 o 70 % de los niveles normales (Wien et al. 2002[123])." En inglés en el original: "The percentaje of fruit set in Cucurbita with hand pollinations is high, exceeding 90 %. Nonetheless, extremes of weather can adversely affect fruit set. Excessively warm days can cause female flower senescence and abortion prior to anthesis (Wien et al. 2002[123]) [...] There appears to be genotypic variation in the capacity of plants to produce female flowers under high temperature (Wien et al. 2002,[123] JB Loy, unpubl. observations). Extended periods of rainy and overcast days also adversely affect fruit set and can cause abortion of developing fruit. There is usually an elevated incidence of fruit rot diseases during rainy and overcast periods of high humidity, but low light intensity appears to play a role in increasing the incidence of pistillate flower abortion as well. Suppression of female flower production by low light intensity was confirmed in greenhouse studies in which incident light levels were reduced to 20, 40 or 70 % of normal levels (Wien et al. 2002[123])."
15. 1 2 3  JB Loy (2011[24]) p.113: "En C. pepo, el hábito arbustivo de crecimiento ha sido atribuido a un gen simple de dominancia incompleta
(Shiffriss 1947[38]); mientras que en C. maxima, la herencia ha sido atribuida a dos genes de dominancia incompleta (Singh 1949[39]). Shiffriss etiquetó a la dominancia incompleta del gen arbustivo como una "reversión del desarrollo" de la dominancia porque los heterocigotas arbustivo-guiadores inicialmente tienen entrenudos cortos, pero revierten a entrenudos largos más tarde en el desarrollo. Sin embargo, los largos de los entrenudos de plantas heterocigotas usualmente se mantienen intermedios a aquellos en los genotipos arbustivo y guiador. (Denna y Munger 1963[30]). Las plantas híbridas obtenidas de un cruce interespecífico entre C. pepo arbustiva y C. maxima arbustiva exhibieron entrenudos cortos lo que sugiere que las dos especies comparten un alelo común para el hábito de crecimiento arbustivo (Denna and Munger 1963[30]). El alelo arbustivo (bu) de C. pepo fue transferido a C. moschata (Munger 1990,[40] Shiffriss 1990[41]), y también fue descubierto un mutante arbustivo dominante en C. moschata recientemente (Wu et al. 2007[42])." En inglés en el original: "In C. pepo, the bush habit of growth has been attributed to a single, incompletely dominant gene (Shiffriss 1947[38]); whereas, in C. maxima, inheritance has been ascribed to two incompletely dominant genes (Singh 1949[39]). Shiffriss labeled the incomplete dominance of the bush gene as a "developmental reversal" of dominace because bush-vine heterozygotes initially have short internodes, but revert to longer internodes later in development. Nonetheless, internode lengths of heterozygous plants usually remain intermediate to those in bush and vine genotypes (Denna and Munger 1963[30]). Hybrid plants obtained from an interspecific cross between bush C. pepo and bush C. maxima exhibited short internode growth suggesting that the two species share a common allele for the bush habit of growth (Denna and Munger 1963[30]). The bush allele (bu) in C. pepo has been transferred to C. moschata (Munger 1990,[40] Shiffriss 1990[41]), and also, a dominant bush mutant was recently discovered in C. moschata (Wu et al. 2007[42])."
16. 1 2  Millán (1947[27]): "Las semillas de zapallo cuando germinan emiten fuera de la tierra el hipocótile con los dos grandes cotiledones y en su mismo plano nacen las primeras hojas. De esta disposición se diferencian después dos tipos distintos de ramificación: los zapallos de guía y los zapallos de tronco. Los zapallos de guía se caracterizan por sus tallos y entrenudos largos, que por su poca consistencia crecen tendidos sobre el suelo donde se fijan por medio de raíces adventicias o trepan y se sostienen con sus zarcillos en algún soporte. Ya Hauman (1910[28]) observó que es por hábito de cultivarlos sin soportes que solamente parecen rastreros (Fig 1A, Lám.2). Los zapallos de tronco vegetan en forma de mata densa; generalmente emiten un tallo único, corto y más o menos erecto, con entrenudos muy breves y sin zarcillos (Fig. 1B, Lám 1, Lám 4E)."
17. 1 2 3 4 5  JB Loy (2011[24]) p.100: "El patrón de floración en el zapallito (summer squash) es bastante diferente del de los cultivares de zapallo (winter squash and pumpkin), debido a un fenotipo arbustivo extremo y la selección para que sea proclive a la floración femenina. Típicamente, las flores masculinas son iniciadas sólo en las axilas de las hojas en los primeros 10 a 15 nudos, seguidos de la iniciación de las flores femeninas en nudos sucesivos con las flores masculinas dispersadas cada dos a cuatro nudos (Loy 2004[25]). Aun cuando las flores masculinas se diferencian a un número nodal más bajo que las flores femeninas, las flores femeninas usualmente preceden a las masculinas, muchas veces por muchos días. Los cultivares de zucchini inician sólo una flor por nudo; mientras que los zapallitos amarillos (yellow straightneck and crookneck squash) a menudo producen dos flores, y ocasionalmente tres flores, por nudo (Loy 2004[25])." En inglés en el original: "The pattern of flowering in summer squash is quite distinct from winter squash and pumpkin cultivars, owing to an extreme bush phenotype and selection for a proclivity of pistillate flowering. Typically, staminate flowers are initiated only in leaf axils of the first 10 to 15 nodes, followed by initiation of pistillate flowers on successive nodes with male flowers dispersed every two to four nodes (Loy 2004[25]). Even though staminate flowers are differentiated at a lower node number than pistillate flowers, pistillate flowering usually precedes staminate flowering, often by several days. Zucchini cultivars initiate only one flower per node; whereas, yellow straightneck and crookneck squash will often produce two flowers, and ocassionaly three flowers, per node (Loy 2004[25])."
18. 1 2 3 4 5 6 7  JB Loy (2011[24]) p.116: "El hábito de ramificación parece estar bajo un control genético simple en Cucurbita, pero con algunos genes modificadores (JB Loy, resultados no publicados). En una población pequeña de plantas de acorn observamos una segregación 3:1 de plantas con un tallo principal grueso y pocos laterales comparado con plantas con un hábito de ramificación múltiple. En numerosas plantas híbridas F1 resultantes de las cruzas de líneas de crianza con un tallo principal dominante, con líneas con ramificación múltiple, el tallo único es lo dominante (JB Loy, resultados sin publicar). En zapallito (summer squash), hay claramente genes modificadores adicionales que afectan la intensidad del tallo principal grueso. En zapallos (winter squash and pumpkin), a diferencia de los zapallitos (summer squash), el hábito de ramificación múltiple es generalmente considerado un carácter deseable porque puntos de crecimiento múltiples contribuyen a un desarrollo de un follaje cobertor más rápido y uniforme." En inglés en el original: "Branching habit appears to be under simple genetic control in Cucurbita, but with some modifying genes (J.B. Loy, unpubl. results). In a small population of acorn plants we observed a 3:1 segregation of plants with a strong main stem and few laterals as compared to plants with multiple branching habit. In numerous hybrid F1 plants resulting from crosses of breeding lines with a dominant main stem to lines with multiple branching, single stem is dominant (J.B. Loy, unpubl. observations). In summer squash, there are clearly additional modifying genes that affect the intensity of a strong single stem. In winter squash and pumpkin, unlike summer squash, multiple branching habit is generally considered a desirable trait because multiple growing points contribute to more rapid and uniform leaf canopy development."
19. ↑  JB Loy (2011[24]) pp. 112-113: "El gen arbustivo fue seleccionado y utilizado en zapallito (summer squash) en una fase muy temprana de la domesticación indudablemente para facilitar el acceso a la cosecha continua del fruto inmaduro, y quizás debido a la mayor proporción de flores femeninas en relación a las masculinas, usualmente asociadas al hábito arbustivo. Las plantas arbustivas de las especies de Cucurbita se caracterizan por entrenudos más cortos, tallos más gruesos, pecíolos más largos y robustos, floración temprana, y en muchos cultígenos, la ausencia de zarcillos (Loy 2004[25])." En inglés en el original: "The bush gene was selected and utilized in summer squash at a very early period undoubtedly to provide easier access for continuous harvesting of immature fruit, and perhaps because of the higher ratio of pistillate to staminate flowers often associated with the bush habit of growth. Bush plants of Cucurbita species are characterized by shortened internodes, thicker stems, longer and more robust petioles, early flowering, and in many cultigens, an absence of tendrils (Loy 2004[25])."
20. 1 2 3 4  JB Loy (2011[24]) pp. 113-114: "La expresión del fenotipo arbustivo es más compleja y variable que lo que es generalmente presentado en la literatura, y el carácter de entrenudos cortos condicionado por el locus bu parece ser influenciado por un número indeterminado de genes modificadores (Grebenscikov 1958[29]). Hay muchas características importantes del hábito de crecimiento arbustivo que deben ser consideradas por los obtentores, incluyendo la persistencia de el crecimiento de los entrenudos cortos a lo largo del desarrollo, los efectos pleiotrópicos en otros caracteres fenotípicos como la floración y el hábito de ramificación, y la carga de frutos en relación con el crecimiento vegetativo. En las líneas de cría de plantas arbustivas de C. pepo, pasando por el zapallito amarillo (yellow summer squash), el zucchini, el acorn, las calabacitas decorativas, y el zapallo de Halloween, hay una considerable variabilidad en la expresión del largo de los entrenudos (Tabla 4-2). Por caso, el zapallito amarillo yellow straightneck retiene entrenudos extremadamente cortos a lo largo de su ciclo de vida, pero los genes modificadores pueden todavía modular el largo del entrenudo como se exhibe en YSN836 and YSN27A1221 (Tabla 4-2). En el zapallo acorn arbustivo, el largo del entrenudo es menor de 2 cm por 12 a 16 nudos, pero los entrenudos subsecuentes se vuelven progresivamente más largos, llegando a unos 5 cm en ausencia de cuajado (Denna y Munger 1963;[30] Tabla 4-2). En el zapallo de Halloween, por otro lado, típicamente sólo los primeros 5 o 6 entrenudos son menores de 2 cm, y los entrenudos maduros promedian 9 a 10 cm a lo largo del tallo principal cuando las plantas están arregladas en espaldera permitiendo un solo tallo? (trellised to a single stem) en el invernadero. En las plantas guiadoras sólo el primer entrenudo será típicamente menor a 2 cm, y los entrenudos maduros promedian unos 20 cm de largo. En una línea arbustiva de C. moschata, sólo los primeros 6 entrenudos fueron menores a 2 cm, y los entrenudos maduros no fueron apreciablemente más cortos que el cultivar guiador 'Waltham Butternut' (Tabla 4-2)." En inglés en el original: "Expression of the bush phenotype is more complex and variable than what is generally presented in the literature, and the short internode trait conditioned by the bu locus appears to be influenced by an undetermined number of modifying genes (Grebenscikov 1958[29]). There are several major features of the bush growth habit that must be considered by breeders, including persistence of short internode growth during development, pleiotropic effects on other phenotypic characteristics such as flowering and branching habit, and fruit load in relation to vegetative growth. In bush breeding lines of C. pepo, spanning yellow summer squash, zucchini summer squash, acorn squash, gourds, and ornamental pumpkin, there is considerable variability in expression of internode length (Table 4-2). For instance, yellow straightneck summer squash retain extremely short internodes throughout the plant life cycle, but modifying genes can still modulate internode length as exhibited by YSN836 and YSN27A1221 (Table 4-2). In bush acorn squash, internode length is less than 2 cm for 12 to 16 nodes, but subsequent internodes become progressively longer, reaching about 5 cm in absence of fruit set (Denna and Munger 1963;[30] Table 4-2). In ornamental pumpkin, on the other hand, typically only the first 5 to 6 internodes are less than 2 cm, and mature internodes average 9 to 10 cm along the main stem when plants are trellised to a single stem in the greenhouse. In vine plants only the first internode will typically be less than 2 cm, and mature internodes average about 20 cm in length. In a bush breeding line of C. moschata, only the first 6 internodes were less than 2 cm, and mature internodes were not appreciably shorter than the vine cv. Waltham Butternut (Table 4-2)."
21. 1 2  JB Loy (2011[24]) p.115, traducción: "Las plantas de tronco suelen florecer y fructificar antes que las guiadoras. Una floración más temprana puede ser un carácter deseable en áreas con una estación de crecimiento muy corta, pero una fructificación temprana y una carga muy alta de frutos en las plantas arbustivas suprime el crecimiento vegetativo, resultando en una baja acumulación de materia seca en el mesocarpio (pulpa) (Loy 2004[25]) y afectando negativamente la calidad del fruto para consumo (Loy 2006[31])". En inglés en el original: "Bush plants often flower and set fruit earlier than vine plants. Early flowering may be a desirable trait for areas with a short growing season, but early fruit set and high fruit loads on bush plants suppresses vegetative growth, resulting in low dry matter accumulation in mesocarp tissue (Loy 2004[25]) and adversely affecting eating quality (Loy 2006[31])."
22. ↑  Millán (1947[27]): "La mayor parte de los zapallos de guía se consumen maduros porque recién entonces adquieren buen sabor; en cambio, la generalidad de los zapallos de tronco se consumen inmaduros porque en ese momento tienen la cáscara tierna y el mesocarpio jugoso y agradable que los hace especiales para frituras y ensaladas, o para rellenos en el caso de los frutos esféricos. El carácter de los frutos inmaduros comestibles no es exclusivo de los zapallos de tronco. Vilmorin-Andrieux et Cie (1904[32]) citan varios zapallos de guías pertenecientes a Cucurbita pepo, cuyos frutos se consumen habitualmente a mitad de su desarrollo o antes de estar completamente maduros."
23. ↑  JB Loy (2011[24]) p.115: "Bajo condiciones de invernadero, como se ilustra en la Tabla 4-2, las plantas de C. maxima arbustivas putativamente digénicas [se refiere a los dos genes que hacen arbustiva a la especie] (líneas NH2656, NH3620 y NH551313) mantuvieron entrenudos cortos por 12-14 nudos, resultados similares a los reportados previamente (Denna y Munger 1963,[30] Zack y Loy 1981[33]), pero los entrenudos maduros de las plantas arbustivas no fueron apreciablemente más cortos (11-13 cm) que los de plantas guiadoras (13-16 cm). Es más, los entrenudos de las plantas arbustivas maduras fueron aproximadamente el doble de largo que los informados en los dos estudios recién citados, lo que es una muestra de la fuerte influencia de las condiciones ambientales, especialmente la intensidad de luz y la calidad de la luz, en el largo del entrenudo (Zack y Loy 1980[34])." En inglés en el original: p.115. Under greenhouse conditions as illustrated in Table 4-2, putative digenic [los dos genes que la hacen arbustiva] bush plants of C. maxima (lines NH2656, NH3620 and NH551313) maintained short internodes for 12 to 14 nodes, similar to results reported previously (Denna and Munger 1963,[30] Zack and Loy 1981[33]), but mature internodes of bush plants were not appreciably shorter (11 to 13 cm) than those of vine plants (13 to 16 cm). Moreover, mature bush internodes were about twice as long as those reported in the two studies cited above, underscoring the strong influence of environmental conditions, especially light intensity and light quality, on internode length (Zack and Loy 1980[34])."
24. 1 2 3 4  Loy (2004[25]): "Combinando un parental femenino adecuado que sea arbustivo con un parental masculino guiador, un híbrido F1 es producido que exhibe un grado intermedio de expansión en el desarrollo, muchas veces llamado semiarbustivo. Los híbridos heterocigotas arbustivo-guiadores producen un fenotipo arbustivo uniforme temprano en la estación y después un fenotipo más guiador al empezar la mitad de la estación. Esta conversión de crecimiento compacto, de tipo arbustivo, a uno mucho más expansivo ocurre mucho más rápido en los heterocigotas arbusto-guiadores de C. maxima que en los de C. pepo. [...] Los cultivares semiarbustivos exhiben un patrón de crecimiento uniforme, tipo roseta alrededor del eje del tallo por las primeras 5 o 6 semanas desde la siembra, permitiendo el cultivo entre filas espaciadas tan angostamete como 1,5 u 1,8 m con injurias mínimas a las plantas. Una cobertura de hojas casi completa ocurre dentro de las 7 semanas desde la siembra, efectivamente ahogando todas las malezas de germinación más tardía (Figura 6). Aun cuando algunos cultivares guiadores están en la actualidad siendo utilizados en sembrados de alta-densidad para dar sombra a las malezas, el patrón de crecimiento uniforme de los cultivares arbustivo y semiarbustivo son más adecuados para esta técnica. 
[...] (C. moschata clima tropical) Recientemente, dos híbridos semiarbustivos "calabaza" han sido testeados y liberados del la Florida Agricultural Experiment Station (Maynard et al. 2002[35]). Estos híbridos eran más tempranos, más uniformes, y generalmente tenían cosechas más altas que el cultivar estándar guiador La Primera. [...] La mayor parte de los cultivares de acorn que se cultivan comercialmente tienen un hábito de crecimiento arbustivo o semiarbustivo." En inglés en el original: "By combining a suitable bush female parent with a vining male parent, an F1 hybrid is produced that exhibits an intermediate degree of spreading growth habit, often dubbed semibush. Bush-vine heterozygote hybrids produce a uniform bush phenotype early in the season and then a more trailing phenotype beginning in midseason. The conversion from compact, bushlike growth to more spreading growth occurs much faster in bush-vine heterozygotes of C. maxima than those of C. pepo. [...] Semibush cultivars exhibit a uniform, rosette pattern of growth about the stem axis for the first 5 to 6 weeks from seeding, permitting cultivation between rows spaced as narrowly as 1.5 to 1.8 m apart with minimal plant injury. Nearly complete leaf canopy cover occurs within about 7 weeks from seeding, effectively crowding out any late-germinating weeds (Figure 6). Even though some vining cultivars are currently being used at high-density planting to shade weeds, the uniform growth pattern of bush and semibush cultivars are more suitable to this technique. [...] (C. moschata clima tropical) Recently, two semibush calabaza hybrids have been tested and released from the Florida Agricultural Experiment Station (Maynard et al. 2002[35]). These hybrids were earlier, more uniform, and generally had higher yields than the standard vining cultivar La Primera. [...] Most of the acorn squash cultivars grown commercially have a bush or semibush growth habit."
25. ↑  Millán (1947[27]): "El mayor número de variedades hortícolas de zapallo de tronco pertenece a Cucurbita pepo, y son las únicas que se cultivan en Europa y Estados Unidos, de las cuales se ha introducido en Argentina el Zapallo Zucchini, donde se conoce, entre otros nombres, por Genovés, Angolita, etc. (Millán 1943,[36]). De Cucurbita maxima la bibliografía extranjera menciona únicamente la variedad Zapallito [Cucurbita maxima var. zapallito], que no se cultiva en Europa ni en Estados Unidos, pero en cambio es el más cultivado en Argentina y el único de la especie conocido en la horticultura comercial de nuestro país. Pertenecen también a C. maxima las dos nuevas variedades que describimos más adelante [var. zipinka y la var. triloba]. En C. moschata no se conoce ningún zapallo de tronco."
26. ↑  Millán (1947[27]): "Lo que ha dado importancia hortícola a los zapallos de tronco son, aparte de sus usos culinarios especiales, los caracteres que los hacen especialmente convenientes para la producción de primicias: fructifican antes que los zapallos de guía, los frutos se consumen al comienzo de su desarrollo y el tipo de ramificación en mata facilita su cultivo en terreno sistematizado para el riego y la fácil protección contra los fríos y heladas."
27. 1 2  Loy (2004[25]): "La disposición de los cultivares arbustivos de zapallos (winter squash and pumpkins) a un control de malezas más sostenible (evitar el uso de herbicidas químicos) solo recientemente ha sido apreciada y explotada por los obtentores. Parte de esta conciencia ha llegado por parte del uso incrementado del mantillo plástico (plastic mulch) y la irrigación por goteo (drip irrigation). El espaciado entre líneas más cercano ha sido muchas veces acompañado por el uso de mantillo, y el cultivo entre líneas con mantillos puede ser una técnica eficiente para el control de malezas." "El fenotipo arbustivo ha sido explotado por dar cultivares superiores de zapallito (summer squash) por muchas décadas, si no centurias. Más recientemente, los híbridos arbustivo y semiarbustivo de zapallos de Halloween y zapallos (ornamental pumpkins and winter squash) se han adoptado más ampliamente por los cultivadores comerciales en Norteamérica. Hay alguna evidencia experimental que sugiere que los cultivares arbustivos de zapallo interceptan la luz más eficientemente que los guiadores en plantaciones de alta densidad (Loy y Broderick 1990) y que poseen un índice de cosecha más alto que los guiadores (Broderick 1982[37]) y son entonces más eficientes como productores de biomasa del fruto. La desventaja de cultivarlos es la materia seca del mesocarpo, y por lo tanto la calidad para consumo, que pueden estar comprometidas si la capacidad fotosintética no es suficiente para soportar la carga del fruto". En inglés en el original: "The amenability of bush cultivars of winter squash and pumpkins to more sustainable weed control (avoidance of chemical herbicides) has only recently been appreciated and exploited by vegetable growers. Part of this awareness has come about through the increased used of plastic mulch and drip irrigation. Closer row spacing has often accompanied mulch use, and cultivation between mulched rows can be an efficient technique for weed control." "The bush phenotype has been exploited for developing superior cultivars of summer squash for several decades, if not centuries. More recently, bush and semibush hybrids of ornamental pumpkins and winter squash have become more widely adopted by commercial growers in North America. There is some experimental evidence to suggest that bush cultivars of squash intercept light more effectively than vining cultivars at high-density spacing (Loy and Broderick, 1990) and have a higher harvest index than vining cultivars (Broderick, 1982[37]), and therefore are more efficient producers of fruit biomass. The downside to breeding bush cultivars is that mesocarp DM, and thus eating quality, may be compromised if photosynthetic capacity is not sufficient to support the fruit load."
28. 1 2  Loy (2011[24]) pp. 112-113. "En zapallos y calabacitas decorativas (winter squash, pumpkins and gourds), el fenotipo arbustivo ha ganado un uso comercial generalizado solo en las últimas tres décadas. La adopción comercial de las variedades arbustivas y semiarbustivas pueden ser atribuidas primariamente a dos factores: (1) un énfasis incrementado por los cultivares híbridos F1 en la industria de las semillas, y (2) una maduración más temprana y mejor disposición de los cultivares arbustivos a la plantación de alta densidad, la cobertura rápida del suelo por parte del follaje, y un control de malezas más sostenible". En inglés en el original: "In winter squash, pumpkins and gourds, the bush phenotype has gained widespread commercial use only during the past three decades. The commercial adoption of bush and semi-bush varieties can be attributed primarily to two factors: (1) increased emphasis on F1 hybrid cultivars in the vegetable seed industry, and (2) earlier maturation and amenability of bush cultivars to high density planting, rapid leaf canopy closure, and more sustainable weed control."
29. ↑  Lang y Ermini (2011[43]), p.8 "Hay una gama importante de cultivares que se diferencian por características agronómicas importantes como: hábito de crecimiento -algunas plantas crecen más compactas y otras se extienden rápidamente con guías-, vigor, producción de masa foliar, (...)"
30. ↑  Por ejemplo en la descripción del "anquito" Cucurbita moschata 'Frontera INTA'ː "Excelente vigor de planta (...). Se adapta mejor que otras variedades de INTA a los cultivos sin riego complementario que se realizan al norte del país. (...) Las plantas son... muy expansivas."[44]
31. ↑  Lang y Ermini (2011[43]), p.8 "Durante el año 2008 se inició la realización de parcelas demostrativas de zapallo donde se pusieron a prueba varios materiales, algunos de ellos experimentales. En estos encuentros los productores locales evaluaron las características que se perciben más deseables en los de zapallo, las cuales fueron identificadas como: rápida cobertura del suelo, entrenudos cortos, maduración uniforme, resistencia a la sequía, rusticidad, precocidad y alto rendimiento de las plantas, y buena conservación, alto porcentaje de pulpa y color exterior e interior de los frutos".
32. ↑  JB Loy (2011[24]) p.116: "Las plantas de hábito de crecimiento determinado, sólo recientemente informadas para el zapallo (Kwack 1995[45]), no fueron utilizadas por los obtentores". En inglés en el original: "Determinate growth habit, only recently reported in squash (Kwack 1995[45]), has not been utilized in breeding."
33. 1 2 3  Stephenson et al. (1988[46]), resumen: "Muchas plantas, especialmente las especies con reproducción indeterminada, muestran una "dominancia del primer fruto", en la cual la presencia de frutos en desarrollo reduce la maduración de futuros frutos debido al aumento de abortos de frutos posteriores (más jóvenes) y debido a la inhibición de la producción de flores subsecuente. Examinamos los efectos del número de semillas en la dominancia del primer fruto manipulando experimentalmente el número de granos de polen depositados en los estigmas del zucchini y luego monitoreamos la producción de flores, el crecimiento de los frutos, y su maduración. Nuestros resultados muestran que (1) los frutos que contienen más semillas crecen más rápido y llegan a tamaños más grandes, (2) que la presencia de frutos de 6 a 15 días de vida disminuye significativamente la probabilidad de producción de flores femeninas mientras que aumentan significativamente la probabilidad de aborto de frutos; (3) que el número de semillas en el primer fruto en desarrollo tiene un efecto significativo en la probabilidad de producción de flores y aborto de frutos, y (4) cuando el número de semillas varía entre frutos en una planta el fruto con la menor cantidad de semillas es el que más probablemente aborte. Se concluye que la fuerza de la dominancia del fruto en desarrollo depende del número de semillas que contiene y que eso también influencia el resultado de la competencia entre frutos." En inglés en el original, Abstract: "Many plants, especially of species with indeterminate reproduction, show first-fruit dominance, in which the presence of developing fruit reduces future fruit maturation by increasing the abortion of later (younger) fruit and by inhibiting subsequent flower production. We examined the effects of seed number on first-fruit dominance by experimentally manipulating the number of pollen grains that were deposited onto stigmas of zucchini squash and then monitoring flower production, fruit growth, and fruit maturation. Our findings show (1) that fruits containing more seeds grow faster and achieve greater size; (2) that the presence of 6–15-d-old fruit significantly decreases the probability of female flower production while significantly increasing the probability of fruit abortion; (3) that the number of seeds in the prior developing fruit has a significant effect on the probability of flower production and fruit abortion, and (4) that when seed number varies among the fruits on a vine the fruit with the fewest seeds are the most likely to abort. It is concluded that the strength of dominance by a developing fruit depends on the number of seeds it contains and that this also influences the result of fruit to fruit competition."
34. ↑  JB Loy (2011[24]) p.99: "Las flores usualmente se originan individualmente en las axilas de las hojas. Las flores masculinas son producidas cerca del centro de la planta; mientras que las flores femeninas o pistiladas son producidas distalmente a las masculinas en el tallo principal y los laterales (Nitsch et al. 1952,[47] Maynard et al. 1992[48]). Una vez que la floración femenina comienza, las flores solitarias son típicamente producidas aproximadamente cada 4 a 6 nudos a lo largo de los tallos, pero dos flores femeninas ocasionalmente aparecen en nudos sucesivos." p.100: "Típicamente, las flores masculinas son iniciadas sólo en las axilas de las hojas de los primeros 10 a 15 nudos, seguidos por la iniciación de las flores femeninas en nudos sucesivos con flores masculinas dispersadas cada dos a cuatro nudos (Loy 2004[25])." En inglés en el original: "Flowers are usually borne singly in leaf axils. Staminate flowers are produced near the crown of the plant; whereas, female or pistillate flowers are produced distally to staminate flowers on the main stem and lateral branches (Nitsch et al. 1952,[47] Maynard et al. 1992[48]). Once pistillate flowering commences, solitary flowers are typically produced about every 4 to 6 nodes along stems, but two pistillate flowers ocassionally occur on successive nodes." p.100: "Typically, staminate flowers are initiated only in leaf axils of the first 10 to 15 nodes, followed by initiation of pistillate flowers on successive nodes with male flowers dispersed every two to four nodes (Loy 2004[25])."
35. ↑  JB Loy (2011[24]) p.99: "Staminate flowering often occurs a few days before pistillate flowering (Scott 1933;[49] Nitsch et al. 1952;[47] Decker 1986;[50] Maynard et al. 1992,[48] 2002[35]); however, in many modern bush and semi-bush hybrid varieties, pistillate flowering precedes staminate flowering."
36. ↑  Schaefer y Renner 2011[52] p. 114: "The hypanthium in Cucurbitaceae derives from the expansion of sepal and petal bases, and their receptacular insertion area (Leins and Galle 1971;[53] Pozner 1993a,[54] b[55]). In male flowers, stamens arise at the bottom of the hypanthium or are inserted at different levels on the hypanthium wall, with the stamen bases then contributing to the hypanthium. These “appendicular” hypanthia may take a wide range of shapes: from flat and patelliform (Cyclanthera) to long and tubular (Ceratosanthes; Vogel 1981a;[56] Pozner 2004[57]). The hypanthium floor typically bears a nectary, which can be mesenchymal (most genera) or trichomatous (Sicyoeae; Vogel 1981a,[56] 1997;[58] Pozner 2004[57]). In female flowers, the hypanthium includes the ovary wall, producing a “hypanthial gynoecium” (Leins et al. 1972[59]). The gynoecia consist of 1–5 carpels, the 3-carpellate condition being the most common."
37. ↑  Whitaker y Davis (1962[22]) p.33: "As growth in the perianth tube continues, cell division and elongation become evident below the bases of the stamens, until, in the mature flower, the stamens appear to branch off from the perianth tube near the median level."
38. 1 2  JB Loy (2011[24]) p.97-98: "Las especies de Cucurbita con monoicas. Las flores amarillo-anaranjadas brillantes son grandes y conspicuas, comprendidas por una corola campanulada, 5-lobada junto con un cáliz 5-lobado, formando un tubo periantal basal (Fig. 4.2). Usualmente tres, pero ocasionalmente cuatro o cinco carpelos, comprenden el ovario ínfero de las flores femeninas, y cada carpelo desarrolla una serie de óvulos originados en crestas placentales en cada lóculo (Hayward 1938[60]). Un estilo corto, grueso asciende desde el perímetro de la copa nectarífera (nectary cup) en la base del tubo periantal y termina en un estigma trilobado. Las flores masculinas se originan en pedicelos largos y esbeltos y tienen tres estambres originados en filamentos simples que se unen por dos anteras tetrasporangiadas y una bisporangiada (Hayward 1938,[60] Kirkwood 1905,[61] Fig. 4-2)." En inglés en el original. p.97-98: "Cucurbita species are monoecious. The bright yellow-orange flowers are large and conspicuous, comprised of a campanulate, 5-lobed corolla together with a 5-lobed calyx, forming a basal perianth tube (Fig. 4.2). Usually three, but occasionally four or five carpels, comprise the inferior ovary of pistillate flowers, and each carpel develops a series of ovules borne on placental ridges in each locule (Hayward 1938[60]). A short, thick style ascends from the perimeter of a nectary cup at the base of the perianth tube and terminates in a three-lobed stigma. Staminate flowers are borne on long, slender pedicels and have three stamens borne on single filaments that are united by two tetrasporangiate and one bisporangiate anther. (Hayward 1938,[60] Kirkwood 1905,[61] Fig. 4-2)."
39. ↑  Whitaker y Davis 1962[22] p.16: "Two of the three stamens are tetrasporangiate, producing two locules at maturity, while the third is bisporangiate and unilocular.", pero ver la explicación en p.32.
40. 1 2 3  Chakravarty (1958,[62] es el citado en Whitaker y Davis 1962[22] p.32: "Studies by Chakravarty (1958[62]), on the evolution of the staminate flower in the Cucurbitaceae, have provided answers to the vexing question of the number of stamens in the family. He found evidence that the basic number of stamens in the group is five. Genera with three stamens are derived from those with five independent, monothecal stamens, by a process of fusion. The bithecal stamen in genera with three stamens is regarded as a compound stamen, while the odd stamen is viewed as a simple stamen.", confirmado para C. maxima subsp. andreana por Ashworth 1997[63]). Sin embargo el conocimiento parece muy antiguo, en Barber (1909[64]) p.269 sobre las flores de Cucurbitaceae: "The stamens are five in number, four of which frequently cohere in pairs, or more rarely they all unite to form a column."
41. ↑  JB Loy (2011[24]) p.99: "Las flores masculinas producen prodigiosas cantidades de granos de polen grandes, de 120 a 200 μm de diámetro (Shridhar and Singh 1990;[65] Nepi and Pacini 1993;[51] Teppner 2004[66])." En inglés en el original: "Staminate flowers produce prodigious amounts of large pollen grains, 120 to 200 μm in diameter (Shridhar and Singh 1990;[65] Nepi and Pacini 1993;[51] Teppner 2004[66]). "
42. ↑  JB Loy (2011[24]) p.99: "Los polinizadores primarios de las flores de Cucurbita en Norteamérica incluyen la abeja Apis mellifera L., los abejorros Bombus spp., y una especie de abeja de los zapallos (squash bee), Peponapis pruinosa Say (Shuler et al. 2005[69]). La importancia relativa de cada uno de estos polinizadores varía con las prácticas de cultivo, la locación y la estación del año (Julier y Roulson 2009[70])." En inglés en el original: "The primary pollinators of Cucurbita flowers in North America include honey bee, Apis mellifera L., bumble bees, Bombus spp., and a species of squash bee, Peponapis pruinosa Say (Shuler et al. 2005[69]). The relative importance of each of these pollinators varies with cultural practices, location and season (Julier and Roulson 2009[70])."
43. ↑  Nepi et al. (2011[71]) p.188, sobre el cultivar Cucurbita pepo 'Alberello di Sarzana', en la discusión: "Cuando la remoción de néctar tiene un efecto sobre el total de néctar producido, la flor está lista para modular los recursos alojados para la producción de néctar. Esta habilidad está aparentemente ausente de las flores en las que la remoción de néctar no tiene ningún efecto, y en las especies que producen un volumen fijo de néctar, más allá del número de visitas de insectos que reciben. Ése es el caso de las flores masculinas de C. pepo, y de hecho, también fue informado para las flores masculinas y femeninas de Cucurbita maxima (Ashworth y Galetto 2002[72]). La cantidad fija de néctar producido por las flores de C. pepo es estrictamente dependiente de las reservas de almidón acumuladas en el parénquima del nectario durante la fase presecretoria (Nepi et al. 1996a). Consecuentemente, la cantidad de azúcar producida está ya determinada antes de que la secreción comience". En inglés en el original: "When nectar removal has an effect on the total nectar produced, the flower is able to modulate the resources allocated to nectar production. This ability is apparently absent from flowers where nectar removal has no effect and in those species that produce a fixed volume of nectar, regardless of the number of insect visits they receive. Such is the case for male flowers of C. pepo, and, indeed, this has also been reported for both male and female flowers of Cucurbita maxima (Ashworth and Galetto 2002[72]). The fixed quantity of nectar produced by flowers of C. pepo is strictly dependent on the starch reserves accumulated in the nectary parenchyma during the presecretory phase (Nepi et al. 1996a). Consequently, the quantity of sugar produced is already determined before secretion commences."
44. ↑  Nepi y Pacini (1993[51]), las abejas observadas fueron Apis mellifera y el cultivar Cucurbita pepo 'Greyzini': "Las visitas de las abejas comienzan poco después de que las flores abren y llegan a un máximo entre las 0630 y las 0830 h en días soleados (Fig. 8). Las flores femeninas son visitadas más que las masculinas (Fig. 8, Tabla 2). Las abejas siguen un camino diferente en los dos tipos de flor porque el acceso al néctar es diferente (Fig. 1). En las flores masculinas el insecto aterriza cerca del borde de la corola y va hacia uno de los tres poros nectaríferos (nectary pores), a través del cual succional el néctar mientras se mantiene en una posición vertical, vuelve a su posición de aterrizaje y luego vuela hacia la flor siguiente. Durante esta operación los pelos en el dorso de la abeja se frotan contra las anteras y el polen se adhiere a ellos. Normalmente cada pelo colecta un único grano (Fig. 9). El insecto pierde polen en el camino hacia adentro, especialmente si viene de una flor masculina y ya está cargado con polen, y en el camino hacia afuera porque la salida es más dificultosa que la entrada. Los granos caídos se acumulan en la base de los filamentos y la corola (Fig. 1). Normalmente una flor masculina es visitada por un insecto a la vez, for un promedio de 41+-25 s (Tabla 2). Una vez que la abeja está fuera de la flor masculina, suele pararse en una hoja en la que remueve algo del polen con sus patas. Esta operación la realiza particularmente después de las visitas de las primeras horas de la antesis, cuando todavía hay mucho polen (Tabla 3). No obstante muchos granos de polen se mantienen adheridos al insecto. - En la flor femenina, el insecto usualmente aterriza en el borde de la corola, a veces incluso en la punta del estigma. Desde una de esas dos posiciones se dirige a la base de la corola donde se mueve alrededor del annulus colectando néctar. El polen es en su mayor parte dejado en el estigma durante el descenso a la flor, pero también puede ser depositado durante la colección de néctar. El camino del insecto es tan que el polen es distribuido asimétricamente, esto es, longitudinalmente sobre un lóbulo del estigma durante el descenso, y simétricamente en toda la circunferencia de la parte basal del estigma durante la colección de néctar. La distancia entre la superficie interna de la corola de las flores masculinas y las anteras es similar a la que hay entre la superficie interna de la corola y el estigma (Fig. 1). Las abejas mayormente depositan el polen durante su descenso al fondo de la corola. Una flor femenina puede ser visitada por dos o tres insectos por vez; la visita dura un promedio de 90+-66 s (Tabla 2). - Los granos de polen son uniformemente distribuidos en el dorso y los lados de la abeja. En la flor femenina, la deposición del polen en el estigma ocurre en la misma forma. Las abejas que dejan más granos son aquéllas que visitan la flor primero, porque son ellas las que portan una carga más grande de polen (Tabla 3). Hacia el final de la antesis, en nuestras observaciones, el estigma ha recibido un promedio de 827+-143 granos de polen." En la discusión: "Cuando la corola abre las anteras están ya abiertas y el polen está expuesto en una monocapa que cubre la entera superficie de la columna anterífera. La presencia de una monocapa significa que todos los granos tienen la misma probabilidad de adherirse (attaching) a una abeja y de depositarse en un estigma. Quizás los granos se adhieren de a uno en los pelos del insecto porque están arreglados en una monocapa. - Si la distancia entre la superficie interna de la corola de las flores masculinas y sus anteras, y entre la misma superficie de la corola de las flores femeninas y sus estigmas, fueran diferentes, tanto la carga como la descarga serían favorecidas. Carga y descarga, sin embargo, tienen diferentes simetrías porque el camino del insecto colectando néctar es diferente en las dos flores. En las flores masculinas la abeja principalmente adquiere polen desde un único sector de la columna anterífera. En las flores femeninas, un lóbulo del estigma es polinizado primero, recibiendo la mayor parte de la carga, seguido de la circunferencia más baja del estigma. Esto facilita la emisión de tubos polínicos desde diferentes posiciones del estigma. Como los granos son usualmente colectados de a uno en los pelos de la abeja, son depositados a cierta distancia entre sí, creando poca o nada de competencia. El corto intervalo entre la deposición del polen y la emisión del tubo polínico es principalmente debido al hecho de que el polen no está deshidratado y que el paso de hidratación normalmente precediendo la germinación es omitido. La gran cantidad de pollenkitt (Ciampolini, Nepi y Pacini 1993[73]) también facilita la adhesión a las papilas del estigma. Como las flores femeninas son altamente frecuentadas, la superficie del estigma es repetidamente friccionado por los pelos de las abejas. Esta acción de fricción lleva a la deposición pero también a la remoción de los granos que todavía no hayan emitido el tubo polínico. La emisión del tubo polínico en unos cortos 3-5 minutos causa que las células vegetativa y generativa entren rápidamente al estigma-estilo (stigma-style) y que el polen se adhiera fuertemente al estigma". [...] "A las abejas les toma más tiempo visitar una flor femenina debido a la posición del necatario y la cantidad más grande de néctar. Las abejas succionan el néctar a medida que caminan en círculos por el receptáculo nectarífero. En la flor masculina succionan el néctar a través de un poro de acceso al néctar y nunca se pueven a un poro adyacente. La apertura de las dos flores corresponde a las horas pico de actividad del polinizador que sale al aire libre al calentarse el día en las áreas templadas (Gould y Gould 1988[74]). La disminución o ausencia de visitas después de las 1000 h puede ser atribuida a factores climáticos y al hecho de que el néctar ya ha desaparecido o ya contiene menos proteínas de bajo peso molecular y monosacáridos (nuestros resultados, sin publicar)." "Eficiencia del polinizador. El pico de la actividad de la abeja ocurre en las primeras horas en que las flores están abiertas, cuando la viabilidad del polen está todavía por arriba del 80 %. De esta forma un alto porcentaje de germinación está asegurado. Las visitas más eficientes son las primeras, porque resultan en la deposición en el estigma de un gran número de granos altamente viables. Como una flor femenina recibe en promedio 88 visitas durante la antesis y la carga promedio de una abeja es de 224 granos de polen, si la eficiencia de polinización fuera del 100 % entonces 19712 granos deberían ser depositados en el estigma. En la práctica el número promedio al final de la antesis fue de 827. Estos son presumiblemente los que germinaron porque la emisión del tubo polínico fija los granos al estigma y previene su remoción durante el paso de las abejas. La eficiencia o mejor dicho cosecha (yield) es sólo del 42 %. Esta diferencia es probablemente debida al hecho de que: (a) las abejas no gustan del polen, (b) el polen se pierde durante las visitas a las flores, (c) algunos de los granos que quedaron en el estigma fallan en germinar y son removidos durante la fricción del paso de la siguiente abeja; (d) una vez que una abeja deja una flor femenina puede visitar otras flores del mismo sexo, dejando menos y menos polen de viabilidad decreciente, y favoreciendo el desprendimiento de polen recientemente depositado. - El volumen del saco melífero (honey sac) donde la abeja acarrea el néctar es de 55 μl. Este volumen es menor que la cantidad de néctar disponible en cualquiera de las dos flores (Tabla 2). A pesar de esto, las abejas no 'se llenan' con un único nectario sino que visitan diferentes flores, aun en las primeras horas cuando están llenos de néctar. Este hecho determina la polinización. En el caso de una flor masculina, la abeja podría volver y colectar néctar de un poro diferente, pero no lo hacen. No está claro por qué los insectos voluntaria o involuntariamente llenan su saco de diferentes flores, pero el resultado es evidente." En inglés en el original: "Bee visits begin soon after the flowers opens and reach a maximum between 0630 and 0830 h on sunny days (Fig. 8). Female flowers are visited more than male flower (Fig. 8, Table 2). The bees follow a different path in the two types of flower because access to the nectar is different (Fig. 1) In male flowers the insect lands near the edge of the corolla and goes towards one of the three nectary pores, through which it sucks the nectar while in a vertical position, returns to its landing position and then flies on the next flower. During this operation the hairs on the bee's back brush the anthers and pollen adheres to them. Normally each hair collects a single grain (Fig. 9). The insect loses pollen on the way in, especially if it comes from a male flower and is already loaded with pollen, and on the way out because exit is more difficult than entry. Fallen grains accumulate at the base of the filametns and the corolla (Fig. 1). Normally a male flower is visited by one insect at a time, for an average of 41+-25 s (Table 2). Once the bee is out of the male flower, it often rests on a leaf to remove some of the pollen with its legs. This operation is performed particularly after visits in the first hours of anthesis, when pollen is plentiful (Table 3). Nevertheless many pollen grains remain attached to the insect. - In the female flower, the insect usually lands on the edge of the corolla, sometimes even on the tip of the stigma. From one of these two positions it heads for the base of the corolla where it moves around the annulus collecting nectar. Pollen is mostly left on the stigma during descent into the flower, but may also be deposited during nectar collection. The path of the insect is such that pollen is distributed asymmetrically, that is, longitudinally on one lobe of the stigma during descent, and symmetrically around the whole circumference of the basal part of the stigma during nectar collection. The distance beetween the internal surface of the corolla of male flowers and the anthers is similar to that between the internal surface of the corolla and the stigma (Fig. 1). Bees mostly unload pollen during their descent to the bottom of the corolla. A female flower may be visited by two or three insects at a time; visit last an average of 90+-66 s (Table 2). - The pollen grains are uniformly distributed on the back and sides of the bee. In the female flower, pollen deposition on the stigma occurs in the same way. The bees leaving more grains are those that visit the flower first, because they carry a greater load of pollen (Table 3). By the end of anthesis, in our observations, the stigma has received an average of 827+-143 pollen grains." En la discusión: "When the corolla opens the anthers are already open and the pollen exposed in a monolayer covering the whole surface of the antheriferous column. This monolayer means that all grains have the same probability of attaching to the bee and of coming off on the stigma. Perhaps the grains attach singly to the hairs of the insect because they are arranged in a monolayer. - If the distance between the internal surface of the corolla of the male flowers and the anthers, and between the same surface of the corolla of the female flowers and the stigma were different, either loading or unloading would be favoured. Loading and unloading, however, have different symmetries because the path of the insect collecting nectar is different in the two flowers. In male flowers the bee mainly acquires pollen from a single sector of the antheriferous column. In female flowers, one lobe of the stigma is pollinated first, receiving most of the load, followed by the lower circumference of the stigma. This facilitates the emission of pollen tubes from different positions on the stigma. Since the grains are usually collected singly on the hairs of the bee, they are deposited at some distance from each other, creating little or no competition. The brief interval between pollen deposition and emission of the tube is mainly due to the fact that the pollen is not dehydrated and the hydration step normally preceding germination is omitted. The large quantity of pollenkitt (Ciampolini, Nepi and Pacini 1993[73]) also facilitates adhesion to the stigma pappillae. As the female flowers are highly frequented, the surface of the stigma is repeatedly brushed by the hairs of the bees. This brushing action leads to deposition but also to removal of grains that have not yet emitted the pollen tube. The emission of the pollen tube in a brief 3-5 min causes the vegetative and generative cells to enter quickly the stigma-style and the pollen to adhere strongly to the stigma." [...] "The bees take longer to visit a female flower because of the position of the nectary and the greater quantity of nectar. The bees suck the nectar as they circle the nectar receptacle. In the male flower they suck the nectar through a nectary pore and never move on to the adjacent one. The opening of both flowers corresponds to the hours of peak pollinator activity that tails off in the heat of the day in temperate areas (Gould and Gould 1988[74]). The decrease or absence of visits after 1000 h may be ascribed to climatic factors and to the fact that the nectar is finished or contains fewer low molecular weight proteins and monosaccharides (our unpubl. resl)." "Pollinator efficiency. The peak of bee activity occurs in the first hours that the flowers are open, when pollen viability is still above 80 %. In this way a high percentage of germination is assured. The most efficient visits are the first ones because they result in the deposition on the stigma of a large number of highly viable grains. Since a female flower receives an average of 88 visits during anthesis and the mean load of a bee is 224 pollen grains, if pollination efficiency was 100 % then 19712 grains would be left on the stigma. In practice the mean number at the end of anthesis was 827. These are presumably the ones that germinated because pollen tube emmission fixes the grains to the stigma and prevents their detachment by passing bees. Efficiency or rather yield is only 42 %. This difference is probably due to the fact that: (a) the bees do not like the pollen, (b) pollen is lost during visits to the flowers, (c) some of the grains left on the stigma fail to germinate and are brushed away by the next bee; (d) once a bee leaves a female flower it may visit other flowers of the same sex, leaving less and less pollen of decreasing viability, and favouring the detachment of recently deposited pollen. - The volume of the honey sack where the bee carries the nectar is 55 μl. This volume is smaller than the quantity of nectar available from either flower (Table 2). Despite this, bees do not 'fill up' from a single nectary but visit different flowers, even in the first hours when nectar is plentiful. This fact determines pollination. In the case of a male flower, the bee could return and gather nectar from a different nectary pore, but it does not. It is not clear why insects voluntarily or involuntarily fill their sack from several flowers, but the result is evident. "
45. 1 2 3  HS Paris y DN Maynard (2008) Cucurbita en J Janick y RE Paull (2008[7]) The Encyclopedia of Fruit and Nuts: "El aumento de tamaño de los ovarios es notorio dentro de las 24-36 h después de la antesis. No todas las flores femeninas se desarrollan en fruto sin embargo, lo más usual es que sea porque muchas más flores son producidas que las que la planta es capaz de soportar nutricionalmente. La competencia es más intensa durante la primera semana después de la antesis. Si para este tiempo el aumento de tamaño es importante, el fruto se considera que está cuajado (set), esto es, probablemente sea capaz de desarrollarse en un fruto maduro cosechable". En inglés en el original: "Increase in size of the ovaries is noticeable within 24-36 h of anthesis. Not all pistillate flowers develop into fruit, however, most often because many more flowers are produced than the plant is able to support nutritionally. Competition is strongest during the first week after anthesis. If by this time the size increase is great, the fruit is considered to have 'set', that is, probably will be able to develop into a harvestable mature fruit."
46. 1 2 3 4  Robinson y Reiners (1999[128]): "Parthenocarpy can be induced in Cucurbita by growth regulators (Gustafson 1941;[129] Mori 1947;[130] Takashima and Hatta 1955[131]) or pollen extracts (Gustafson 1937[132]), but this is not a commercial practice in the United States."
47. 1 2 3  Ferriol y Picó (2008):342: "As stated before farmers save seeds of landraces for the following year's planting. These also can be done with open-pollinated commercial cultivars. However, if seeds are recovered from natural crossings performed by bees, genetic identity can be alternated by cross pollination with other domesticated or wild species in the vicinity. For commercial production is then necessary to separate production fields, or use greenhouses or isolation cages. Controlled hand pollination is also an alternative." "Hand pollinations are recommended to be performed early in the morning, when female flowers are receptive, using a high amount of pollen."
48. 1 2 3 4  Así lo hacía Contardi (1939[90]): "Para aislar las flores, se utilizaron pequeñas bolsitas de género. (...) Para efectuar los cruzamientos o autofecundaciones, era necesario: a) Aislar las flores masculinas y las femeninas un día antes de la apertura de sus corolas; b) Al día siguiente del aislamiento, y estando las flores "a punto" (abiertas), se corta la masculina, se elimina la corola y tomándola por el pedúnculo floral, se frota suavemente con los estambres a modo de pincel el estigma de la flor femenina previamente destapada; c) Se aísla nuevamente la flor femenina polinizada para evitar la penetración de insectos e infecciones con polen de plantas vecinas; d) En el pedúnculo de la flor polinizada, se coloca una etiqueta con las indicaciones pertinentes; e) A los pocos días se puede retirar la bolsita, permitiendo el fácil desarrollo del fruto. Según los resultados obtenidos en las cruzas, se han podido determinar tres condiciones importantes para el éxito de las hibridaciones: a) las horas de la mañana son las más propicias b) no se debe maltratar en lo posible la corola de la flor femenina, detalle que fue revelado al efectuar 63 cruzas y autofecundaciones rompiendo premeditadamente parte de la corola, resultando positivos sólo tres cruzamientos; c) es inútil efectuar cruzamientos en los días más sofocantes del verano, pues los órganos tiernos de las plantas se plasmolizan en parte y no se consigue ningún resultado. "
49. 1 2  Nota del INTA del 27 de marzo del 2014[124] "Aunque en las condiciones climáticas del noreste de la provincia de Buenos Aires, los requerimientos de riego están satisfechos naturalmente con las lluvias, riegos complemetarios durante la época del cuaje y llenado de los frutos, mejoran la producción."
50. ↑  HS Paris y DN Maynard (2008) Cucurbita en J Janick y RE Paull (2008[7]) The Encyclopedia of Fruit and Nuts: "Las Cucurbita que se cultivan para el consumo de sus frutos inmaduros, conocidas como summer squash, son cosechadas unos cuantos días después de la antesis. La cosecha de estos frutos cuando ya están listos para ser consumidos permite que la planta continúe produciendo y cuajando frutos". En inglés en el original: "Cucurbita that are grown for consumption of the young fruit, known as summer squash, are harvested several days past anthesis. Harvesting of these fruit promptly when ready allows for subsequent fruit set and production on the plant."
51. ↑  HS Paris y DN Maynard (2008) Cucurbita en J Janick y RE Paull (2008[7]) The Encyclopedia of Fruit and Nuts: "Los frutos de Cucurbita que se consumen maduros usualmente llegan a su calidad más alta a los 40-50 días después de la antesis, dependiendo del cultivar. Los frutos que no están totalmente maduros son menos dulces que los totalmete maduros". En inglés en el original: "Cucurbita fruit that are consumed when mature usually attain their highest quality at 40-50 days past anthesis, depending on the cultivar. Fruit that are not fully ripe are less sweet than fully ripened fruit".
52. ↑  Por ejemplo en Millán (1943[36]): "El zapallo Bugango se cultivaba en la Banda Oriental del Plata por lo menos ya en 1787 y desde entonces, durante un siglo y cuarto, recibió especiales consideraciones de los autores uruguayos que se ocuparon de él. Caravia (1882[86]), quien ha dejado la descripción más completa, lo escribió en estos términos: "...Esta especie, bien cultivada produce frutos exquisitos, particularmente los que se obtienen de las primeras flores..."
53. 1 2  JB Loy (2011[24]) p.98: "The fruit of Cucurbita is a multi-seeded berry. The peduncle becomes highly lignified during the initial 40 days of fruit development after pollination (Berg 2004[105]), and the morphology of peduncles is a major feature used to identify Cucurbita species."
54. ↑  JB Loy (2011[24]) p. 94. "Un zapallo (squash) puede definirse como madure cuando su ciclo reproductivo está completado en términos del desarrollo de su embrión (llenado de la semilla, seed fill), lo que ocurre unos 55 días después del cuajado en los climas templados (Loy 2004[25])." En inglés en el original: "A squash can be defined as mature when its reproductive cycle is completed in terms of embryo development (seed fill), which occurs about 55 days after fruit set in temperate climates (Loy 2004[25])."
55. ↑  Andres (2004a[13]): "Centros secundarioas de domesticación de Cucurbita moschata ocurrieron relativamente recientemente en Asia tropical, África y en la cuenca del Mediterráneo, y el Caribe y las partes del sur de Norteamérica. La tecnología por marcadores moleculares puede ser útil en definir las relaciones infraespecíficas, incluyendo a los grupos de cultivares. Utilizando marcadores RAPD (random amplified polymorphic DNA), Gwanama et al. (2000[87]) detectaron variación genética significativa entre razas de C. moschata de África sur-central, lo que constituye sólo una pequeña muestra de variación fuera del centro de diversidad de la especie." En inglés en el original: "Secondary centers of [Cucurbita moschata] domestication have occurred relatively recently in tropical Asia, Africa and the Mediterranean Basin, and the Caribbean and southern parts of North America. Molecular-marker technology may be helpful in defining infraspecific relationships, including cultivar-groups. Using random amplified polymorphic DNA (RAPD) markers, Gwanama et al. (2000[87]) detected significant genetic variation among C. moschata landraces from south-central Africa, which constitute just a small sample from outside the center of diversity of the species."
56. ↑  Pérez Castellano, quien dejara sus escritos alrededor de 1780 (publicado en 1914[91]), citado literalmente en Millán (1945[92]), aquí transcripto actualizando a la ortografía actual y aclarando entre corchetes, donde sugiere sobre las chacras de Miguelete, Uruguay: "En las estancias se suelen criar por los campos, particularmente en rodeos viejos de ganado, o en lugares de población dejada [en lugares abandonados por la población], que aquí llaman taperas; unos calabazos muy semejantes en hoja y fruto, cuando están tiernos, a los zapallos criollos [a Cucurbita maxima cultivados]. Algunos engañados de su semejanza los han echado alguna vez en la olla, y es tanta su amargura, que una tajada pequeña ha sido bastante para viciar [estropear] una olla grande de comida y ponerla de modo que ni los perros podían tocarla. Pues estos calabazos, a los que llaman aquí porongos, cuando están sazonados [maduros] son de una corteza muy dura, y son los mejores de todos para toda suerte de vasijas, hasta para tener agua en ellos en lugar de cántaros; porque se dulcifican [pierden su amargor] en poco tiempo sólo con echarles agua y mudarla por algunos días. Yo he deseado su semilla, que es pequeña, para ponerlos en mi chácara [chacra]; pero me he olvidado siempre de pedirla a tiempo. Aconsejo a los labradores del Miguelete que la siembren en las suyas, poniendo las semillas detrás del corral de los caballos, por donde tienen alguna salida las aguas, y hallarán en ellos sin trabajo la utilidad que digo". Dice Millán,[92] "aunque el nombre de porongo se usa especialmente para designar los frutos, o ciertas formas de los frutos, y a la planta misma de Lagenaria siceraria, es evidente que Pérez Castellano alude a Cucurbita andreana, sobre todo si se tiene en cuenta que en un capítulo aparte se refiere en forma inconfundible a la primera especie.", queda abierta la posibilidad de que Pérez Castellano se hubiera referido a las dos poblaciones, la de andreana y la de calabazos de Lagenaria siceraria, que convivían en la región, pensando que referían a una única población.
57. ↑  BVS Uruguay:[93] Entre los años 1995 y 2001, solamente 5 (de 130) brotes de enfermedades transmitidas por alimentos registrados en Uruguay en los cuales se pudo arribar al diagnóstico etiológico, "fueron debidos a la Colocintina, un glucósido muy amargo contenido en la especie silvestre de zapallitos (Cucurbita andreana), que produce híbridos fértiles con la especie comestible (Cucurbita maxima). El cuadro clínico se caracteriza por cólicos epigástricos, diarrea explosiva con múltiples deposiciones diarias que puede llevar a la deshidratación, con un tiempo de incubación entre 30 y 60 minutos y que se autolimita en 24 horas".
58. 1 2  El paper pionero sobre los géneros neotropicales Crescentia, Gleditsia, Enterolobium, Maclura, Diospyros, Carica, Persea, Asimina, Prosopis y Cucurbita es: Janzen, D y P Martin. 1982. Neotropical anacronisms. The fruits that gomphoteres ate. Science 255:19-27. Un libro posterior sobre la base de ese paper es: Connie Barlow. 2000. The Ghosts of Evolution. Nonsensical fruit, missing partners and other ecological anachronisms. First edition. Basic Books. A member of the Perseus Book Group. Disponible online en: http://thegreatstory.org/CB-writings.html Para el caso particular de Cucurbita maxima subsp. andreana: López Anido, F. 2013. Megafauna extinta y anacronismos vegetales. XV Congreso XXXIII Reunión Anual 28 y 29 de noviembre Zavalla Santa Fe, Argentina. Sociedad de Biología de Rosario. Libro de Resúmenes. Contardi (1939[90]): "El ingeniero agrónomo A. Burkart coleccionó algunos ejemplares de esta especie (Cucurbita maxima subsp. andreana) procedentes de la localidad de Tapiales (provincia de Buenos Aires) en donde, según él, "abundaban mucho en campo bajo cultivado con maíz, estando el rastrojo lleno de zapallitos maduros"." Parodi (1935[95]): "(Cucurbita maxima subsp. andreana) crece en suelos modificados, maizales, antiguas taperas, viejos corrales, vizcacheras, etc." Podetti (1925[96]): "Reuníanse por otro lado grandes cantidades de una cucurbitácea amarga, parecida al zapallo de tronco, llamada "cháncara", que abunda especialmente alrededor de los vizcacherales." Parodi (1926[97]): "Se me asegura que (Cucurbita maxima subsp. andreana) antes de los años 1890 y 1900 era sumamente común en la tierra removida de las vizcacheras". Saubidet (1943[98] citado en Millán 1945[92]) p.15 cita el refrán argentino "paisano amargo como zapallo de vizcachera (Cucurbita maxima subsp. andreana)".
59. ↑   HS Paris y DN Maynard (2008) Cucurbita en J Janick y RE Paull (2008[7]) The Encyclopedia of Fruit and Nuts: "Las especies cultivadas de Cucurbita pueden diferenciarse entre ellas con base en sus caracteres vegetativos (Duchesne 1786[102])". En inglés en el original: "The cultivated species of Cucurbita can be differenciated from one another on the basis of vegetative characteristics (Duchesne 1786[102])".
60. 1 2  Teppner (2004[66]) p. 258, traducción: "Hoy es un hecho, al menos para el profesional, y aun para él, sólo si posee toda la planta, es decir con hojas, flores, frutos y semillas, que cada cultivar de las cucurbitáceas cultivadas puede ser clasificado en géneros y éstos a su vez en tribus. Se pasa de largo muy seguido, desafortunadamente, que fue un camino tortuoso (a stony path), llegar a esta colección de caracteres con base en una montaña de conocimiento y esto fue especialmente dificultoso en el caso de las cucurbitáceas cultivadas. Desde los primeros herbales hasta una nomenclatura pasable, estable, y una agrupación más o menos razonable basada en relaciones de parentesco, se necesitaron más de 300 años de duro trabajo". En el original: "Today it is a matter of course, at least for the professional, and at least then, when the whole plant, i.e., with leaves, flowers, fruits and seeds is present, that each cultivar of our cultivated Cucurbitaceae can be classified to a genus and they in turn to tribes. Is is often unfortunately overseen, that it was a stony path, to reach this collection of characters based on a mountain of knowledge and this was especially difficult in the case of the cultivated Cucurbitaceae. From the first herbals to a passable, stable nomenclature and somewhat reasonable grouping based on true relationships, more than 300 years of hard work were required".
61. 1 2 3 4 5 6 7 8 9 10 11 12 13 14 15  HS Paris y DN Maynard (2008) Cucurbita en J Janick y RE Paull (2008[7]) The Encyclopedia of Fruit and Nuts: "The cultivated species of Cucurbita can be differenciated from one another on the basis of vegetative characteristics (Duchesne 1786[102]). The foliage of C. pepo is prickly and the leaf laminae are sharp in outline and often moderately to deeply indented; that of C. maxima is stiffly hairy and the leaf laminae are rounded in outline and not indented; that of C. ficifolia is sparcely hairy and the leaf laminae are rounded and indented in outline, resembling leaf laminae of figs (Ficus sp.); that of C. moschata is softly hairly and the leaf laminae are sharply pentagonal; that of C. argyrosperma can be mistaken for C. moschata as it is softly, although sparsely hairy and leaf laminae are also sharply pentagonal. The peduncles of mature fruit also aid in species identification (Whitaker and Davis 1962[22]). The peduncles of C. pepo are deeply furrowed; those of C. moschata are five-angled and spread widely at their attachment to the fruit; those of C. maxima are neither furrowed nor angled and covered in fine cork; those of C. argyrosperma are thick with rough cork; those of C. ficifolia are not corky, resembling those of C. pepo and C. moschata. A reliable feature distinguishing C. ficifolia from the other cultivated species is the presence of trichomes in stamens (Andres 1990[11])."
62. 1 2 3 4 5 6 7 8 9  Whitaker y Davis (1962[22]) p.17: "The morphology of the peduncle is distinct enough to be used in determining species limits. In C. pepo, the peduncle is deeply furrowed and five- to eight-ridged; in C. moschata, it is five-ridged and flared at the point of fruit attachment; in C. maxima, the peduncle is cylindrical or claviform, but never prominently ridged; in C. mixta, as noted by Whitaker & Bohn (1950[104]), the peduncle is basically five-angled, rounded, but not at all, or only slightly, enlarged at the fruit attachment; in C. ficifolia, the peduncle is hard, smoothly angled, slightly flaring, but comparatively much smaller than in other species of Cucurbita."
63. 1 2 3 4 5 6 7  JB Loy (2011[24]) p.98: "Fruits of C. maxima have a large corky, non-ribbed peduncle (Fig. 4-4). In C. moschata, the peduncle usually has five smoothly angular ridges, often flared slightly at the base, and is very hard. In C. pepo subsp. pepo, peduncles are quite thick and often long, but there is considerable variation in size of peduncles. They are highly angular with deep furrows and typically five to eight ridges. On the other hand, in C. pepo subsp. ovifera, the peduncles are thin and hard, usually with five ridges and shallow furrows (Fig. 4-4)."
64. 1 2 3 4 5  JB Loy (2011[24]) p.97: "Foliage of cucurbits is covered with epidermal hairs or trichomes (Inamdar et al. 1990[106]) that in some cultigens of C. pepo can be harshly prickly and irritate the skin (Xiao and Loy 2007[107]). Foliage of C. maxima is generally less prickly than that of C. pepo, and foliage texture in cultigens of C. moschata tends to be soft and hairy to the touch."
65. ↑  Paris et al. (2012[109]) para Cucurbita pepo: "The palmate, pentalobate leaf laminae...".
66. 1 2 3 4  JB Loy (2011[24]) p. 98: "Floral morphology differs among the three species. C. maxima is characterized by a long floral tube, and edges of moderately lobed corollas are serrated. Flowers of C. pepo have deep and sharply angled corolla lobes, whereas, in C. moschata, the floral tube is shallow to moderate in length and the lobes tend to be rounded. The nectaries in Cucurbita maxima are distinctly more fragrant than in the other species.
67. ↑  JB Loy (2011[24]) p.98 "The nectaries in Cucurbita maxima are distinctly more fragrant than in the other species."
68. 1 2  Andres (2004b[1]): "At vegetable stands and markets, various fruit types often carry familiar designations. Obviously, these designations of market types are useful for communicating and classifying the diversity of regional cultivars. "
69. 1 2  HS Paris y DN Maynard (2008[7]) The Encyclopedia of Fruits and Nuts: "(Sobre Cucurbita pepo): "Fruit rinds can be lignified or non-lignified, and smooth, warted, wrinkled or netted."
70. 1 2  HS Paris y DN Maynard (2008) Cucurbita en J Janick y RE Paull (2008[7]) The Encyclopedia of Fruit and Nuts: "C. pepo is perhaps the most variable species for fruit characteristics in the plant kingdom (Duchesne 1786;[102] Naudin 1856[114]). Its fruit range in size to over 20 kg; in shape from round to flat-scalloped, to long, bulbous cylindrical over 75 cm long; exterior colour is based on hues of green, orange and yellow, with colour intensity ranging from pale to very intense, and a grey contribution (darkness) ranging from none to very dark. Variegation, including striping and bicolour, can result in as many as four colours on the surface of the same fruit. Fruit mesocarp can be relatively thin or thick, and its colour vaires in the range from greenish white to white, yellow, light orange and intense orange. Fruit rinds can be lignified or non-lignified, and smooth, warted, wrinkled or netted."
71. ↑  Andres (2004b[1]): "The [Cucurbita moschata] fruit shapes remarkably resemble most of the fruit shapes of the cultivar-groups of C. pepo as defined by Paris (1986[116]). Fruit color ranges from nearly white, buff (pale orange), sometimes yellow or orange, to dark or even black green, and variously mottled or reticulated. The surface is often ridged and may be warty, especially in South America. The fruit flesh ranges from pale yellow to deep orange, or even inky blackish-green. Fruit sizes range from fist size to over 100 kg in 'Tripolitan', a cultivar from the Middle East."
72. ↑  Andres (2004a[13]): "The fruits of C. moschata are often covered with a waxy bloom like that of the wax gourd, Benincasa hispida (Thunb.) Cogn., which imparts protection from the intense tropical sun and good keeping quality. "
73. ↑  Odepa:[122] "[El zapallo] se da mejor en zonas de climas calurosos, con veranos largos y abundante agua. Con temperaturas inferiores a 10 °C sufre daños por frío, mostrando amarillez en el follaje y pérdida de frutos."
74. ↑  Lang y Ermini (2011[43]), p.16: "Experiencias realizadas en INTA La Consulta, Mendoza, con riego por goteo, demostraron que el rendimiento total y comercial fue incrementado en forma lineal con el aumento de la lámina de riego. Por cada milímetro de agua agregada el rendimiento total se incrementó 39 kg y el rendimiento comercial 35 kg. Al mismo tiempo, a medida que la lámina de riego se incrementaba, la eficiencia de uso del agua, es decir, los kilogramos de fruto por milímetro de agua aplicada, disminuyó. Es decir, con una lámina de agua superior se puede alcanzar un mayor rendimiento, pero con menor eficiencia."
75. ↑  Andres (1990[11]): "Whitaker and Bohn (1950[104]) report that C. ficifolia seems to require a short photoperiod for flowering, whereas the other domesticated species are insensitive to day lenght. While this is generally true, not all accessions of C. ficifolia require short-days for flowering, and many landraces of other Cucurbita species are short-day plants. There are accessions of C. ficifolia that produce fruits at the extreme latitude of Norway (Janson 1923). On the other hand, there are accesions of squash, primarily in the species C. ficifolia and C. moschata, that do not flower north or south of the torrid zone."
76. ↑  Contardi (1939[90]), sobre cruzamientos que hizo entre C. maxima, C. moschata, C. pepo, C. ficifolia en la ciudad de Buenos Aires: "Es inútil efectuar cruzamientos en los días más sofocantes del verano, pues los órganos tiernos de las plantas se plasmolizan en parte y no se consigue ningún resultado."
77. 1 2  Andres (2004a[13]): [Sobre Cucurbita moschata] "There are both, short-season (3-4-month-long) and long-season (6-7-month-long) cultigens (Lira Saade 1995[108])." Andres (1990[11]) p.109: "The Latin American distribution of C. ficifolia exceeds that of all the other cultivated Cucurbita species, extending from the highlands of northern Mexico, through Central America, and throughout Andean America from Colombia and Venezuela to central Chile and northwestern Argentina. The climate in these areas is generally very moist and too cool for any other species of squash to grow, except for some short-season landraces of C. pepo and C. maxima."
78. ↑  En la venta de semillas Seeaholic,[125] para cultivar calabacitas decorativas de C. pepo: "Sowing: Sow in late spring to early summer - April to June. Indoors: Sow indoors no sooner than 4-6 weeks before the last frost. Use a rich compost and sow one seed per 7cm (3”) pot. The seeds have a rounded and pointed end – push the pointed end downwards into the soil. (With flat seeds, such as these, never lie flat on the soil as they can collect moisture and rot quickly). Plant at a depth equal to twice the size of the seed – 1-2cm (½ - 1”) Place in a warm place with natural light. The ideal germination temperatures are 20-28°C (70-85°F). The seeds germinate quickly in 7 – 10 days. Transplant outdoors once the soil have warmed and the plants have their first pair of “true” leaves. Outdoors: Once soil is warm in early summer, seeds can be sown directly outdoors. You need about three months of frost free weather."
79. ↑  HS Paris y DN Maynard (2008) Cucurbita en J Janick y RE Paull (2008[7]) The Encyclopedia of Fruit and Nuts: "Many cultivars of summer squash as well as some pumpkins and winter squash are hybrids, that is, they are produced by crossing two parent lines. Hybrid seeds are produced on a large scale by treating young plants of the female parent line with ethephon, an ethylene-producing compound that supresses male flowering and encourages the differentiation of female flowers, usually over a period of 10-17 days. Therefore, for an interval, the only pollen source in the field is the male parent of the hybrid. Hybrid seeds can be produced en masse by introducing hives of honeybees to the field just prior to the beginning of this interval. Mass production of hybrid summer suqash seeds in conducted in many countries."
80. 1 2 3  JB Loy (2011[24]) p.117: "Because fruit size, fruit number and flesh dry matter are interrelated, breeders must have a firm grounding of the relationship of these traits when breeding for good eating quality in squash. High fresh weight yields are associated with low flesh dry matter (Broderick 1982,[37] Loy 2004,[25] 2006[31]). Good eating quality, on the other hand, is associated with high dry matter, mostly in the form of starch and sugars (Culpepper and Moon 1945,[126] Harvey et al. 1997[127]). Under comparable growing conditions, cultivars with good eating quality should not be expected to produce fresh weight yields as high as those varieties with less acceptable eating quality. This presents a conundrum not only for breeders and seed companies, but also for growers, because in absence of quality standards, grower profits, particularly in wholesale markets, are determined to a large extent by fresh weight yields. Mesocarp dry matter is under multigenic control (Singh 1949[39]), but the relative ratio of fruit load to vegetative growth can affect dry matter accumulation (Loy 2004[25]), and thus confound estimation of potential dry matter content."
81. ↑  Odepa[122] para Chile: "[El zapallo] debe sembrarse una vez que haya pasado el riesgo de heladas, lo que para la zona central del país se produce después de la primera quincena de septiembre. Las siembras tempranas de zapallo se inician entre julio y agosto, bajo abrigo, en las localidades de clima templado a frío y al aire libre en las de clima benigno. Las siembras de zapallo de guarda se realizan entre septiembre y octubre."
82. ↑  Contardi (1939[90]), actualizando a la taxonomía actual: "En cuanto a la partenocarpia, fue factible observar que de 34 flores femeninas aisladas y sin fecundar, no se desarrolló ningún fruto; por lo tanto, la característica de formarse el fruto sin previa fecundación no parece ser común en estas especies (fueron testeadas 22 flores de C. maxima subsp. maxima, 4 flores de C. maxima subsp. andreana, 2 flores de la población de Jesús María, Córdoba, silvestre, de C. maxima subsp. maxima x C. maxima subsp. andreana, y 6 flores de C. pepo.)".
83. ↑  Robinson y Reiners (1999[128]): "Early studies indicated that parthenocarp of Cucurbita pepo did not occur, or was manifested too late in the season to be of value for early production. Durham (1925[133]) closed 301 pistillate flowers of Cucurbita pepo plants to prevent insect pollination, but none set fruit. Nitsch (1952[134]) determined that ‘Acorn’ winter squash would produce parthenocarpic fruit, but only after producing many pistillate flowers that did not set fruit. ‘Royal Acorn’ did not set fruit in our tests, which were terminated before the parthenocarpic stage of development described by Nitsch (1952[134]). Early set of parthenocarpic fruit in zucchini ranged from 0 % to 42 %, depending on variety (Nijs and Zanten 1982[135]). Rylski (1974a[136]) found that ‘Zucchini Elite’ set more parthenocarpic fruit than ‘Bushy White’, and Nijs and Balder (1983[137]) reported differences among cultivars ranging from 17 % set for ‘Elite’ to 87 % for ‘DG 4’. Om and Hong (1989[138]) reported that ‘Zucchini’ and ‘Caserta’ were among the best of the 64 cultivars they tested for fruit set in an insect-proof greenhouse. Our preliminary research (Robinson 1993[139]) indicated that considerable differences existed among summer squash cultivars for parthenocarpic fruit development." Resumen. "Summer squash (Cucurbita pepo L.) cultivars were compared for ability to set parthenocarpic fruit. Some cultivars set no parthenocarpic fruit and others varied in the amount of fruit set when not pollinated. The degree of parthenocarpy varied with season, but the relative ranking of cultivars for parthenocarpy was generally similar. (...) Yield of summer squash plants grown under row covers that excluded pollinating insects was as much as 83 % of that of insect-pollinated plants in the open." Discussion. (..) "Parthenocarpy can supplement insect pollination and improve fruit set of squash when conditions are unfavorable for pollination, but the germplasm we tested cannot be expected to produce normal yield by parthenocarpy alone. None of the cultivars or breeding lines tested set as many fruit by parthenocarpy as when insect-pollinated. The ability of some cultivars to set fruit without pollination is fortuitous because they were not selected for this characteristic. It should be possible to breed squash for parthenocarpy by selection."
84. 1 2  Ferriol y Picó (2008):338: "The large, connated corollas can be tied up both in male and female flowers to prevent pollinator entry the day before anthesis, when the colour of the petals begins to turn to yellowish-orange. Male flowers produce big pollen grains which can be directly deposited on the fleshy stigmas the next morning. Petals of the female flowers can then be tied up again until fruits are developed."
85. ↑  Ferriol y Picó (2008):338: "Usually, manual pollinations are carried out with fresh pollen, although pollen from pre-anthesis flowers that are kept for a few days at low temperatures and high humidity can also be used (Robinson and Decker-Walters, 1997[4])."
86. ↑  Lang y Ermini (2011[43]), p.21: "Los (zapallos) que se cultivan para primicia se los cosecha antes de llegar a plena madurez, cuando se puede hincar la uña en la cáscara."
87. 1 2 3  JB Loy (2011[24]) p. 103: "Seeds are easily removed from fruit of C. pepo and C. moschata, and can be washed in a strainer. The moisture content of the embryos removed from mature fruit is about 40 to 50 % (Cui and Loy 2002[146]). Seed should be immediately dried on a screen in a forced air dryer at 30 to 35 °C for 48 to 72 hours to about 12 % moisture (Hawthorne and Pollard 1954[147]). Seed extraction from fruit of C. maxima is often difficult, especially when the seed cavity is tightly filled with seed, and placental tissue often remains attached to the micropylar end of the seed. Dried seed can be further cleaned, and misshapen and unfilled seed can be removed. An air column separator is useful for a final cleaning step, and aids in removing the clear, membrane-like endocarp layer which adheres to seed."
88. ↑  JB Loy (2011[24]) p. 125. "The primary viruses infecting squash and pumpkins from the aphid-transmitted Potyviridae family are papaya ringspot virus (PSV), watermelon mosaic virus (WMV), and zucchini yellow mosaic virus (ZYMV). Cucumber mosaic virus (CMV; Cucumoviridae) is a widespread aphid-transmitted viral problem in squash with several alternate hosts. Squash mosaic virus (SqMV, Comoviridae), vectored by beetles, is considered less of a problem in Cucurbita."
89. 1 2  JB Loy (2011[24]) p.126: "Powdery mildew (PM) is the most widespread and devastating fungal disease in Cucurbita. Two different organisms incite this disease, Podosphaera xanthii (formerly Sphaerotheca fuliginea) and Golovinomyces cucurbitacearum (formerly Erysiphe cichoracearum). The most commonly reported mildew pathogen worldwide is P. xanthii (Zitter et al. 1996[148]), but in some temperate regions of the world, G. cucurbitacearum is dominant (Krístková et al. 1997[149]). "
90. ↑  JB Loy (2011[24]) p. 126 "Crown, root and fruit rots, along with seedling damping off, caused by Phytophthora capsici Leonian have been considered a sporadic problem on squash and pumpkins (Zitter et al. 1996[148])."
91. ↑  JB Loy (2011[24]) p. 127 "Bacterial leaf spot often occurs during weather episodes that favor angular leaf spot. This disease is very subtle to detect because leaf symptoms, appearing as small necrotic spots with a yellow halo, are often fairly obscure, and if lesions coalesce, may look similar to angular leaf spot (Zitter et al. 1996[148]). Initial symptoms on fruit appear as tiny, corky tan dots, but many lesions expand into slightly sunken tan spots, surrounded by a dark ring. Many of the lesions become encapsulated with callose tissue at the fruit surface, but some eventually penetrate into the flesh and seed cavity, causing severe fruit rot."
92. ↑  JB Loy (2011[24]) p.127:"Angular leaf spot is a widespread bacterial disease of squash and pumpkin, often causing severe foliar destruction but less fruit rot than bacterial leaf spot. In favorable weather following a disease outbreak, new plant growth will often appear free of the disease."
93. ↑  JB Loy (2011[24]) pp. 126-127: "Three additional pathogens often causing serious foliar blights and fruit rots in pumpkin and squash are bacterial leaf spot rot (Xanthomonium campestris (Pammel) Dowson pv.cucurbitae (Bryan) Dye), angular leaf spot (Pseudomonos syringae van Hall pv. lachramans (Smith and Bryan) Young et al.), and gummy stem blight (Didymella bryoniae (Auersw.) Rehm), the anamorph of which, Phomo cucurbitacearum, produces dark pycnidia characteristic of black rot. Gummy stem blight can overwinter on crop debris and can be seed transmitted (Zitter et al. 1996[148])."
94. ↑  JB Loy (2011[24]) p. 127: "The major insect pests of squash and pumpkin in North America are squash bug (Anasta tristis DeGeer), cucumber beetles (Diabrotica balteata LeConte and Diabrotica undecimpunctata Mannerheim), squash vine borer (Melittia cucurbitae Harris), aphid (chiefly green peach aphid, Myzus persicae Sulzer), and in subtropical and tropical areas, the sweet potato white fly (Bemisia tabaci Grennadius)."
95. 1 2  En el trabajo clásico[25] de Culpeper y Moon (1945[126]) sobre 36 cultivares,[25] como citado en Whitaker y Bohn 1950[104]): "Las diferencias en sabor, consistencia y aspecto de las variedades de Cucurbita fueron muchas veces muy amplias y directamente relacionadas con las diferencias en composición. Debido a estas diferencias algunas variedades que son excelentes para un propósito pueden ser sólo mediocres para otro. El momento del desarrollo en que los frutos de Cucurbita tienen el máximo valor depende de la variedad y el uso particular que usualmente se le de a los frutos. Algunas variedades son excelentes para algunos usos culinarios durante las primeras etapas de la madurez y muy pobres para los mismos usos en etapas posteriores, mientras que lo contrario también puede ser cierto para otras variedades." En inglés en el original: "Differences in the flavor, consistency, and appearance of Cucurbita varieties were often very great and were directly related to differences in composition. Because of these differences some varieties that are excellent for one purpose may be only mediocre for another. The period when Cucurbita fruits have maximum value depends upon the variety and the particular use to be made of the fruits. Some varieties are excellent for certain culinary uses during the early stages of maturity and very poor for the same uses at later stages, while the reverse may be true of other varieties."
96. 1 2 3 4  Robinson y Decker-Walters (1997[4]) p. 77: "Commercially canned pumpkin pie mix may be made of C. pepo, C. maxima or C. moschata. Although C. pepo has a long tradition of use in the USA, fruits of the other two species produce better baked pies. Cultivars of C. moschata and C. maxima are also processed and sold as canned or frozen winter squash. Canners prefer cultivars with an orange rind; if a small piece of the skin is inadvertently included in the canned product, it is less noticeable than with green-fruited cultivars. Orange, carotene-rich fruits of C. maxima that are also fine in texture and flavour are mashed into jarred baby food.".
97. 1 2 3  Las variedades preferidas son las de más alta producción, de cáscara amarilla o de colores claros, no verde, porque si se escapa un pedacito de cáscara en el puré queda muy visible. El sabor no es tan importante como la textura, ya que la costumbre de agregar especias y otros ingredientes durante la preparación de las tartas provoca que el sabor original sea indetectable. En el original: "The large-fruited and heavy-yielding varieties having yellow or light-colored rinds are the most desirable for canning. The green-skinned varieties are more difficult to handle so as to prevent discoloration of the canned product by green tissue that may be missed in removing the rind. To meet the requirements of the commercial canning trade a variety must be a heavy yielder, and the fruits must have flesh of the proper color and texture. Flavor is not an important factor in the selection of canning varieties as it can be controlled to some extent by the canner. Tests made in using different varieties for pie-making show that the flavor is so influenced by spices and other ingredients that the original flavor is not very important where the product is used for pies" (Thompson 1937[150] citado textualmente en Whitaker y Bohn 1950[104])
98. ↑  Robinson y Decker-Walters (1997[4]) p. 77: "In the USA, the most familiar use of pumpkins of C. pepo is for Halloween jack-o'-lanterns. Every autumn, the orange, round or oval fruits are carved into grotesque faces and illuminated from within by candles".